# Histoire de l'électricité
Vous pouvez aider à l'améliorer ou bien discuter des problèmes sur sa page de discussion.
- Il ne cite pas suffisamment ses sources. Vous pouvez indiquer les passages à sourcer avec {{référence nécessaire}} ou {{Référence souhaitée}}, et inclure les références utiles en les liant aux notes de bas de page. (Marqué depuis septembre 2024)
- Sa rédaction n'est pas équilibrée, et donne à certains aspects ou points de vue une importance disproportionnée. Considérez son contenu avec précaution. Pour lancer la procédure de résolution du problème, utilisez le paramètre neutralité. (Marqué depuis septembre 2024)

- Archive Wikiwix
- Bing
- Cairn
- DuckDuckGo
- E. Universalis
- Gallica
- Google
- G. Books
- G. News
- G. Scholar
- Persée
- Qwant
- (zh) Baidu
- (ru) Yandex
- (wd) trouver des œuvres sur Wikidata

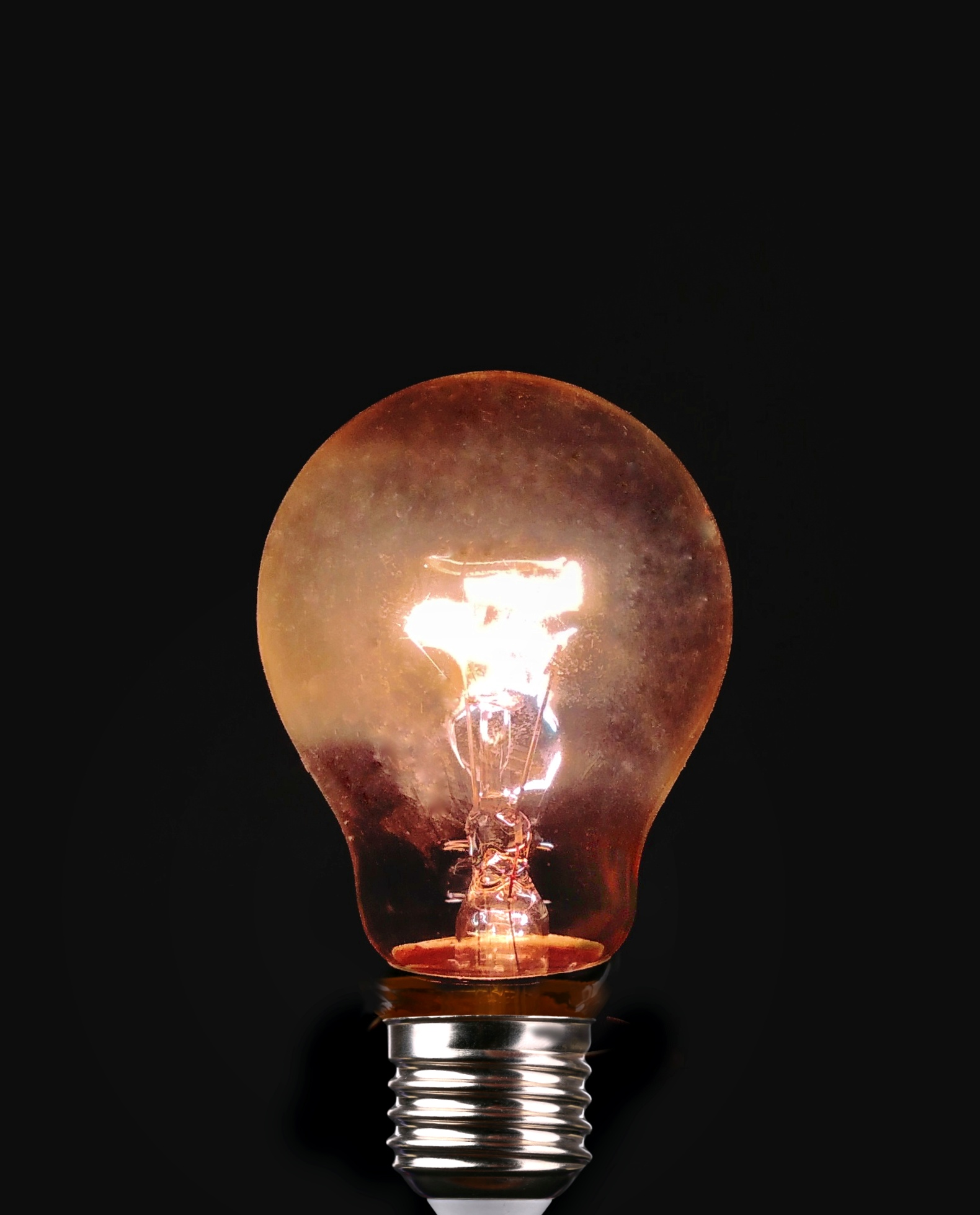
Lampe électrique à incandescence.

L'histoire de l'électricité, en tant que processus d'étude et de compréhension, est amorcée au XVIIe siècle, s'appuie sur de très fortes avancées expérimentales depuis le XVIIIe siècle, et sur une formalisation théorique croissante au XIXe siècle et au XXe siècle : l'électricité est depuis considérée comme ayant une double nature corpusculaire et ondulatoire, et le mot électricité désigne un ensemble de phénomènes créés par le déplacement de particules élémentaires et se manifestant sous forme calorifique, chimique, lumineuse, magnétique ou mécanique, dont les manifestations naturelles sont la foudre et la capacité d'attraction/répulsion qu'ont certains matériaux préalablement frottés. La production, le transport et les usages de l'électricité se développent rapidement à partir du milieu du XIXe siècle, impactant de nombreux secteurs industriels, comme la métallurgie et la chimie, permettant l'émergence des télécommunications et de l'électronique, et provoquant des changements profonds du cadre de vie, notamment avec l'éclairage, l'électroménager, la radio et la télévision. Vecteur d'information et d'énergie, l'électricité est devenue incontournable dans les sociétés modernes depuis le milieu du XXe siècle.

## De l'Antiquité auXVIesiècle
La foudre, manifestation naturelle la plus visible et la plus spectaculaire de l'électricité, a été observée, probablement avec frayeur, par les humains depuis l'aube des temps. Elle a influencé les récits mythologiques de nombreuses civilisations : ainsi Zeus, le roi des dieux antiques grecs, comme Jupiter, son équivalent dans la mythologie romaine, Illapa chez les Incas, Thor, le dieu scandinave, ou encore Indra en Inde contrôlent et manient la foudre.
D'autres phénomènes électriques ont été constatés et parfois reproduits par l'homme à partir du premier millénaire avant J.-C.. Ainsi, les propriétés électrostatiques de l'ambre, qui lui permettent d'attirer des corps légers, ont été rapportées par Thalès vers 600 av. J.-C. et, au Ier siècle, Pline l'Ancien puis Plutarque soulignent que cette faculté peut être obtenue en frottant le morceau d'ambre.
Aristote, vers 300 av. J.-C., mentionne l'existence de poissons pouvant émettre des décharges électriques. On trouve aussi des bas-reliefs de l'Égypte antique représentant des poissons-chats électriques et une mosaïque de Pompéi représente une torpille commune. Scribonius Largus, sous le règne de l'empereur Claude Ier (41-54 apr. J.-C.) décrit un traitement contre la migraine ou contre la goutte qui utilise les décharges électriques produites par un poisson torpille.
Autre phénomène naturel, le feu de Saint-Elme, apparaissant en haut des mâts des navires en période d'orages, est connu depuis le IVe siècle.
Les propriétés magnétiques de certaines pierres, provenant notamment d'une région d'Asie Mineure appelée Magnésie, sont quant à elles mentionnées en Chine dès le premier siècle avant J.-C., et les compas ou boussoles pouvant servir à l'orientation sont utilisés par les marins chinois et arabes dès le XIe siècle. L'effet des éclairs lumineux pendant les orages sur le comportement de l'aiguille du compas est consigné par les navigateurs.

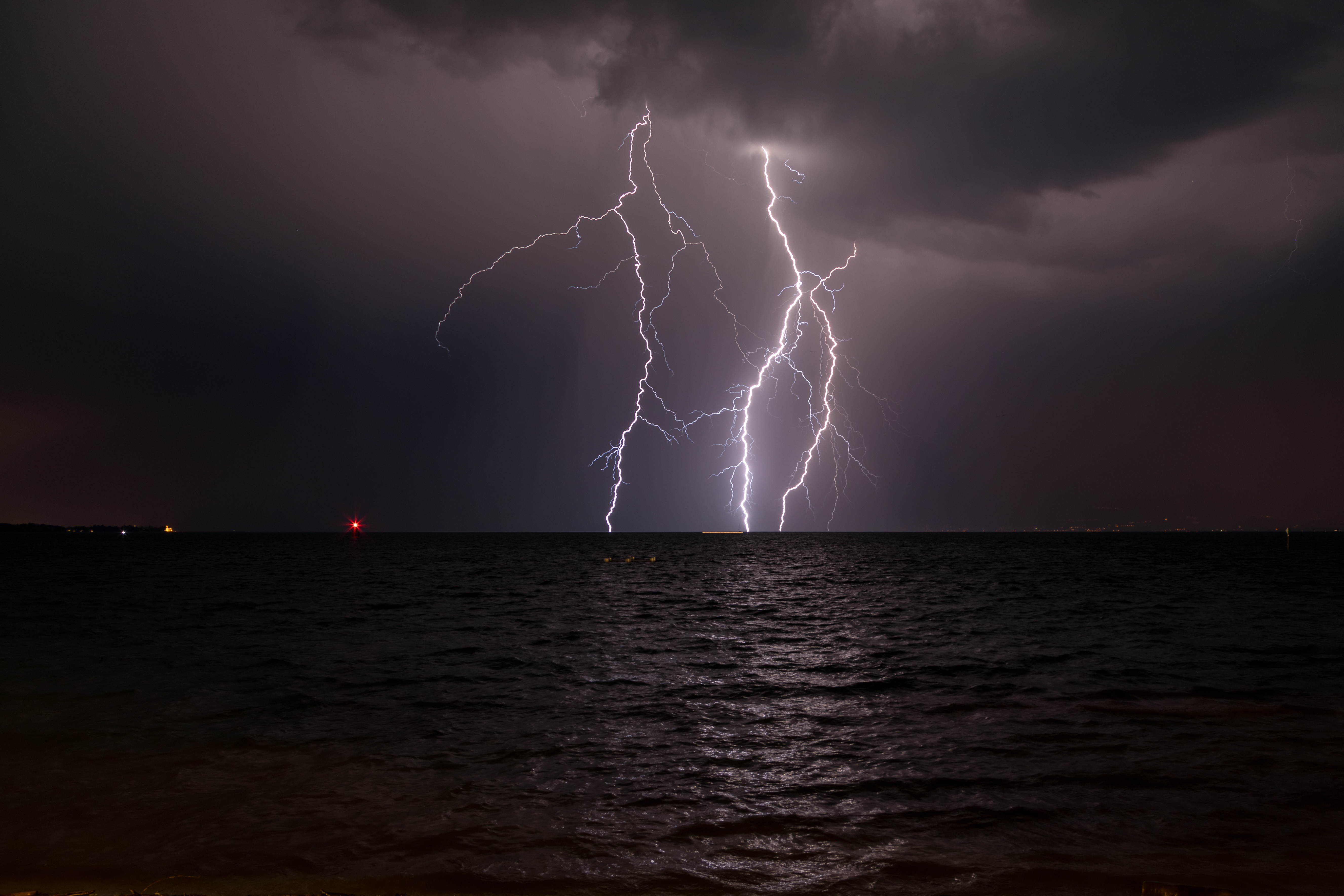
La foudre, spectaculaire manifestation électrique naturelle.
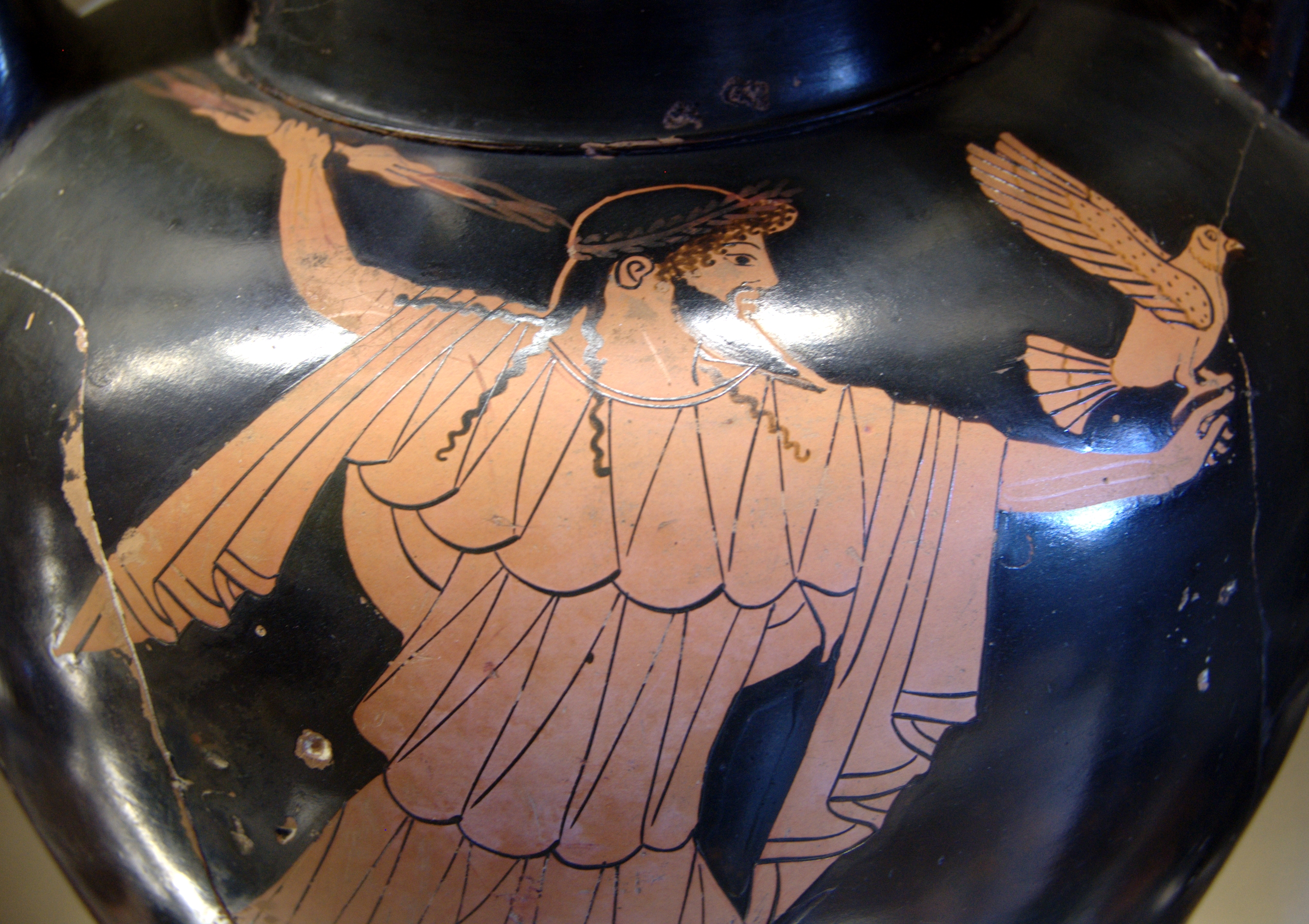
Zeus brandissant la foudre (vase grec, vers 480 av. J.-C.).
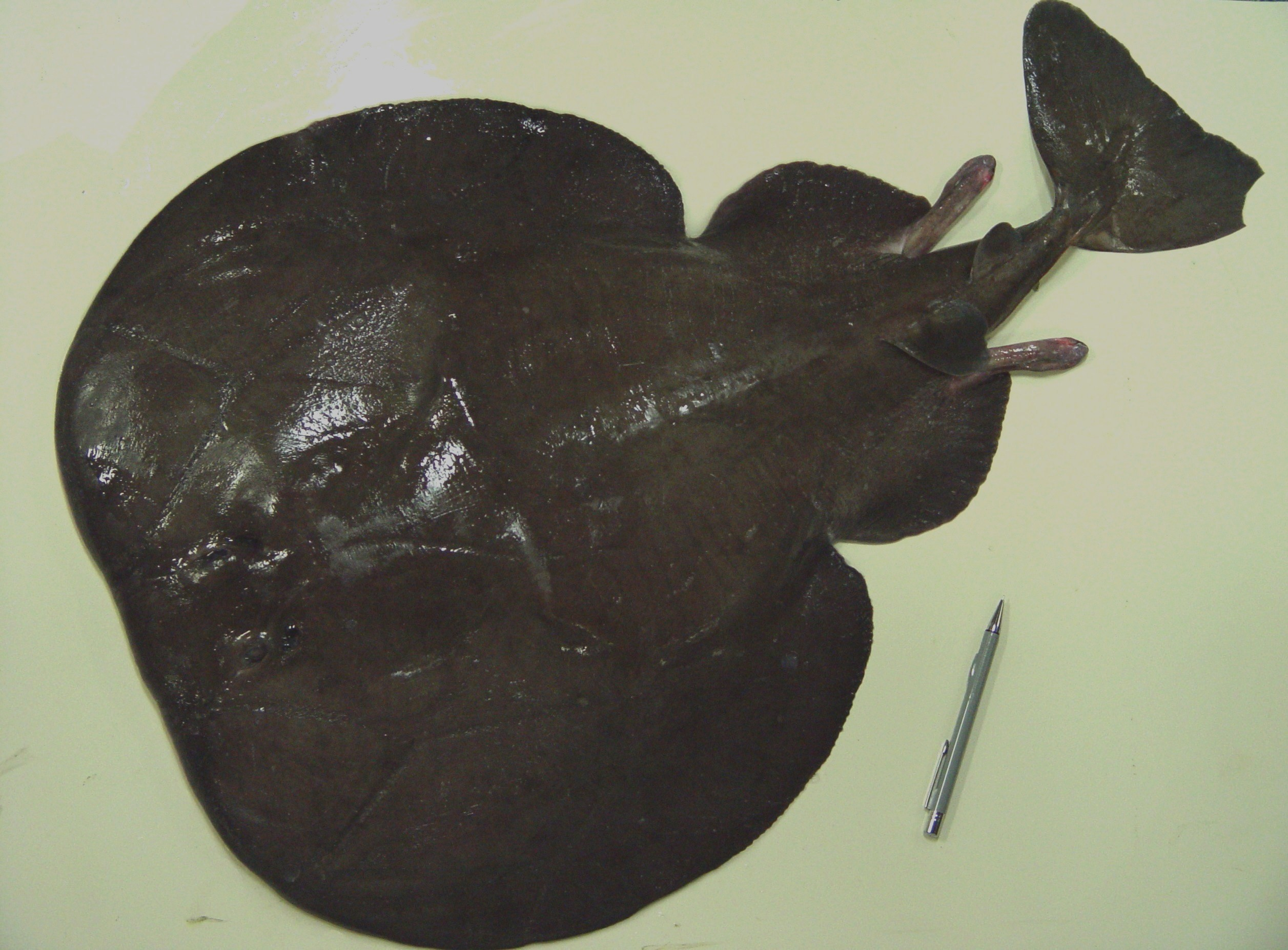
Raie torpille noire pouvant délivrer des chocs électriques de 230V/30A.
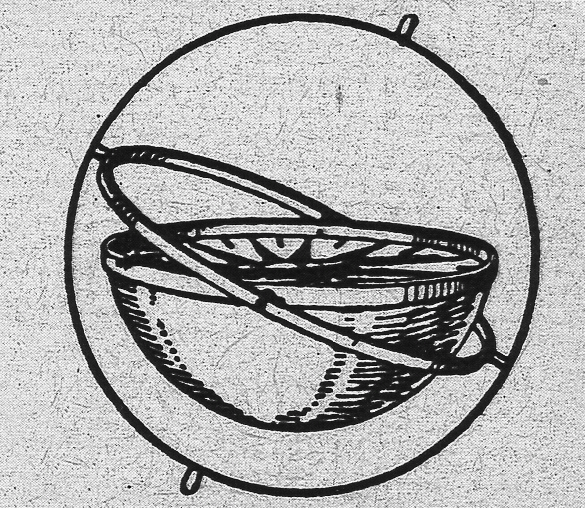
Représentation d'un compas sec à cardan (vers 1570).

## XVIIeetXVIIIesiècles: la révolution scientifique
Une révolution scientifique majeure a lieu durant les XVIIe et XVIIIe siècles : l'approche scientifique se fonde désormais sur l'expérimentation, devenant de plus en plus quantitative, et la recherche d'explications rationnelles s'émancipe des références religieuses passées en s'appuyant sur des méthodes, des outils mathématiques et des instruments de mesure de plus en plus précis.
L'astronomie a un rôle important dans ce mouvement : durant cette période, les scientifiques démontrent notamment le mouvement de la Terre autour du Soleil, puis celui du Soleil par rapport à certaines étoiles, ainsi que la forme elliptique de la trajectoire des planètes autour du Soleil. De nouveaux concepts mathématiques permettent de calculer et démontrer ces théories : calcul infinitésimal, logarithmes, géométrie analytique, etc. sont créés puis progressivement utilisés dans tous les domaines de la mécanique et, plus largement, de la physique.
Cette période est également marquée par la création de grandes académies, qui auront un rôle décisif dans le soutien à la science et à son rayonnement, parmi lesquelles l'Accademia del Cimento (Florence, 1657), la Royal Society (Londres, 1660), ou l'Académie royale des Sciences (Paris, 1666).
La connaissance et l'étude de l'électricité, encore centrées sur l'électricité statique, suivent ce grand mouvement, même s'il faut attendre la moitié du  XVIIIe siècle pour que des approches quantitatives se développent.

### XVIIesiècle: naissance de l'«electric» et premier générateur électrostatique
En 1600, le médecin et physicien anglais William Gilbert publie le résultat de près de vingt années d'études. Dans son ouvrage De Magnete, l'un des tout premiers livres de physique édités en Angleterre, il développe notamment la théorie selon laquelle la Terre serait un gigantesque aimant, qui explique pourquoi les aiguilles aimantées des boussoles pointent toujours vers le Nord, et établit plusieurs différences entre les propriétés d'attraction des aimants et celles de l'ambre. Constatant que plusieurs matériaux ont les propriétés d'attraction de l'ambre, il crée le mot electric, formé à partir du mot grec ἤλεκτρον / ḗlektron, qui désigne l'ambre jaune, pour désigner ceux susceptibles d'être « électrisés » par frottement. Gilbert invente en outre un instrument permettant de les caractériser, le versorium, premier exemple d'électromètre fonctionnel.
Vers le milieu des années 1600, Otto von Guericke crée une machine à produire de l'électricité : la rotation d'une boule de soufre frottée à la main produit des étincelles. C'est la première d'une longue série de machines qui vont servir aux scientifiques étudiant l'électricité, et à l'amusement du grand public grâce aux effets électrostatiques parfois spectaculaires présentés.
Dans son ouvrage Principes mathématiques de la philosophie naturelle publié en 1687, Isaac Newton mentionne l'électricité, qui constitue avec la gravitation le cœur de cette œuvre, ainsi que le magnétisme comme capables de créer des forces d'attraction (« centripètes ») ou de répulsion (« centrifuge »). Isaac Newton assume de ne pouvoir expliquer pourquoi ces forces existent, ni quelles caractéristiques de la matière peuvent les produire. Le débat sur la nature de l'électricité va d'ailleurs durer près de deux siècles encore.

Dispositifs expérimentaux du XVIIe siècle
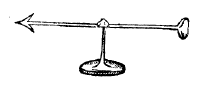
Le « Versorium » de Gilbert (1600).
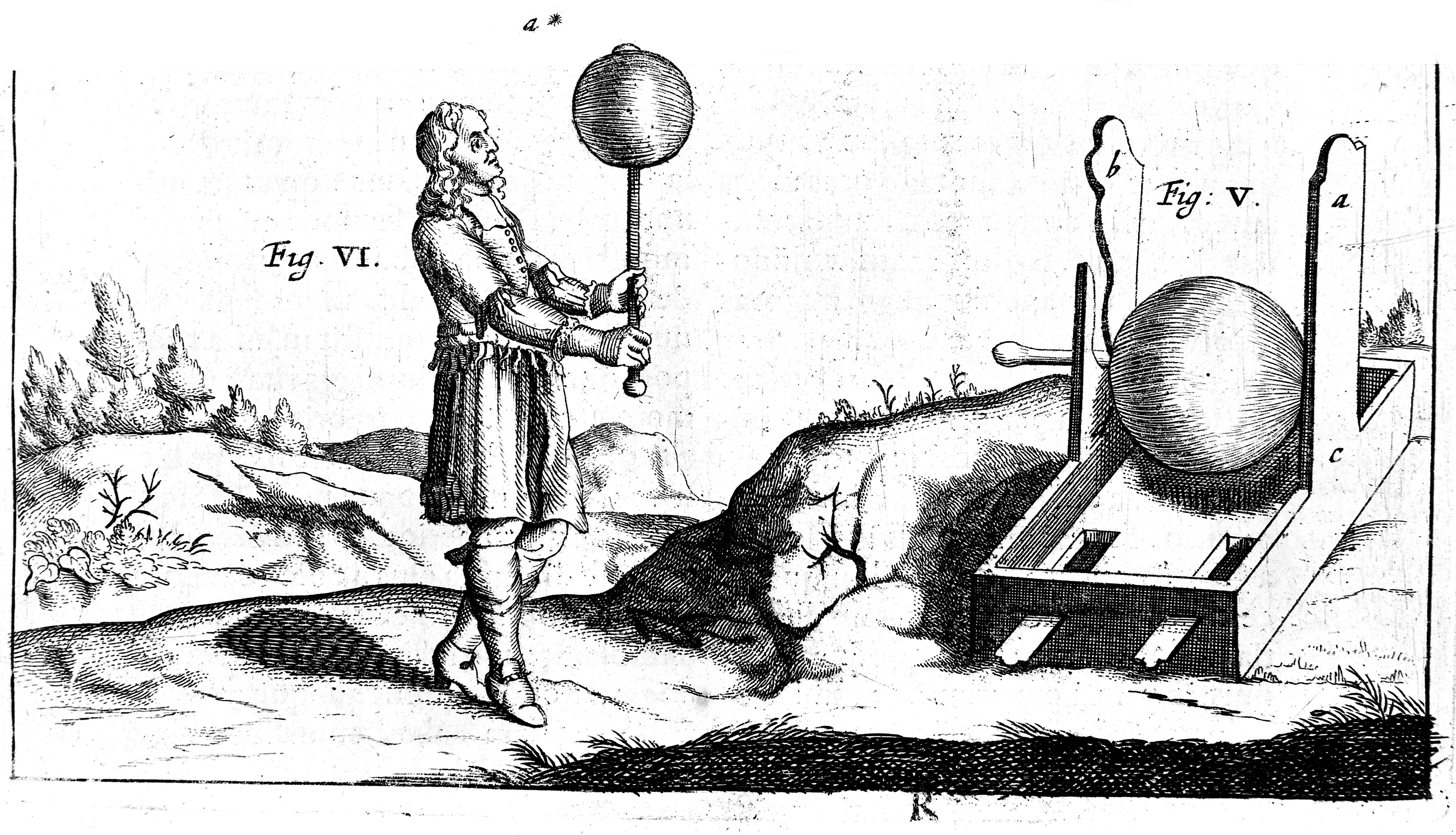
La machine à boule de soufre de Otto von Guericke (1672).

### XVIIIesiècle: théories explicatives et expérimentations quantitatives
Durant le XVIIIe siècle, plusieurs avancées importantes ont lieu, relatives à la compréhension de la nature de l'électricité, de ses différentes formes et des moyens de la produire, de la stocker et de la transmettre. L'existence d'une autre sorte d'électricité, continue et non électrostatique, est notamment démontrée. Ces avancées sont appuyées sur une grande variété d'expériences menées en Europe et aux États-Unis.
Dans les années 1720, l'anglais Stephen Gray établit expérimentalement que l'électricité peut être transmise par certains matériaux et ne l'est pas par d'autres : c'est le début de la notion de matériaux conducteurs et isolants. Il constate aussi qu'un corps électrisé peut en électriser un autre qui lui est proche.
Poursuivant les travaux de Gray, le français Charles-Antoine Dufay constate que deux corps électrisés peuvent soit s'attirer, soit se repousser, ce qui le conduit à émettre l'hypothèse de l'existence de deux sortes d'électricité statique : l'électricité « vitrée », obtenue en frottant verre, pierres ou fourrure, et l'électricité « résineuse », obtenue en frottant ambre, résine ou soie. Il formule la théorie selon laquelle deux corps contenant la même électricité se repoussent, alors que deux corps contenant de l'électricité de nature différente s'attirent. Ses travaux, publiés dans plusieurs Mémoires adressés à l'Académie royale des Sciences à partir de 1733, relancent la polémique entre scientifiques sur la nature de l'électricité, qui durera jusqu'à la fin du siècle.
Pendant plusieurs décennies, deux théories fondées sur la notion de « fluide électrique » s'affrontent.
Les partisans de la première pensent, à l'instar de Benjamin Franklin, que l'électricité est formée de particules qui constituent un fluide capable de se propager dans les métaux et d'être « pompée » à l'extérieur. Ils croient que la matière est constituée de particules qui s'attirent mutuellement et que le « fluide électrique » ne comporte que des particules répulsives. Ainsi, l'excès ou le défaut de fluide électrique à l'intérieur d'un corps donné leur permet d'interpréter et d’expliquer sa charge électrique globale. Cette théorie du fluide unique est défendue notamment par le Britannique Henry Cavendish (1731-1810), l’un des pères fondateurs de la chimie.
La seconde théorie présuppose l'existence, dans la matière, de deux fluides présents en quantités identiques dans les corps neutres. D'après ses partisans, c'est le déplacement de l'un de ces deux fluides, attiré par la présence d'un corps électrisé, qui explique les phénomènes d'électrisation par influence que Stephen Gray (1666-1736) a mis en évidence au siècle précédent. Cette hypothèse connait le plus de succès au sein de la communauté scientifique. Le Français Charles Augustin Coulomb (1736-1806) l'utilise dans ses écrits, même s’il montre aussi que la théorie du fluide unique et celle des deux fluides sont mathématiquement équivalentes.
Vers 1745, Ewald Von Kleist puis Pieter van Musschenbroek découvrent le moyen d'accumuler de l'électricité, réalisé pratiquement dans un dispositif dénommé bouteille de Leyde, le premier des condensateurs. Cette découverte relance la recherche sur la nature de l'électricité, car elle est statique et non dynamique et ne peut alors être expliquée par la théorie des deux fluides.
En 1747, Jean Le Rond d'Alembert établit l'équation de propagation d'onde (analogue aux quatre équations de Maxwell du XIXe siècle)).
Benjamin Franklin s'intéresse à l'électricité dès la fin des années 1740. Il est à l'origine de plusieurs avancées : par sa légendaire expérience du cerf-volant, qui sera à l'origine de l'invention du paratonnerre, il démontre notamment que la foudre est un phénomène électrostatique. Il formule auparavant une théorie selon laquelle « le feu électrique n'est pas produit mais rassemblé par le frottement », invente les notions d'électrisation positive et négative, et met en évidence l'importance d'être relié « à la terre » pour y transmettre l'électricité. Il affirme que l'électricité est un fluide unique, ce qui lui permet d'expliquer le fonctionnement de la bouteille de Leyde : la théorie des deux fluides va décliner jusqu'à être abandonnée ensuite.
En 1759, Franz Aepinus met au point un condensateur à air et construit une théorie explicative aux fondements mathématiques précis. En prenant pour hypothèses que la capacité d'attraction (ou de répulsion) des corps électrisés est une propriété intrinsèque et que sa force suit une loi dépendant de la distance, Aepinus explique de nombreux phénomènes d'interaction à distance dont l'interprétation résistait aux théories précédentes.
En 1767, Joseph Priestley publie The History and Present State of Electricity, ouvrage reprenant les connaissances de l'époque sur l'électricité et décrivant ses propres travaux, dans lequel il avance que les effets d'attraction (ou de répulsion) électrique suivent une loi en carré inverse de la distance séparant les objets concernés. Il ne formalise pas cette idée et n'en donne pas de preuve expérimentale précise. Il reviendra au français Charles-Augustin Coulomb de le faire et d'en apporter des preuves définitives en 1785, grâce à un appareil qu'il a inventé, la balance de Coulomb, ancêtre de tous les électromètres : l'électricité est désormais mesurable. Coulomb énonce ce qui est depuis la loi de Coulomb : « l'action est en raison inverse du carré des distances et directe des densités », qui sera l'une des fondations de l'électrostatique.
En 1773, le chimiste anglais Henry Cavendish fabrique une « maquette » de poisson-torpille avec des bouteilles de Leyde imbriquées. Il constate l'apparition d'électricité de même nature que celle de la foudre et semblable à l'électricité animale produite par un poisson-torpille.
En 1791, l'anatomiste italien Luigi Galvani publie les résultats de dix années d'étude et d'expérimentation de l'action de l'électricité sur le corps d'animaux (essentiellement des grenouilles). Il en conclut que l'électricité produite par les machines est de la même nature que celle de la foudre, et qu'elle peut provoquer des contractions musculaires chez l'animal, même à distance. Mais il affirme aussi qu'il existe une autre sorte d'électricité, dite « animale », qui serait produite et contenue à l'intérieur du corps des animaux.
Cette dernière affirmation suscite une importante controverse scientifique, qui sera tranchée à la fin du siècle grâce aux travaux du physicien italien Alessandro Volta. Après avoir pris connaissance des travaux de Galvani, Volta, physicien déjà reconnu à l'époque, entreprend une série d'expériences qui l'amènent progressivement à contester la notion d'électricité animale de Galvani. En 1799, il met au point le premier générateur continu d'électricité ne faisant pas appel à un mouvement mécanique : la pile de Volta, ancêtre des piles électriques et accumulateurs rechargeables actuels. La pile de Volta, constituée de disques de deux métaux différents empilés de façon alternée et séparés par des rondelles de feutre imbibées d'une solution aqueuse acide, produit constamment de l'électricité. Volta démontre ainsi que les métaux, utilisés dans certaines conditions, peuvent produire de l'électricité sans intervention mécanique. Cette découverte marque le début de l'électrochimie. Il en conclut que les phénomènes que Galvani attribuait à l'électricité « animale » sont en fait causés par les instruments métalliques utilisés durant les expériences. Après quelques années, la théorie de l'électricité animale est abandonnée. Il faudra près de trente ans pour que, grâce à des appareils plus sensibles, elle redevienne d'actualité, donnant naissance à l'électrophorèse.

Dispositifs expérimentaux du XVIIIe siècle
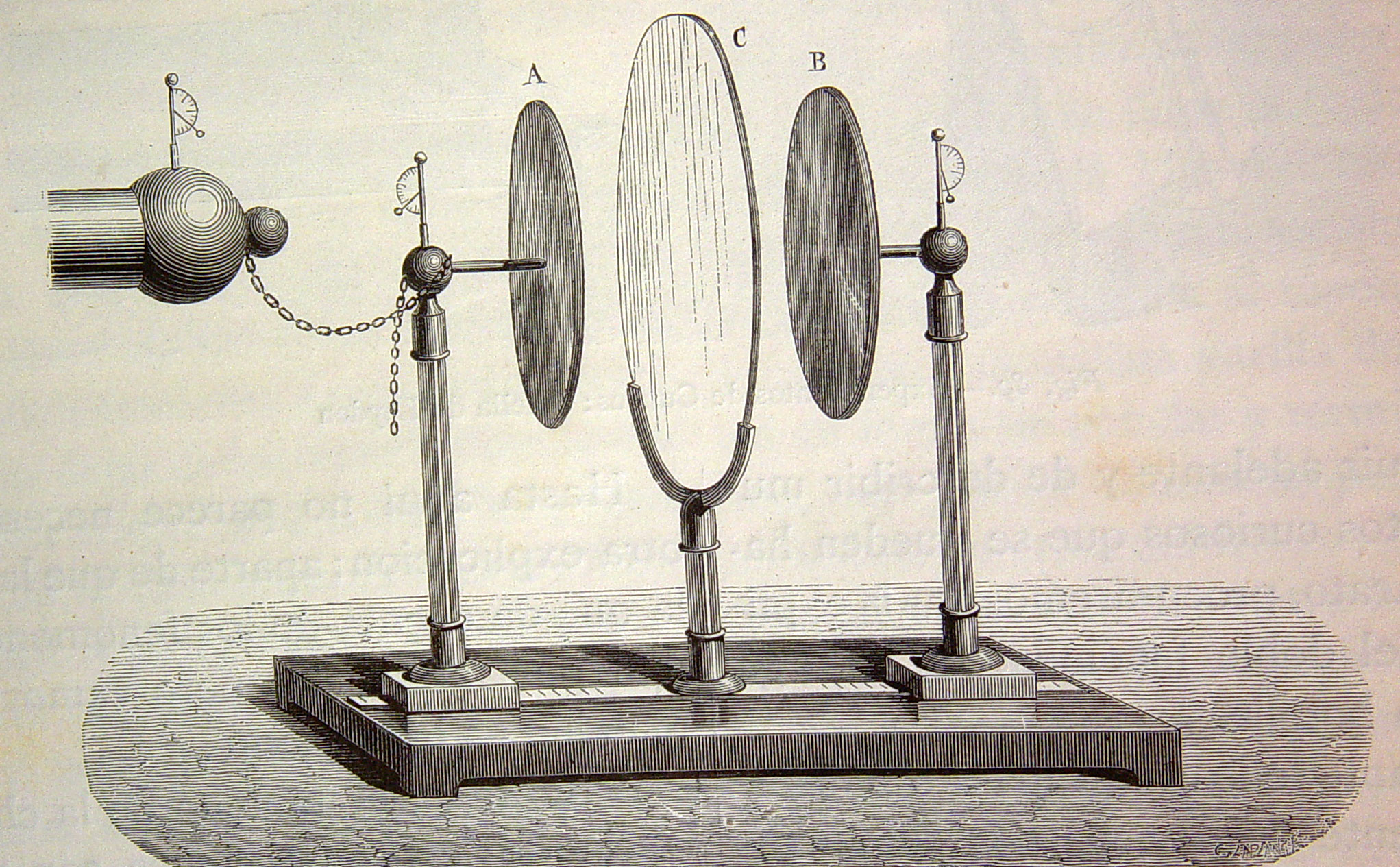
Gravure représentant le condensateur à air d'Aepinus.
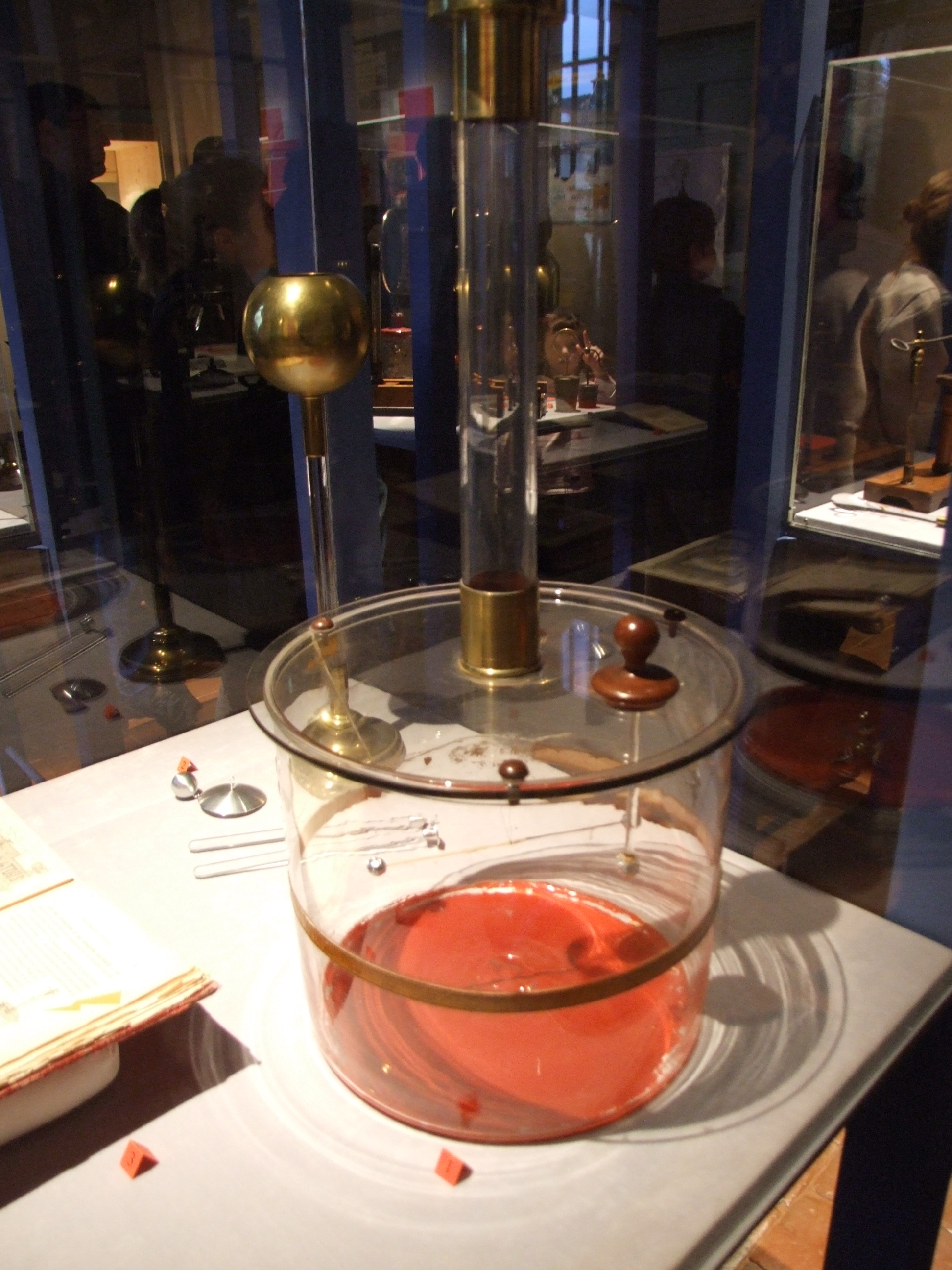
Reconstitution d'une balance de Coulomb à torsion.
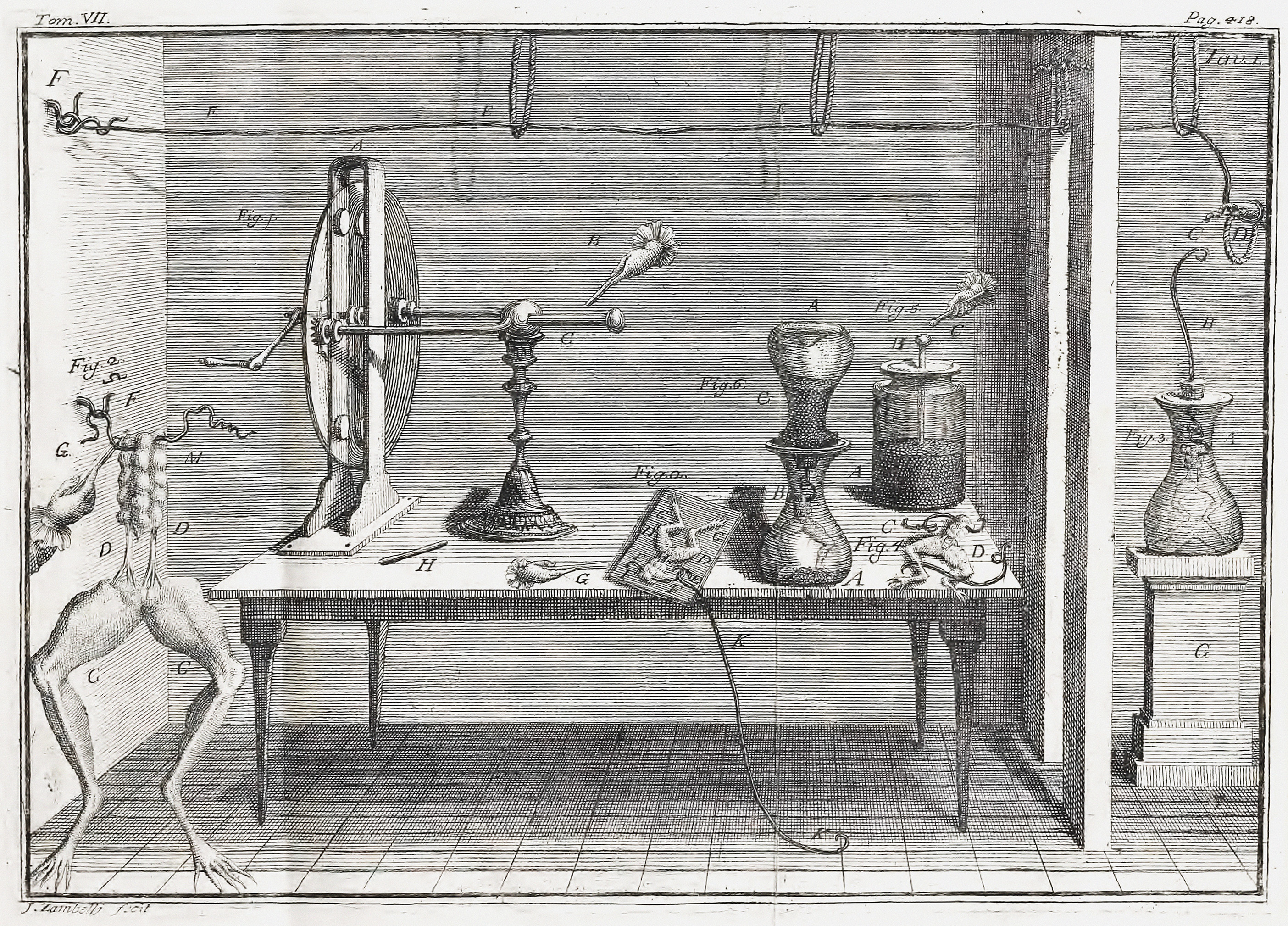
Dispositif expérimental de Galvani (années 1790).
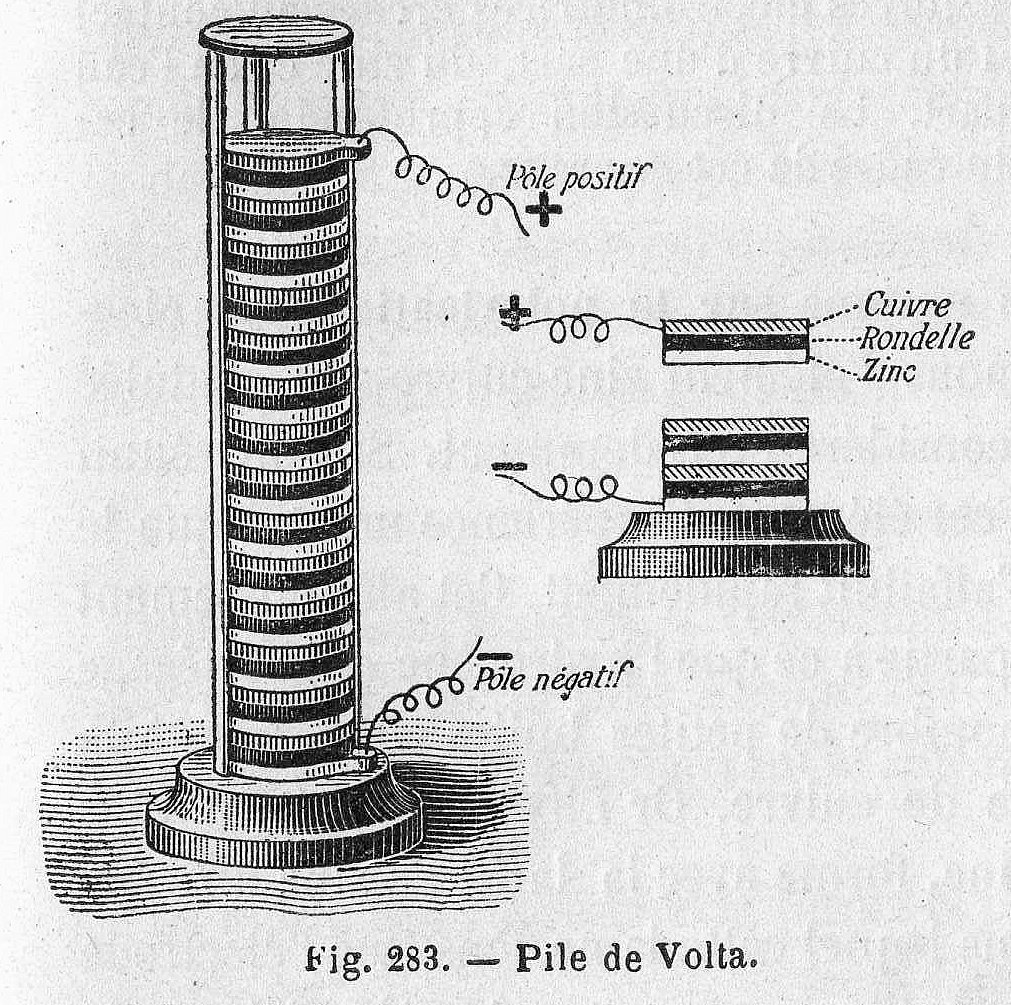
Pile électrique de Volta à empilement de disques de cuivre et de zinc séparés par des disques de feutre imbibés d’acide (1799).

### Les usages de l'électricité auXVIIIesiècle
Les  machines « à frottement » produisant de l'électricité se déclinent en de nombreuses variantes, comme celle de Hauksbee, puis celle de Ramsden ou celle de Nairne, qui permet de produire de l'électricité positive ou négative. Elles rendent possibles de multiples recherches expérimentales, mais il y a encore très peu d'utilisations pratiques de l'électricité.
Des spectacles, comme ceux organisés par S. Gray, popularisent « l'électrique » (terme anglais « electric » d'époque). On s'extasie devant la « danse électrique » de la « bluette », petite étincelle sortant du doigt s'approchant d'un corps chargé ; des « électriciens » (présentateurs) se chargent en électricité pour produire des étincelles pouvant allumer de la poudre, enflammer de l'alcool ou fournir une secousse aux spectateurs. Une expérience de « béatification électrique » est également proposée par le physicien Georg Matthias Bose, : c'est une chaise isolante sur laquelle se tient une personne portant une couronne métallique produisant un halo (d'électroluminescence dû au champ électrique). En France, l'abbé Nollet publie des ouvrages de vulgarisation de physique expérimentale et organise des démonstrations spectaculaires de transmission de l'électricité au travers de chaînes humaines allant jusqu'à 140 personnes.
L'utilisation thérapeutique de l'électricité est probablement la seule application pratique de l'électricité en dehors des spectacles de divertissement. Sans que la théorie ne puisse encore l'expliquer, des résultats semblent être obtenus. Ainsi Jean Jallabert utilise une machine électrostatique en 1748 et déclare avoir obtenu une amélioration notable en dirigeant la décharge sur les muscles de l'avant-bras d'un patient paralysé. L'électrothérapie se répand dans plusieurs pays : en Angleterre dès la fin des années 1760, en Italie avec les démonstrations anatomiques de Luigi Galvani vers 1770 ou en France où Jean-Paul Marat se voit décerner en 1783 le prix de l'Académie de Rouen pour son Mémoire sur l'électricité médicale.

Machines électriques du XVIIIe siècle
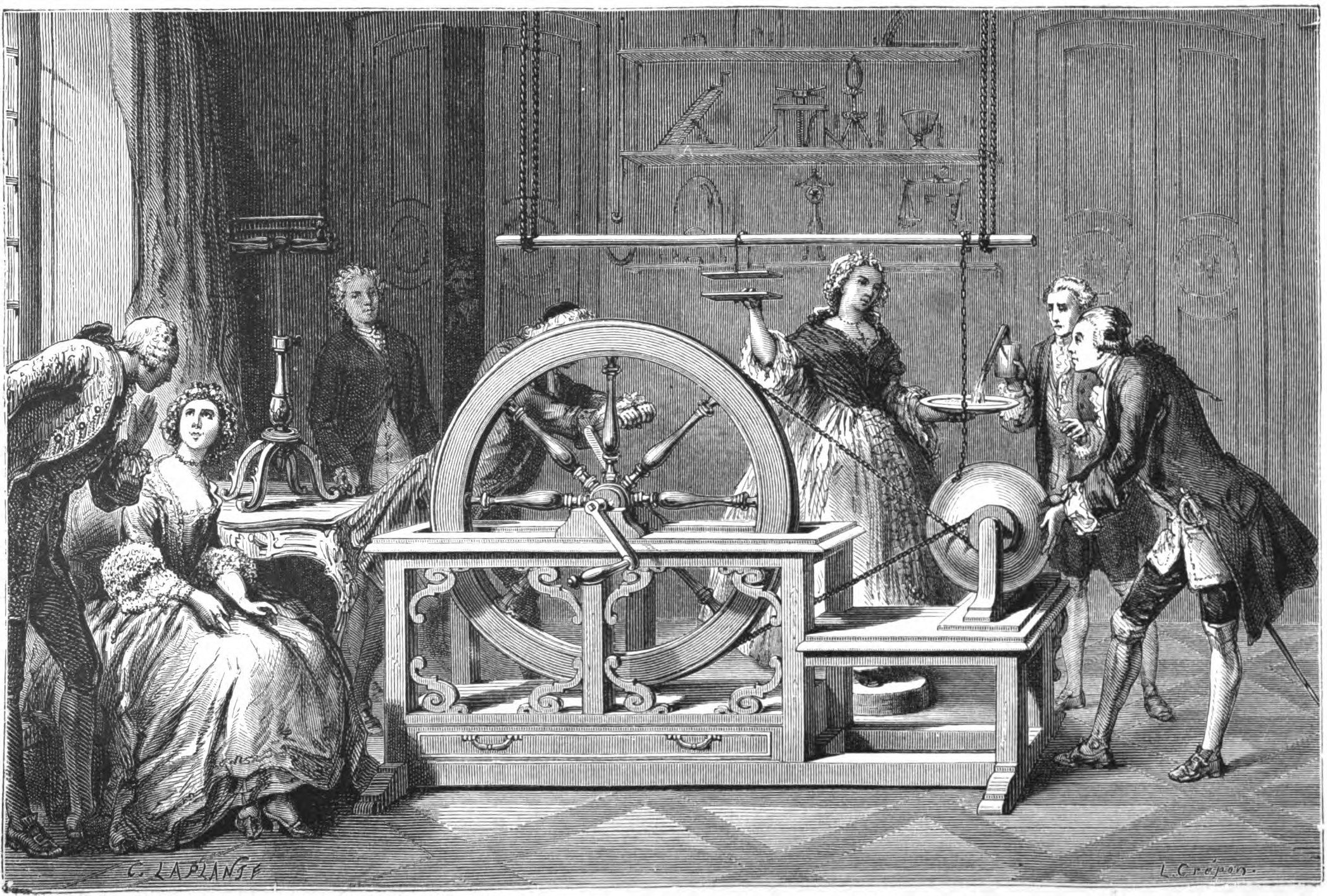
Machine d'Hawksbee utilisée par l'abbé Nollet (1767).
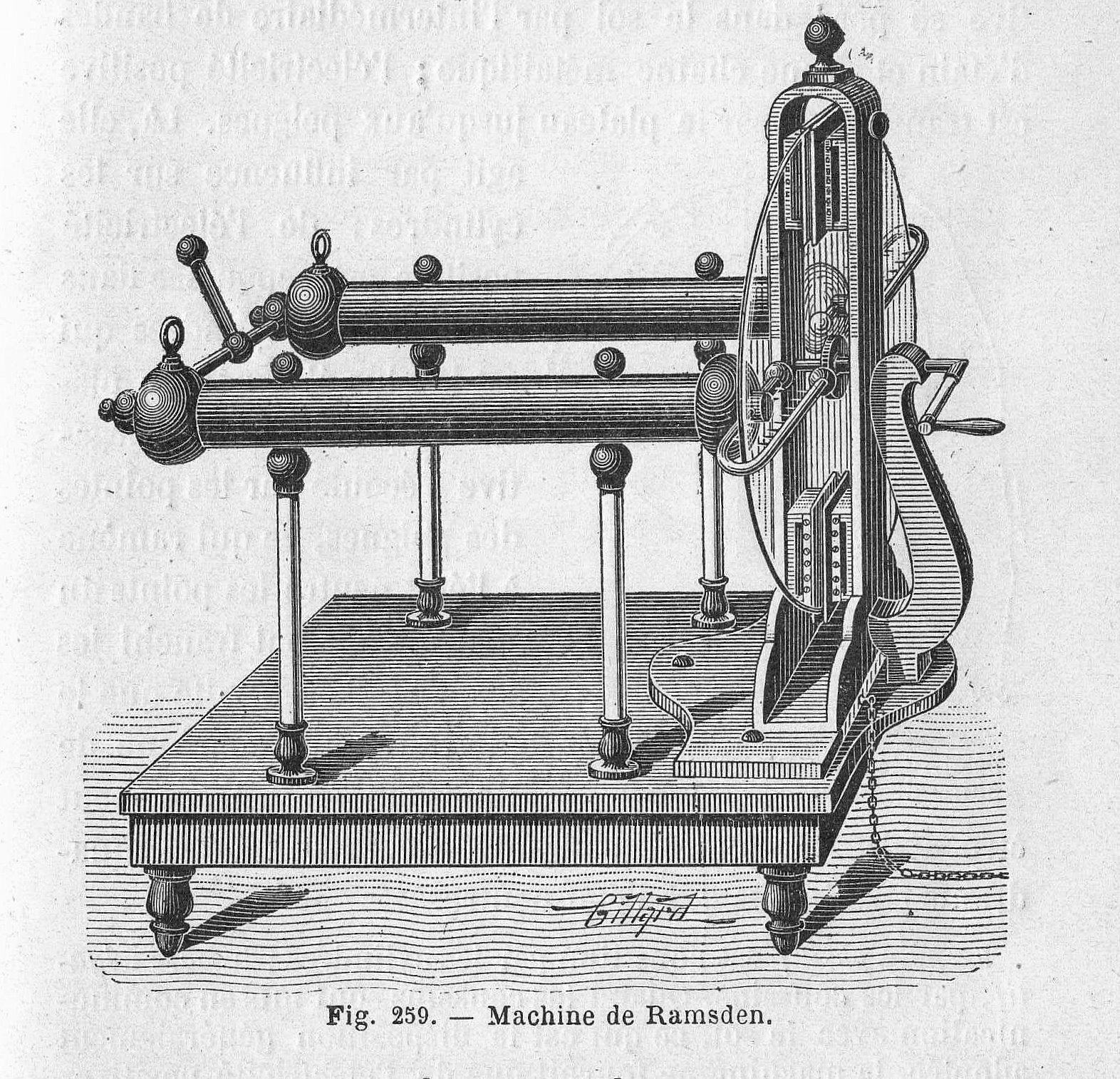
Machine de Ramsden à disque en verre, frotteurs en cuir, peignes collecteurs et éclateur à l'arrière.
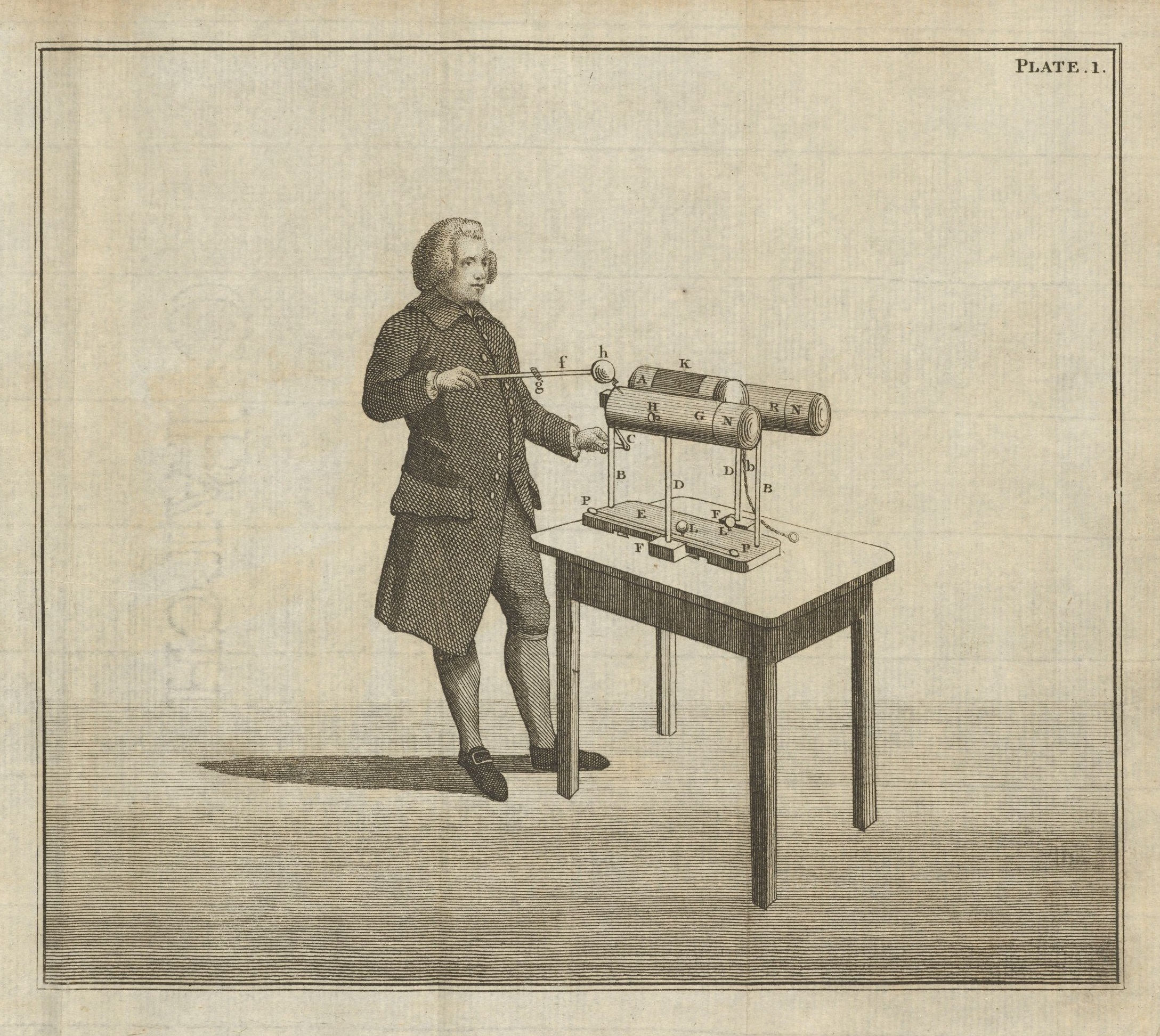
Machine de Nairne (1783).
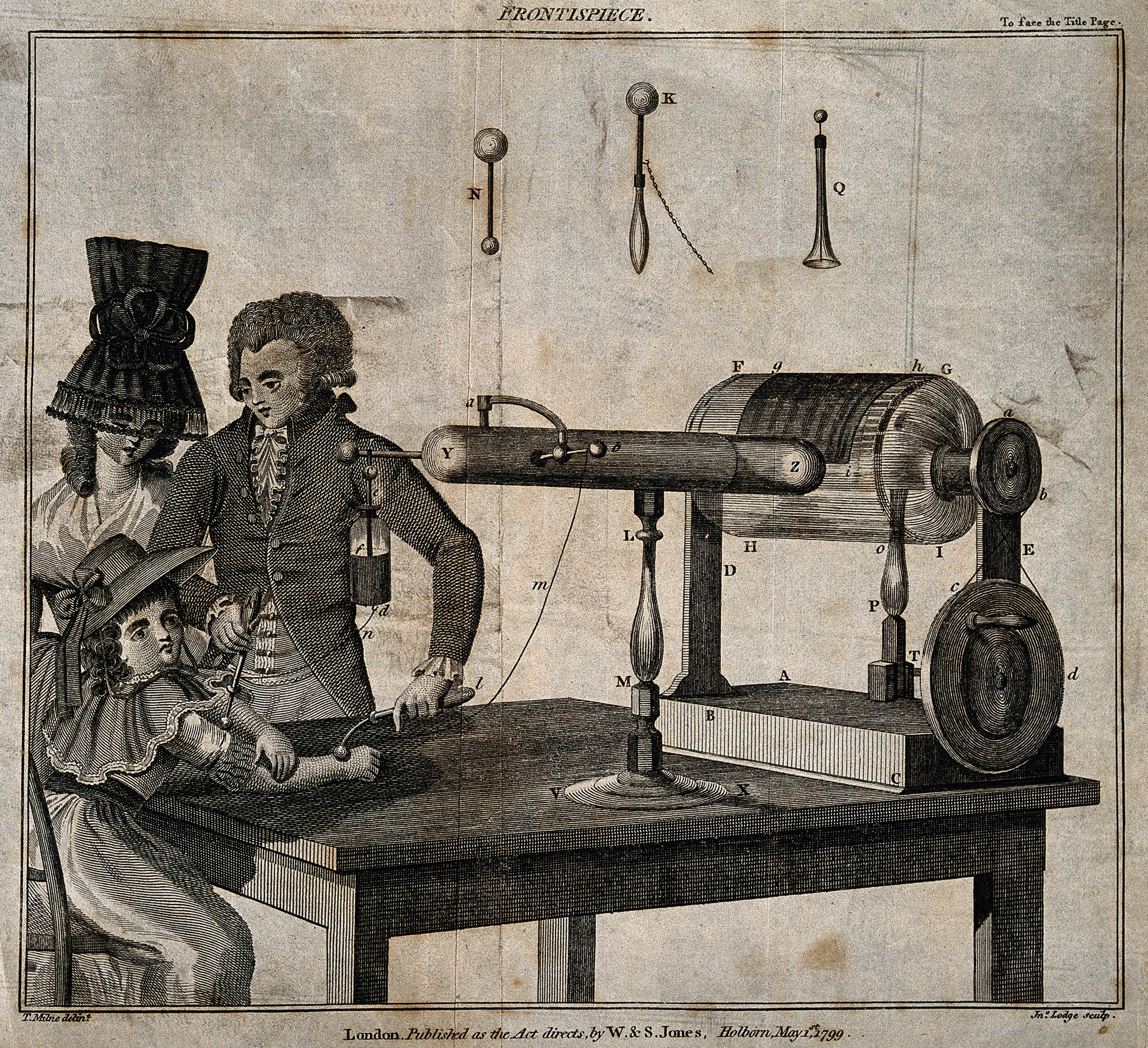
Machine d'« électricité médicale » dans une publication de vulgarisation (fin du XVIIIe siècle).

## XIXesiècle: théories unificatrices et révolution industrielle
C'est au XIXe siècle que l'électricité connait des avancées théoriques et pratiques décisives qui vont l'amener à prendre une part très importante dans les sciences physiques, en relation notamment avec la chimie, le magnétisme et la lumière. À partir des années 1830, inventeurs, ingénieurs et industriels se saisissent des avancées scientifiques pour imaginer et mettre au point des utilisations, des moyens de production et des systèmes de transport et de stockage de l'électricité qui vont participer à la révolution industrielle, avec un impact rapidement croissant sur l'industrie, les transports, les communications, puis la vie courante.

### Avancées scientifiques et théoriques
La première moitié du siècle est jalonnée de découvertes capitales, souvent liées à l'étude de l'électromagnétisme ou de la conductivité, comme celles d'Ampère, Ohm ou encore Faraday.
Dès le début du siècle, on constate qu'un fil métallique relié aux bornes d'une pile s'échauffe et le chimiste anglais Humphry Davy utilise l'électrolyse pour isoler des éléments nouveaux, comme le potassium et le sodium : l'électricité est donc liée, d'une façon encore peu expliquée, à l'énergie et à la chimie. Elle est aussi liée à la lumière, comme le montrent la foudre ou les longs arcs électriques produits par Davy, qui débutent les recherches sur les gaz ionisés et l'ensemble des applications des plasmas (dont les très utilisés soudage et découpage de métal au début du XXe siècle).
En 1820, le danois Hans Christian Oersted constate expérimentalement, sans pouvoir l'expliquer, que le courant parcourant un conducteur crée un champ magnétique associé qui peut modifier la direction indiquée par une boussole. Les recherches conduites par le physicien français André-Marie Ampère entre 1821 et 1825 débouchent sur une théorie expliquant certains des liens mutuels entre électricité et magnétisme : les aimants, notamment, contiendraient des particules magnétiques dans lesquelles un courant circule en permanence. Ampère démontre aussi que lorsque deux fils conducteurs parcourus par de l'électricité sont parallèles et assez proches, ils s'attirent (ou se repoussent) mutuellement comme des aimants : c'est la "force d'Ampère". Ces travaux relancent la recherche sur l'électromagnétisme.
Les recherches sur la conductivité menées dans les années 1825 par le physicien allemand Georg Ohm l'amènent à formuler une loi selon laquelle la résistance d'un fil conducteur ne dépend pas de la quantité d'électricité qui le traverse mais de la nature du fil, de sa longueur et de son diamètre. Il complète sa théorie en affirmant que le courant électrique n'est pas un fluide physique mais, sous l'effet d'une "tension" appliquée entre les deux extrémités du conducteur, passe de particule en particule à l'intérieur de celui-ci. Ohm publie ses résultats à partir de 1827, ainsi qu'une théorie explicative aux fondements mathématiques avancés résumée par deux lois d'Ohm. Ses travaux sont initialement peu reconnus, voire contestés, notamment en France, mais finiront par être acceptés, et ses deux lois unifiées en une seule vers le milieu du siècle.
Les avancées se poursuivent durant les années 1830 grâce à l'Anglais Michael Faraday, qui a commencé sa carrière scientifique comme assistant de Davy. Faraday combine expérimentations, mises au point de matériel et de procédés scientifiques, et élabore des théories explicatives. Faraday démontre que si le courant électrique crée un champ magnétique — comme Ampère l'a mis en évidence —, la réciproque est également vraie : il est possible de créer un courant électrique avec un aimant. Dans ses expériences de 1831, Faraday découvre ainsi qu'il suffit de déplacer un aimant par rapport à un conducteur (par exemple une bobine de cuivre) pour qu'y circule de l'électricité : c'est le phénomène d'induction. Cette découverte permettra par la suite de produire de l'électricité, au moyen d'aimants permanents comme d'électroaimants. Durant la même décennie, Faraday s'intéresse aux matériaux diélectriques, et les caractérise par leur « capacité inductive spécifique », définissant leur comportement dans les condensateurs. Il met aussi au point la fameuse cage de Faraday, qu'il expérimente lui-même, démontrant que l'électricité appliquée à cette cage n'y pénètre pas, et que l'électricité contenue dans la cage n'en sort pas. Les apports de Faraday à l'électrolyse sont également importants, notamment la conceptualisation de son mécanisme, la création du vocabulaire correspondant (cathode, anode, ion, etc.) et la preuve que le fonctionnement des piles est entièrement électrochimique, selon le processus inverse de celui de l'électrolyse. À la fin des années 1830, il propose une théorie à base de « champs » et de « lignes de force » lui permettant de déclarer que « L'électricité, quelle qu'elle soit, est de nature identique » et d'expliquer l'action électromagnétique à distance. Au milieu des années 1840, il envisage d'élargir cette approche pour unifier électricité, magnétisme et lumière, mais ne parvient pas à prouver ses intuitions.
En 1833, Heinrich Lenz (1804-1865), physicien russe d'origine allemande, établit la loi qui donne le sens du courant induit.
En 1840, Gustav Kirchhoff définit le potentiel électrique,.
Au début des années 1840, le physicien britannique James Prescott Joule établit les lois de production de chaleur dans un conducteur parcouru par un courant électrique, phénomène dénommé plus tard « effet Joule ».
En 1848, Gustav Kirchhoff met au point la loi des mailles et des nœuds en électrocinétique, puis, en 1857, il invente l'équation des télégraphistes par l'étude de la propagation de signaux électriques le long d'un câble métallique. Ses résultats, étendus en 1880 aux circuits non purement ohmiques, seront très utiles pour la conception des réseaux de transport d'électricité et de communications.

Découvertes et lois empiriques de la première moitié du XIXe siècle
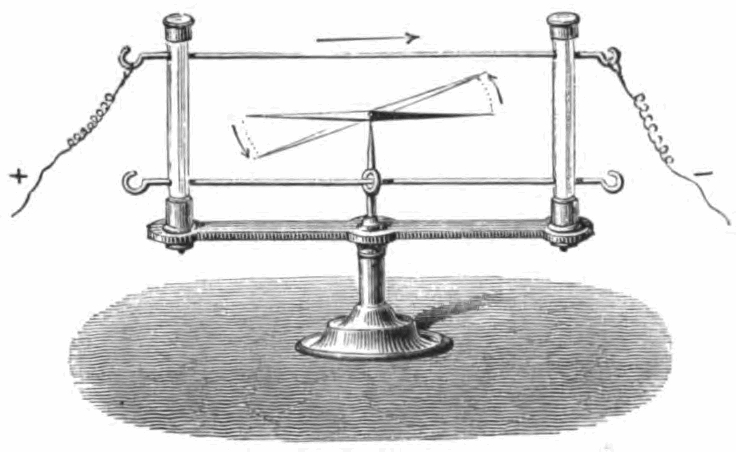
Dispositif expérimental d'Oersted (1820) : le courant circulant dans le conducteur fait dévier l'aiguille de la boussole.
Schéma du dispositif démontrant la force d'Ampère (années 1820) : deux conducteurs parallèles dans lesquels circule un courant électrique de même sens s'attirent.
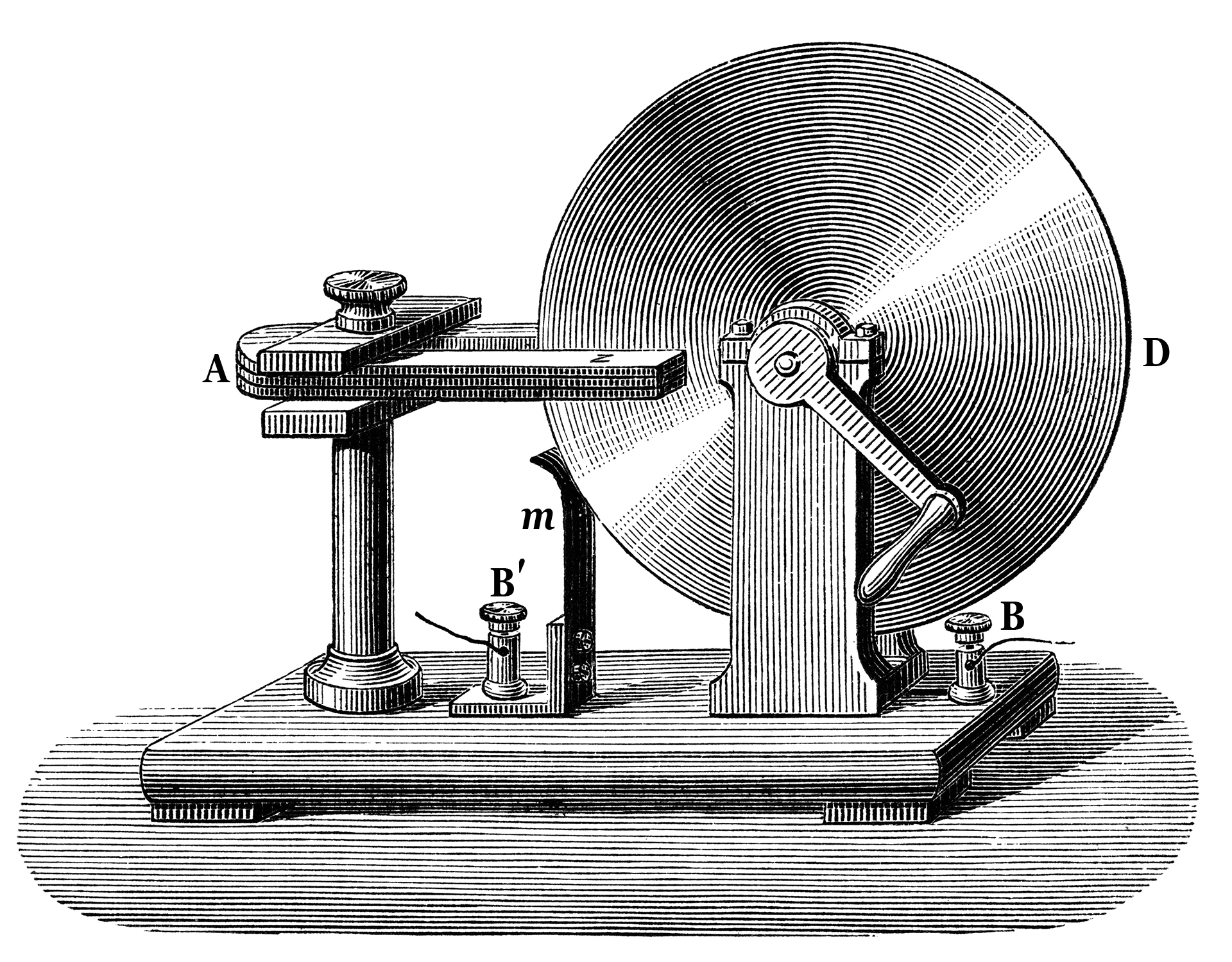
Générateur de Faraday, amélioré par Léon Foucault  (années 1850) : la rotation du disque métallique D entre les pôles de l'aimant A crée un courant entre le centre et la périphérie du disque D.
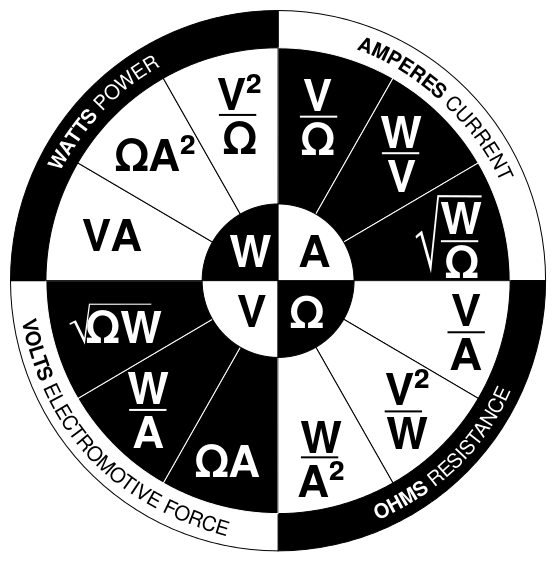
Support d'enseignement donnant, à partir des lois d'Ohm, les formules liant intensité (A), résistance (Ω), tension (V) et puissance (W).

La deuxième moitié du siècle est marquée par deux avancées scientifiques et théoriques majeures réalisées par le mathématicien écossais James Clerk Maxwell puis, à la fin du siècle, par le physicien britannique Joseph John Thomson.
Maxwell, appliquant aux travaux d'Ampère et de Faraday une approche mathématique innovante et complexe, crée les équations de Maxwell, qui constituent depuis l'un des fondements de la physique moderne, unifiant électricité, magnétisme et lumière. Il publie ses recherches à partir de la fin des années 1850, jusqu'à son ouvrage le plus connu et le plus complet publié en 1864 : postulant l'existence d'un nouvel « éther » assurant la possibilité d'une action à distance, il y démontre comment courants et charges électriques, ainsi que champs magnétiques sont en interaction. Ses équations ont une autre conséquence : elles permettent notamment d'analyser la lumière, de même que l'électricité et le magnétisme, comme une onde électromagnétique et de prédire l'existence d'ondes hors du spectre visible. Cette prédiction sera vérifiée en 1888, quand Heinrich Hertz découvrira les ondes radio.
La théorie ondulatoire de Maxwell rencontre un grand succès dans le monde scientifique. Cependant, plusieurs physiciens continuent de penser que l'électricité doit être portée par des particules de matière de taille et masse très faibles. La découverte des rayons X par Wilhelm Röntgen,, ainsi que les résultats de certaines de ses expériences et de celles de Hertz, amènent J.J. Thomson à réaliser une série d'expériences sur les rayons cathodiques en 1895 et 1896, dont il publie les résultats à partir de 1897. Thomson y affirme l'existence d'une particule unique, commune à tous les atomes, de masse très faible, portant une charge électrique constante et qui est à l'origine de tous les phénomènes électriques alors connus. De nombreuses expériences ultérieures, nécessitant la mise au point d'instruments de mesure sophistiqués, confirmeront la théorie de J.J. Thomson et les caractéristiques de cette particule qui sera dénommée "électron" : masse d'environ  9,109 × 10−31 kg et charge électrique de −1,602 × 10−19 C.
À la fin du XIXe siècle, l'électricité, comme la lumière et tout autre phénomène électromagnétique, est considérée par les scientifiques comme ayant une forme duale : ondulatoire et corpusculaire.

### Production et stockage
Deux inventions, celles de l'alternateur et la dynamo, rendent possible la production d'électricité en grandes quantités en transformant un mouvement mécanique, généralement rotatif, en électricité :
- l'alternateur, qui produit du courant alternatif, dont la première réalisation revient au français Hippolyte Pixii qui fabrique en 1832, à la demande d'Ampère, un premier générateur exploitant le phénomène d'induction découvert par Faraday, qui permet de transformer de l'énergie mécanique en électricité. Durant les années 1880-1890, l'inventeur d'origine serbe Nikola Tesla dépose plusieurs brevets concernant les alternateurs polyphasés et permettant de les fabriquer de façon industrielle ;
- la dynamo, qui permet de produire de l'électricité continue, inventée au début des années 1860 par le physicien italien Antonio Pacinotti, puis améliorée quelques années plus tard par l'industriel allemand Werner Siemens et l'inventeur belge Zénobe Gramme.

La plupart des alternateurs et des dynamos industrialisés sont des machines rotatives à fonctionnement cyclique. Elles sont constituées d'une partie fixe (le stator) et d'une partie mobile (le rotor) : l'une est constituée d'aimants, l'autre d'un enroulement (ou bobine) de fil métallique. La rotation du rotor, provoquée par le moteur animant le générateur, crée, par effet Faraday, un courant dans le fil métallique.
La production industrielle et l'efficacité de telles machines doivent beaucoup à l'utilisation d'électroaimants, découverts par le britannique William Sturgeon dans les années 1820, et améliorés dans les années 1830 par l'américain Joseph Henry : ces aimants peuvent être fabriqués simplement avec un cœur de fer doux auquel on peut donner des tailles et des formes très variées.

Générateurs d'électricité du XIXe siècle
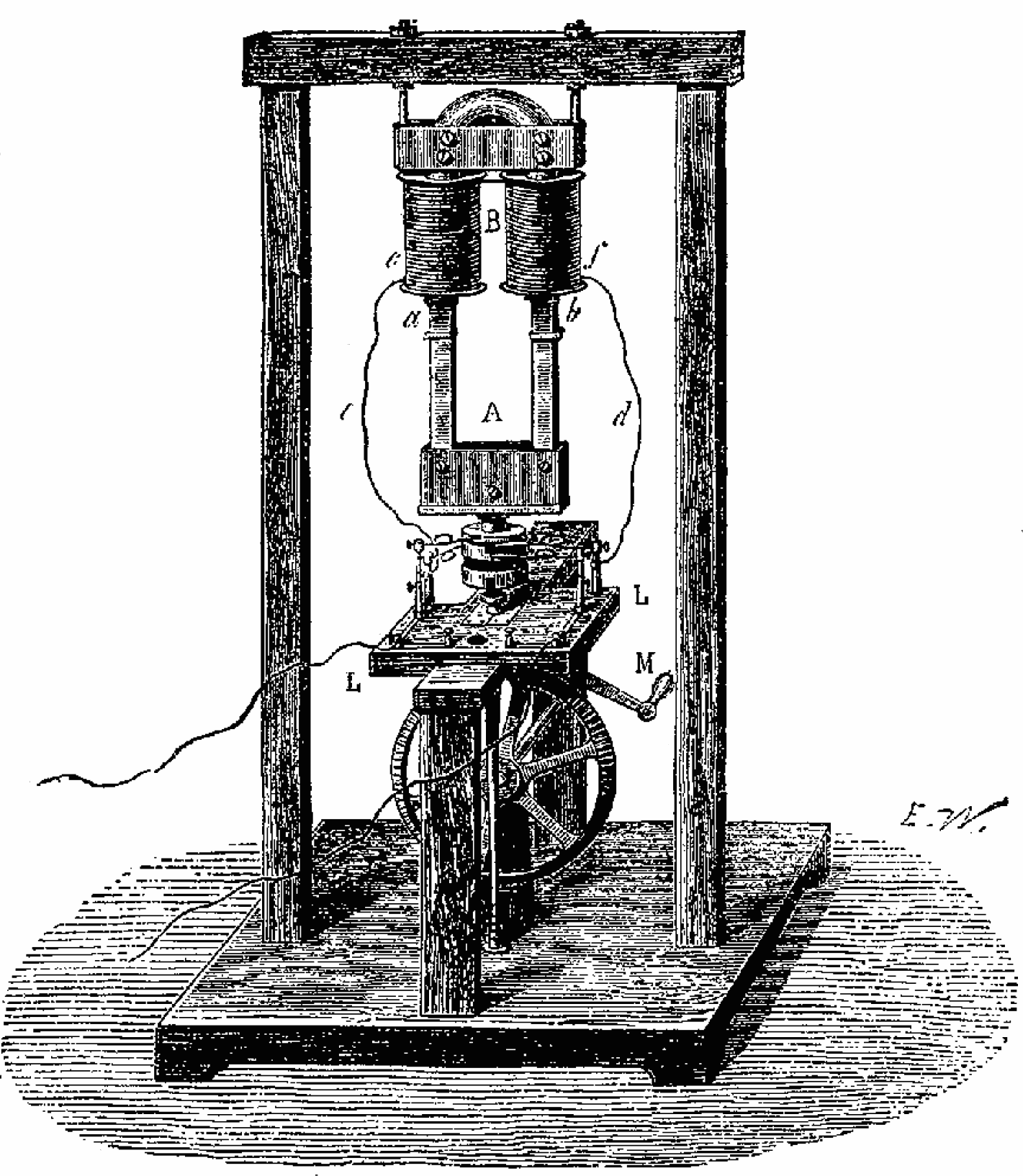
Alternateur de Pixii (années 1830).
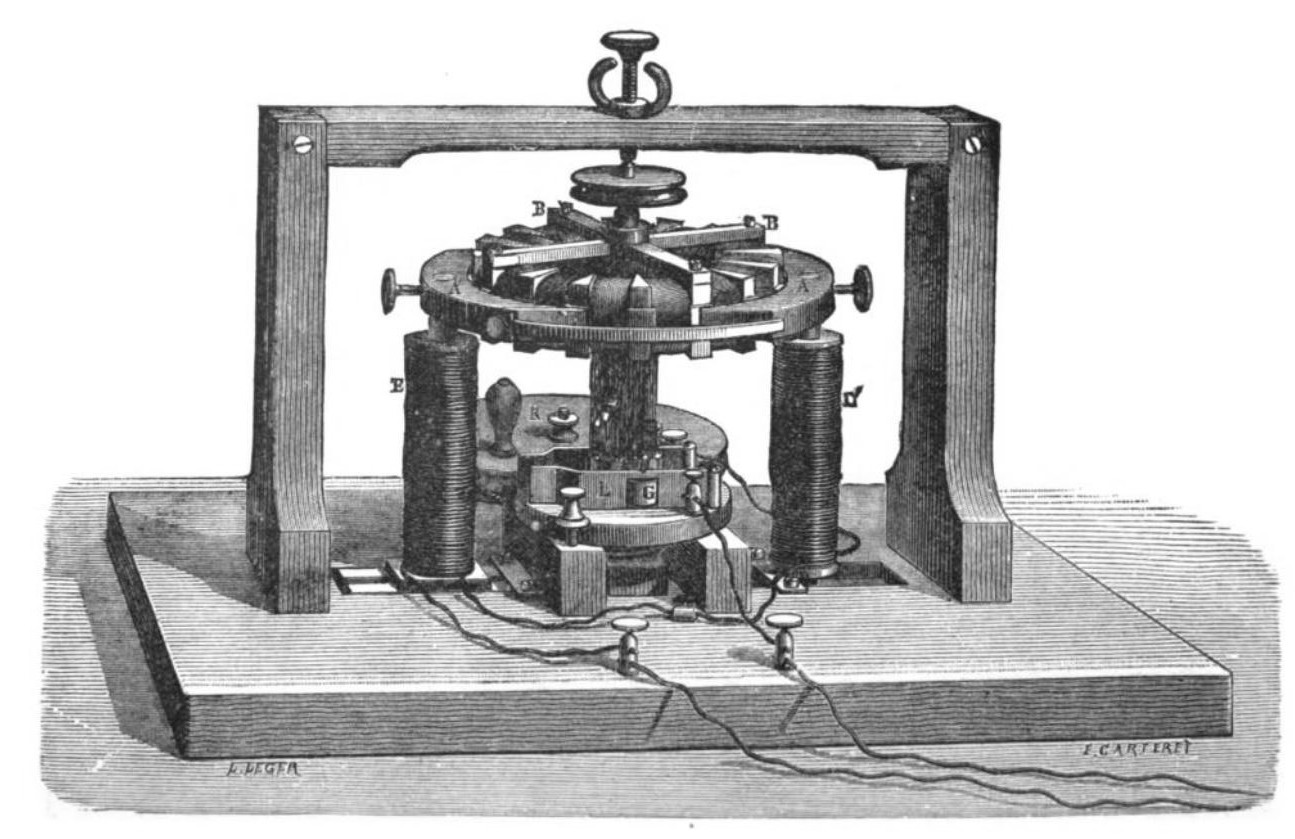
Dynamo de Pacinotti (années 1860).
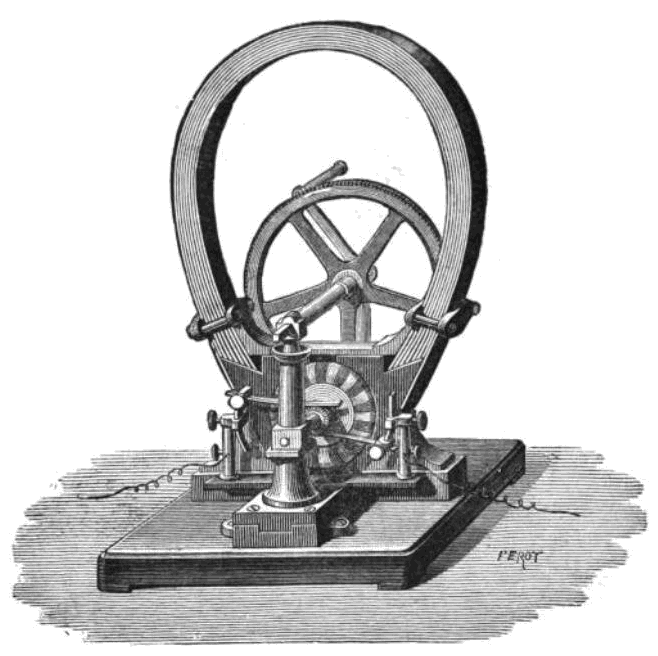
Dynamo de Gramme (années 1870).
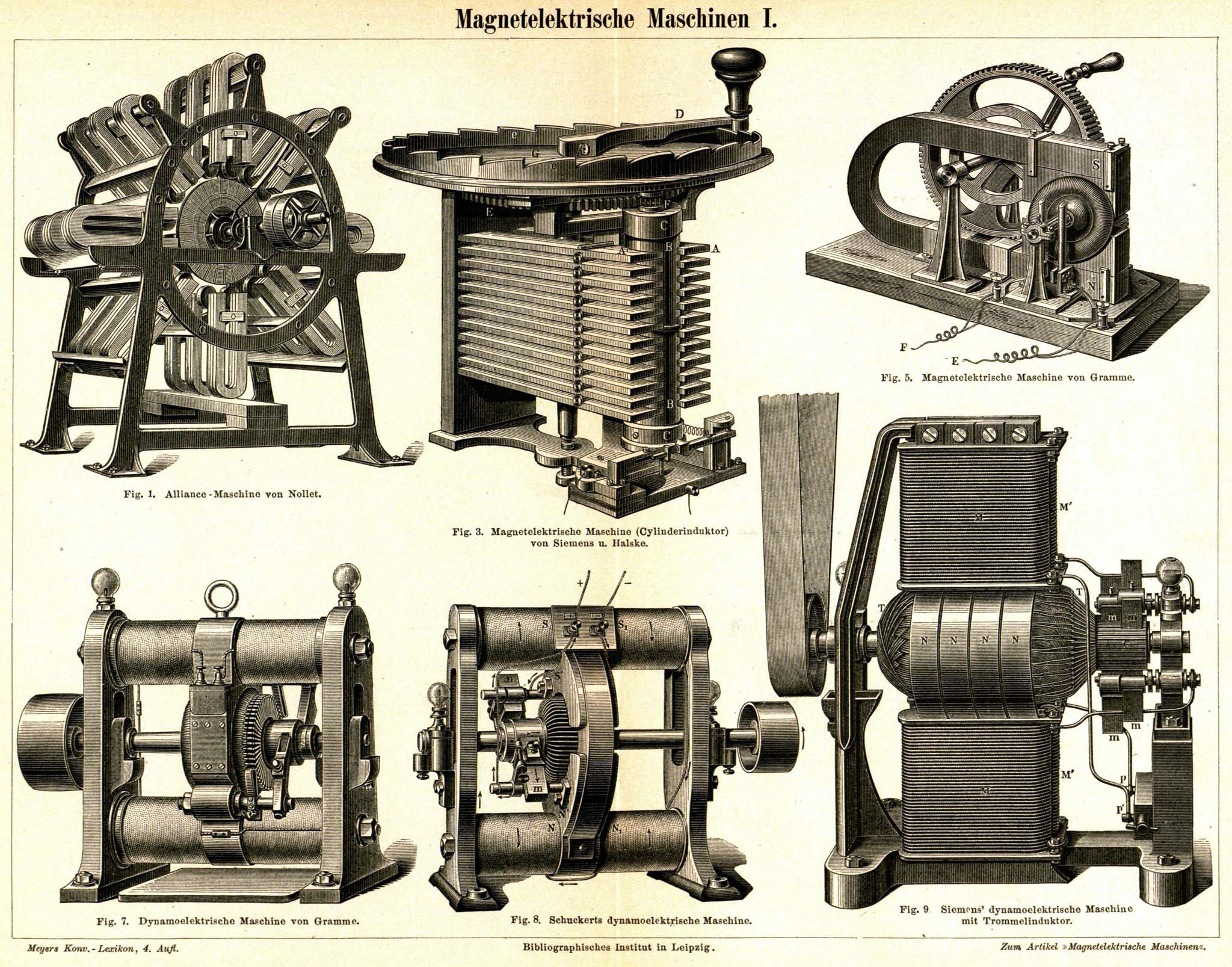
Machines électromagnétiques (Nollet, Gramme, Siemens) de la fin des années 1880.

La variété de générateurs électriques inventés durant le XIXe siècle, comprenant un moteur rotatif entraînant un alternateur ou une dynamo, reflète la créativité de cette période, notamment pour utiliser différentes sortes d'énergie :
- hydraulique : au début des années 1830, l'ingénieur français Benoit Fourneyron invente, brevette et met en service la première turbine hydraulique utilisant l'énergie de l'eau, retenue par des barrages comme pour les moulins à grains médiévaux, ou canalisée dans des conduites forcées, en vue de la production d'électricité. C'est la naissance de l'hydroélectricité, technique de production qui est ensuite utilisée dans le monde entier et qui représente, encore au XXIe siècle, une large proportion de l'électricité produite mondialement. L'électricité hydraulique est historiquement qualifiée de « houille blanche » ;
- éolien : à la fin des années 1880, deux ingénieurs inventent, séparément, les premières éoliennes automatiques génératrices d'électricité. L'américain  Charles Francis Brush en installe une à son domicile, puis crée une société qui deviendra General Electric. Le danois Poul La Cour réalise sa première installation en 1891, puis crée une société qui sera à l'origine du déploiement précoce de production éolienne d'électricité au Danemark ;
- vapeur : depuis le début du siècle, les machines à vapeur sont très répandues dans l'industrie. Généralement alimentées par du charbon ou du bois, elles produisent de la vapeur sous pression qui peut être utilisée par des turbines à vapeur, dont l'une des premières réalisations est due, en 1884, à l'ingénieur britannique Charles Parsons. Les turbines à vapeur sont encore utilisées au XXIe siècle par la plupart des centrales thermiques à combustible fossile (charbon, fioul) ou nucléaire.

Le principe des accumulateurs au plomb, qui permettent le stockage d'électricité sous forme électrochimique est découvert par  Wilhelm Josef Sinsteden (de) et perfectionné par le français Gaston Planté en 1859. Le chimiste français Camille Alphonse Faure lui apporte de nouveaux perfectionnements en 1881, créant la possibilité d'une production industrielle et d'usages divers, notamment dans les véhicules terrestres.

Production et stockage d'électricité au XIXe siècle
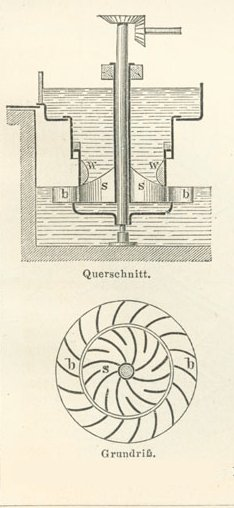
Turbine hydraulique Fourneyron (années 1830).
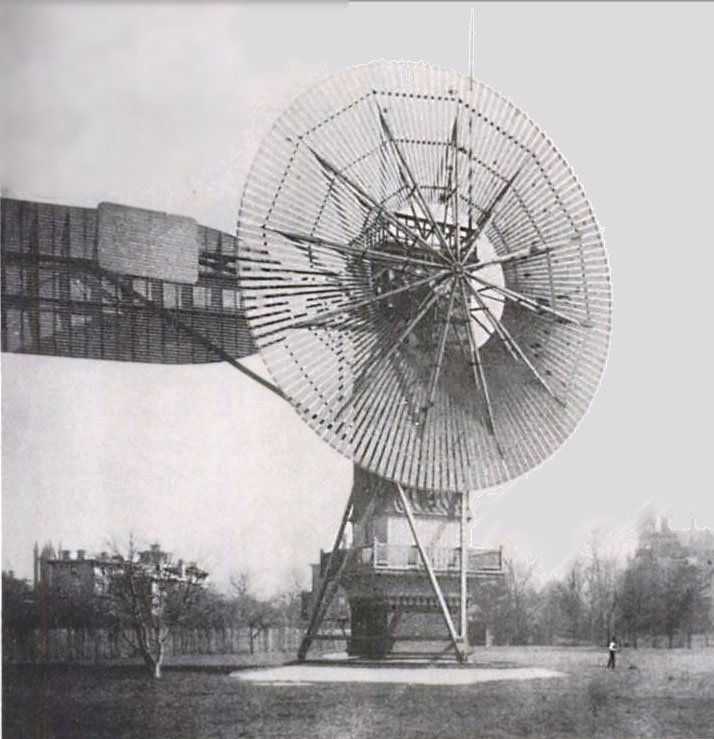
Éolienne Brush (1888).
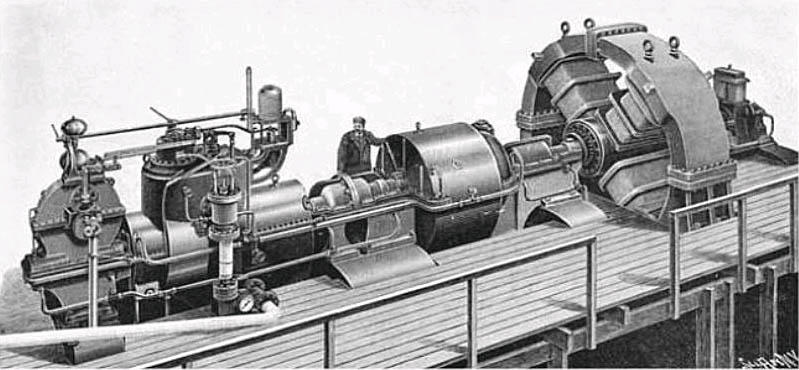
Générateur 1 MW avec turbine à vapeur Parsons (1900).
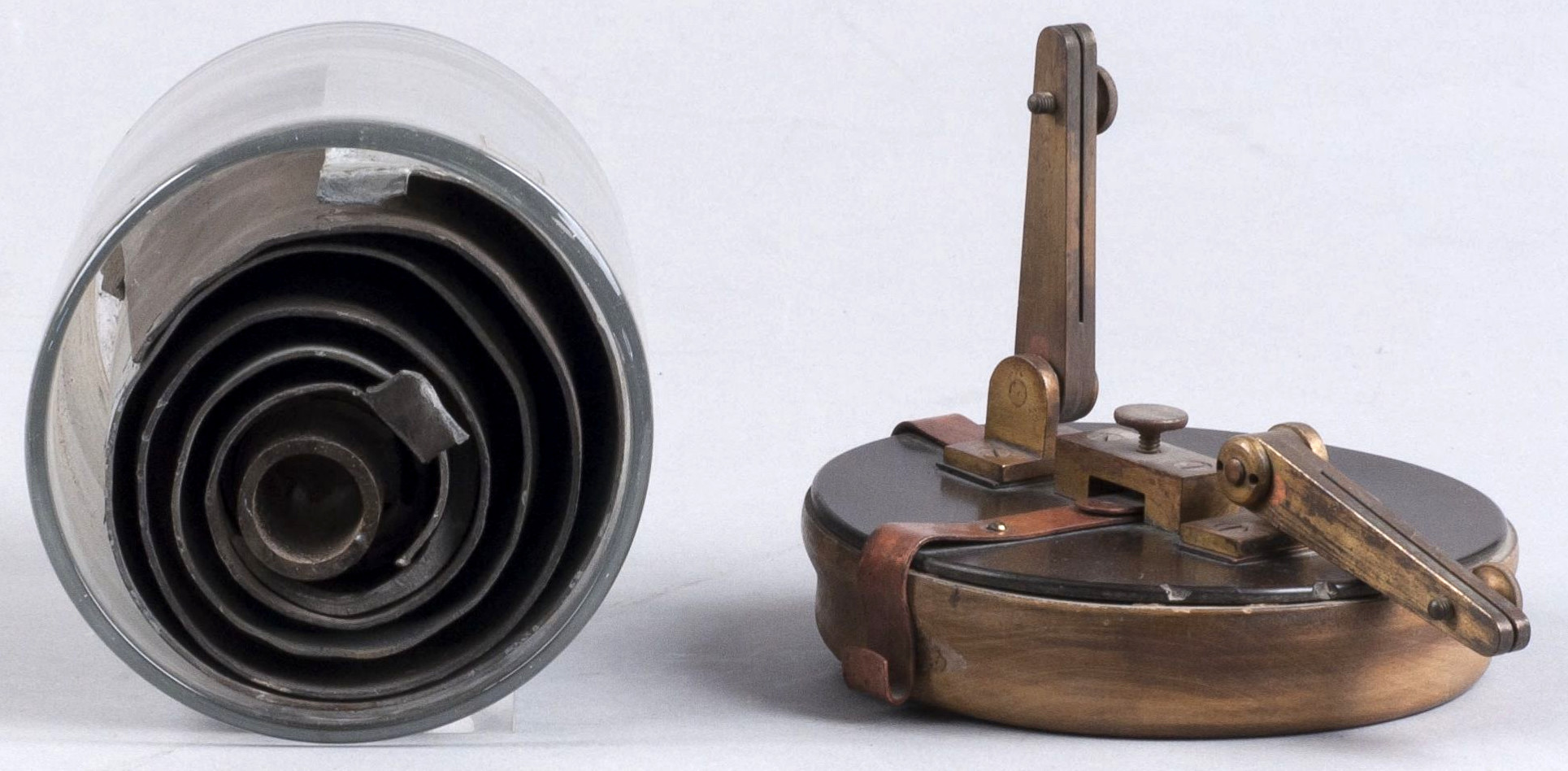
Accumulateur de Planté ouvert : la feuille de plomb, contenue dans une enveloppe en verre, baigne dans une solution acide (fin du XIXe siècle).

### Transport et distribution: la "guerre des courants"
Le transport d'électricité par réseau filaire est un sujet important au XIXe siècle et va être au cœur de ce qu'on appelle à l'époque la " guerre des courants" : est-il préférable de transporter du courant alternatif ou continu ? Et, plus généralement, est-il préférable de produire et utiliser un type de courant plutôt que l'autre ?

Les équations d'Ohm ({\displaystyle P={\frac {U^{2}}{R}}}) impliquent que la puissance électrique transportée par un réseau est d'autant plus élevée que la tension appliquée à ce réseau est élevée, et que la résistance du réseau est faible. L'effet Joule implique, quant à lui, que la perte de puissance lors du transport croît avec la résistance du réseau et le carré de l'intensité du courant ({\displaystyle P=R\times I^{2}}). Ces deux lois physiques amènent, pour optimiser le transport d'électricité, à avoir une résistance du réseau la plus faible possible, et une tension appliquée à ce réseau la plus élevée possible.

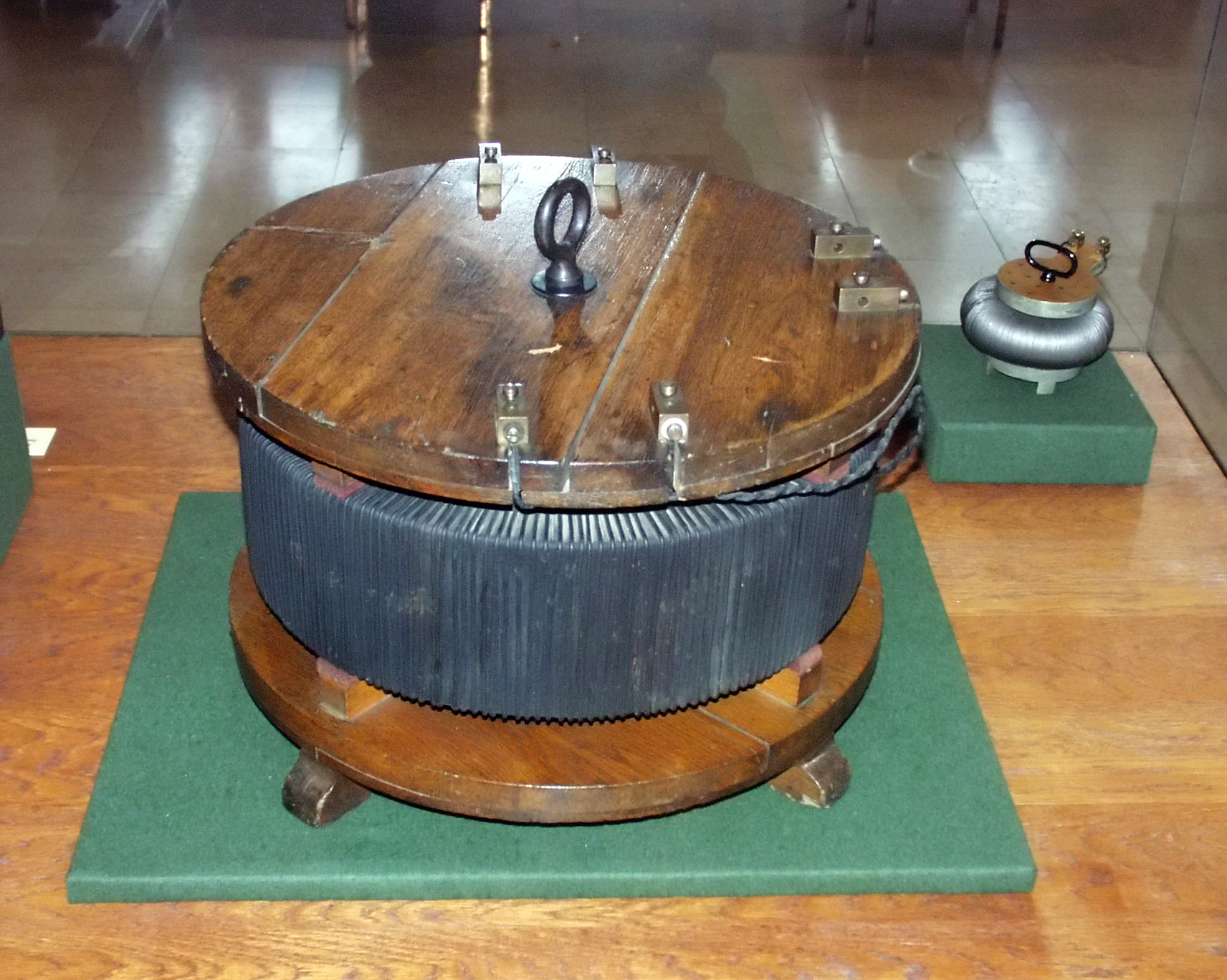
Transformateur de Ganz (1885).

La résistance du réseau est proportionnelle à la résistivité du conducteur utilisé et à sa longueur : pour minimiser les pertes par effet Joule, il faut donc choisir un matériau conducteur de faible résistivité (cuivre, aluminium, etc.) et minimiser la distance de transport. Certaines activités consommatrices, notamment industrielles, peuvent s'implanter près des lieux de production d'électricité. Mais les lieux de consommation d'électricité peuvent aussi se trouver éloignés des lieux de production : il faut alors utiliser une tension élevée pour réduire les pertes en ligne. L'invention des transformateurs électriques permet d'envisager d'augmenter la tension du courant produit par un générateur électrique, ou, au contraire, de l'abaisser pour en faciliter l'usage : les travaux de l'irlandais Nicholas Callan dans les années 1830 puis ceux d'Heinrich Ruhmkorff, qui met au point en 1856 la bobine qui porte son nom, sont utilisés pour produire de façon industrielle des transformateurs à partir de la fin des années 1860.
Durant les années 1880, ingénieurs européens et américains explorent différentes solutions pour transporter de l'électricité, en courant continu comme alternatif.

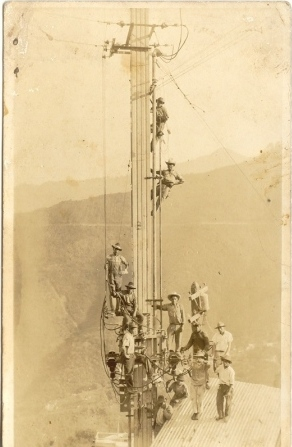
Le premier pylône électrique d'une usine hydroélectrique à San Juancito, région minière d'or et argent au Honduras vers 1888.

Ainsi, fin août 1883, Marcel Deprez réalise une expérience de transport d'électricité entre Vizille et Grenoble sur une distance de 14 km en courant continu, pour éclairer avec 108 lampes Edison la halle du centre-ville de Grenoble. La même année, Lucien Gaulard, chimiste de formation, présente à la Société française des électriciens un « générateur secondaire », dénommé depuis transformateur. Devant le scepticisme de ses compatriotes, il s'adresse à l'Anglais John Dixon Gibbs et démontre à Londres le bien-fondé de son invention. En septembre 1884, Gaulard et  Gibbs se positionnent pour obtenir un prix lors de l'exposition de Turin et contrecarrer les opposants au transport du courant alternatif : ils mettent en service une liaison de démonstration alimentée par du courant alternatif de 133 Hz sous 2 000 volts et faisant l'aller-retour de Turin à Lanzo (80 km). Mais la grande influence de Deprez amènera la France à continuer un temps de privilégier presque exclusivement le déploiement du courant continu, retardant la pénétration de l'électricité dans l'industrie.
À cette même période, les États-Unis commencent à s'équiper de moyens de production et de réseaux de transport d'électricité. Edison, dont la compagnie avait remporté plusieurs concessions de production et de distribution, soutient l'utilisation de courant continu, qu'il a employé dans ses expériences et dans ses brevets. Tesla, qui a travaillé d'abord en Europe, rejoint Edison aux États-Unis puis le quitte pour rejoindre le grand concurrent d'Edison, George Westinghouse, qu'il convainc de promouvoir le courant alternatif. À la suite d'une longue bataille, durant laquelle Edison et ses partisans déploient de très importants efforts médiatiques pour démontrer les dangers du courant alternatif, le courant alternatif qui l'emporte, notamment grâce à la mise au point de transformateurs à bon rendement, puis aux inventions relatives au courant triphasé: industriels, municipalités, industries et commerces sont les premiers clients desservis, avant les clients particuliers, qui recevront un peu plus tard l'électricité domestique . C'est la solution la plus largement utilisée dans le monde encore au XXIe siècle.

Schéma de principe du réseau électrique américain figurant un transformateur élévateur de tension (en rouge) et deux niveaux de transformateurs abaissant la tension (en vert). Le transformateur final créant la basse tension est représenté comme fixé à un poteau, comme c'est fréquemment le cas aux États-Unis.

### Communications: naissance des télécommunications
Durant le XIXe siècle, l'utilisation de l'électricité révolutionne les communications à distance, qui seront appelées télécommunications, avec l'invention du télégraphe électrique puis du téléphone et, à la fin du siècle, de la transmission sans fil.

#### Télégraphe électrique: la transmission de l'écrit

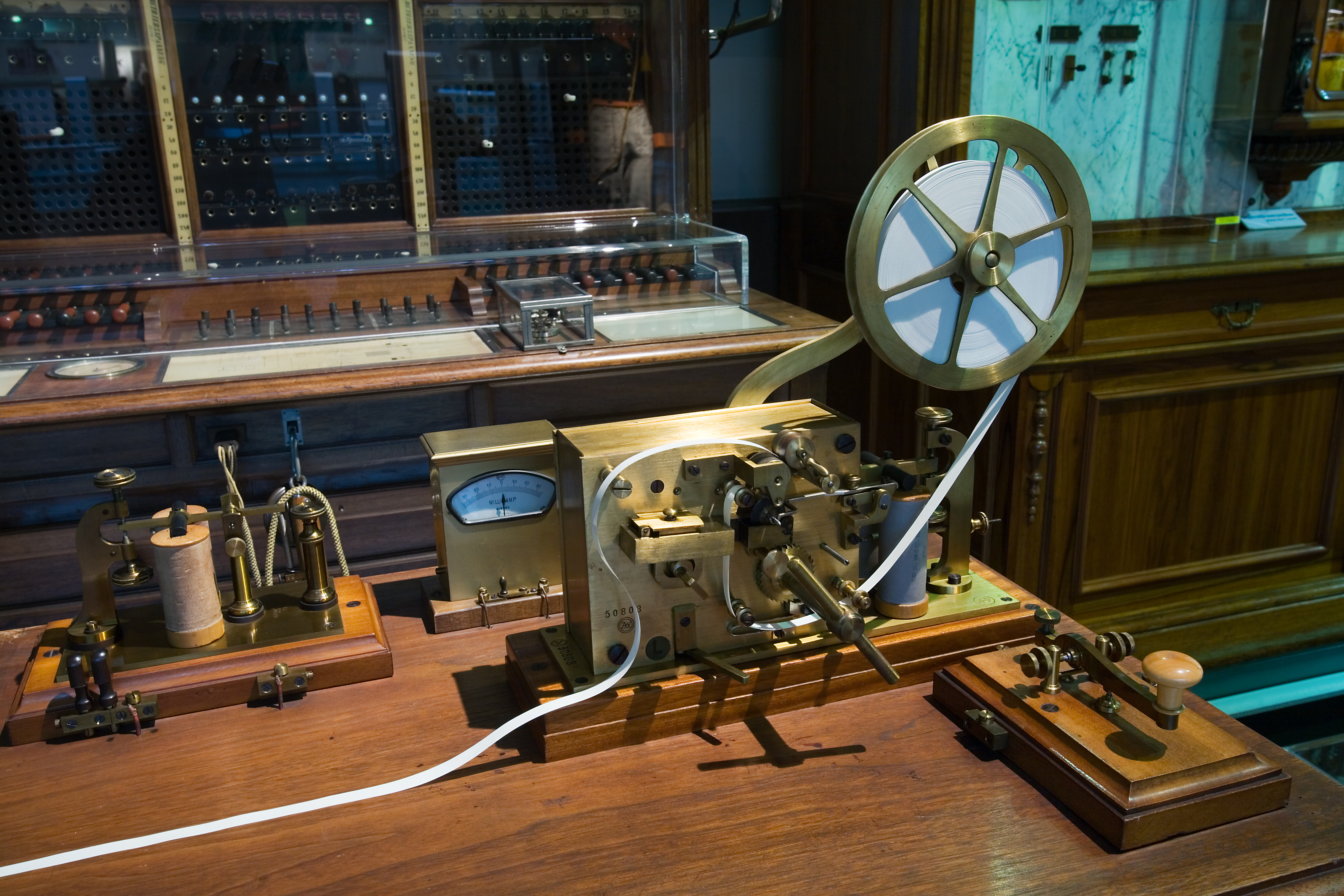
Station de télégraphe Morse : manipulateur émetteur à droite, récepteur à bande au centre (fin des années 1890).

Dans les années 1830, alors que le télégraphe optique est encore d'usage récent, plusieurs projets de communication utilisant des courants faibles pour transmettre des messages écrits sont lancés en Europe et aux États-Unis. La première ligne de télégraphe électrique européenne, conçue par les britanniques Cooke et Wheatstone, entre en service commercial en 1838. Le système est utilisé par les chemins de fer britanniques :  il est constitué de plusieurs fils de transmission et de plusieurs aiguilles transcrivant les lettres transmises. Au même moment, l'américain Samuel Morse et son assistant Alfred Lewis Vail inventent et brevètent un système de télégraphe électrique, un récepteur automatique de messages et un langage de transmission de messages : le code Morse. La première ligne américaine de longue distance est installée en 1843 entre Baltimore et Washington.
Le télégraphe électrique connait un très rapide développement international à partir des années 1850 : liaison Paris/Berlin (1850), France/Angleterre (1851), Londres/New Delhi (1860), Europe/États-Unis (1866), etc. En France, le volume de télégrammes est multiplié par trente entre 1852 et 1862. Et le télégraphe électrique bénéficie, tout du long du siècle, de nombreuses innovations qui en améliorent les performances, notamment l'invention d'un système de codage avec multiplexage temporel pour les téléscripteurs par le français Émile Baudot. La normalisation internationale est amorcée par la première convention télégraphique internationale de 1865, signée par vingt pays à Paris, qui crée  l'Union Internationale Télégraphique, ancêtre de l'Union Internationale des Télécommunications.

#### Téléphone: la transmission de la voix

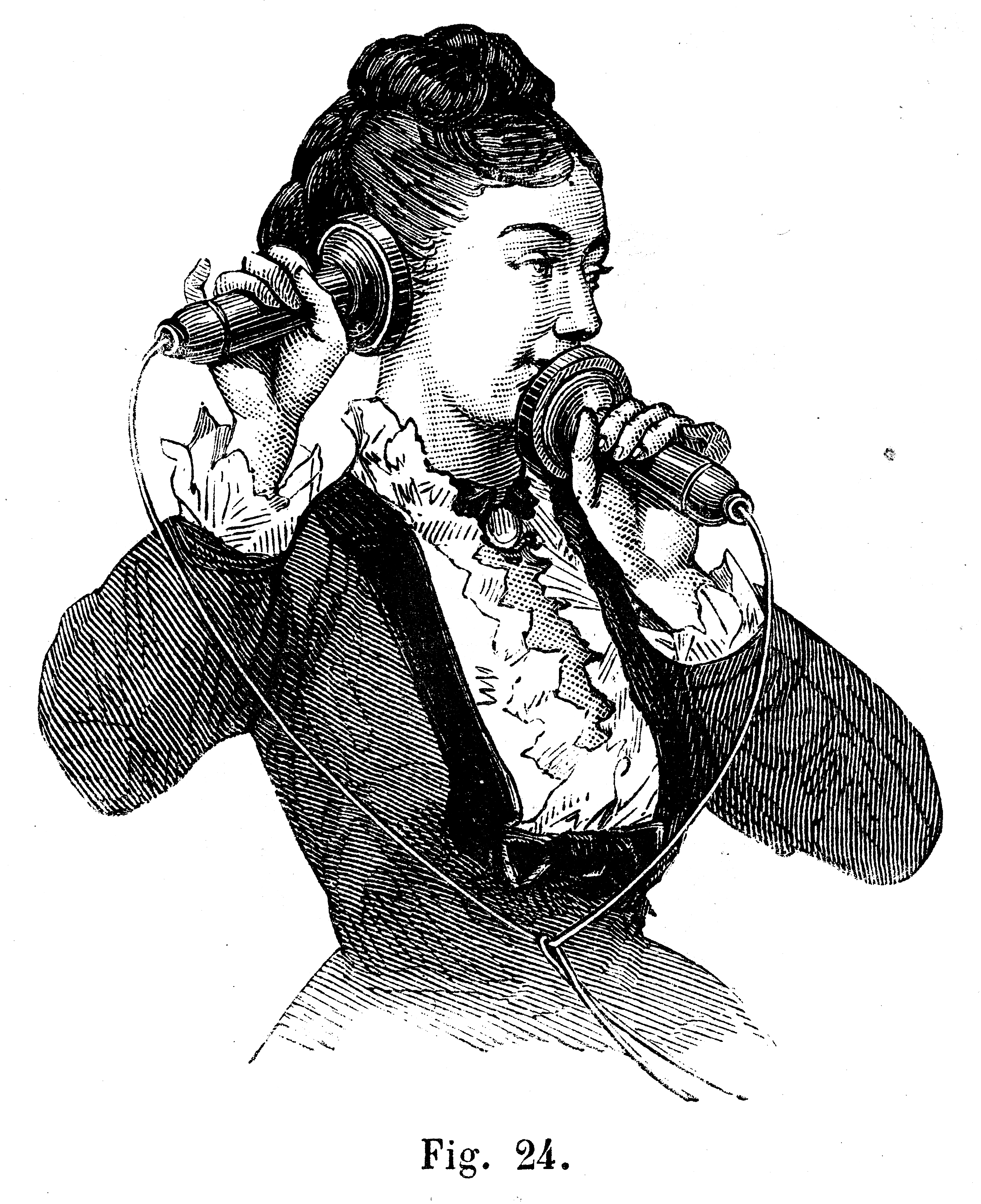
Gravure illustrant l'utilisation d'un téléphone Bell (vers 1880).

La transmission de la voix intéresse de nombreux inventeurs et ingénieurs à partir des années 1850. Le français Charles Bourseul décrit le principe de ce qui deviendra le téléphone dans la revue L'Illustration en 1854, mais, devant le scepticisme rencontré, renonce à développer son concept. Ce sont l'anglo-canadien Alexander Graham Bell et, après une longue controverse et à titre posthume, l'italien Antonio Meucci qui en sont reconnus comme les inventeurs. Bell dépose son brevet le plus connu en février 1876, et le téléphone entre en service commercial aux États-Unis en 1877 et en France en 1879. Les inventions de Bell, d'Edison (microphone à charbon), de Clément Adler (amélioration du téléphone de Bell), ou encore celles du suédois Lars Ericsson (numérotation automatique par cadran à dix chiffres) assurent un succès rapide du téléphone aux États-Unis, et, dans une moindre mesure en Europe : il y 27 000 téléphones en service dans le monde en 1879 et deux millions en 1900.

#### Communications sans fil

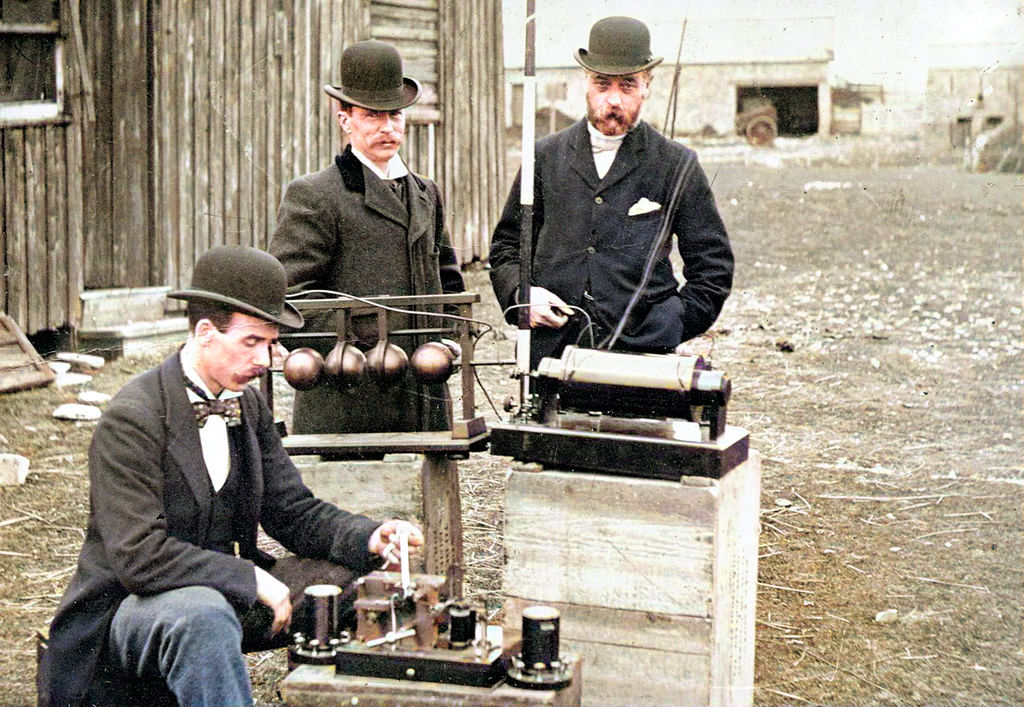
Première transmission par télégraphie sans fil de Marconi (13 mai 1897).

À partir du début des années 1880, plusieurs découvertes, expérimentales puis basées sur des explications scientifiques, vont permettre la transmission de signaux sans fil, le développement de la radioélectricité et celui des radiocommunications. Les découvertes suivantes amènent à l'invention de la télégraphie sans fil (TSF), ancêtre des systèmes de communication sans fil modernes :
- en 1887, le Britannique David Edward Hughes utilise un éclateur pour produire un signal radio d'une portée de 500 m.[réf. souhaitée]
- le 15 mars 1888, Heinrich Rudolf Hertz fait jaillir un arc électrique entre deux sphères de laiton. Simultanément à quelques mètres un arc électrique prend naissance dans la coupure d'une spire métallique. Les oscillations du rayonnement électromagnétique peuvent dont être induites à distance : les « ondes hertziennes » sont officiellement découvertes.
- en 1895, Alexandre Popov réalise en laboratoire la première transmission de signaux Morse par voie hertzienne[41].
- à la fin des années 1890, l'italien Guglielmo Marconi réalise la première liaison télégraphique sans fil de longue distance, dépose plusieurs brevets concernant les radiocommunications et augmente la portée de transmission jusqu'à plusieurs dizaines de kilomètres[42]. Marconi réussira la première communication sans fil entre l'Europe et les États-Unis en 1901 et recevra le prix Nobel de physique en 1909.

### Moteurs
Dès les années 1850, inventeurs et ingénieurs constatent qu'un générateur d'électricité est généralement réversible : alimenté par une énergie mécanique, il produit de l'électricité ; et alimenté par de l'électricité, il devient moteur et produit du travail mécanique. Avant que l'électricité soit produite en grande quantité et transportée efficacement, les moteurs électriques doivent être alimentés en courant par des piles, ce qui limite leur puissance et leur durée de fonctionnement.
Les premiers moteurs électriques sont donc tous alimentés en continu, mais doivent être dotés d'un mécanisme particulier, commutateur ou interrupteur, permettant de créer un fonctionnement cyclique, généralement rotatif.
Parmi les inventeurs de ces premiers moteurs, se trouvent notamment :
- Peter Barlow, physicien britannique inventeur de la roue de Barlow en 1822 : c'est un simple disque métallique découpé en étoile et dont les extrémités plongent dans un godet contenant du mercure qui assure l'arrivée du courant. Inspirée des travaux de Faraday, elle produit une très faible puissance : il s'agit plus d'un démonstrateur que d'une machine utilisable.
- Moritz von Jacobi, professeur russe qui construit en 1834 un moteur d'une puissance d'un cheval-vapeur. Il utilise ce moteur en démonstration pour propulser un bateau à roue à aubes sur la Neva, à Saint-Pétersbourg. L'inducteur et l'induit sont des électroaimants en « fer à cheval » portés par une couronne mobile et une couronne fixe en regard l'une de l'autre. Le commutateur appelé « gyrotrope » inverse aux positions convenables l'excitation des électro-aimants mobiles. Ce moteur est encombrant et ne sera pas commercialisé.
- Thomas Davenport, forgeron américain qui crée les premiers moteurs industrialisables à partir de 1834[45] et les utilise ses moteurs sur un véhicule de sa conception, des presses d'imprimerie et d'autres machines;
- Charles Grafton Page, médecin américain qui construit en 1838 une bobine d'induction dont il étudie les effets, notamment sur le corps humain, et qu'il utilise pour construire un moteur électrique à piston simple effet semblable à celui utilisé dans les locomotives à vapeur de l'époque;
- Jean-Gustave Bourbouze, inventeur français de nombreux instruments de mesure, crée plusieurs types de moteurs à partir de 1840;
- Gustave Froment, ingénieur français qui construit la première machine à réluctance variable en 1845. Il s'agit d'un moteur rotatif comportant une couronne d'électro-aimants fixes qui attirent des barres de fer portées par une roue.

Moteurs de la première moitié du XIXe siècle
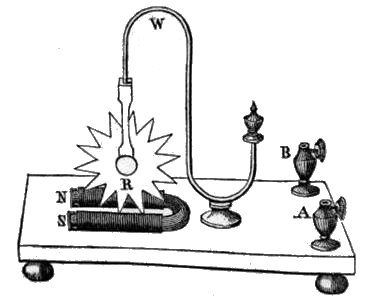
Roue de Barlow (1822).
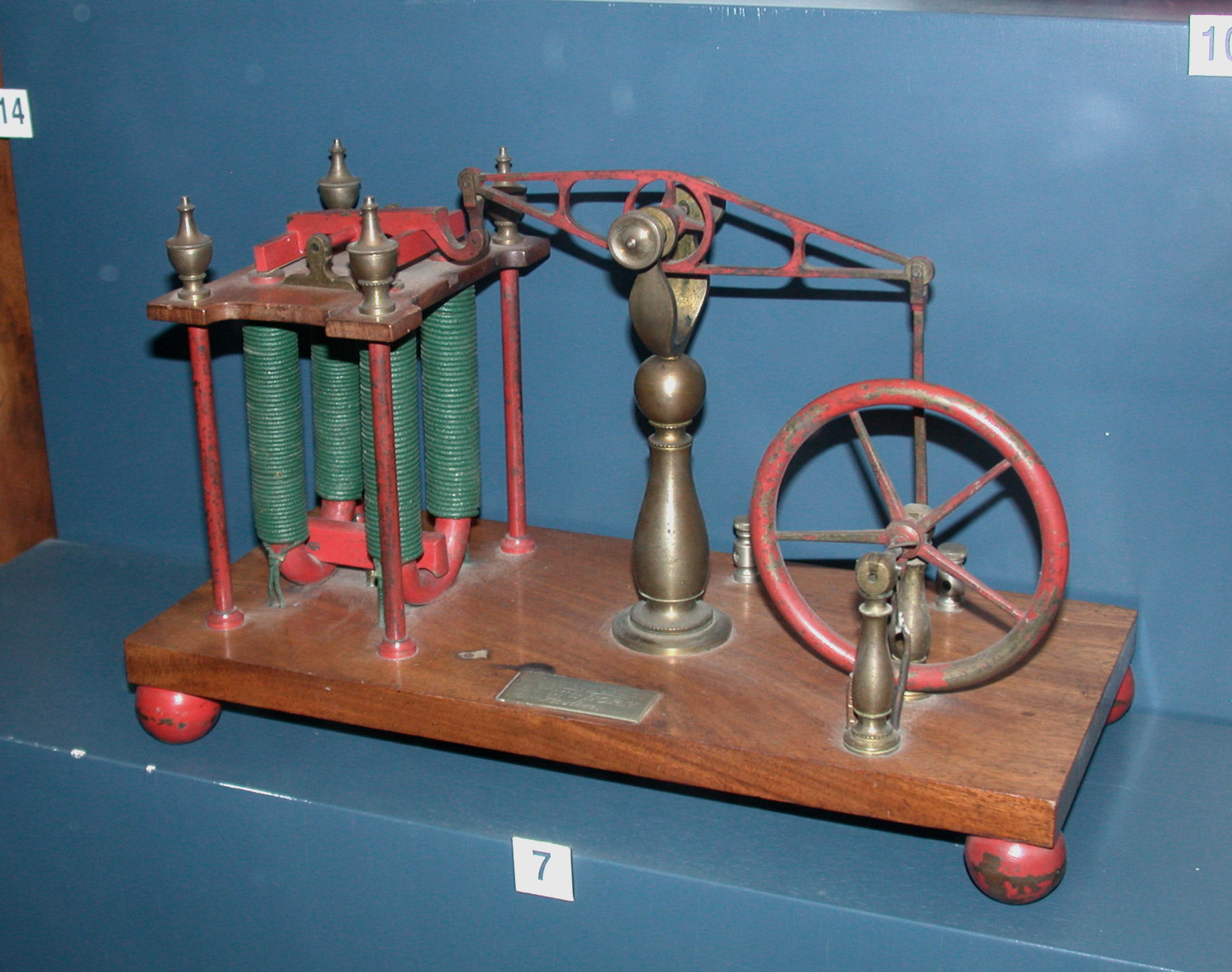
Moteur de C.G. Page (années 1840).
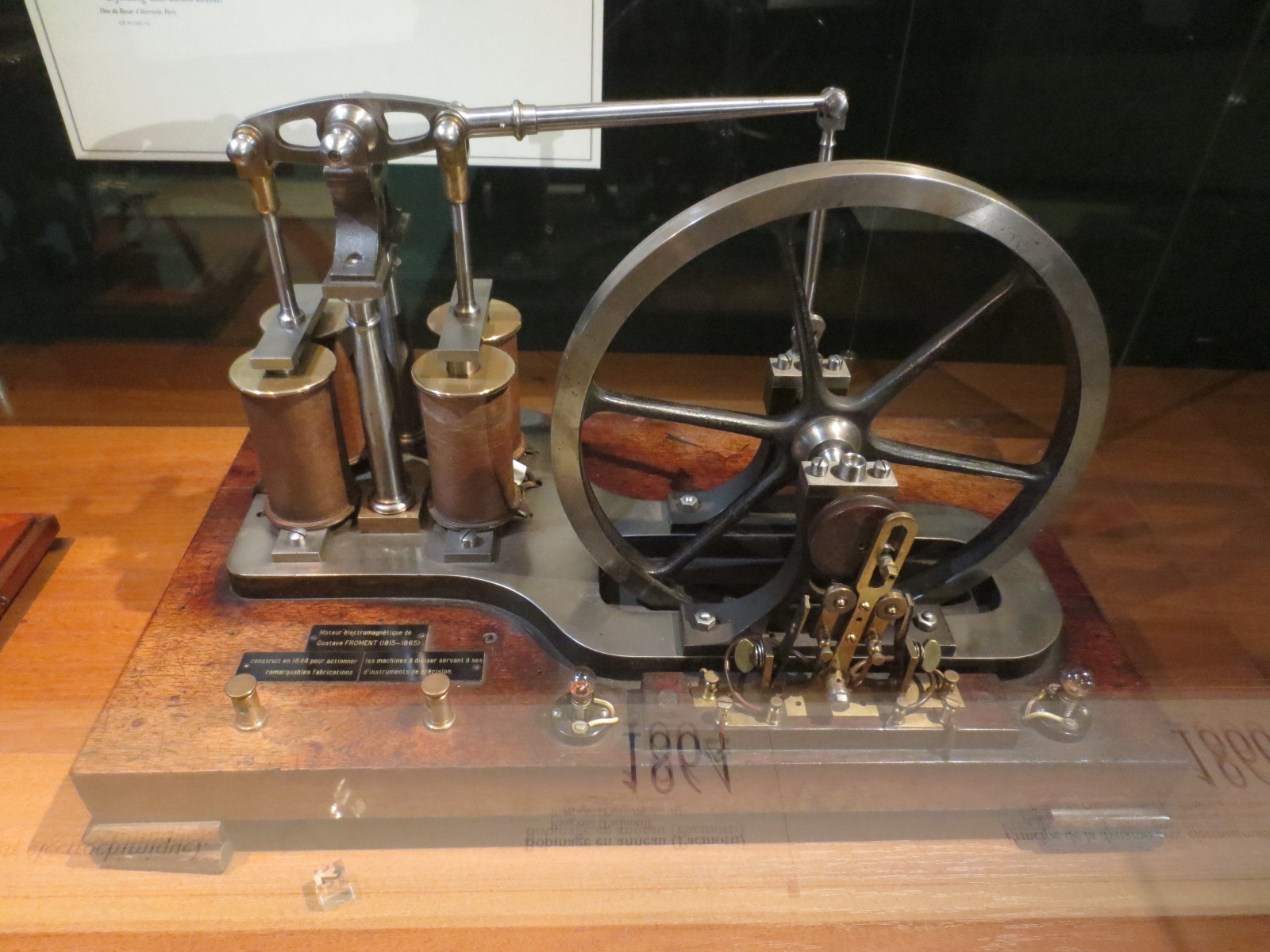
Moteur de G. Froment (1844).

L'enthousiasme soulevé par ce type de moteurs dans les années 1850-1860 retombe vite : malgré les progrès des piles et les multiples configurations inventées, ces moteurs restent d'emploi difficile, sont fragiles et ont des performances limitées, notamment à cause du commutateur mécanique alors utilisé. Ils sont considérés comme incapables de rivaliser, pour les usages de "force", avec les machines à vapeur.
À partir des années 1870, plusieurs inventions vont relancer l'intérêt envers les moteurs électriques.
En 1873, la société fondée par le physicien belge Zenobe Gramme et l'ingénieur français Hyppolyte Fontaine présente à l'Exposition universelle de Vienne deux "machines Gramme" à courant continu qui fonctionnent l'une en générateur, l'autre en moteur, avec un bon rendement et une bonne facilité d'utilisation, notamment grâce à un collecteur frotté par des balais, qui remplace le commutateur mécanique. Ces machines rencontrent un réel succès chez les industriels. À la même période commencent à être fabriqués des rhéostats permettant de régler l'intensité du courant fourni à un moteur, donc sa puissance. Et, à partir de la deuxième moitié des années 1880, Nikola Tesla, associé à Westinghouse, commence à produire les premiers moteurs industriels fonctionnant avec du courant alternatif.

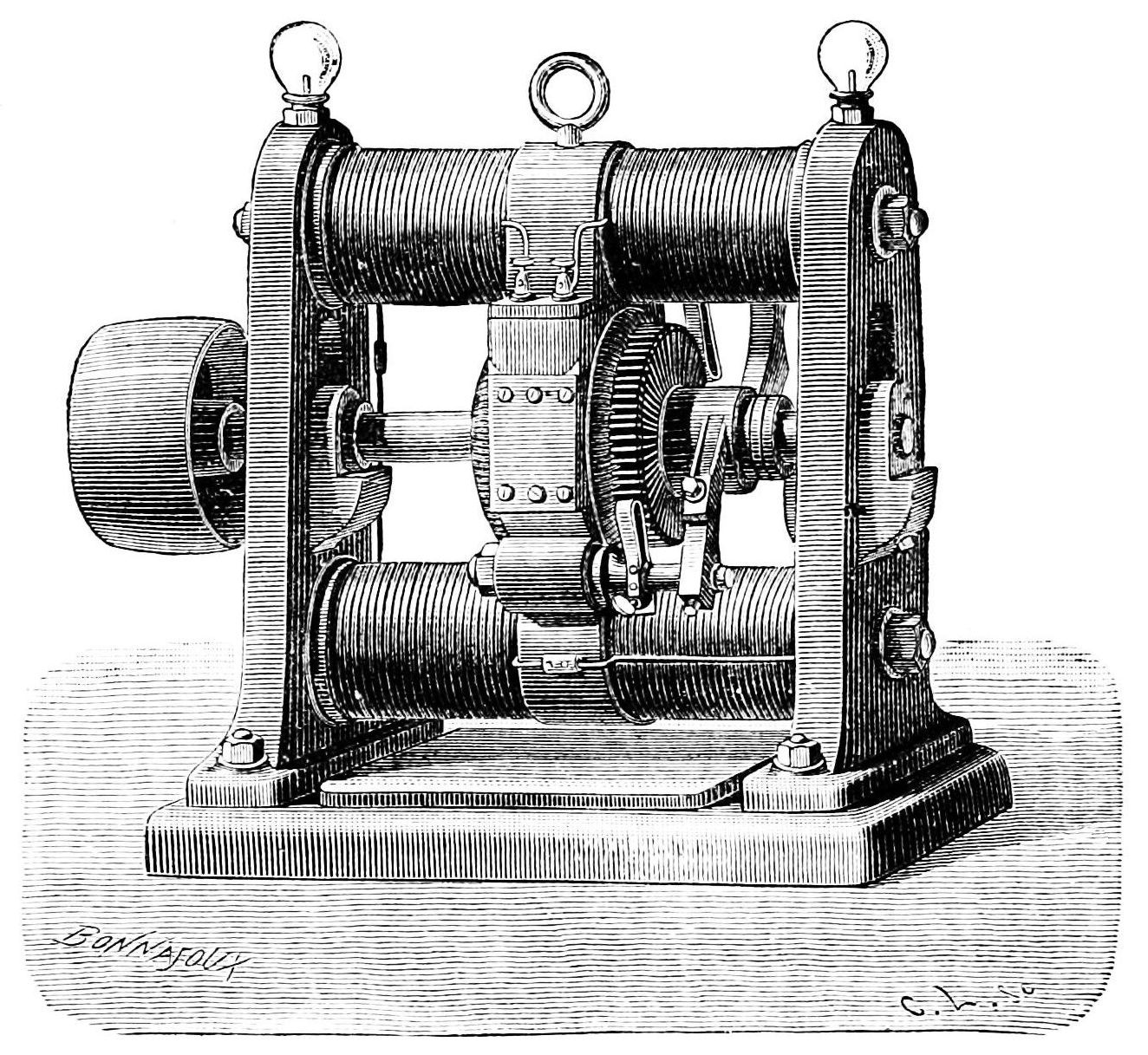
Moteur Gramme à courant continu (années 1880).
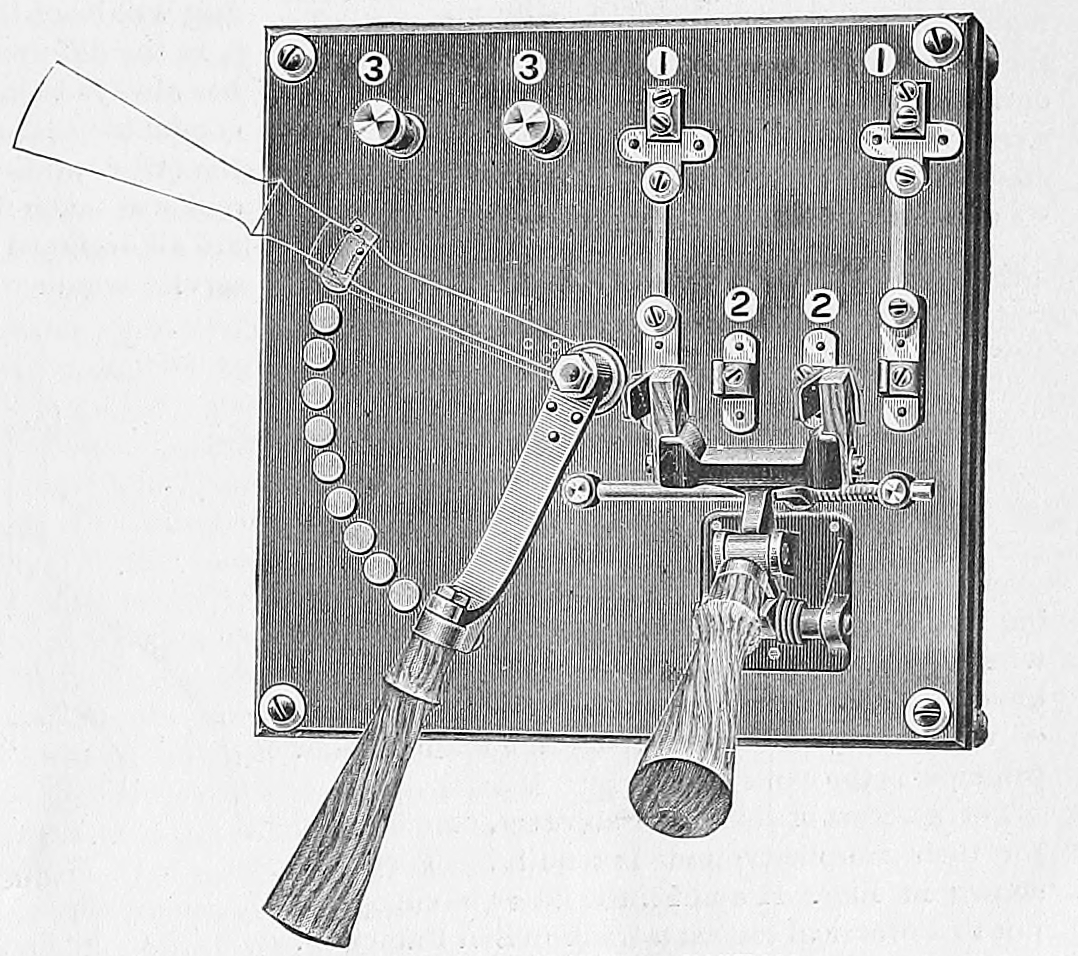
Rhéostat de démarrage d'un tramway électrique (1895).
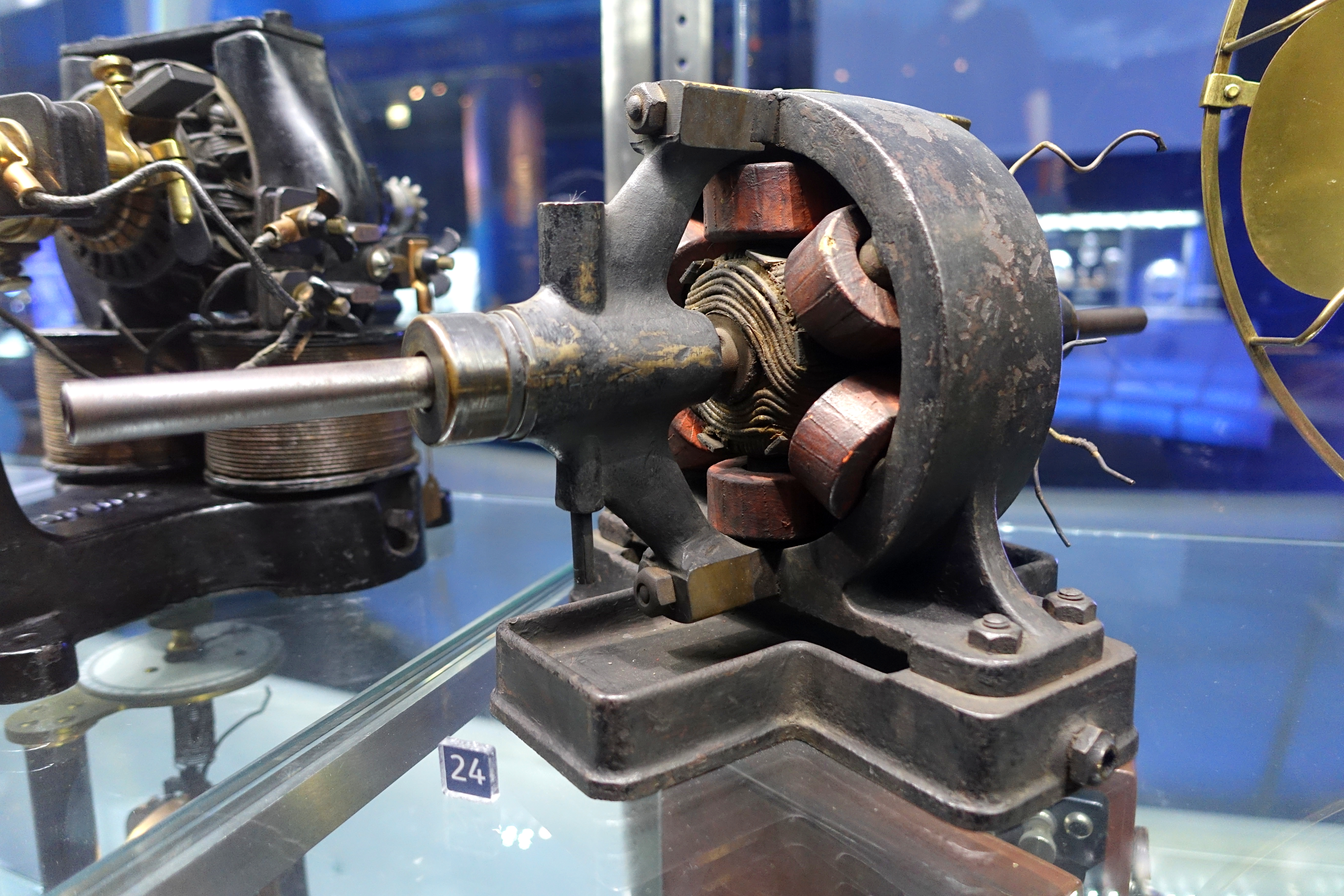
Moteur Tesla à courant alternatif (1895).

L'offre de ces moteurs s'élargit rapidement, et, à mesure du déploiement des sites de production et des réseaux de transport électriques, les moteurs électriques pénètrent progressivement l'industrie, animant notamment des machines à coudre, des métiers à tisser ou encore des ascenseurs, ainsi que les transports, notamment avec le déploiement du tramway électrique aux États-Unis puis dans certains pays européens.

### Électrochimie et électrométallurgie
Les origines de l'électrochimie et de l'électrométallurgie, comme sciences et comme secteurs industriels, remontent aux expérimentations scientifiques relatives à l'électrolyse et aux piles qui ont débuté au tout début du siècle.
La première électrolyse de l'eau est réalisée en 1800 par Volta et William Nicholson, qui parviennent en outre à prouver que les gaz produits par cette opération sont de l'hydrogène et de l'oxygène dans un rapport d'un volume d'oxygène pour deux d'hydrogène. Scientifiques et inventeurs vont ensuite multiplier les découvertes expérimentales : pile cuivre/zinc (William Cruikshank, 1802), galvanoplastie (Jacobi, 1837), accumulateur au plomb (Gaston Planté, 1859), loi de la résistance des électrolytes (Friedrich Kohlrausch, 1874), électromouillage (Gabriel Lippmann, 1875), etc.
Au début des années 1850, plusieurs éléments métalliques (aluminium, baryum, calcium, chrome, lithium, magnésium, manganèse, potassium, sodium, etc.) sont produits par électrolyse en laboratoire, notamment par le chimiste allemand Robert Wilhelm Bunsen.
Certains des procédés expérimentaux commencent aussi à être utilisés par des industriels dans les années 1840, par exemple la galvanoplastie par la société Christofle en France. Mais la compréhension des phénomènes en jeu reste fragmentaire jusqu'au milieu des années 1880, et leur utilisation industrielle très limitée.
En 1884, le chimiste suédois Svante August Arrhenius publie sa Théorie chimique des électrolytes, fondement des développements ultérieurs de l'électrochimie scientifique et industrielle, puis, en 1887, élabore la théorie des couples acide-base et de la dissociation ionique. En 1889 le physicien allemand  Walther Hermann Nernst établit et formule le lien entre la force électromotrice d'une pile et la nature de ses composants et de son électrolyte, permettant de prédire et calculer la dynamique électrochimique. Avec ces résultats et une électricité plus facilement disponible grâce aux progrès réalisés par les générateurs électriques, les ingénieurs font de l'électrolyse un procédé industriel essentiel avant la fin du siècle, notamment pour les productions métallurgique et chimique.

#### Métallurgie
La production industrielle de cuivre très pur par électrolyse commence dans les années 1870. Et la production industrielle d'aluminium va être rendue possible à partir du milieu des années 1880 grâce à l'ingénieur français Paul Héroult et à l'américain Charles Martin Hall qui découvrent et brevètent quasiment simultanément, et séparément, le procédé de fabrication industrielle de l'aluminium par électrolyse en 1886. Ce procédé permet la production importante d'aluminium en Europe dès 1887, avec l'installation par Héroult de l'usine de la chute de Froges alimentée par de l'hydroélectricité. À la même époque est créée aux États-Unis la société Alcoa pour exploiter les brevets et procédés de Hall. L'aluminium va connaître ensuite une très large diffusion dans les câbles électriques, les télécommunications, les transports, puis bien d'autres secteurs. Plusieurs autres métaux sont également produits ou raffinés industriellement par des procédés électriques avant la fin du siècle, comme le platine, le nickel ou encore le cobalt. L'électrolyse est aussi utilisée pour analyser la teneur en métaux utiles des minerais.

#### Chimie minérale
L'électrolyse est utilisée par le secteur de la chimie minérale à partir des années 1880 pour fabriquer une grande variété de molécules et produits ayant un impact important sur l'industrie et la vie quotidienne. Parmi ceux- ci :
- la soude caustique (ou hydroxyde de sodium) : produite depuis 1885 par électrolyse d'une solution aqueuse de chlorure de sodium, elle entre dans la composition de détergents et déboucheurs, dans le processus de fabrication de la pâte à papier ou de l'aluminium, etc. ;
- le chlore : produit par électrolyse chlore-soude, et utilisé notamment comme désinfectant, sous forme d'eau de Javel par exemple ;
- le chlorate de sodium, utilisé en pyrotechnie, dans la fabrication d'explosifs, pour la fabrication de papier et comme désherbant.

L'électrolyse est également utilisée dans plusieurs autres secteurs. Ainsi, en 1897, est mise au point « l'électrode à hydrogène » qui permet de faire les premières mesures de pH. Et les premiers télégraphes utilisent un montage électrique avec électrolyse au poste final récepteur : l'observation de la production des bulles de gaz dans un électrolyte permet de recueillir le signal.

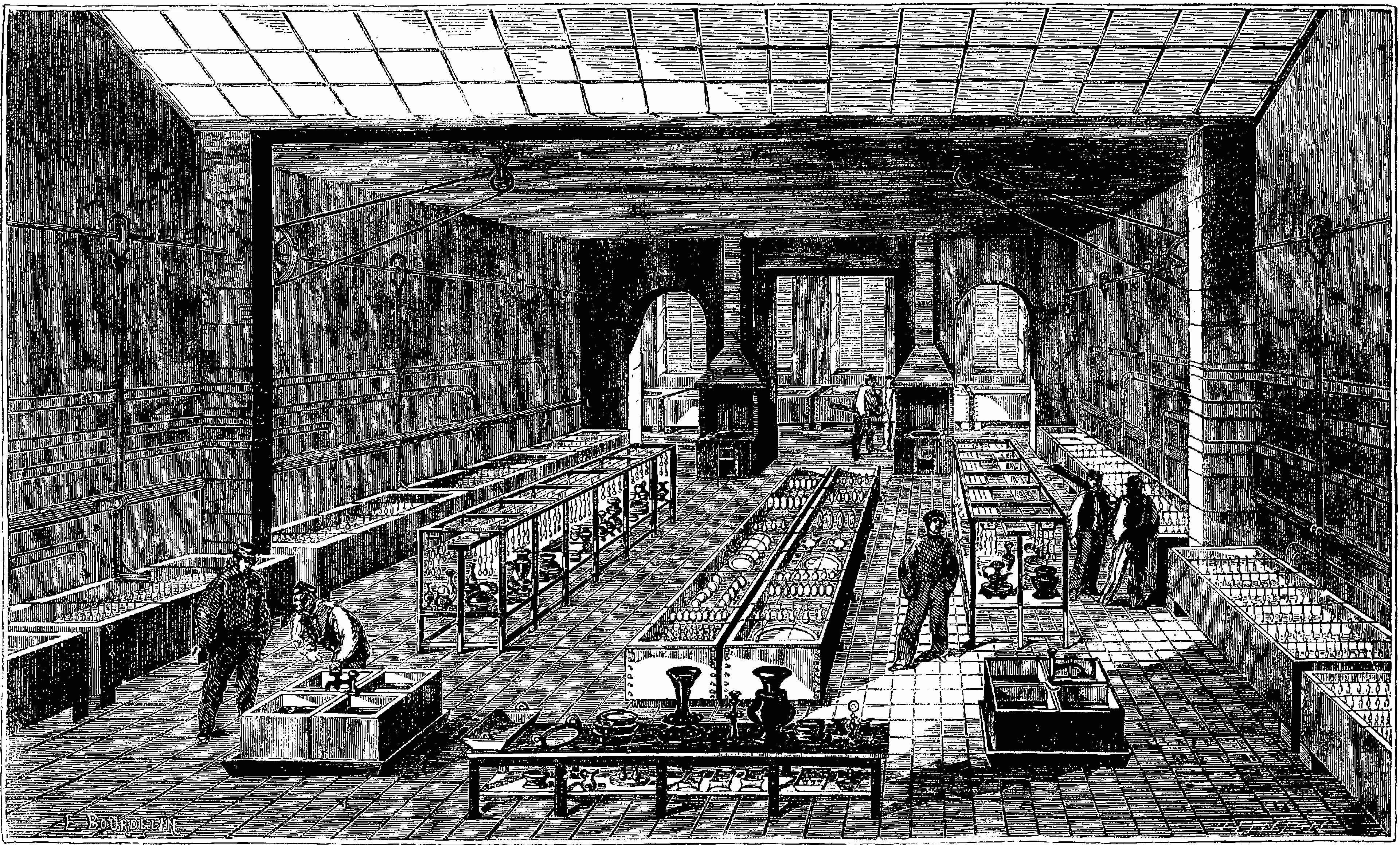
Atelier d'argenture électro-chimique de Christofle (1868).
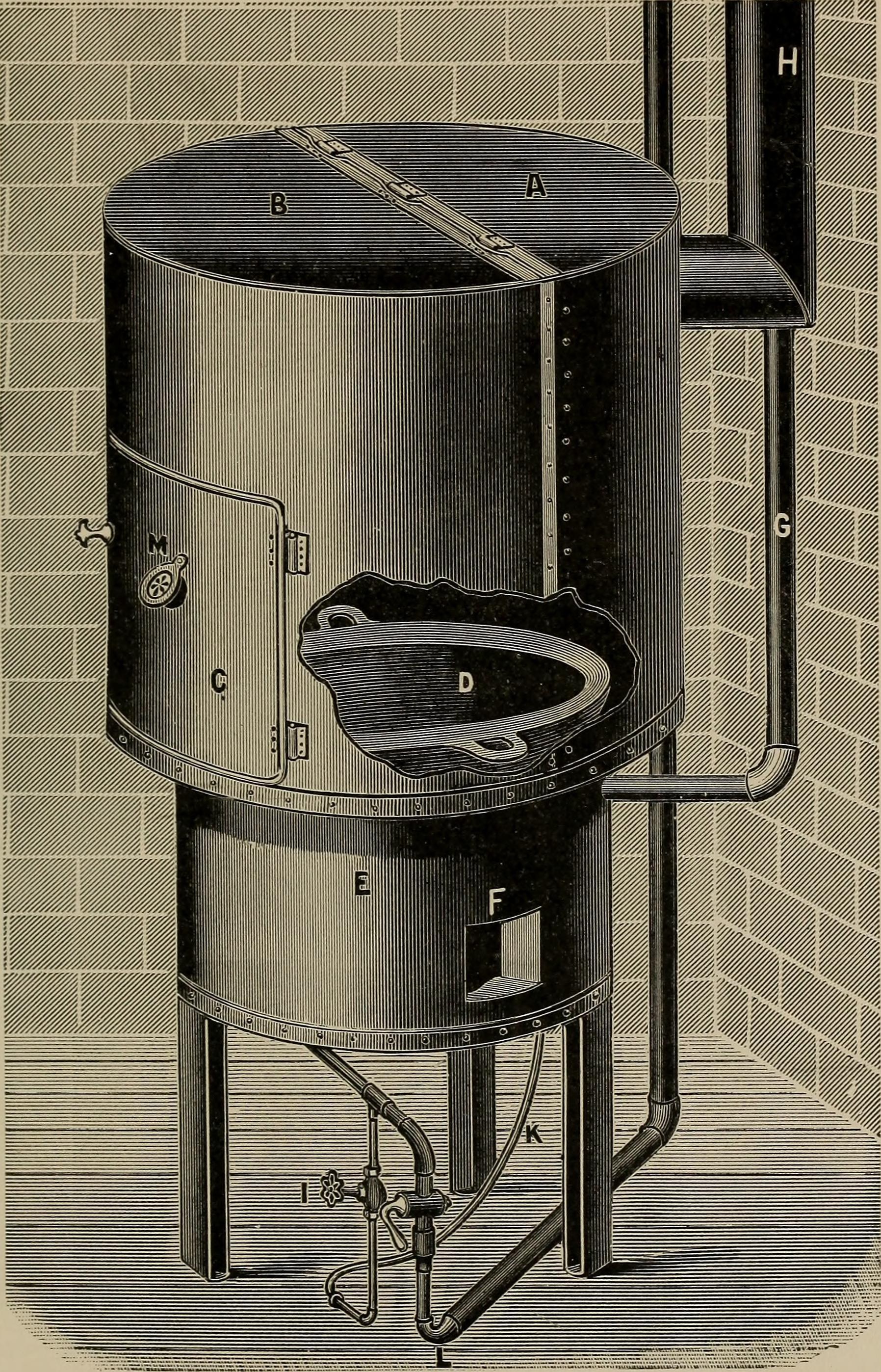
Machine permettant la galvanoplastie de petites pièces (1894).
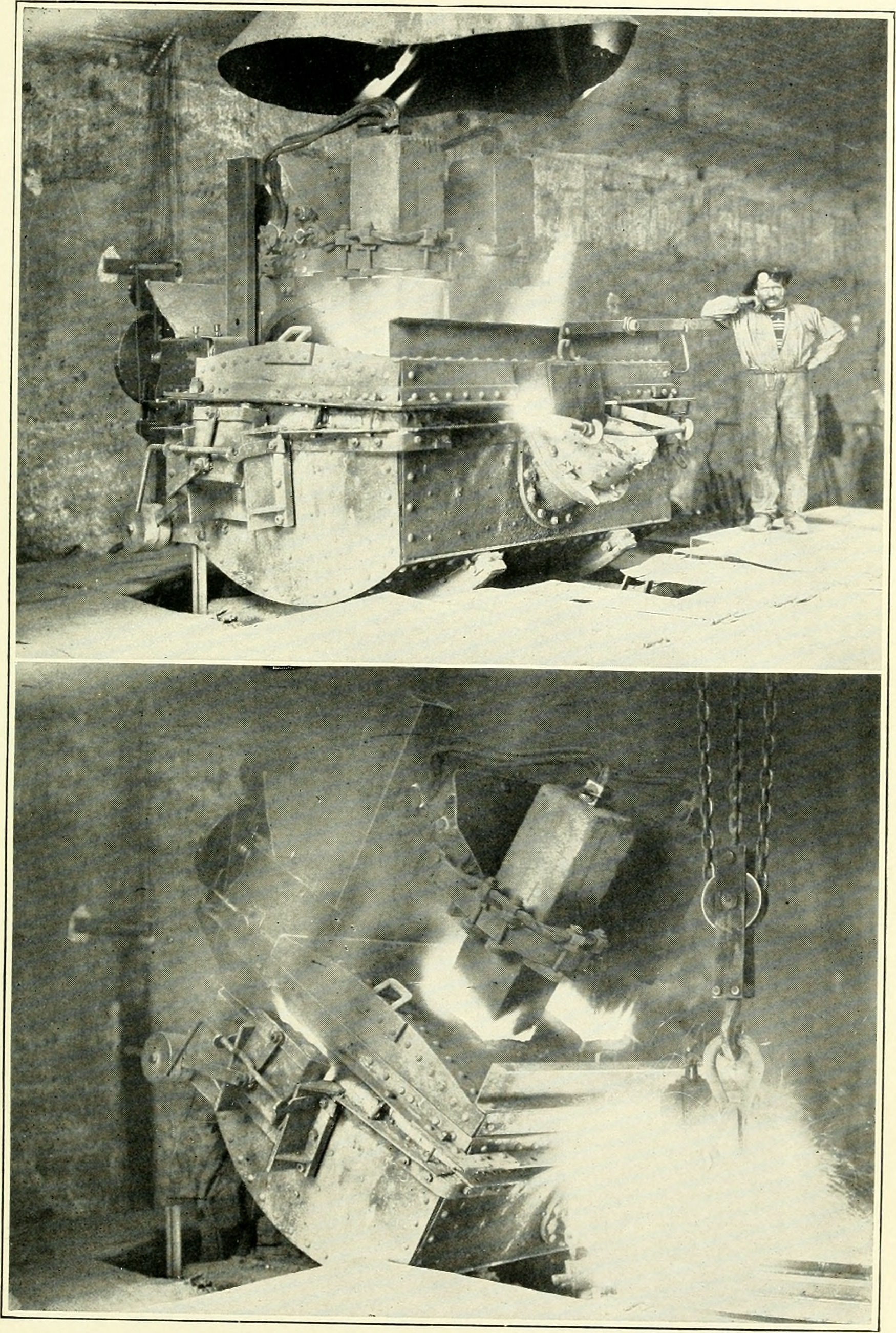
Fabrication d'aluminium par le procédé Héroult (fin du XIXe siècle).

### Éclairage: la première utilisation grand public de l'électricité
L'une des premières applications "grand public" de l'électricité est l'éclairage, public puis privé.
Les premières lampes électriques sont à arc : elles sont constituées de deux électrodes auxquelles est appliquée une tension qui crée un arc lumineux entre elles. L'électrotechnicien russe Paul Nicolaïewich Jablochkoff les perfectionne et, sous le nom de "bougies électriques" ou "bougies Jablochkoff", elles sont installées dans certaines rues de Paris et de Londres, puis dans d'autres pays, à partir de 1879. Cette technologie présente plusieurs défauts : la durée de vie des lampes est faible et la lumière émise est très intense, donc gênante, voire dangereuse, pour l'œil humain. Elle n'arrive pas à concurrencer l'éclairage au gaz et ne sera utilisée que dans quelques villes en éclairage extérieur puis, plus tard, pour les projecteurs de cinéma.
À la fin des années 1870, le britannique Joseph Swan et l'américain Thomas Edison, qui ont chacun déposé des brevets sur les lampes à incandescence, s'unissent pour créer une société les fabriquant et les commercialisant. Ces lampes fonctionnent sur un principe différent de celui des lampes à arc : un filament (de coton ou de carbone) inclus dans une enceinte étanche en verre contenant du vide s'échauffe lorsqu'il est parcouru par du courant électrique et émet de la lumière. Moins puissantes mais plus sûres que les lampes à arc, les lampes à incandescence permettent le développement de l'éclairage domestique. Plusieurs améliorations visant à augmenter la durée de vie des ampoules et leur pouvoir éclairant seront ensuite apportées à ce système, notamment en emplissant l'ampoule d'un gaz noble et en utilisant divers matériaux pour le filament, comme la céramique. Cette technologie remplace progressivement l'éclairage au gaz et sera ensuite continûment utilisée jusqu'au XXIe siècle.

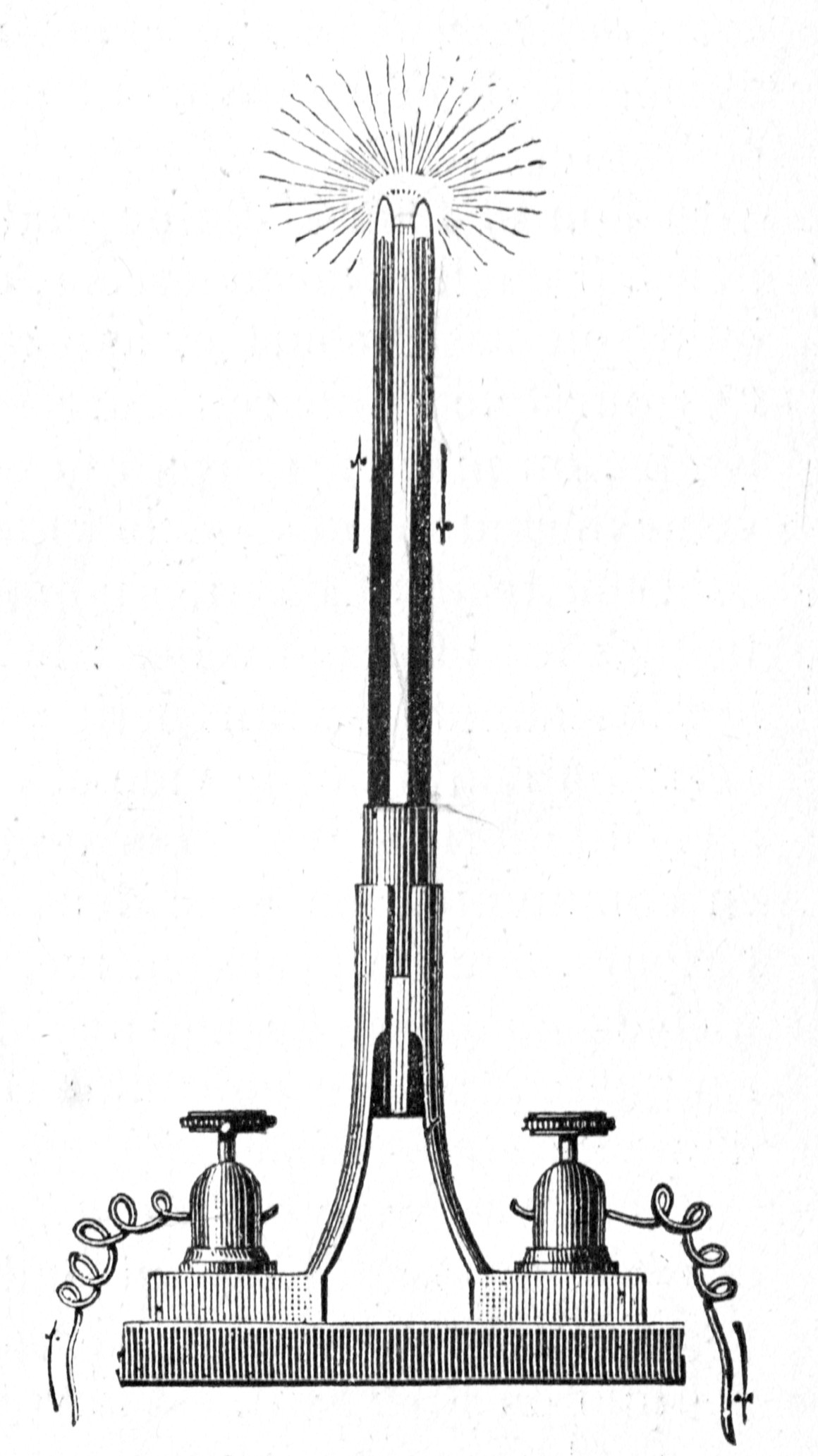
Bougie à arc Jablochkhoff (fin des années 1870).
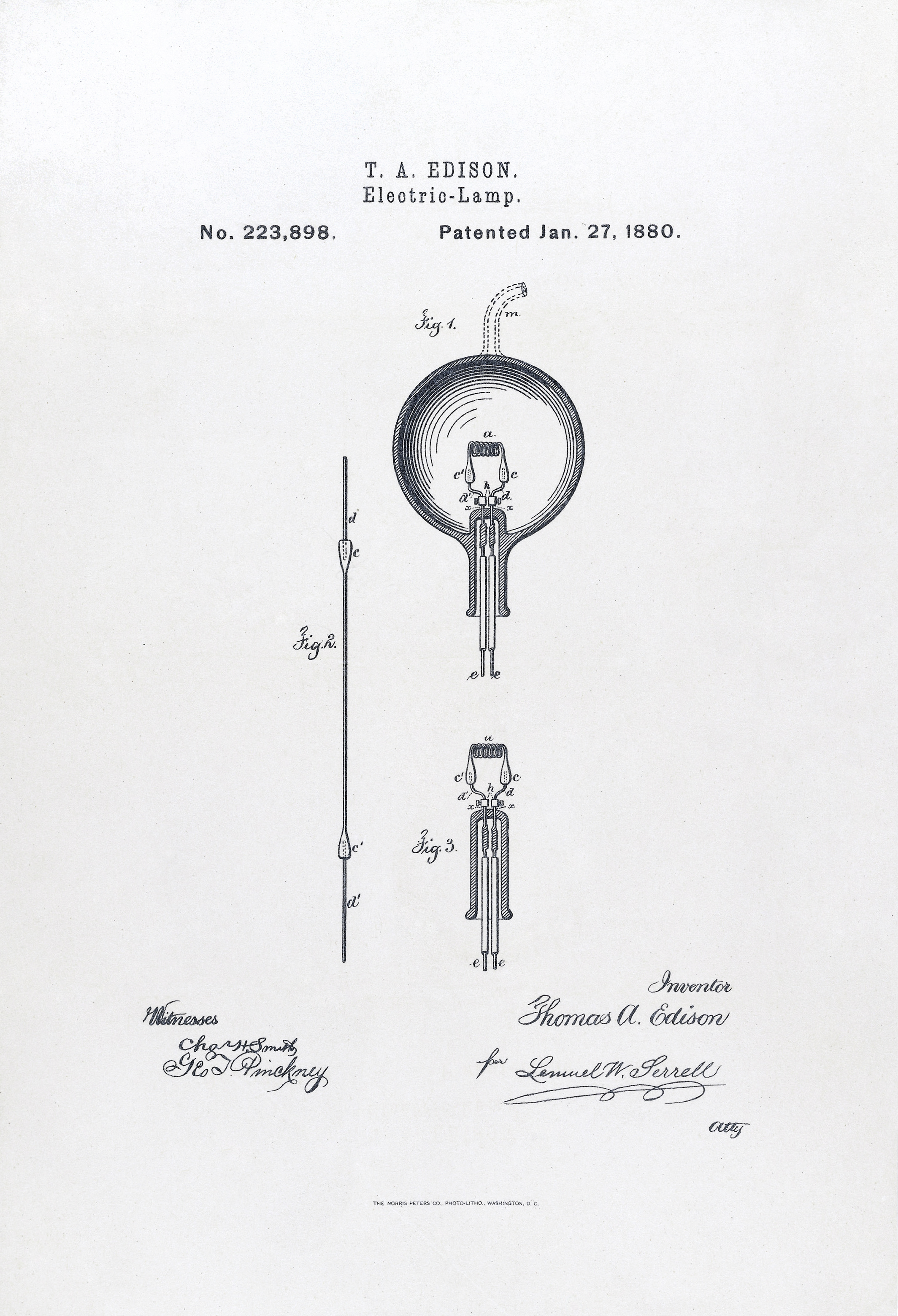
Ampoule à incandescence Edison décrite dans un brevet de 1880.
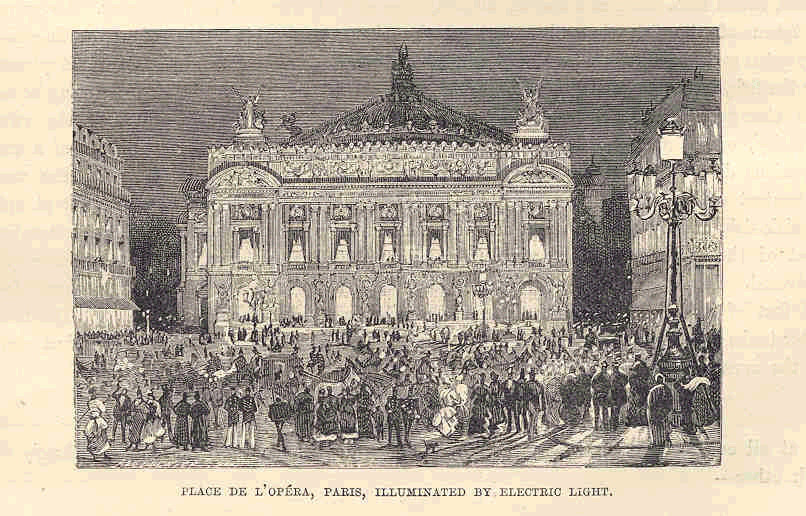
La Place de l'Opéra à Paris illuminée par l'électricité (1888).

### Électricité et moyens de transport
Inventeurs et ingénieurs se saisissent des inventions relatives à la production et au transport de l'électricité, aux moteurs électriques et aux batteries pour concevoir des moyens de transport utilisant l'électricité : transport sur rails, véhicules automobiles, etc.

#### Transport sur rails
Le transport sur rail s'est développé depuis la fin du XVIIIe siècle, la traction étant assurée par des animaux ou des locomotives à vapeur. La traction électrique va trouver à partir des années 1870 une place croissante dans ce secteur, offrant plus de puissance et de rapidité que la traction animale, et moins de bruit et de fumée que celle à vapeur.
Les premières démonstrations de faisabilité ont lieu au milieu des années 1830 : en 1837, l'écossais Robert Davidson fait rouler à Aberdeen une locomotive électrique dont l'alimentation est assurée par des batteries embarquées. Le développement industriel et commercial commence à la fin des années 1870 avec de l'électricité produite à distance et transportée jusqu'aux moteurs embarqués par les rails ou un réseau filaire aérien à caténaires.
En 1879, à l'exposition universelle de Berlin, un train de démonstration avec une locomotive électrique conçue par Werner von Siemens transporte 86 000 voyageurs en quatre mois. L'alimentation en 150 V continu est assurée par un troisième rail sur lequel roule un galet collecteur. Deux ans plus tard, Siemens fait à Paris une démonstration avec alimentation par ligne aérienne.
La traction électrique va ensuite se déployer dans les différentes variantes de transport sur rails :
- tramway : la première ligne commerciale européenne électrifiée est mise en service à Berlin en 1881. Les autres pays européens suivent : liaison Vevey-Montreux-Chillon en Suisse (1888), Clermont-Ferrand (1890), etc. Les grandes villes des États-Unis s'équipent également[56]: en 1896, New York, Boston, Chicago, Washington, Saint Louis, Minneapolis, entre autres, ont des tramways électriques qui représentent déjà plus de 70% des lignes de tramway exploitées[note 29].
- métro : le métro de Londres, initialement avec traction à vapeur, est progressivement électrifié à partir de 1890. Celui de Paris ouvre ses premières lignes, toutes électriques, pour l'exposition universelle de 1900. Le métro de Chicago, s'électrifie progressivement à partir de 1895. La traction électrique se généralise ensuite et, au XXIe siècle, est utilisée par tous les métros au monde.
- funiculaire : première installation de transport par funiculaire à câble avec moteur électrique en Suisse en 1888[57], et première liaison avec alimentation en courant triphasé à Évian-les-Bains en 1896[58].
- moyenne et longue distance en surface : c'est en Suisse à la fin des années 1890 qu'est ouverte la première ligne électrifiée. Longue de 40 km, elle relie Berthoud à Thoune et est alimentée en courant alternatif (750 V ; 40 Hz). La traction électrique se généralise ensuite très progressivement dans les pays décidant d'électrifier leur réseau[note 30].

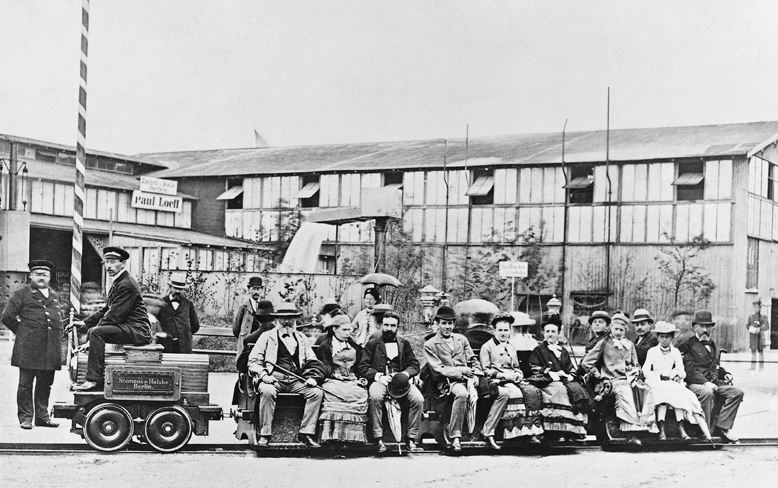
Le premier train de Siemens en démonstration, avec alimentation par rail (1879).
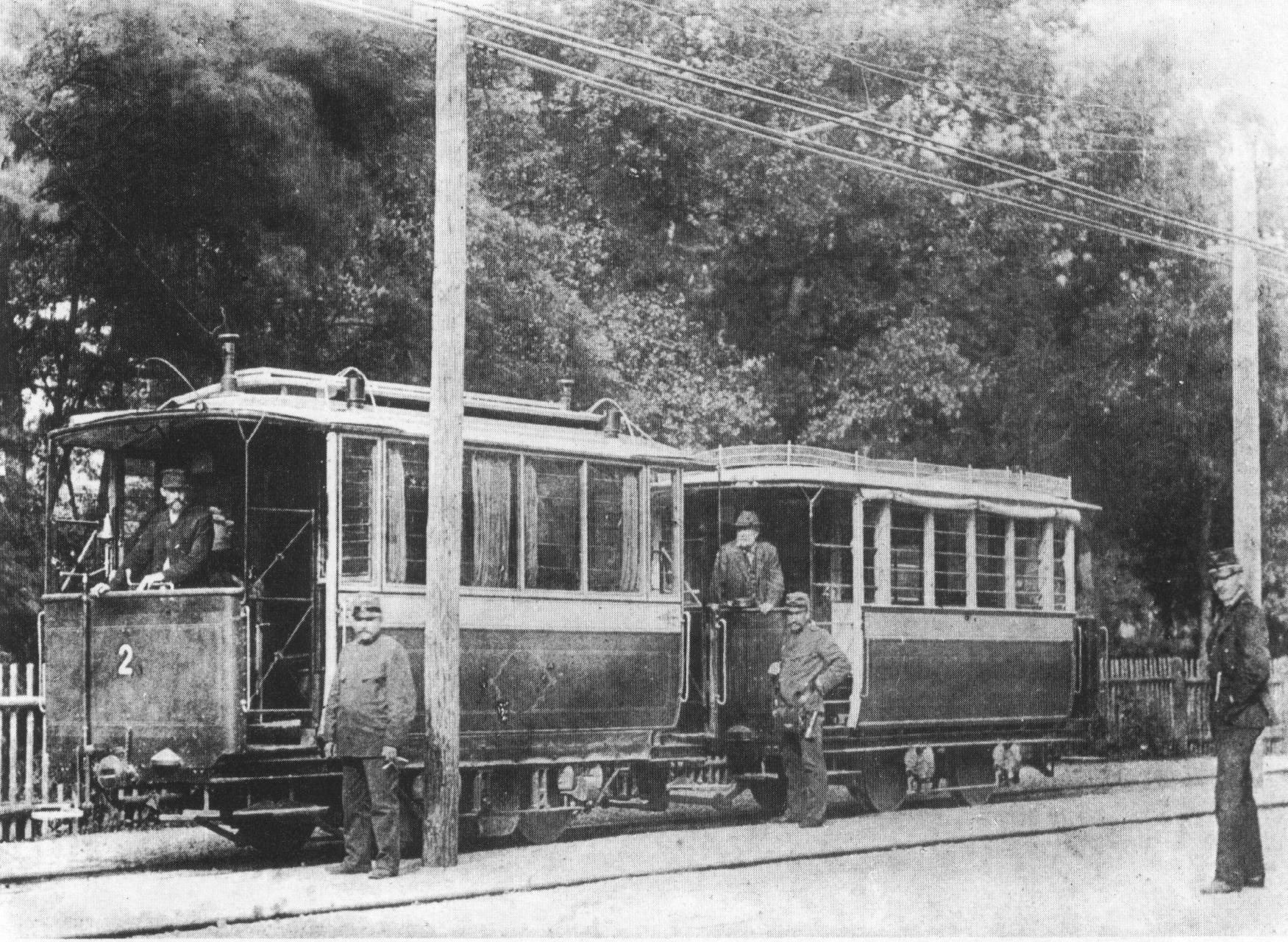
Tramway Mödling – Hinterbrühl en Autriche, alimenté par caténaire (1883).
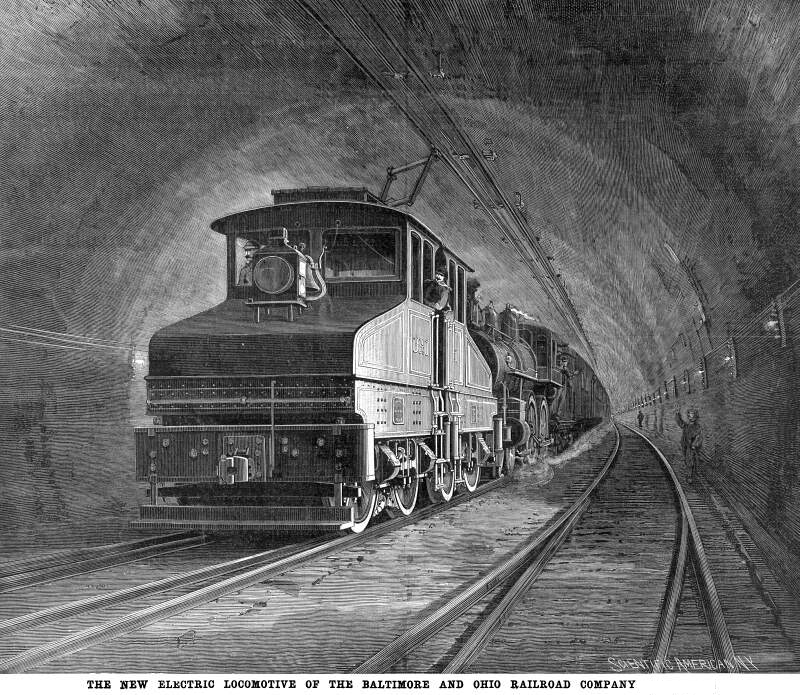
Locomotive électrique Baltimore & Ohio utilisée en appoint d'une locomotive à vapeur pour limiter la pollution dans un tunnel (1895).

#### Véhicules automobiles
Les batteries d'accumulateurs au plomb permettent à partir de 1880 la création de véhicules électriques autonomes pouvant concurrencer les automobiles équipées de moteur à essence ou de moteur à vapeur.
Ainsi, en 1881 l'ingénieur français Gustave Trouvé conçoit et produit un tricycle électrique, et Charles Jeantaud produit son premier modèle d'automobile électrique, qu'il améliore ensuite pour atteindre 60 km d'autonomie avec 400 kg d'accumulateurs rechargeables.
À la fin des années 1890 des taxis électriques, qualifiés de "fiacres sans chevaux", sont mis en service à New York, Londres puis Paris. Et en 1899 c'est une voiture électrique, la Jamais Contente, qui est la première automobile à dépasser les 100 km/h.
Les voitures électriques sont particulièrement appréciées aux États-Unis : à la fin du siècle, une voiture américaine sur trois est électrique. Les automobiles à moteur thermique vont ensuite supplanter leurs concurrentes électriques, qui disparaissent quasi complètement avant de réapparaître à la fin du XXe siècle.
L'électricité n'est cependant pas absente des véhicules à moteurs thermiques. Elle y assure même des fonctions importantes dès leurs débuts. Ainsi, par exemple, les bougies d'allumage, inventées dans les années 1880, créent un arc électrique déclenchant la combustion du carburant ; une magneto, inventée en 1894, est entraînée par le moteur et alimente les bougies ; une batterie permet le stockage local d'électricité et l'alimentation des ampoules à filament assurant l'éclairage.

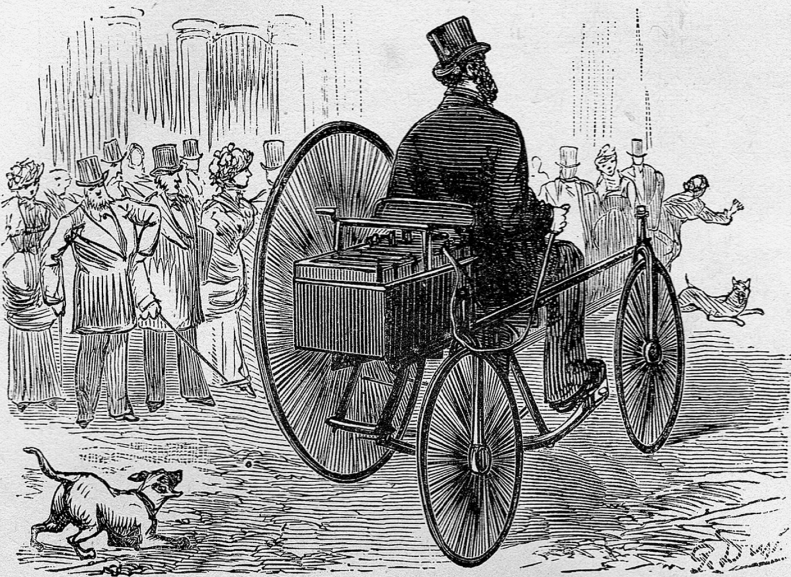
Le tricycle électrique de Gustave Trouvé (1881).
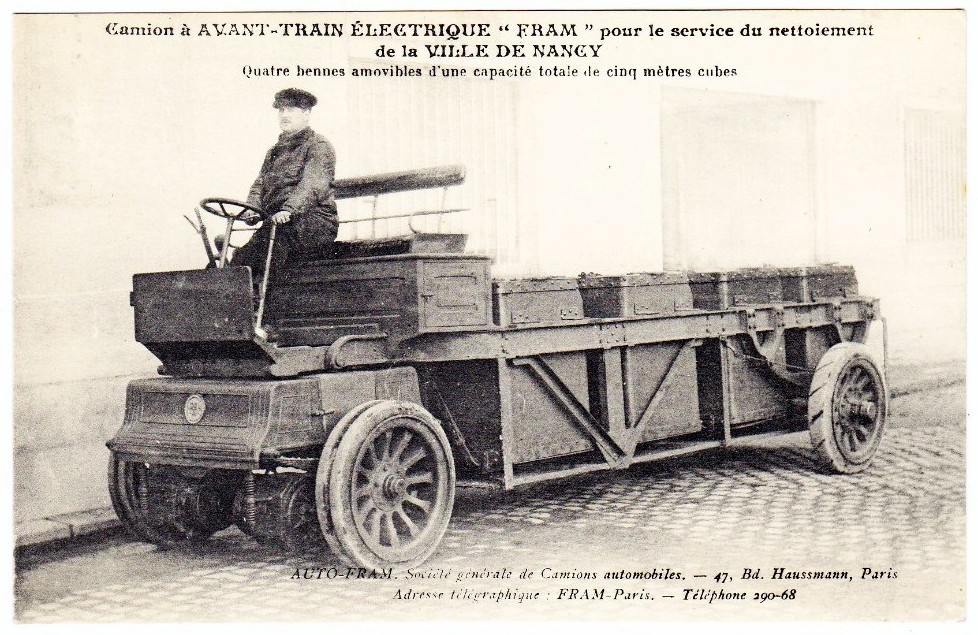
Camion électrique pour le ramassage d'ordure à Nancy entre 1890 et 1920.
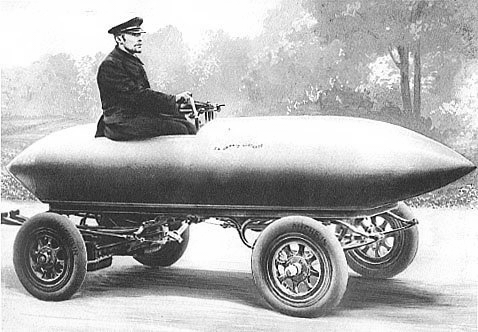
Record de vitesse par une automobile électrique, La Jamais contente (1899).

#### Autres utilisations
- 1880 : premier ascenseur électrique présenté par Werner von Siemens à l'Exposition Industrielle de Mannheim[63];
- 1884 : premiers sous-marins électriques[64], puis torpilles électriques filoguidées ;
- 1893 : premier trottoir électrique pour la Columbian World's Fair à Chicago[65]. Lors de l'Exposition universelle de Paris de 1900, le premier trottoir électrique installé en France transporte 70 000 personnes par jour.

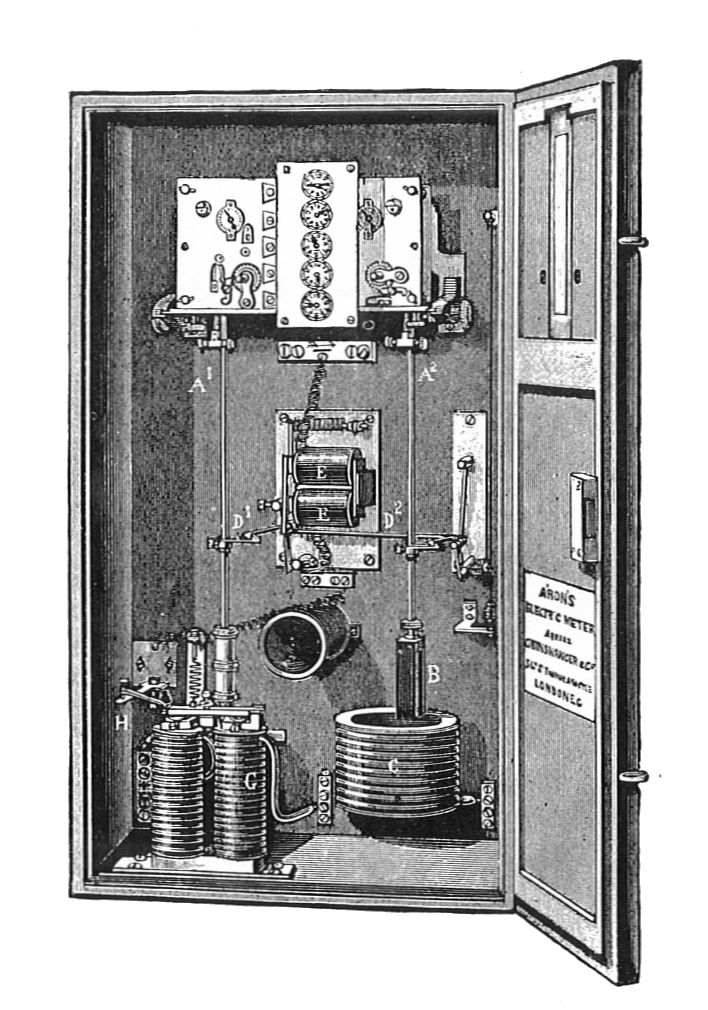
Premier compteur commercial d'électricité (Angleterre, 1888).

L'utilisation croissante de l'électricité entraîne la production d'une large variété de produits industriels et suscite la création d'entreprises qui adressent plusieurs aspects du nouveau marché l'électrotechnique, notamment :
- commande : interrupteurs, rhéostats ;
- sécurité : fusibles, isolants ;
- stockage : batteries ;
- éclairage : lampes, ampoules ;
- transmission et transport : tréfilage, fils et câbles, résistances[note 31], bobinage[note 32], câbles, poteaux et pylônes, isolants ;
- machines électriques : générateurs, moteurs, transformateurs ;
- appareils de mesure et de comptage : compteur électrique[67].

Parmi les très nombreuses entreprises industrielles liées à l'électricité créées à cette époque, certaines seront en activité pendant plusieurs décennies, notamment : Siemens (Allemagne, 1847), Westinghouse, (États-Unis, 1886), General Electric (États-Unis, 1892), Marconi (Grande-Bretagne,1897), etc.

### Isolation électrique
L'utilisation du courant électrique nécessite des techniques d'isolation électrique pour empêcher les pertes de courant lors du transport ou du stockage et créer un niveau acceptable de sécurité pour l'utilisateur. Les techniques et matériaux d'isolation électrique se sont ainsi développés en même temps que la production et les usages de l'électricité.
La capacité d'isolation électrique d'un matériau est caractérisée par sa résistivité, mesurée en ohm mètre (symbole Ω m ou Ω⋅m) : plus elle est élevée, plus le matériau est isolant. Les premiers matériaux utilisés ont été le bois, le verre et le papier. La porcelaine, puis d'autres variantes de céramique, sont utilisées à partir du milieu du XIXe siècle, notamment pour isoler les lignes télégraphiques des poteaux les soutenant. Des dispositifs isolants sont ensuite fabriqués en utilisant divers matériaux :
- stéatite :  utilisée à partir du début du XXe siècle, elle offre une meilleure résistance à la chaleur que la porcelaine et est utilisée notamment pour les bougies d'allumage des moteurs thermiques ;
- caoutchouc : isolant naturel ou synthétique, utilisé notamment pour fabriquer des gants de protection et des tapis isolants ;
- bakélite : plastique inventé en 1907. Thermorésistante, isolante et esthétique, la bakélite sera aussi utilisée pour fabriquer divers objets par moulage comme des boîtiers de postes de radio ou de téléphones ;
- autres plastiques : d'une manière générale, les plastiques sont isolants. Sont notamment utilisés à cet effet le PVC, le polyéthylène et le polyimide. Ils permettent par exemple de fabriquer les gaines souples enveloppant des câbles conducteurs ;
- huiles minérales, notamment utilisées comme isolant et élément refroidisseur dans des transformateurs.

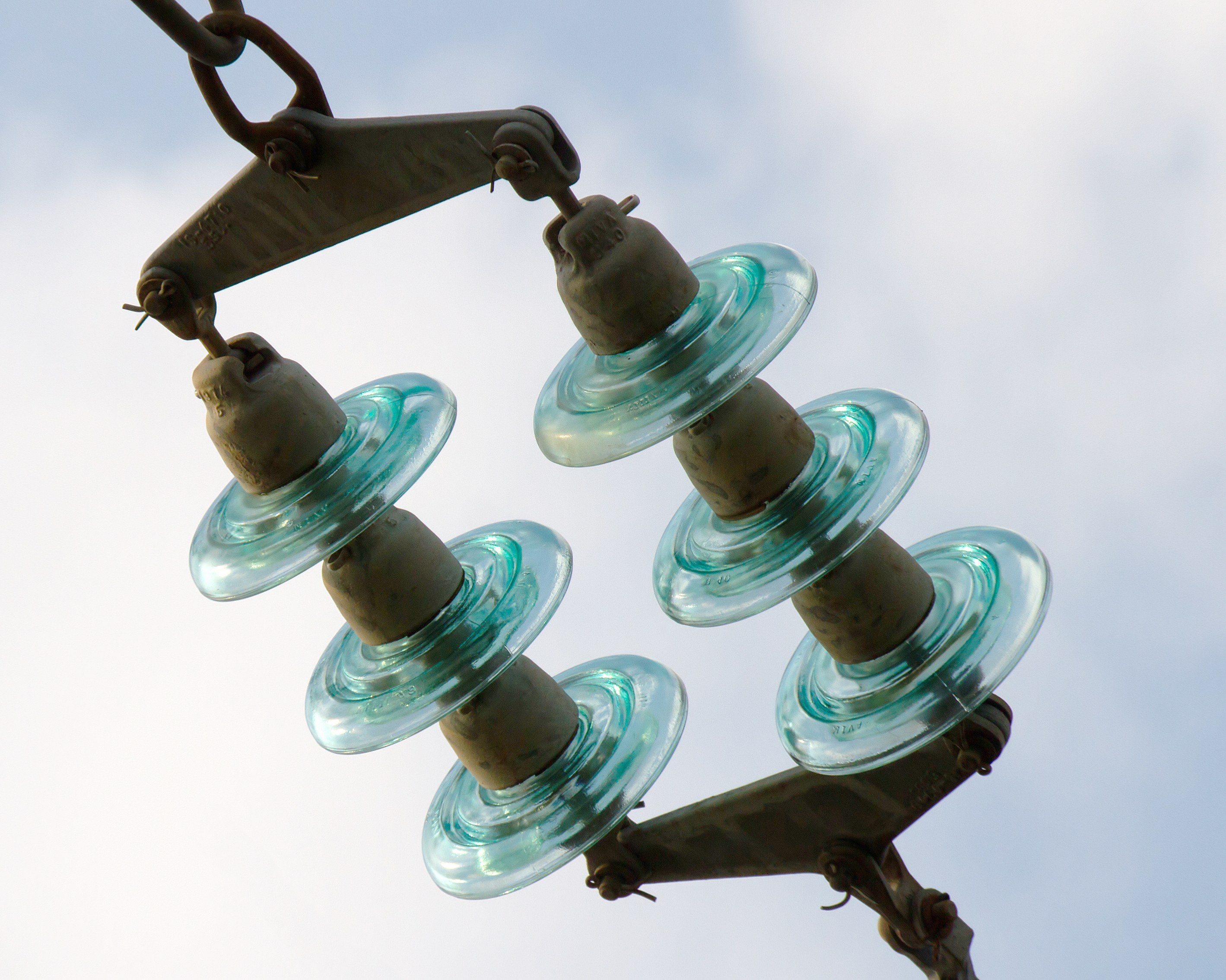
Isolateurs en verre sur une ligne à haute tension.
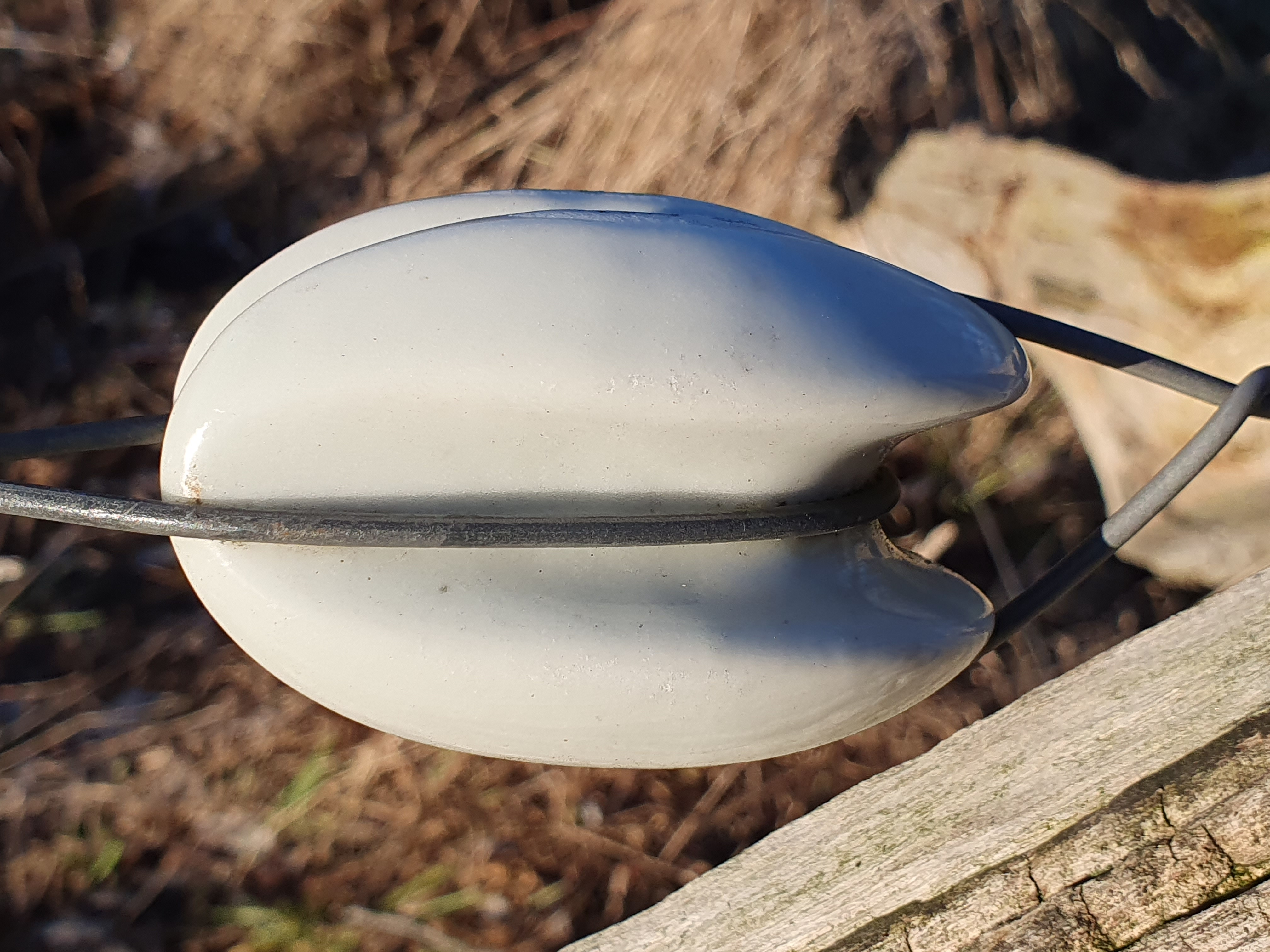
Isolateur en porcelaine sur une clôture électrifiée.
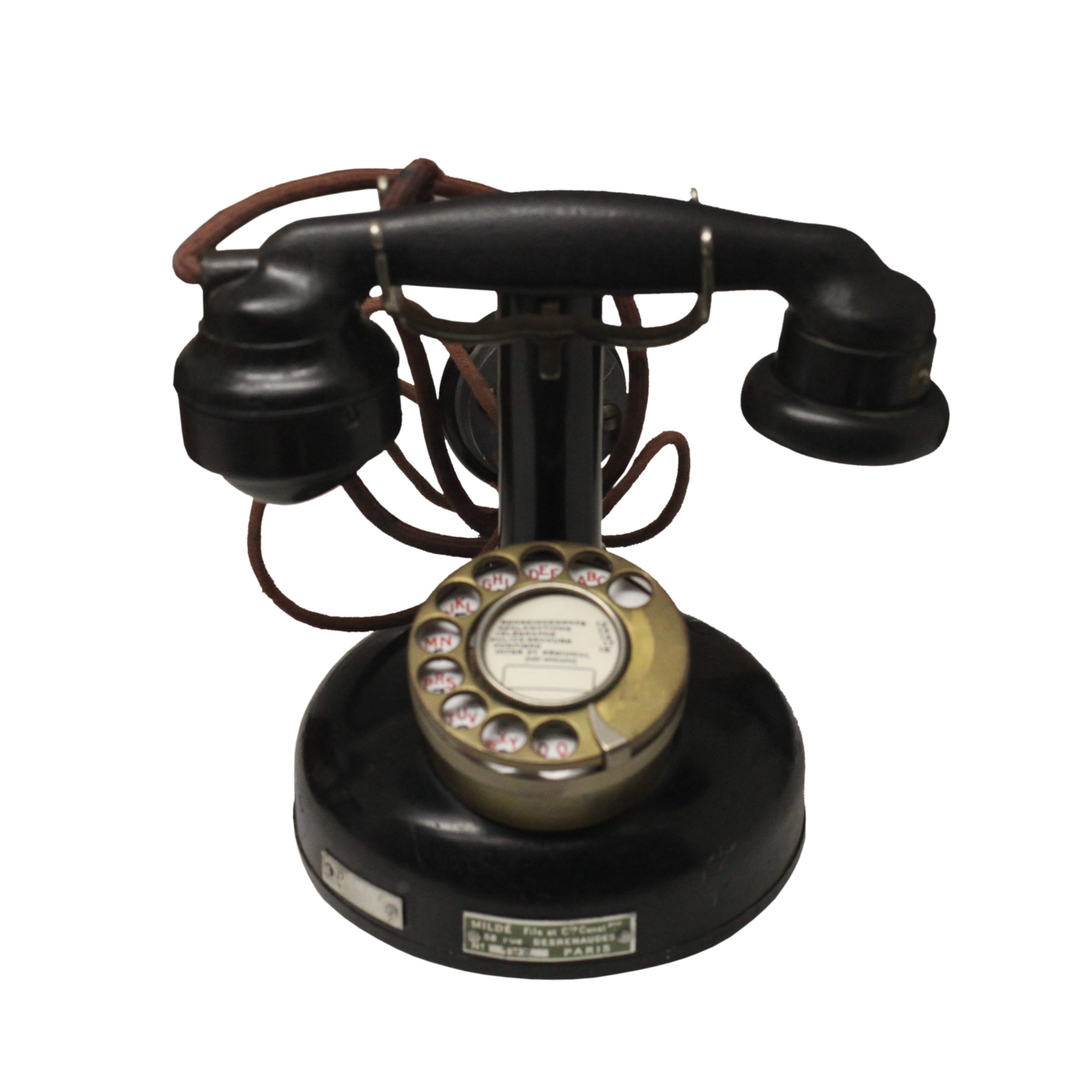
Téléphone en bakélite (1942).
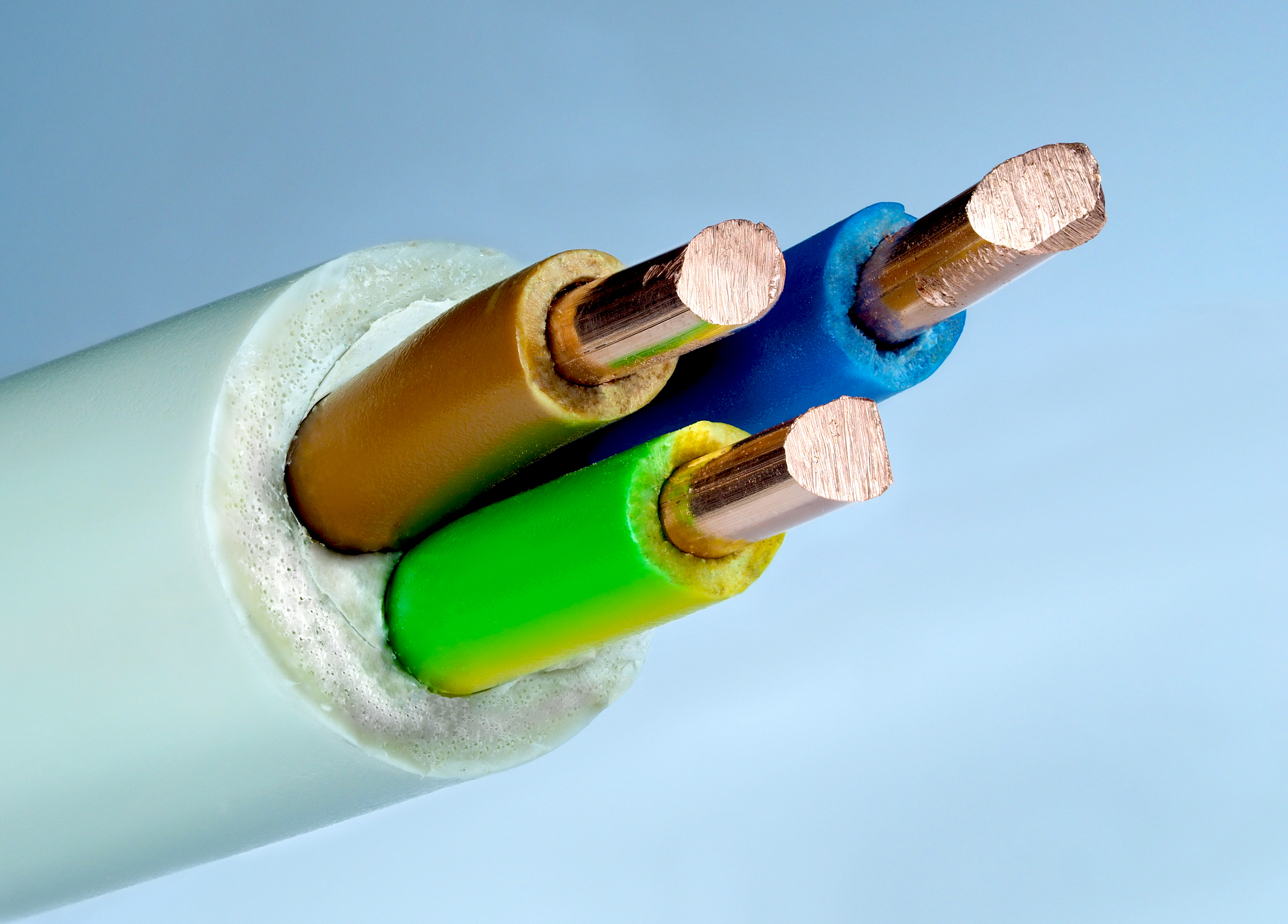
Double isolation en plastique de trois câbles conducteurs.

### Médecine et santé
À partir de 1830, le corps médical intègre l'électricité dans ses pratiques :
- électrophysiologie : la compréhension des phénomènes électriques et électrochimiques qui se produisent dans les cellules ou les tissus des organismes vivants et, en particulier, dans les neurones et les fibres musculaires des animaux progresse rapidement à partir des années 1830, notamment avec les études et découvertes de l'italien Carlo Matteucci, de l'allemand J. Muller puis des français Guillaume Duchenne et Arsène d'Arsonval, parfois considéré comme le fondateur de la physiothérapie moderne[71];
- électrothérapie : l'usage de l'électricité à usage thérapeutique se développe, notamment pour traiter divers cas de paralysie[71]. De premières tentatives pour traiter par l'électricité certaines affections neurologiques ont également lieu[72];
- chirurgie : la cautérisation électrique est mise au point à partir de la fin des années 1840, permettant des progrès rapides dans le traitement des anévrismes[71]. À la même époque, l'électrolyse commence à être utilisée en urologie et gynécologie, notamment pour ses propriétés antiseptiques et antihémorragiques.
- radiographie et radiologie : William Röntgen découvre les rayons X en 1895 et en illustre certaines propriétés en prenant une image de la main de son épouse : la radiographie est née[73]. L'intérêt médical de cette technique d'imagerie est rapidement comprise : en 1896, Raymond Poincaré présente à l'académie des sciences les premiers clichés d'une main réalisés par deux jeunes médecins français, qui réaliseront peu après les premières radiographies thoraciques. Dès 1897 de nombreux appareils de radiographie sont disponibles, et des laboratoires de radiologie ouvrent dans plusieurs pays, notamment en France.

Dès les années 1880, les premiers ouvrages de référence consacrés à l'usage de l'électricité en médecine paraissent, comme celui du médecin allemand Wilhelm Erb, et des revues spécialisées lui sont consacrées, comme L'électrothérapie dirigée par le Dr Léon Danion.

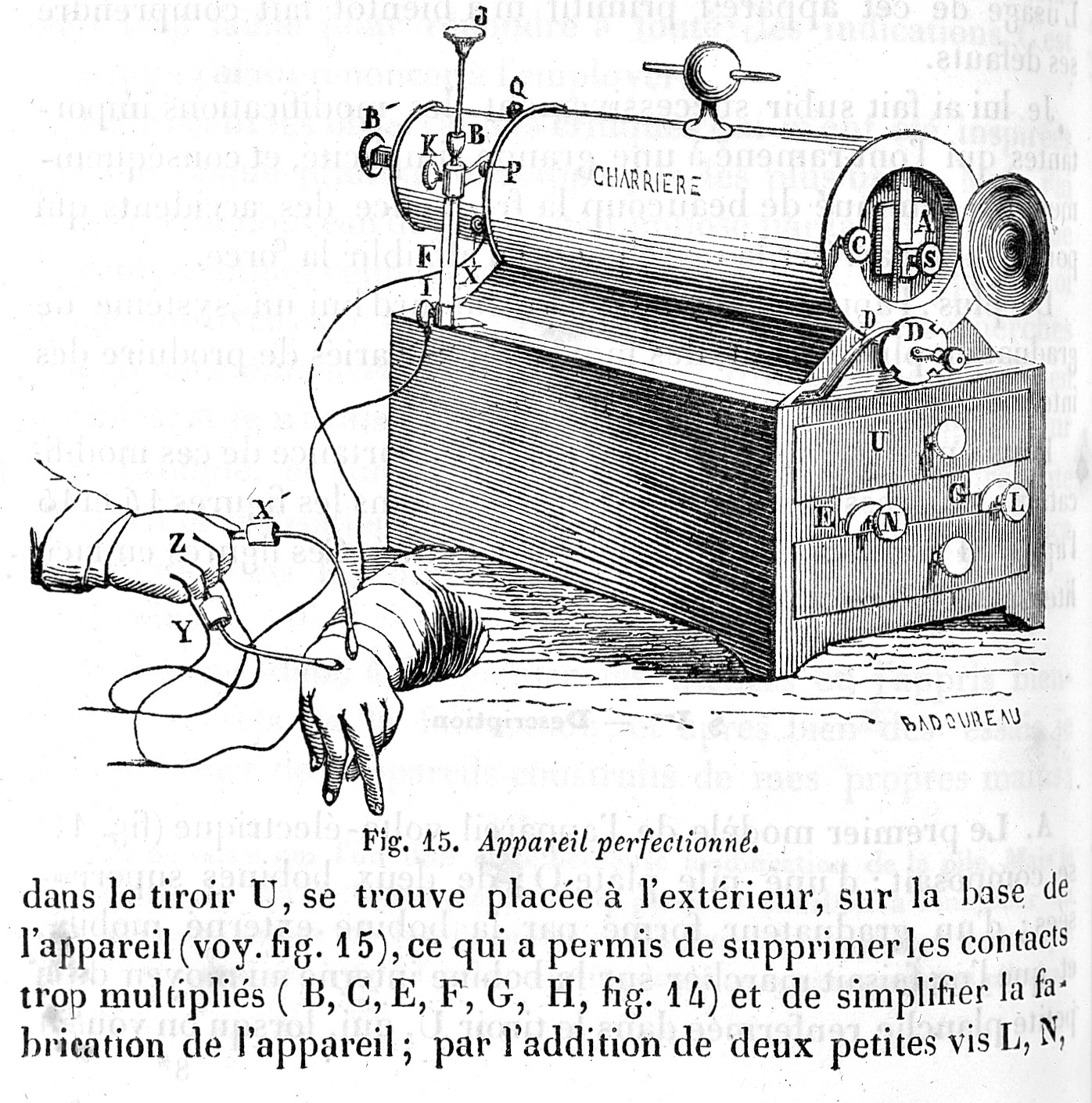
Dispositif d'électrophysiologie de Duchenne (années 1850).
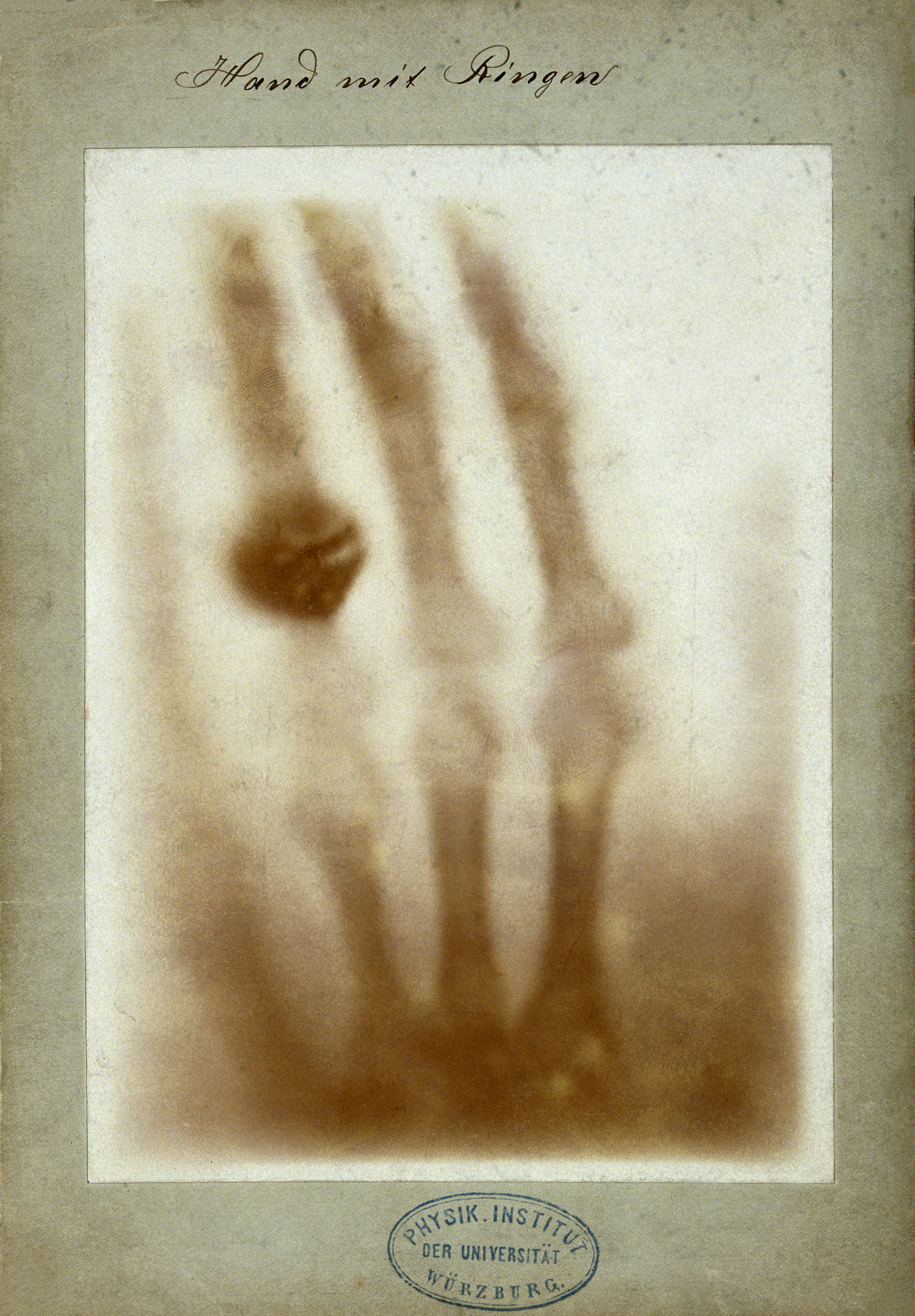
Radiographie de la main d'Anna Röntgen prise par son époux (1895).
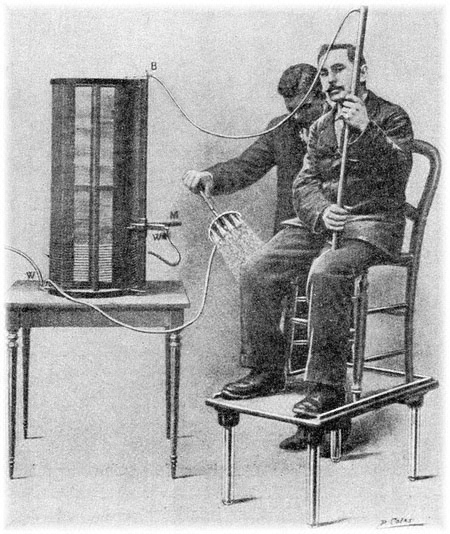
Électrothérapie avec le courant à très haute fréquence produit par la bobine de Oudin, inventée en 1895.

### Normalisation et définitions internationales
Depuis le XVIIe siècle, plusieurs inventeurs ont contribué à créer un vocabulaire lié à l'électricité pour décrire leurs expériences, résultats et théories, depuis Gray qui crée le mot "electric" en 1600 jusqu'à Ampère (courant, tension) ou encore Faraday (cathode, anode, ion) dans la première moitié du XIXe siècle. C'est en 1881 que se tient, à Paris, le premier Congrès international des électriciens qui va définir officiellement plusieurs grandeurs concernant l'électricité. Le Congrès choisit de les nommer d'après des scientifiques ayant contribué à leur découverte : ampère (intensité, symbole I), volt (tension ou potentiel, V), ohm (résistance, Ω), farad (capacité, F), coulomb (charge électrique, C). Et il en donne une définition précise. Deux de ces grandeurs sont définies directement (V, Ω), les autres en sont dérivées par les formules de base connues à l'époque. Ainsi, par exemple, la formule V=R*I, ou R est exprimé en ohms et V en volts, permet de définir l'ampère comme étant l'intensité I du courant créé dans un conducteur de résistance de 1 Ω par une tension de 1 V. Avant la fin du siècle, le Congrès élargira la liste de ces grandeurs normalisées, avec notamment le joule, le watt et le henry.

### La «fée électricité» au tournant du siècle
Les rapides progrès de l'électricité dans la deuxième moitié du siècle suscitent un réel enthousiasme tant chez les scientifiques que chez les industriels, les intellectuels et le grand public : cette énergie au comportement encore largement mystérieux est surnommée « la fée électricité », tant elle parait capable de multiples applications, sans produire les nuisances sonores, visuelles et olfactives des machines à vapeur ou des moteurs thermiques.
Sa présence dans les expositions universelles ou internationales va croissant, dévoilant chaque fois de nouvelles avancées, bientôt considérées comme symboles de la modernité : télégraphe (1867), moteur (1873), éclairage public et téléphone (1878), train (1879), ascenseur (1880), tramway (1881), éclairage par incandescence (1881), trottoir roulant (1893), cuisine électrique (1893), etc.
Les romanciers d'anticipation s'enthousiasment pour ces nouveautés, comme Jules Verne dans Vingt Mille Lieues sous les mers qui imagine le sous-marin Nautilus propulsé par l'électricité (1868) ou Albert Robida dans Le Vingtième Siècle : La Vie électrique (1890) qui écrit : « C’est la conquête définitive de l’Électricité, du moteur mystérieux des mondes qui a permis à l’homme de changer ce qui paraissait immuable, de toucher à l’antique ordre des choses, de reprendre en sous-œuvre la Création, de modifier ce que l’on croyait devoir rester éternellement en dehors et au-dessus de la Main humaine ! ». De nombreuses revues, techniques ou plus grand public, sont publiées, auxquelles participe notamment Louis Figuier, un des plus actifs vulgarisateurs scientifiques de l'époque.

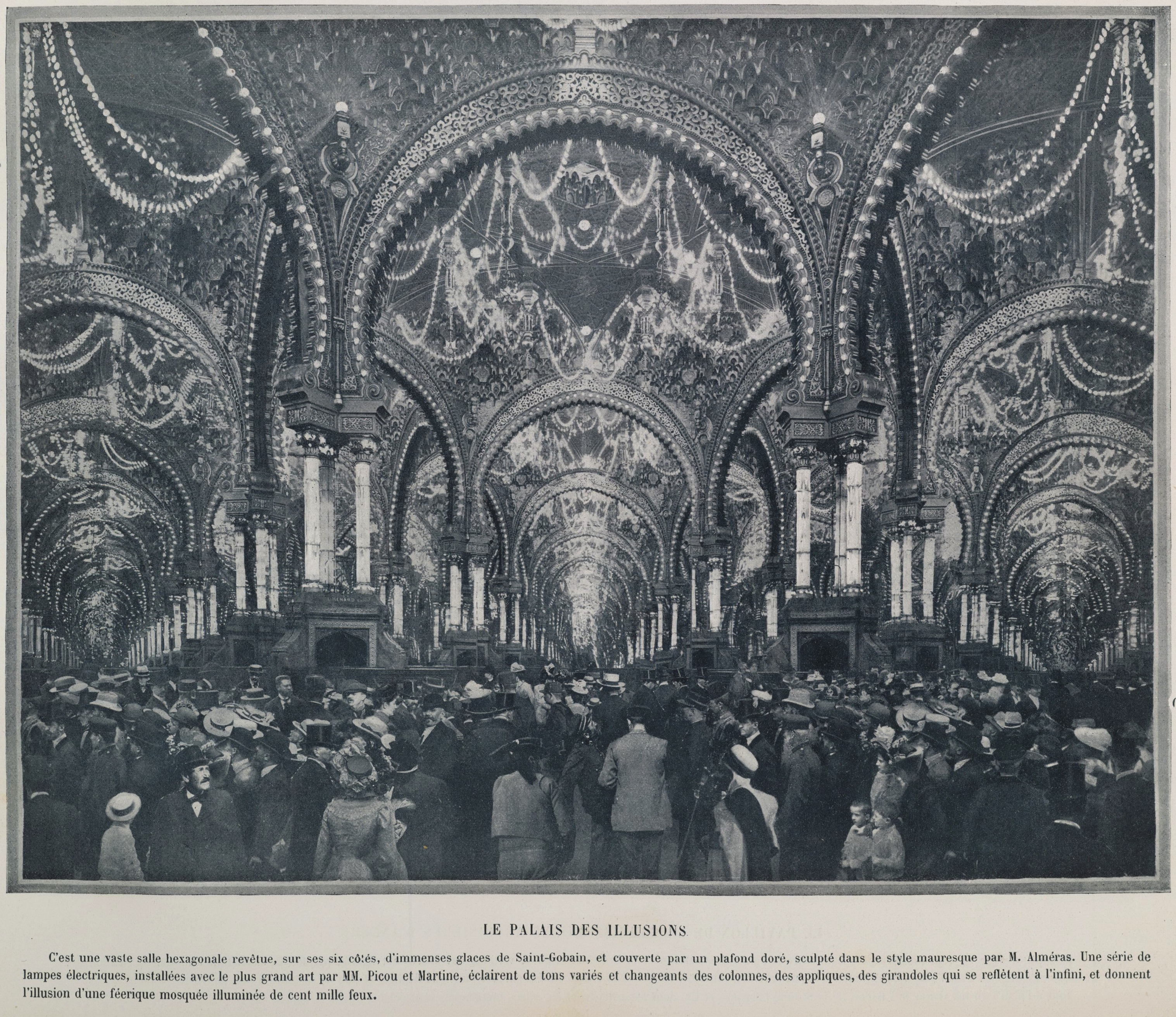
Le Palais des Illusions, une attraction majeure de l'exposition universelle de Paris, illuminé par l'électricité (1900).

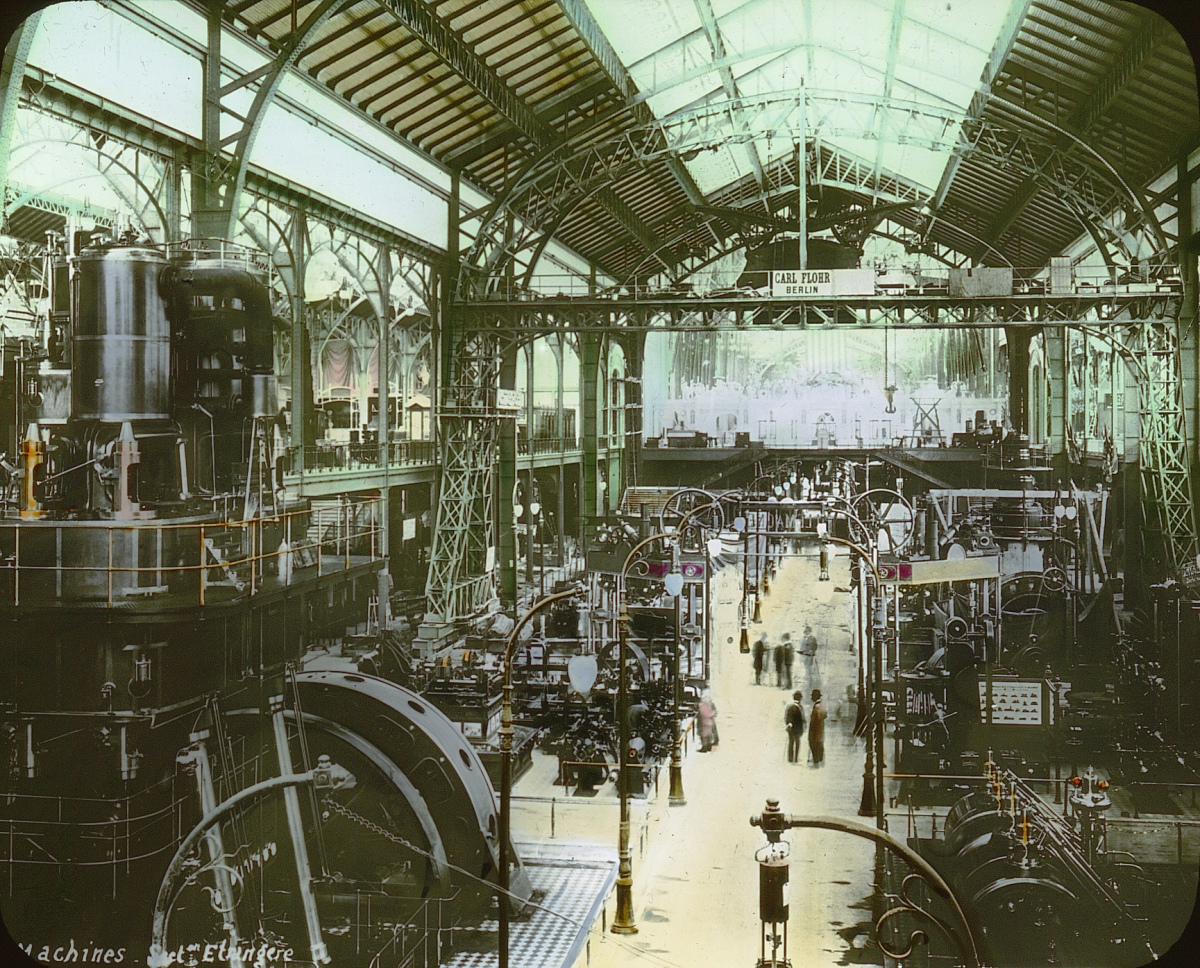
Vue de l'intérieur du Palais de l'Électricité (Paris, 1900).

L'exposition universelle de 1900 à Paris conclut le siècle. Desservie par les lignes de métro électrique inaugurées pour l'occasion, elle donne une place prééminente à l'électricité, le Palais de l'Électricité qui, illuminé par 7 000 lampes et surmonté de la statue du génie électrique, accueille moyens de production et exemples des multiples utilisations, industrielles ou domestiques, de l'électricité. Les visiteurs peuvent aussi essayer un trottoir électrique à trois voies sur plus de trois kilomètres.
Cependant, on pressent que l'électricité n'est pas exempte de défauts et de risques, certains questionnent son avenir face au charbon et vapeur, l'électricité aborde le XXe siècle avec de nombreux atouts.

## XXesiècleet début duXXIesiècle
Malgré les très nombreuses avancées réalisées au XIXe siècle, la diffusion et l'utilisation de l'électricité sont encore très limitées au début du XXe siècle, même dans les pays industrialisés :  l'industrie utilise encore principalement des machines à vapeur, et l'éclairage et la traction représentent la plus grande partie des consommations électriques.
La situation change complètement dès le premier tiers du siècle : production et consommation d'électricité connaissent une très rapide croissance, tout particulièrement dans les années 1920 et 1930. La progression de la consommation, favorisée par l'installation de réseaux de transport et de distribution, est marquée tant dans l'industrie que chez les particuliers. En France, la consommation passe de 340 MWh en 1901 à 2 180 MWh en 1916, puis 11 000 MWh en 1926. À la fin des années 1920, l'industrie lourde (électrochimie et métallurgie essentiellement) consomme les trois quarts de l'électricité en France, alors que l'éclairage et les usages domestiques n'en représentent qu'environ 10 %. Grâce aux programmes d'électrification rurale, 97 % de la population française est desservie par l'électricité en 1938 : éclairage et usages domestiques sont multipliés par 2,5 en 10 ans. À la fin des années 1930, la consommation annuelle totale en France ramenée au nombre d'habitants y est de l'ordre de 300 KWh/hab, contre 430 en Allemagne et en Grande-Bretagne. La progression est encore plus rapide aux États-Unis, où la consommation, à la même époque, est proche de 720 KWh/hab.
À partir de la fin de la seconde guerre mondiale, l'électricité s'utilise dans tous les pays et tous les secteurs de l'industrie, des services et de la vie courante, notamment grâce à l'invention de l'électronique, à la miniaturisation de nombre de dispositifs électriques, à l'informatique, à la production en grande série d'appareils électroménagers, à la radio, à la télévision, aux réseaux de données, à l'internet et aux communications mobiles.

### Avancées scientifiques et théoriques
Reflets de l'importance de l'électricité dans la recherche scientifique, nombre des prix Nobel de physique sont attribués pour des découvertes liées à l'électricité : 1901 (Roentgen, rayons X), 1905 (Lenard, rayons cathodiques), 1906 (Thomson, conductivité des gaz), 1909 (Marconi et Braun, télégraphie sans fil), 1919 (Stark, diffraction par champ électrique), 1921 (Einstein, effet photoélectrique), 1923 (Millikan, charge élémentaire), 1929 (de Broglie, nature ondulatoire de l'électron), etc. Et beaucoup des autres prix Nobel de physique sont relatifs à sujets connexes, comme la physique des particules, dont les protocoles expérimentaux sont quasiment tous à base d'électricité.
La théorie électrique-électronique ondulatoire-particulaire de la matière a été constatée avec les rayons X à la fin du XIXe siècle. Puis elle a été expérimentée dès le début du siècle : en Angleterre par la Henry Round sur la lumière de diode, en France par Marie Curie sur le rayonnement de matières minérales et son traçage sur de la matière « photographique ». Les travaux de Louis de Broglie durant les années 1920 amènent à la création de la microscopie électronique, qui touche tous les secteurs des sciences physiques, de la géologie au monde du vivant.
Toujours dans les années 1920, les recherches sur l'induction électromagnétique aboutissent  à la construction de fours à haute fréquence, technologie utilisée très communément depuis pour le recyclage des ferrailles et pour le forgeage.
L'électron devient un important objet de recherche, suivant les découvertes de Bohr (modèle atomique) et de Pauli (principe d'exclusion). Son étude, et plus généralement celle de la structure de la matière, aboutiront à la création d'une branche particulière de l'électricité, l'électronique, dont les applications pratiques vont marquer la deuxième partie du XXe siècle, ainsi qu'à de nombreuses autres innovations, comme la compréhension et la maîtrise de la fission nucléaire, technologie employée notamment dans les centrales électriques nucléaires.
La supraconductivité est étudiée dans la deuxième partie du XXe siècle. Par l'excitation thermique donnée par l'électricité au niveau de l'atome sous champ électrique (les bandes d'énergie[pas clair]), le rendement nécessaire est atteint : cette supraconductivité trouve un usage dans les ambiances ordinaires et utilise les nanotechnologies.
Dans les années 1960, le développement de la recherche appliquée issue de la théorie ondulatoire/particulaire sur la résistivité liée à la lumière des semi-conducteur aboutit. Elle permit la première étape du développement de conversion d'énergie de la lumière dans des capteurs physiques (essentiellement pour l'ordinaire utile dans la photographie). La deuxième étape, celle que la technique installe dans le monde développé industriel comme source d'énergie, est la conversion pure de l'énergie de la lumière solaire en énergie électrique. Elle aboutit aux panneaux solaires.
La recherche sur la résistance des matériaux à l'échelle microscopique a commencé dans la deuxième moitié du XXe siècle, elle se fait conjointement avec la recherche sur les structures minces donnant les semi-conducteurs à l'échelle nanométrique. Cela aboutit à une application hors des laboratoires au XXIe siècle (Nanoparticules, nanomatériaux et applications commercialisées). La conduction électrique est dépendante de la constitution cristalline du matériau : suivant la forme de la maille physique de la spirale, le carbone peut être métallique ou semi-conducteur (et les caractéristiques mécaniques sont dépendantes de l'homogénéité). On y découvre aussi que le courant électrique n’est plus constitué d’un flux continu d’électrons mais qu’il est par « paquets d'électrons » dans certaines structures de circuit.
En 2005 un premier prototype d'écran à partir de nanotubes est fabriqué. La conduction électrique des nano-réseaux cristallins souples en carbone est déjà mise à profit à partir de 2016 pour faire les toiles souples photovoltaïques.

### Production
La production d'électricité connait une très rapide croissance dans tous les pays industrialisés dès le début du XXe siècle, et, à partir de la fin de la seconde guerre mondiale, dans la plupart des pays (Japon, Chine, Inde, etc.). Cette croissance s'accompagne d'une évolution de la part des différentes sources d'énergie utilisées : aux centrales hydrauliques et thermiques classiques s'ajoutent, dans certains pays, les centrales nucléaires et des productions à base d'énergies renouvelables décarbonées (éolien, solaire, géothermie) ou carbonées (biomasse). Au début du XXIe siècle, la part respective de ces différents moyens de production est très variable selon les pays, dépendant des caractéristiques climatiques et géographiques , des orientations politiques, de la maitrise technologique et de l'acceptabilité locale des différents moyens de production. Au début des années 2020, 60 % de l'électricité mondiale est encore produite à partir de combustibles fossiles (charbon, fioul, gaz), notamment dans des pays en fort développement comme la Chine (64 %) et l'Inde (78 %).
Le tableau suivant donne l'origine de l'électricité dans le monde pour les pays les plus producteurs en 2023.
| Origine de l'électricité : | Origine de l'électricité : | Fioul | Gaz    | Charbon | Nucléaire | Hydraulique | Autres renouvelables | Autres | Total  |
| -------------------------- | -------------------------- | ----- | ------ | ------- | --------- | ----------- | -------------------- | ------ | ------ |
| Monde                      | TWh                        | 698   | 6746   | 10513   | 2738      | 4240        | 4748                 | 241    | 29925  |
| Monde                      | %                          | 2,3   | 22,5   | 35,1    | 9,1       | 14,2        | 15,9                 | 0,8    | 100    |
| dont :                     |                            |       |        |         |           |             |                      |        |        |
| Chine                      | TWh                        | 11,2  | 297,8  | 5753,9  | 434,7     | 1226,0      | 1668,1               | 64,7   | 9456,4 |
| Chine                      | %                          | 0,1   | 3,1    | 60,8    | 4,6       | 13,0        | 17,6                 | 0,7    | 100    |
| États-Unis                 | TWh                        | 17,7  | 1937,7 | 738,4   | 816,2     | 236,3       | 737,3                | 10,3   | 4493,9 |
| États-Unis                 | %                          | 0,4   | 43,1   | 16,4    | 18,2      | 5,3         | 16,4                 | 0,2    | 100    |
| Inde                       | TWh                        | 2,8   | 52,6   | 1471,3  | 48,2      | 149,2       | 232,8                | 1,3    | 1958,2 |
| Inde                       | %                          | 0,1   | 2,7    | 75,1    | 2,5       | 7,6         | 11,9                 | 0,1    | 100    |
| Canada                     | TWh                        | 4,8   | 89,9   | 23,6    | 89,0      | 364,2       | 57,0                 | 4,7    | 633,2  |
| Canada                     | %                          | 0,8   | 14,2   | 3,7     | 14,1      | 57,5        | 9,0                  | 0,7    | 100    |
| France                     | TWh                        | 1,8   | 32,3   | 0,9     | 338,2     | 55,5        | 84,3                 | 6,7    | 519,7  |
| France                     | %                          | 0,3   | 6,2    | 0,2     | 65,1      | 10,7        | 16,2                 | 1,3    | 100    |
| Allemagne                  | TWh                        | 4,9   | 77,7   | 127,8   | 7,2       | 19,6        | 252,8                | 23,6   | 513,6  |
| Allemagne                  | %                          | 1,0   | 15,1   | 24,9    | 1,4       | 3,8         | 49,2                 | 4,6    | 100    |

#### Hydroélectricité

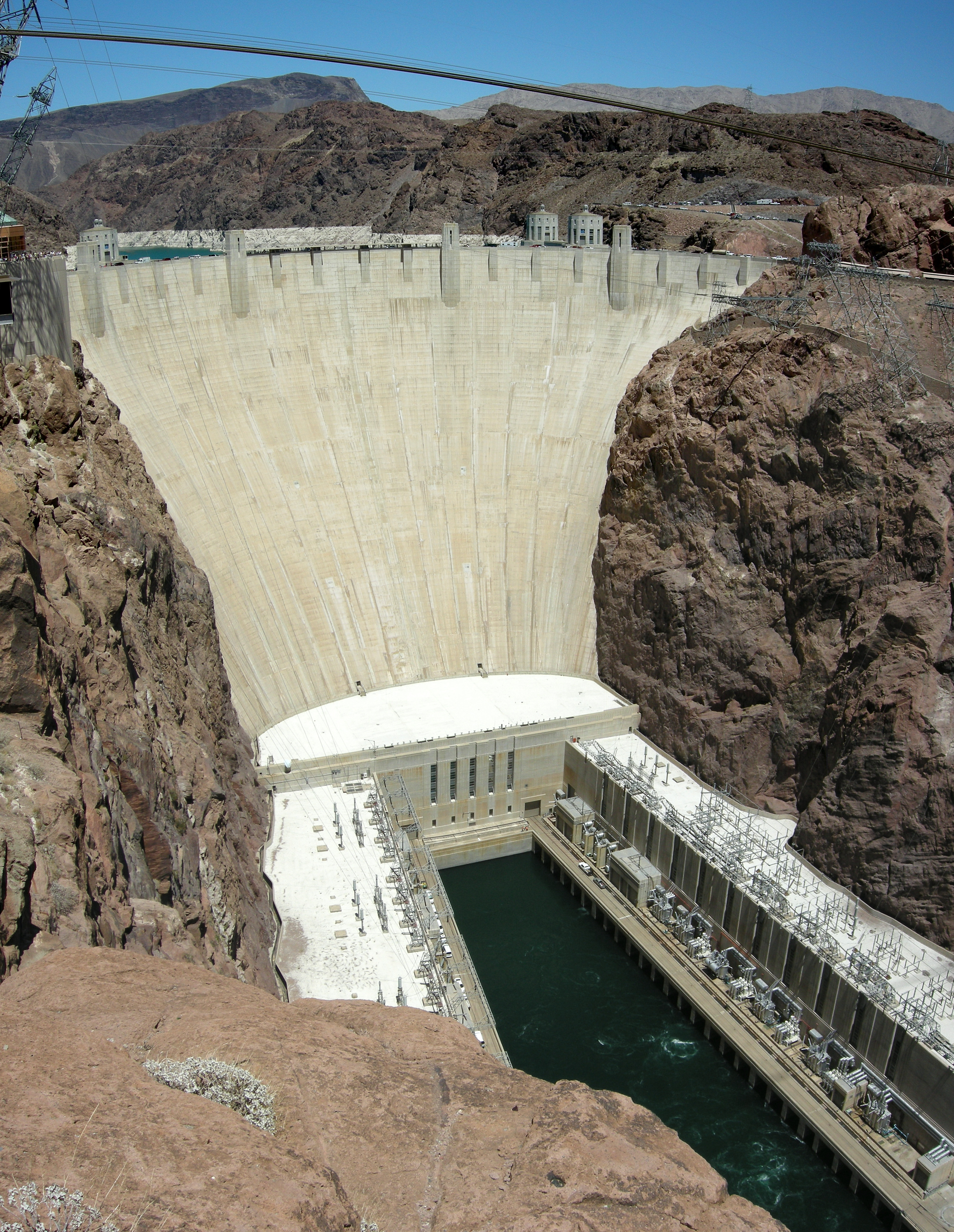
Barrage Hoover aux États-Unis, mis en service en 1936.

Il y avait environ 1 000 grands barrages dans le monde en 1900. Près de 40 000 sont construits et mis en service durant le XXe siècle, notamment aux États-Unis, au Canada, en Italie, en France et en Suisse qui sont, à la fin des années 1930, les cinq pays produisant le plus d'hydroélectricité, puis dans de nombreux autres pays (Russie, Chine, Inde, Égypte, Brésil, etc.). Au début des années 2020, les cinq pays les plus importants producteurs d'hydroélectricité sont la Chine, le Brésil, le Canada, les États Unis et la Russie. Dans les années 2000, l'hydroélectricité représente 16 % de la production mondiale, les pays où l'hydraulique a la plus grande part dans la production d'électricité étant le Paraguay (99,7%) et la Norvège (87,5%). En France, la production hydraulique représente 11 % de la production nationale d'électricité au début des années 2020.
L'essentiel de l'hydroélectricité est produite dans des barrages. Plusieurs autres techniques sont aussi utilisées mais dans des proportions très limitées : chutes d'eau en conduites forcées ou encore utilisation des courants de marée, comme dans l'usine marémotrice de la Rance.

#### Thermique classique

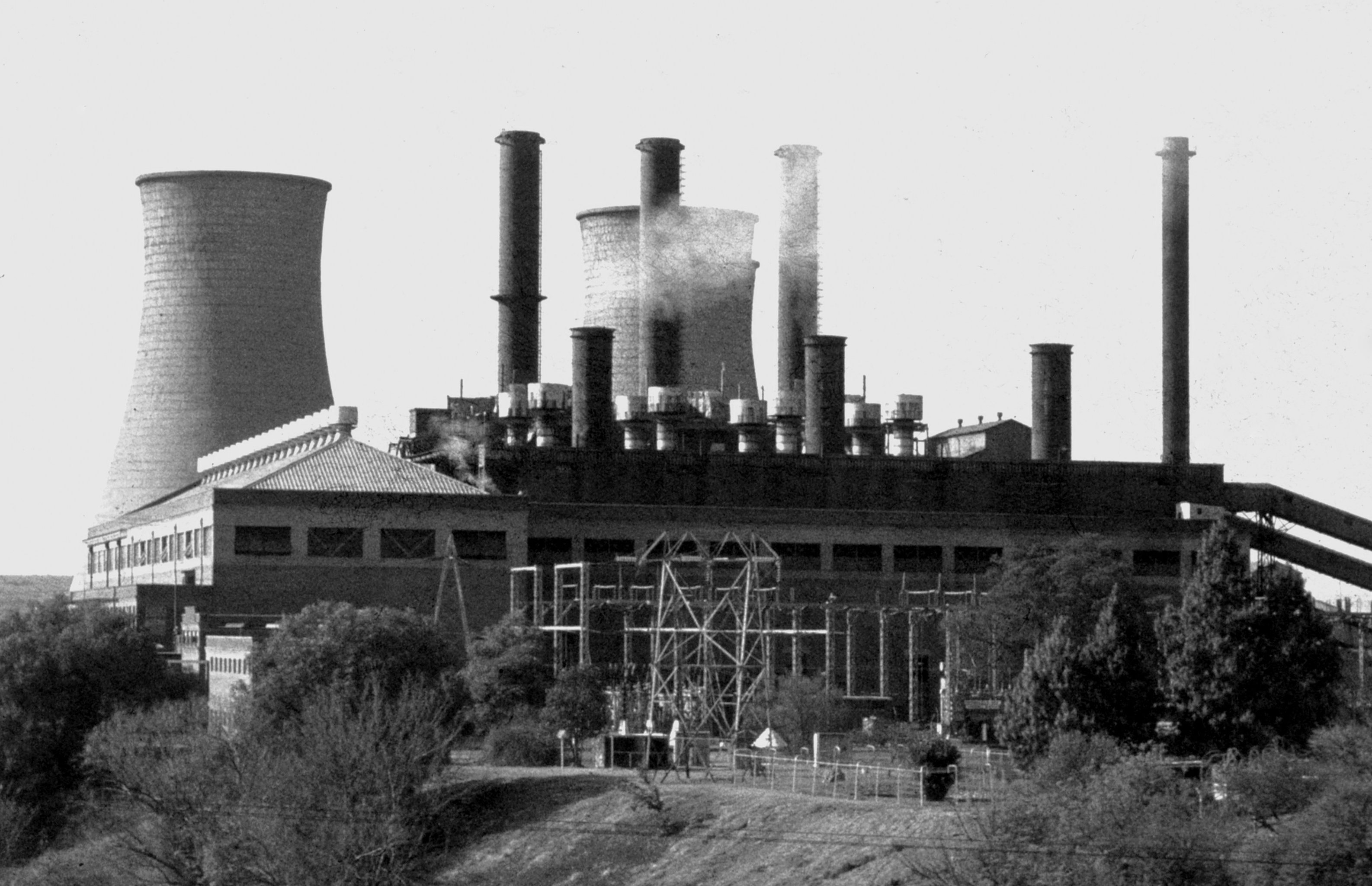
Centrale à charbon de Colenso (Afrique du Sud), en service des années 1920 à 1985. Le charbon arrive par les convoyeurs à bande à droite ; les gaz de combustion s'échappent par les cheminées rectilignes ; les tours au dernier plan servent au refroidissement.

La production d'électricité dans des centrales thermiques brûlant un combustible fossile (charbon, fioul ou gaz) se développe considérablement au XXe siècle.
Les centrales à charbon ont historiquement été déployées dans les pays disposant d'importantes réserves de cette ressource : Allemagne, Etats-Unis, Chine, Inde, etc. Elles sont encore, au début du XXIe siècle, la première source d'électricité et ont représenté jusqu'à 40% de la production mondiale au début des années 2000, consommant environ les deux tiers de la production mondiale de charbon. Une lente décroissance relative s'est amorcée depuis, résultant d'une baisse significative dans les pays de l'OCDE et d'une poursuite de l'augmentation dans d'autres pays, comme la Chine. Le désengagement des pays de l'OCDE traduit des orientations de politique énergétique visant à utiliser d'autres méthodes de production (gaz, nucléaire, énergies renouvelables) moins polluantes.
Les centrales au gaz sont la deuxième source mondiale de production d'électricité, assurant un peu moins du quart de la production totale. Selon les pays, elles sont utilisées en production régulière ou seulement en période de pointe de consommation. Les centrales au fioul n'ont, depuis les chocs pétroliers, qu'une place très réduite dans la production mondiale (3%), et sont utilisées principalement lors des pointes de consommation.

#### L'électronucléaire, une production thermique nouvelle

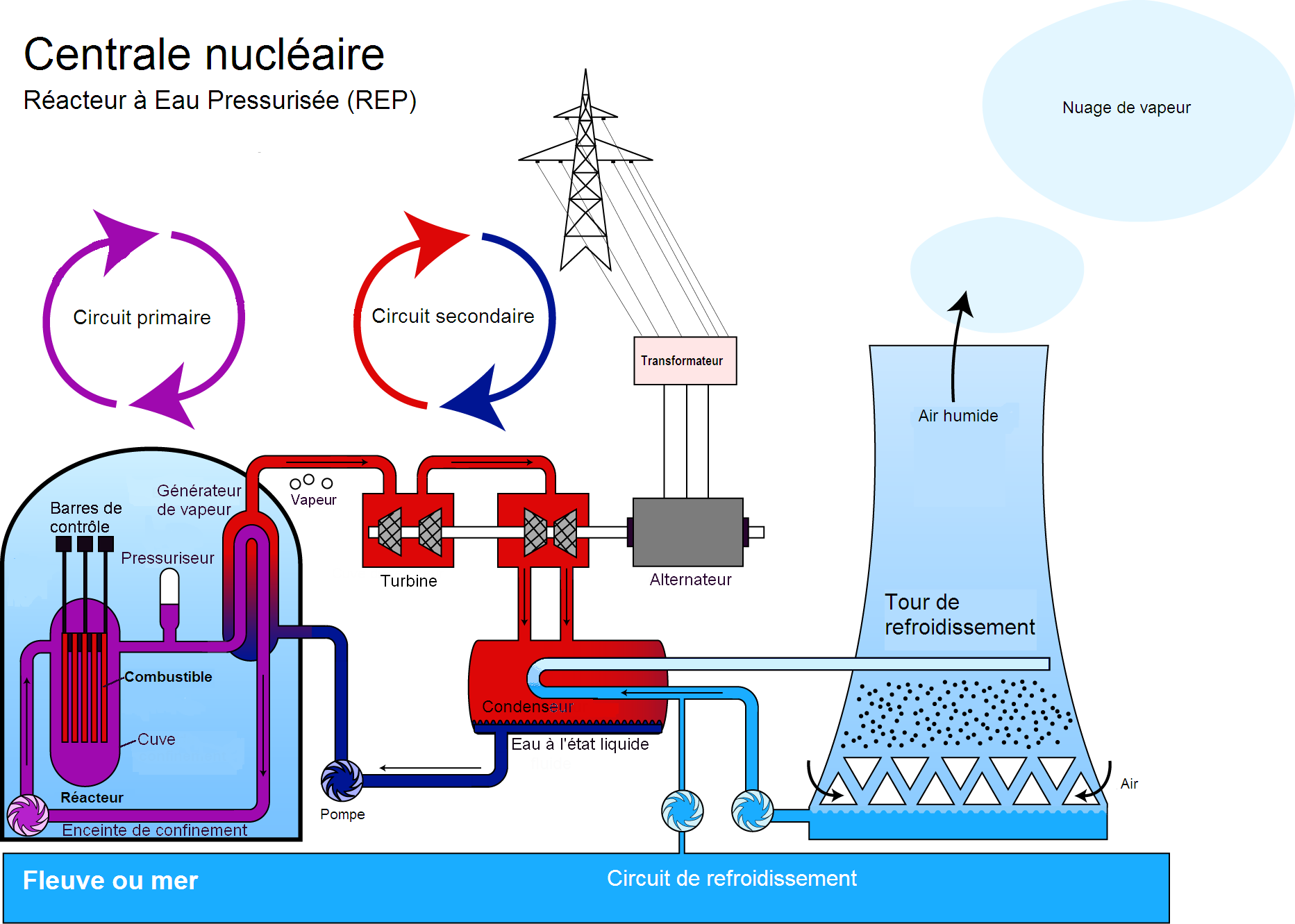
Schéma de principe d'une centrale nucléaire : réacteur à gauche, turbine produisant l'électricité au centre, tour de refroidissement à droite.

À partir des années 1950, un nouveau type de centrale électrique thermique est déployé : les centrales nucléaires. Ce sont des centrales à vapeur dans lesquelles la chaleur produisant la vapeur ne provient pas de la combustion d'un produit carboné, mais de l'énergie dégagée par une réaction en chaîne provoquée et contrôlée au sein d'un réacteur nucléaire utilisant un matériau radioactif, généralement composé d'uranium enrichi. La production d'électricité est la plus importante application civile de l'énergie nucléaire. Les premières centrales de ce type sont de puissance limitée : Idaho (USA, 1951, 400 kWe), Oubninsk (Russie, 1954, 5 MWe), Marcoule (France, 1956, 3 MWe), Calder Hall (Royaume-Uni, 1956, 49 MWe), Shippingport (USA, 1957, 68 MWe). Elles ont alors, pour la plupart, en sus de la production d'électricité, un rôle de recherche, civile et militaire. La puissance des réacteurs installés ensuite augmente rapidement pour atteindre plus de 900 MWe à partir des années 1980.
Au début des années 2020, la production électronucléaire représente environ 10 % de la production mondiale totale. Elle est réalisée par 440 réacteurs répartis entre 34 pays. Trois pays (Chine, États-Unis et France) détiennent à eux seuls plus de la moitié de la capacité électronucléaire mondiale. Le tableau ci-dessous indique, pour les pays ayant le plus grand produit intérieur brut, le nombre de réacteurs en service, la puissance électronucléaire installée et la proportion d'électronucléaire dans leur production d'électricité.
| Pays        | Réacteurs (nombre) | Puissance totale (MWe) | Part du nucléaire dans la production nationale (%) | Part du nucléaire mondial | Commentaires                                 |
| ----------- | ------------------ | ---------------------- | -------------------------------------------------- | ------------------------- | -------------------------------------------- |
| États-Unis  | 94                 | 96952                  | 19,7 %                                             | 24,5 %                    |                                              |
| Chine       | 56                 | 54362                  | 4,9 %                                              | 13,7 %                    | 26 réacteurs supplémentaires en construction |
| Allemagne   | 0                  | 0                      | 0 %                                                | 0 %                       | Arrêt des derniers réacteurs en 2023         |
| Japon       | 33                 | 31679                  | 5,1 %                                              | 8,0 %                     | 2 réacteurs supplémentaires en construction  |
| Inde        | 23                 | 7425                   | 3,3 %                                              | 1,9 %                     | 7 réacteurs supplémentaires en construction  |
| Royaume-Uni | 9                  | 5883                   | 14,5 %                                             | 1,5 %                     | 2 réacteurs supplémentaires en construction  |
| France      | 56                 | 61370                  | 67 %                                               | 15,5 %                    | 1 réacteur supplémentaire en construction    |
| Italie      | 0                  | 0                      | 0 %                                                | 0 %                       | Arrêt des derniers réacteurs en 1990         |
| Brésil      | 2                  | 1884                   | 2,1 %                                              | 0,5 %                     | 1 réacteur supplémentaire en construction    |
| Canada      | 19                 | 13661                  | 14,6 %                                             | 3,4 %                     |                                              |
| Russie      | 36                 | 28602                  | 20,6 %                                             | 7,2 %                     | 4 réacteurs supplémentaires en construction  |

La concentration de l'électronucléaire dans un nombre limité de pays s'explique par plusieurs facteurs :
- les technologies utilisées sont complexes ;
- les risques inhérents à l'utilisation de la fission nucléaire imposent une organisation à même d'appliquer des règles très strictes de sécurité ;
- les investissements nécessaires à la création d'une centrale sont très élevés et ne peuvent être rentabilisés que sur une longue période ;
- dans certains pays, une partie de l'opinion publique, des organisations écologistes et des partis politiques sont hostiles à l'électronucléaire.

#### Éolien, solaire et géothermie: trois énergies renouvelables et décarbonées
Deux sources d'énergie renouvelables et décarbonées prennent une place croissante dans la production mondiale d'électricité à partir de la fin des années 1970 : l'éolien et le solaire. Elles ont comme caractéristique commune d'être intermittentes, c'est-à-dire que leur production ne peut être entièrement pilotée, car elle dépend du vent (éolien) ou, pour le solaire, du cycle jour/nuit. Elles permettent aussi de produire de l'électricité de façon décentralisée pour une consommation locale, ce qui permet d'électrifier des sites isolés ou éloignés des réseaux de distribution.

##### Éolien

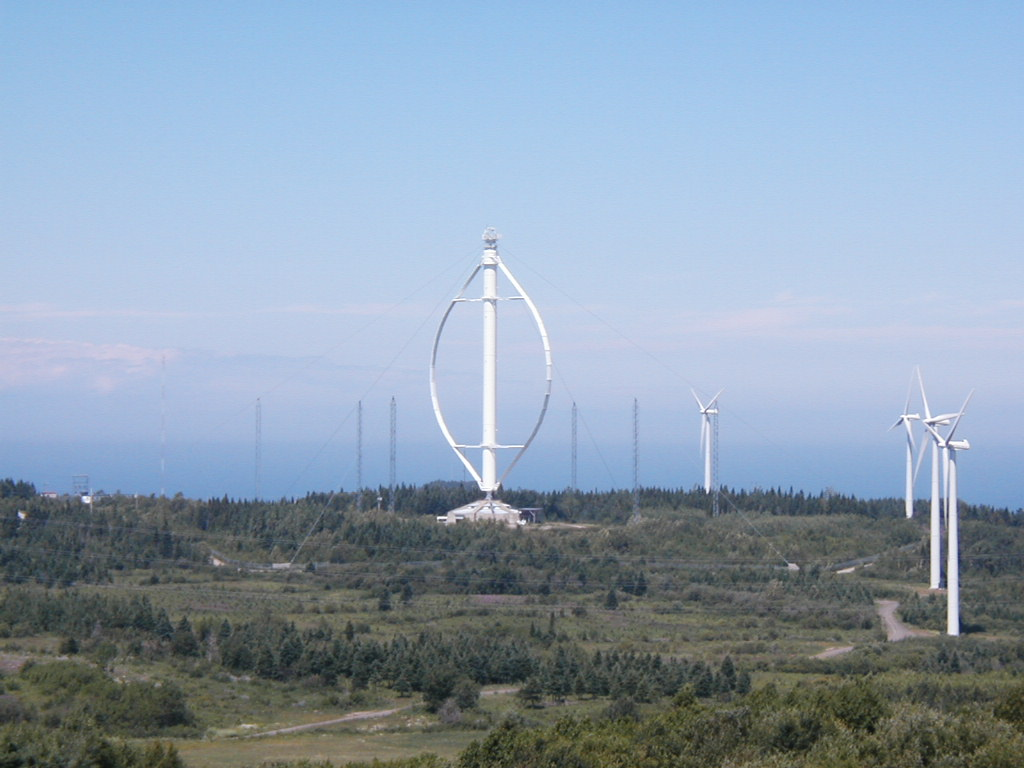
Éoliennes à axe horizontal (à droite) et à axe vertical (au centre).

La production d'électricité par éolienne est une technique dont l'origine remonte aux années 1890. Mais avant les années 1970, la production mondiale par éoliennes reste très faible. Des déploiements importants commencent alors au Danemark, puis dans de nombreux autres pays. Le principe est d'appliquer l'énergie mécanique du vent à une machine tournante qui produit de l'électricité. La très grande majorité des éoliennes sont à axe horizontal : un mât, dont la hauteur peut dépasser 180 mètres, supporte à son sommet un axe horizontal supportant une hélice dont le diamètre peut dépasser 250 mètres. Un autre type d'éolienne, moins répandu, est à axe vertical : le mât et le rotor sont dans le même axe et la structure tournante a une forme complexe. Ces éoliennes sont moins encombrantes et plus silencieuses que leurs homologues à hélice. Les éoliennes peuvent être implantées à terre, fixées au sol par des blocs de béton, ou en mer, fixées au fond ou flottantes et ancrées au fond.
En 2022, près de 2 105 TWh d'électricité ont été produits par des éoliennes dans le monde, les plus gros producteurs étant la Chine (36 %), les États-Unis (21 %), l'Allemagne (6 %), le Brésil (4 %), le Royaume-Uni (4 %), l'Inde (3 %), l'Espagne (3 %) et la France (2 %). En 2023, l'éolien a produit près de 9 % de l'électricité mondiale, devenant la cinquième source d'électricité derrière le charbon (36 %), le gaz (22 %), l'hydraulique (14 %) et le nucléaire (10 %).

##### Solaire

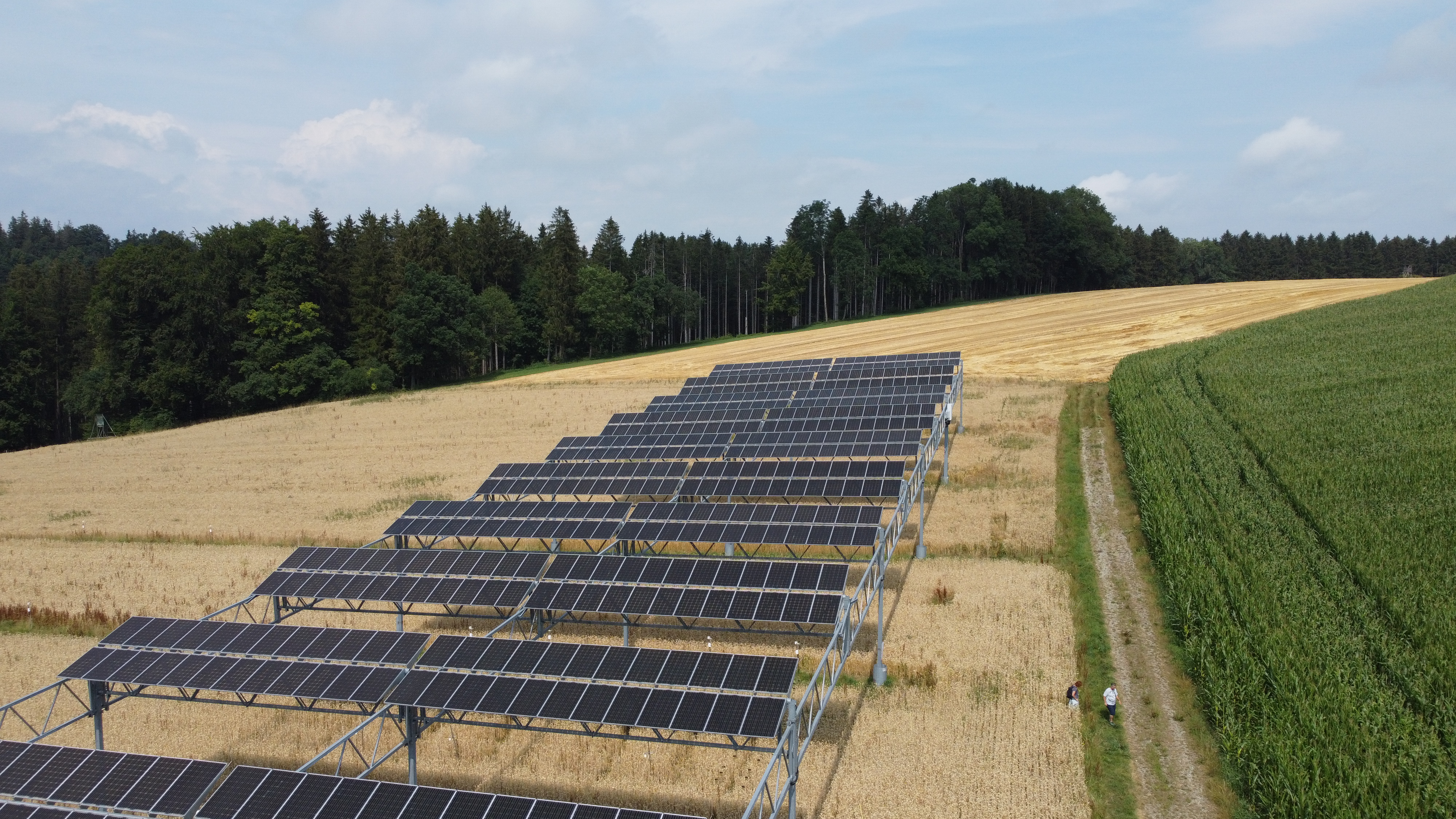
Panneaux solaires dans un champ en Allemagne (2022).

La production d'électricité à partir du rayonnement solaire est essentiellement réalisée par effet photoélectrique dans des cellules photovoltaïques à base de semi-conducteurs. Lorsque ces cellules sont nombreuses, elles sont disposées en plaques dites "panneaux solaires". Illuminées par le rayonnement solaire, elles produisent du courant continu. Le rendement d'une cellule, comme celui d'un panneau, dépend de la qualité des cellules, de la durée d'ensoleillement et de l'orientation de la cellule par rapport à cet ensoleillement. La première utilisation notable de cette technologie apparait dans les années 1950 sur des satellites qui, une fois en orbite, déploient des panneaux solaires articulés leur permettant une auto alimentation électrique. La production terrestre d'électricité commence vers les années 1970 avec l'utilisation de panneaux solaires couvrant des toits, des terrasses, et même des champs entiers. De très nombreux petits objets du quotidien (calculettes, montres, etc.) utilisent également cette technologie.
En 2022, la production photovoltaïque a dépassé 1 320 TWh, en augmentation de 25 % par rapport à l'année précédente. Les pays produisant le plus d'électricité solaire sont la Chine (32 % de la production mondiale), les États-Unis (16 %), le Japon (8 %), l'Inde (7 %) et l'Allemagne (5 %).

##### Géothermie
L'utilisation de la géothermie pour produire de l'électricité reste très limitée. Les tentatives du début du XXe siècle en Italie restent sans suite. Les déploiements sur des sites favorables commencent dans les années 1960. Seule l'Islande produit une  partie significative (27 %) de son électricité grâce à cette technologie.

### Transport et distribution d'électricité

Réseau simplifié de la Nouvelle-Zélande, dont l'origine est le besoin énergétique dans les mines. L'interconnexion entre les îles est construite entre 1961 et 1965.

L'interconnexion nationale puis intracontinentale des réseaux se met progressivement en place en Europe de l'Ouest, puis de l'Est. Elle est moins avancée sur le continent américain : inexistante sur la dorsale sud-américaine, elle reste limitée pour les États-Unis entre les régions Est et Ouest. Elle n'existe pas non plus en Chine entre les régions[réf. nécessaire].
- 1911 : Première ligne 110 kV, de Lauchhammer à Riesa en Allemagne.
- 1923 : Une ligne aérienne à 220 kV est mise en service pour la première fois aux États-Unis.
- 1924 : Début de la construction d'une ligne aérienne nord-sud à 110 kV reliant les centrales à charbon en Allemagne situées près du Rhin aux centrales hydrauliques alpines.
- 1932 : Première ligne 287 kV, aux États-Unis de Boulder Dam à Los Angeles.
- 1952 : Première ligne 380 kV, en Suède de Harsprånget à Hallsberg.
- 1960 : Première ligne 525 kV en URSS, de Moscou à Volgograd.
- 1965 : Première ligne 735 kV, au Québec, de Montréal à Manicouagan.
- 1967 : Les réseaux à très haute tension (380 kV) de la France, de la République fédérale d'Allemagne et de la Suisse sont interconnectés pour la première fois à Laufenburg.
- 1989 : Une ligne très haute tension de 1 150 kV relie l’Oural et la Silésie[L24 1].

### Vie courante: électroménager, radio, télévision, télécommunications, informatique et domotique

#### Electroménager, radio et télévision

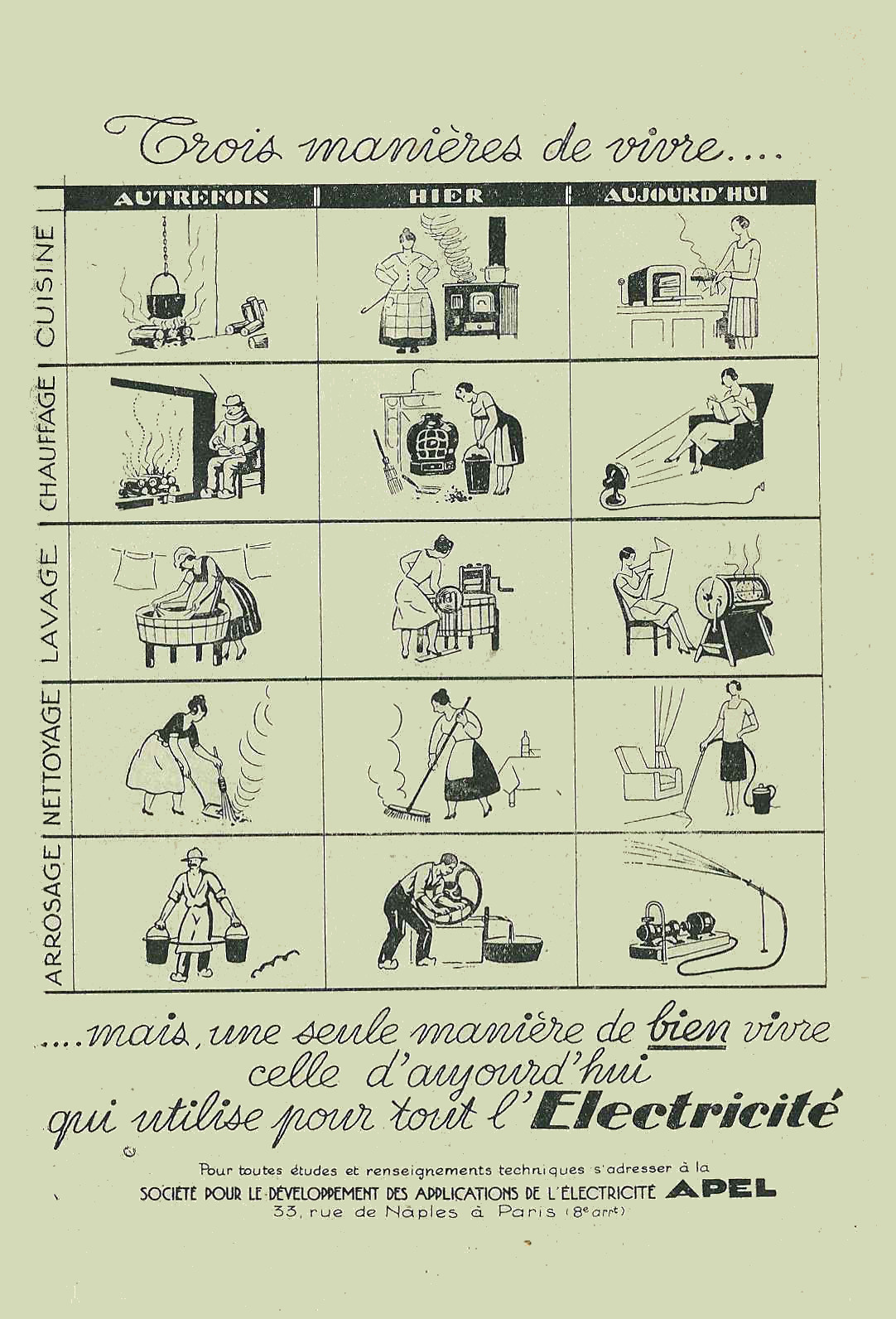
Publicité pour l'électroménager (1932).

Outre la généralisation de l'éclairage, la percée de l'électricité dans la vie courante peut être illustrée par la très forte pénétration de divers appareils électroménagers dans les pays industrialisés en moins d'un siècle : au début des années 2000, le taux d'équipement des ménages français en réfrigérateur, par exemple, est de 98 % ; il est de 90 % pour les lave-linge, de 93 % pour les téléviseurs couleur, et dépasse 60 % pour les chaînes hifi et les fours à micro-ondes.
Si quelques appareils électroménagers sont inventés et fabriqués dès la fin du XIXe siècle, la plupart apparaissent au cours du siècle suivant : aspirateur (1901), machine à laver (1908), réfrigérateur (1913), sèche-linge (1915), grille-pain (1919), lave-vaisselle (1920), sèche-cheveux (1926), climatiseur (1929), four à micro-ondes (1947), etc.
De nombreuses entreprises se créent durant le XXe siècle sur ce segment de marché : Hoover (aspirateurs, États-Unis, 1908), Whirlpool (Etats-Unis, 1911), Electrolux (Suède, 1912), Calor (1917), Bauknecht (Allemagne, 1919), Indesit (Italie, 1930), Moulinex (France, 1937), etc. Et plusieurs groupes industriels déjà présents dans d'autres segments de l'industrie s'y diversifient comme General Motors (marque Frigidaire, 1919),  Philips (radio et téléviseurs à partir des années 1920), Neff (plaques à induction et fours à micro ondes, années 1950).
La croissance de leurs ventes s'appuie beaucoup sur de la publicité, parfois relayée par des enseignements de "science ménagère", à destination des femmes, vantant la modernité de ces nouveaux appareils, leur facilité d'emploi et le gain de temps qu'ils permettent.

Électroménager des années 1950
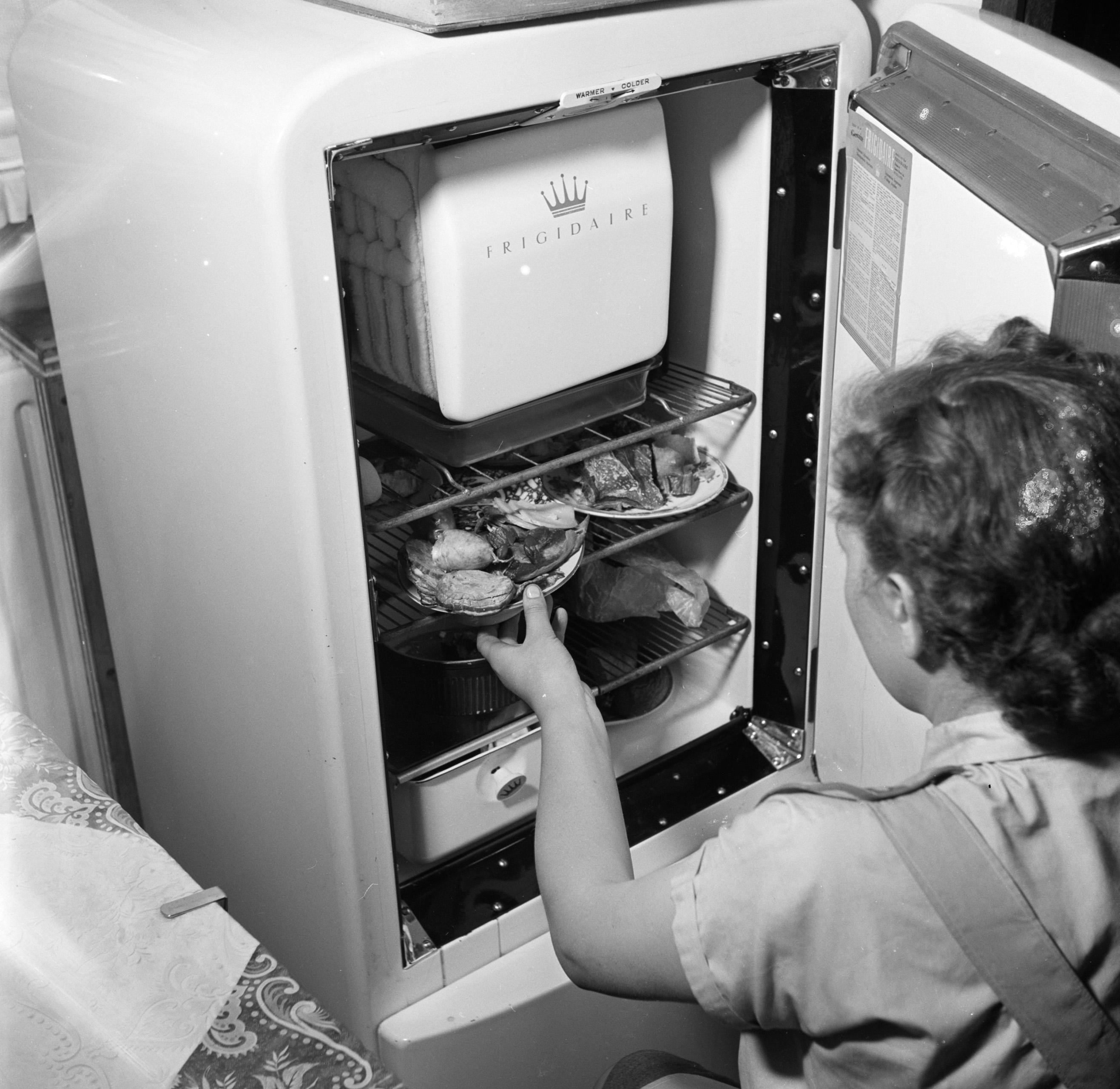
Réfrigérateur Frigidaire.
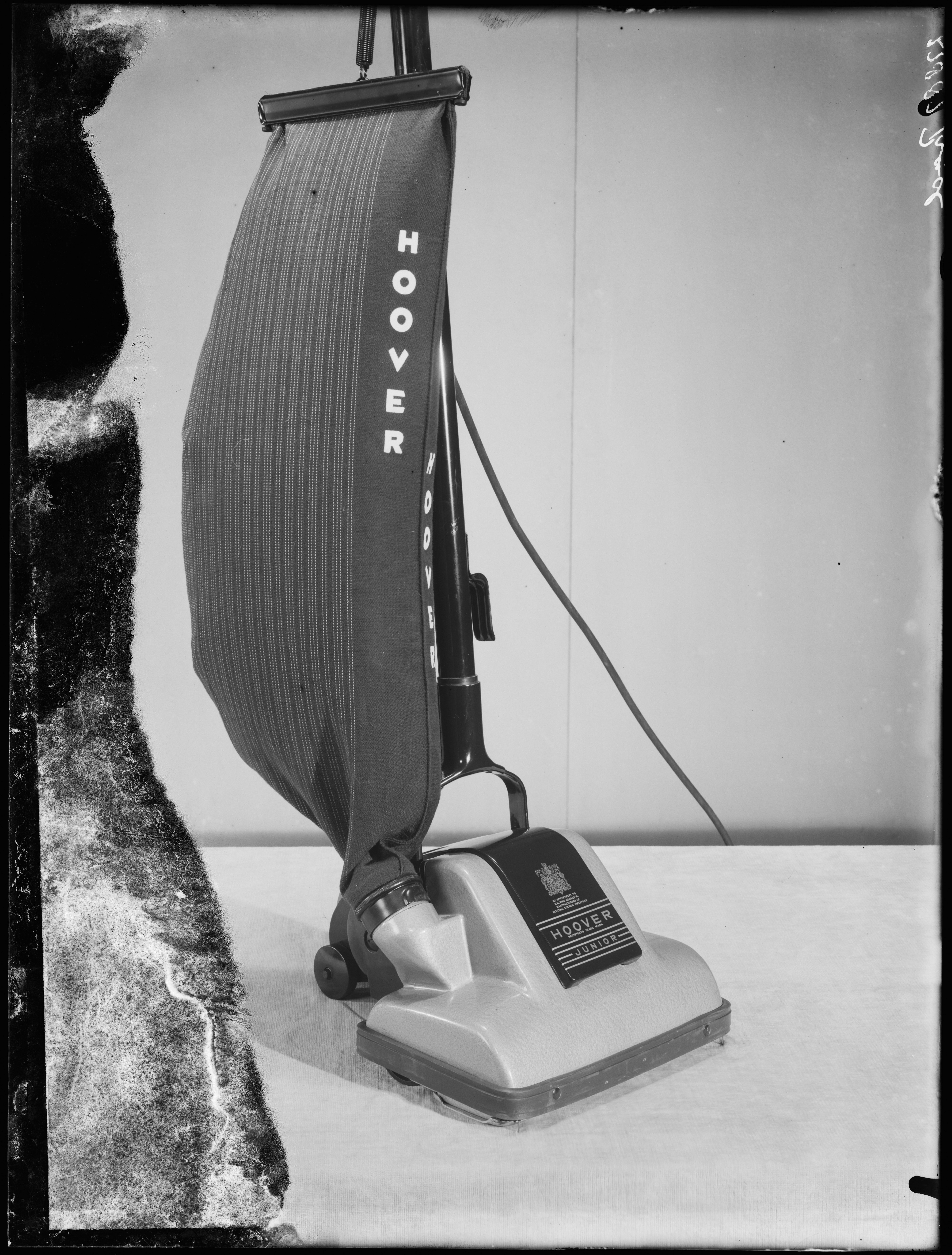
Aspirateur Hoover.
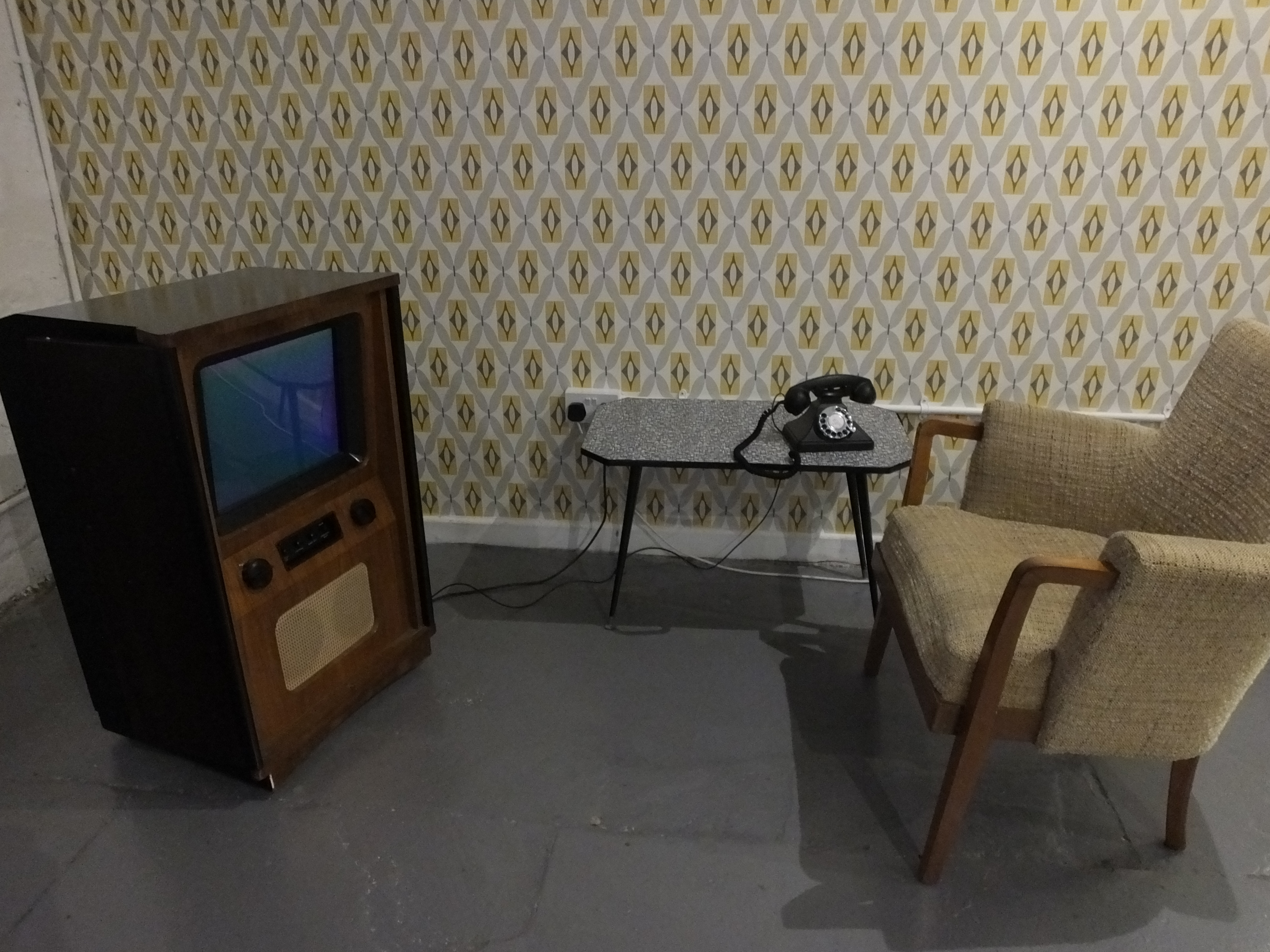
Téléviseur et téléphone.
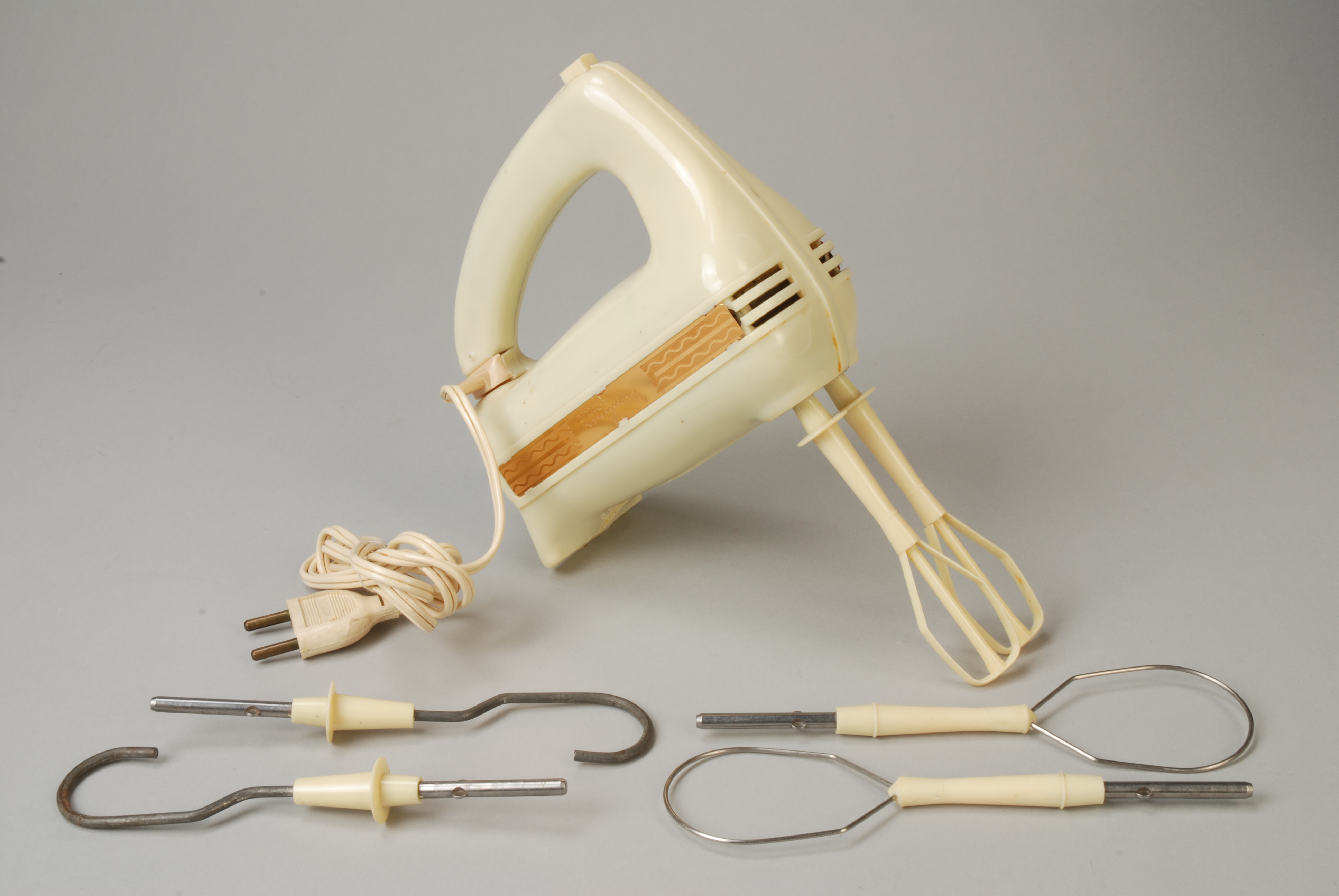
Batteur Moulinex.

#### Communication fixe et mobile
L'usage des télécommunications connait une très forte croissance à partir des années 1950 : au milieu des années 1990, dans les pays industrialisés, 90 % des ménages ont une ligne téléphonique. Cette croissance est amplifiée puis relayée par celle des communications mobiles : le nombre de téléphones mobiles pour 1 000 habitants dans ces pays est multiplié par huit entre 1990 et 1996. La pénétration du mobile se généralise ensuite à tous les pays.
Les fonctions de communication offertes par les terminaux mobiles évoluent rapidement : voix, puis SMS et, depuis le début des années 2000, accès à Internet à haut débit. Leur ergonomie évolue également avec l'apparition, à la même époque, d'écrans tactiles de grande taille, entraînant  la disparition des touches de numérotation. Ce type d'appareil, surnommé smartphone, est doté de nombreuses autres fonctions : prise de photos et de vidéos, restitution  de contenus sonores ou visuels, animés ou non, horloge, chronomètre, calendrier, etc.
Plusieurs marques, dont certaines encore en activité dans ce segment de marché, ont participé à l'essor de la téléphonie mobile, notamment Nokia, Sony Ericsson, BlackBerry, Apple, considéré comme l'inventeur du smartphone avec l'iPhone, Samsung, ou, plus récemment, le chinois Huawei.

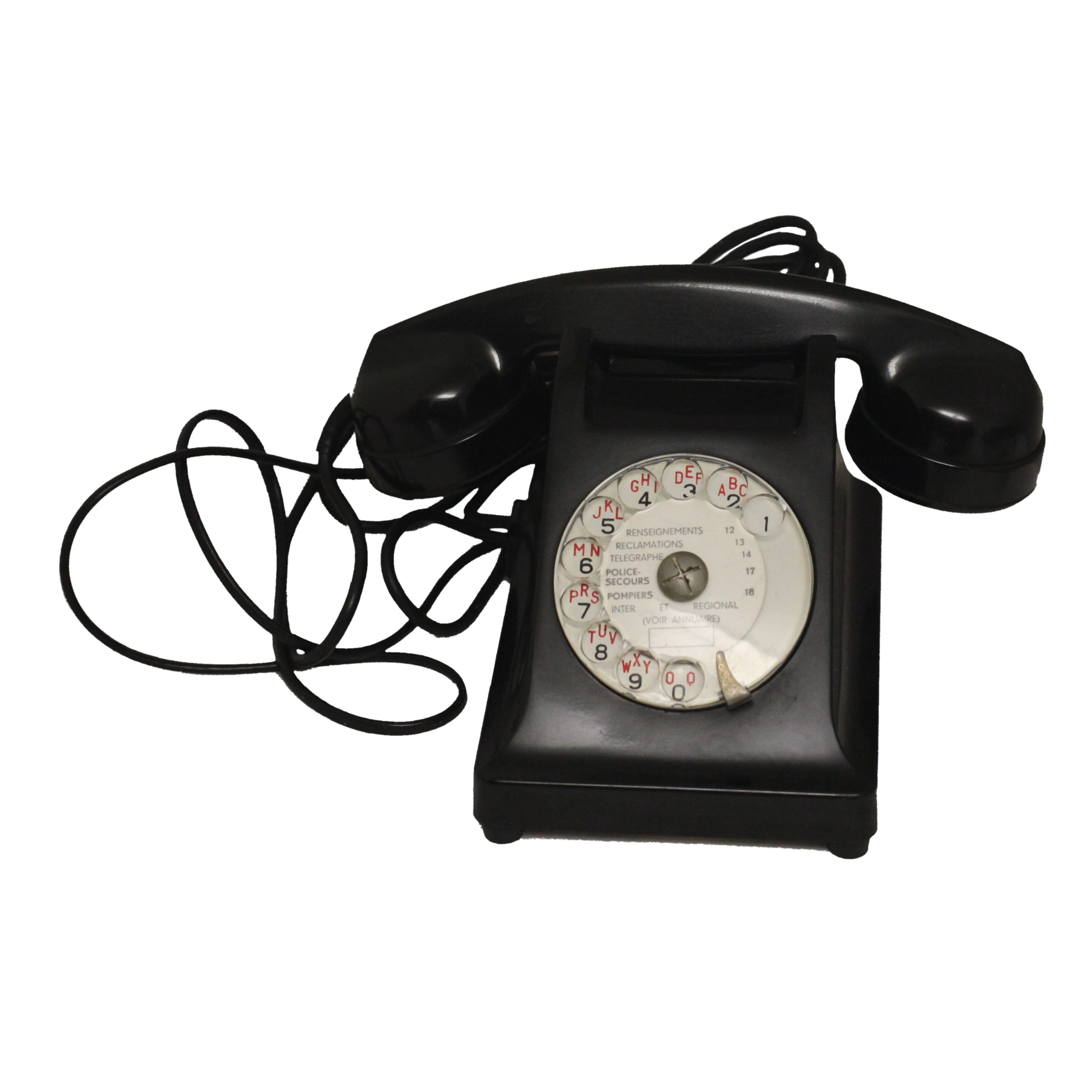
Téléphone fixe à cadran (années 1960).
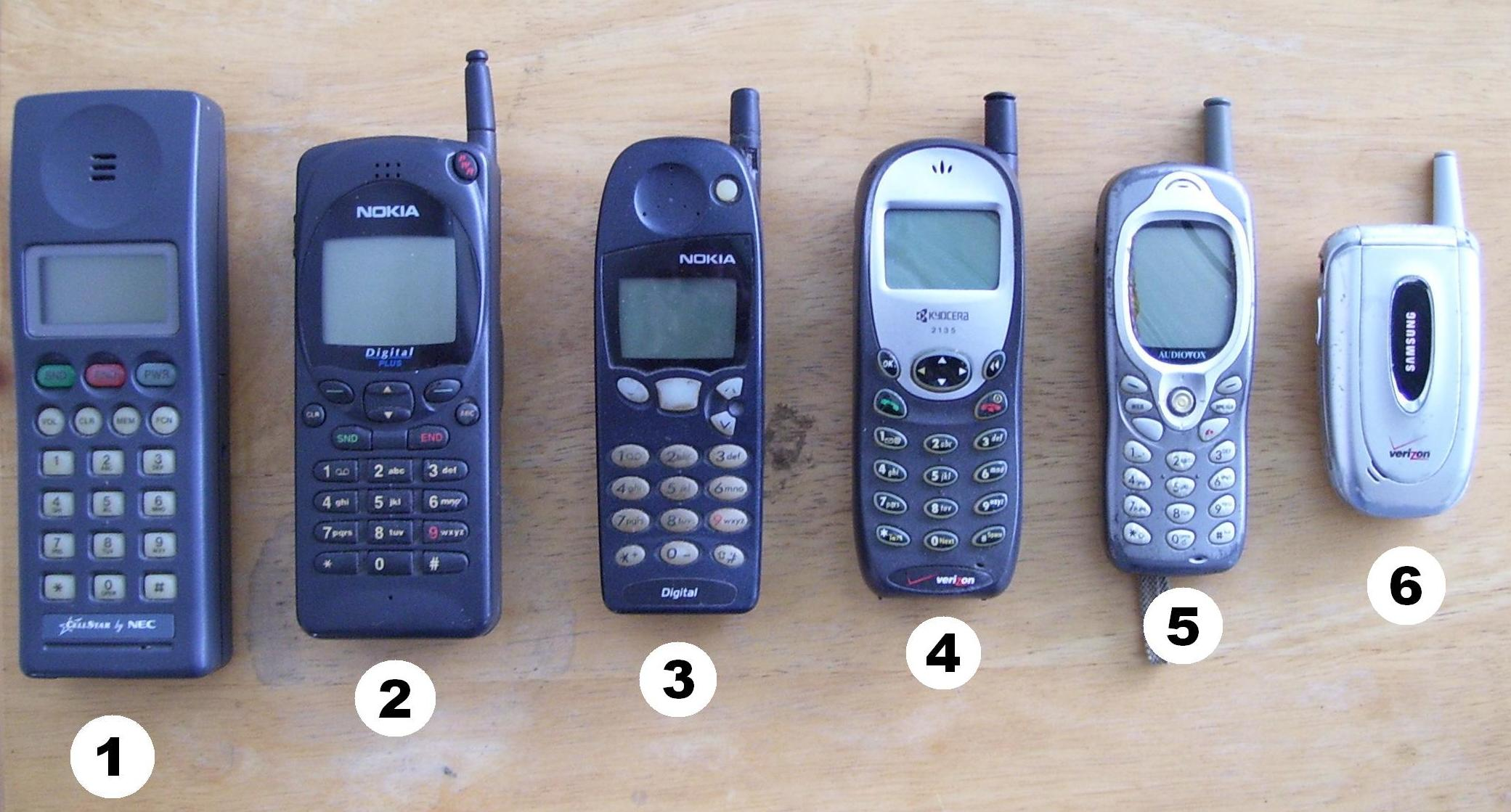
Téléphones mobiles (années 1990).
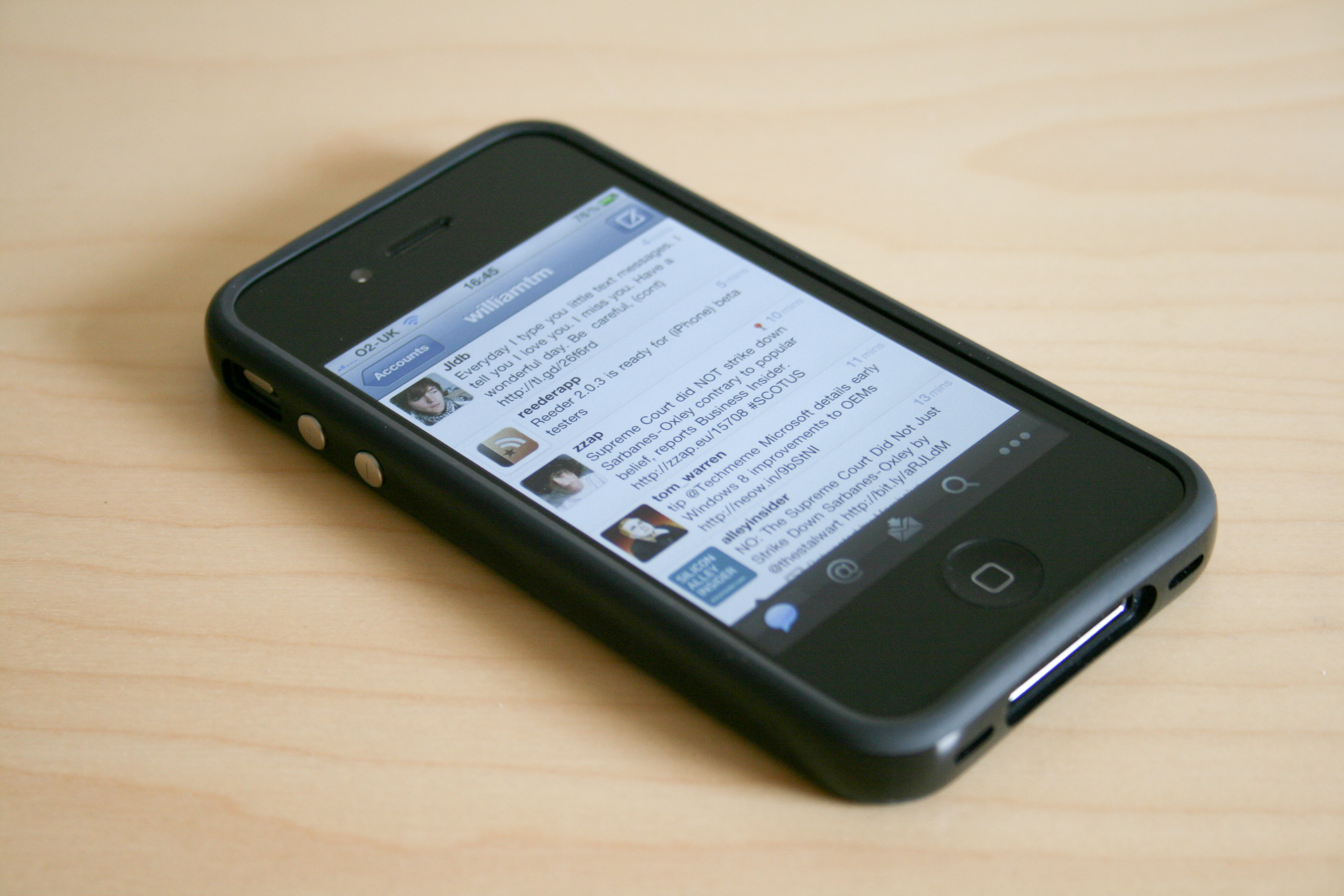
Smartphone (2010).

#### Informatique et Internet
L'équipement en ordinateurs et l'accès à Internet sont également en très forte croissance à partir des années 1980 : le taux des ménages français ayant un ordinateur, par exemple, passe de 13 % en 1995 à 45 % en 2006 et 95 % en 2017, et l'accès à Internet de 31 % en 2004 à 84 % en 2017.
L'accès et l'usage d'Internet sont, au début des années 2020, très généralisés : près des deux tiers de la population mondiale a accès au Web. Les disparités régionales sont cependant encore importantes : plus de 90 % de pénétration en Europe de l'Ouest et aux États-Unis, environ 60 % en Chine, autour de 40 % en Afrique. 

### Cybernétique

L'ENIAC vers 1947 où le câblage électrique physique établissant le programme du calcul à exécuter utilise un système des « portes logiques » OUI-NON-ET-OU à tubes électroniques pour obtenir le « vrai » résultat.

Vers 1950, par la mise en place de la cybernétique se servant nécessairement de machines électriques, la société change de mathématiques, et l'« itération » est impérative avec l'algorithmique d'une façon très généralisée.
Les méthodes (théorie des graphes orientés ou non, dont PERT issu de la NASA avec les langages informatiques génération 1970) mathématisent leur diagrammes devenus automatisés à partir de 1980. Simultanément apparaissent virtualisation des machines électriques et connectique.

### Applications des propriétés de l'électron
Les applications qui découlent des propriétés des électrons sont :
- plusieurs phénomènes lumineux, tels l'émission laser, la réflexion optique et le rayonnement cyclotron, sont causés par des électrons en mouvement ;
- les faisceaux d'électrons servent au soudage, à la lithographie de semi-conducteurs et permettent de créer le rayonnement synchrotron ;
- le microscope électronique se décline en plusieurs variantes, dont ceux à transmission et à balayage.

### Applications générales de l'électricité

#### Généralisation de l'usage de l'électricité
L'ingénierie sur la base de l'électricité se développe au XXe siècle :
- 1907 : « Rectigraph », société américaine commercialise la première photocopieuse[112].
- 1908 : Édouard Belin invente le bélinographe de transmission de photographies à distance, en 1920 s'opère sa transmission par radio..
- années 1930 : généralisation des clôtures électriques qui ont été utilisées pour contrôler le bétail aux États-Unis avec les brevets de David H. Wilson en 1886 - 1891 (la première clôture électrique en tant que telle exista en 1888 dans le Texas).

À partir de 1930 les redresseurs de courant alternatif remplacent les « dynamos » de courant continu pour des questions de rendement des lignes, d'implantation des réseaux.

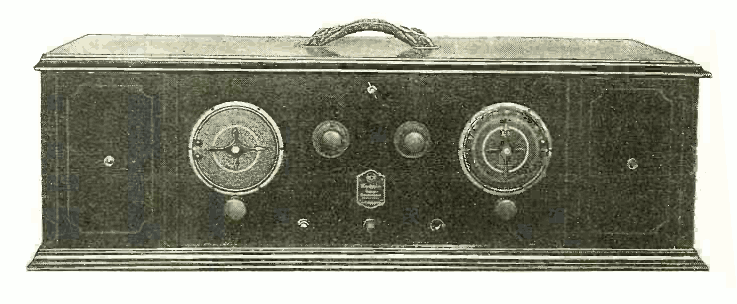
Un poste de réception radio superhétérodyne Radiola de RCA, en 1930, principe inventé en 1918.
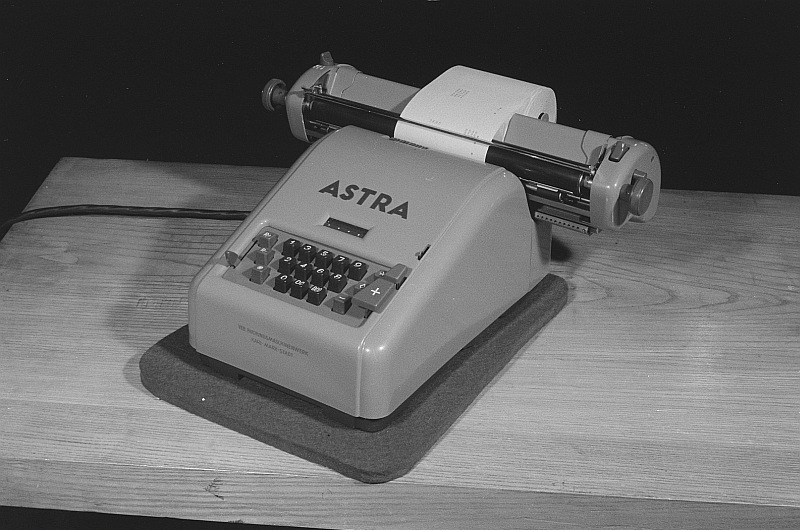
Calculatrice de bureau Astra (origine « Pays de l'Est », diffusée en Europe), 1950.
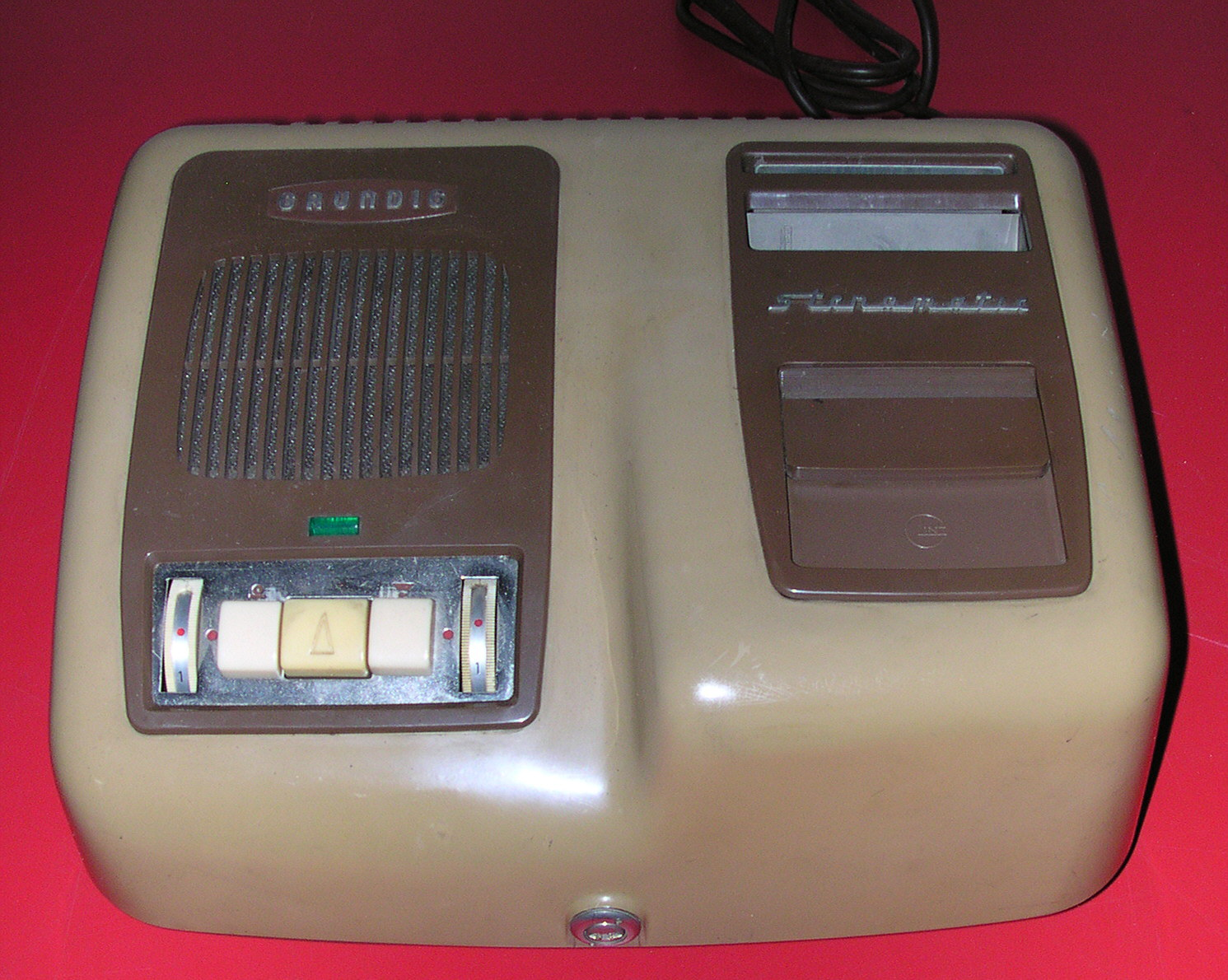
Dictaphone à bande magnétique Grundig, vers 1950.
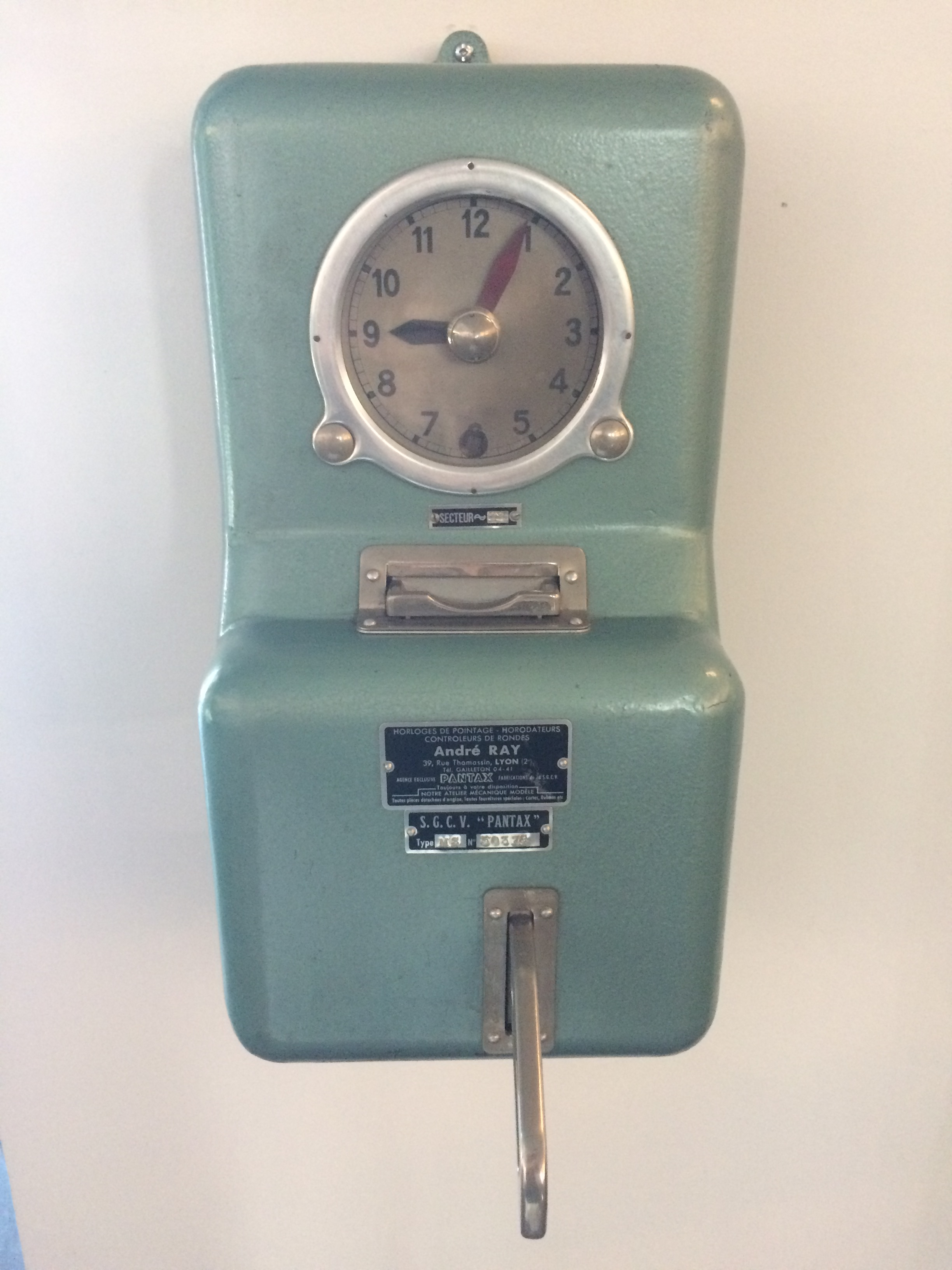
Pointeuse horaire de travail (S.G.C.V) en France, vers 1950.
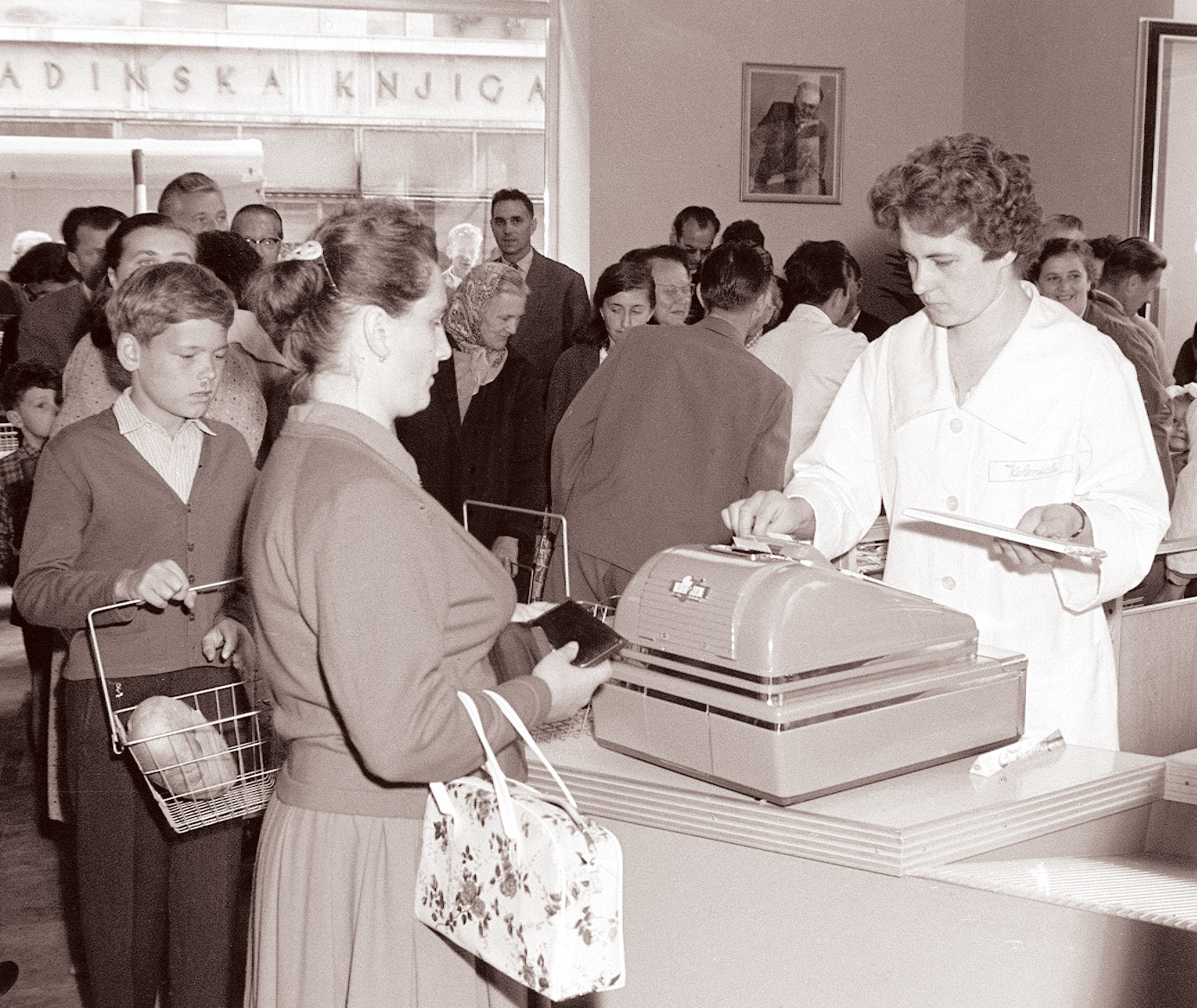
Caisse enregistreuse en République socialiste de Slovénie, 1960.
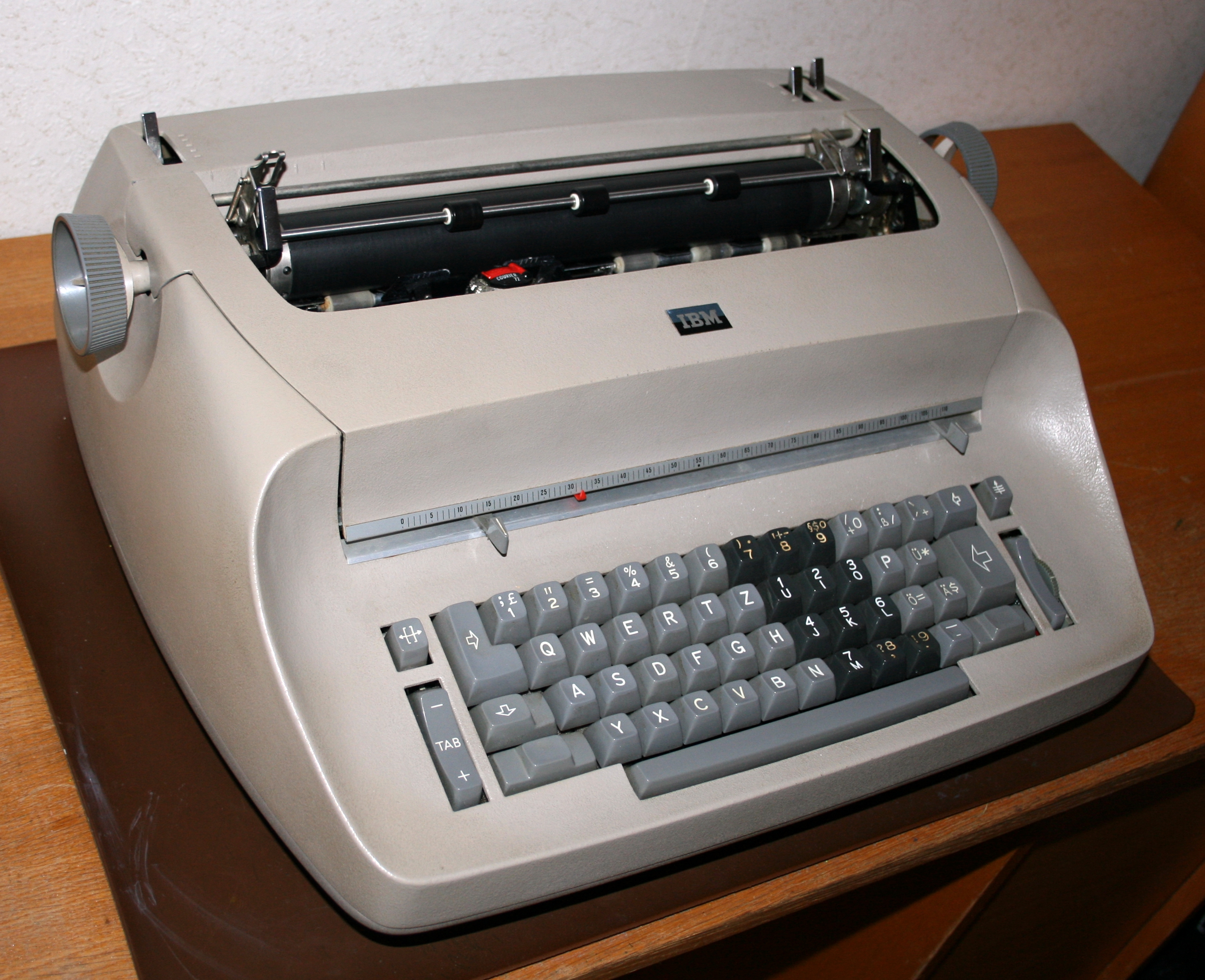
Machine à écrire IBM à boule vendue dans le monde entier, 1961-1986. (Une version a servi de console système sur des ordinateurs de la marque.)
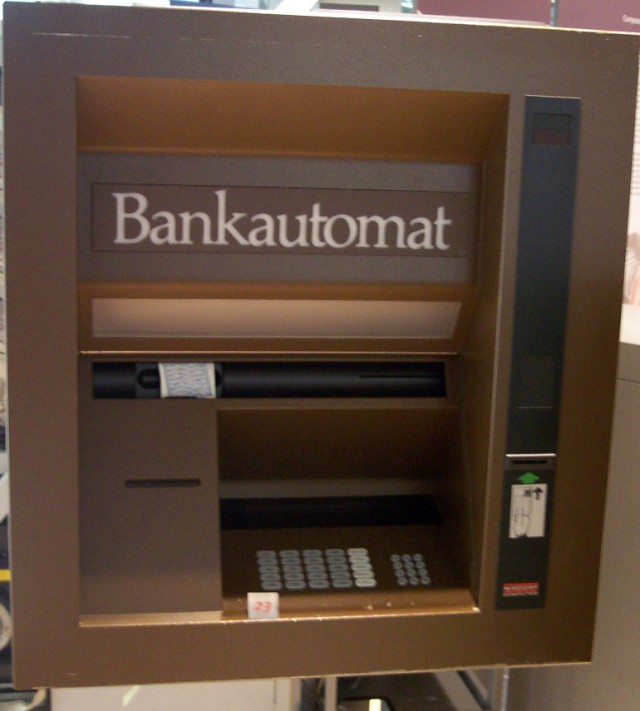
Guichet automate de banque, après 1970.
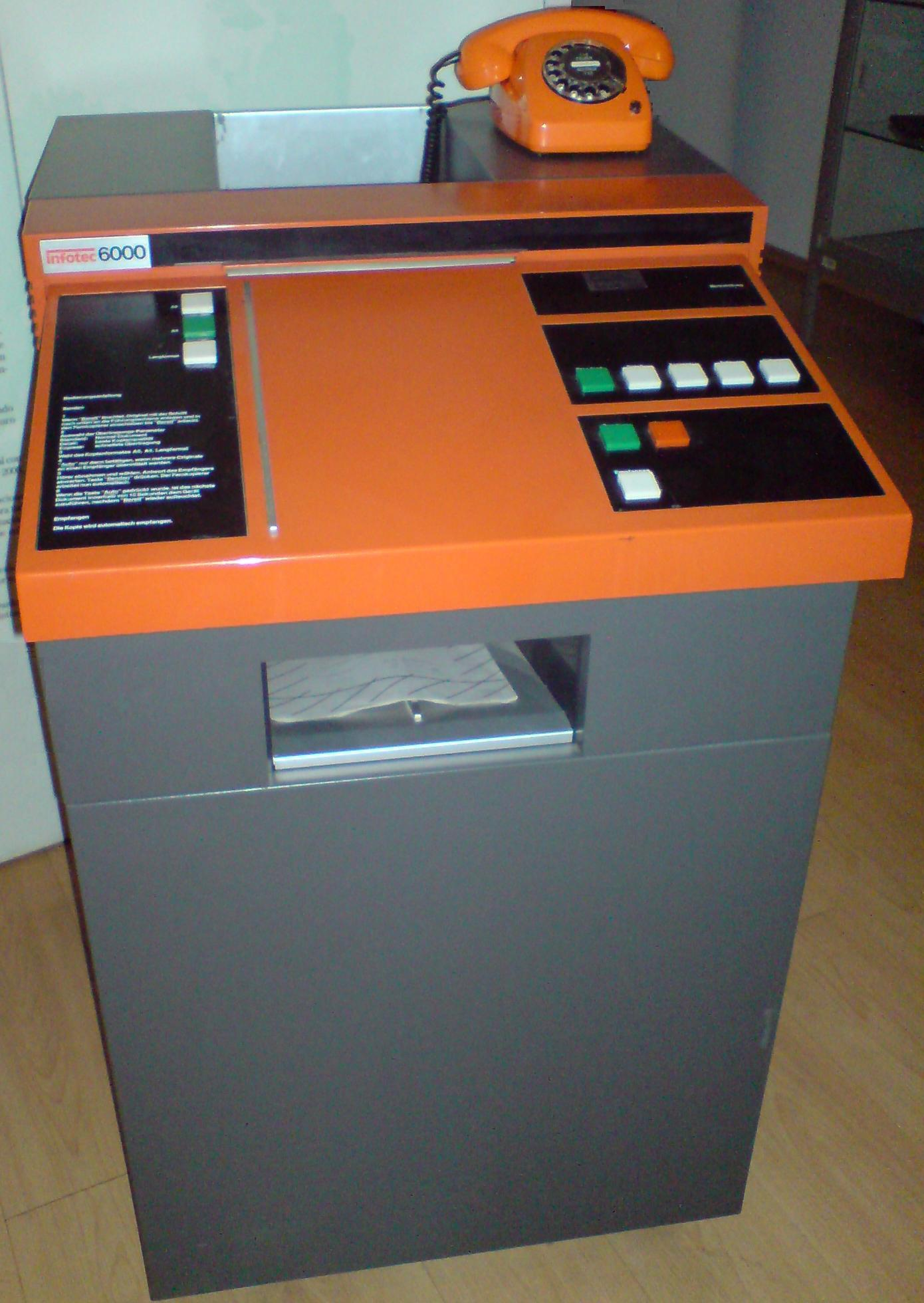
Machine à faxer anglaise Infotec, 1974.
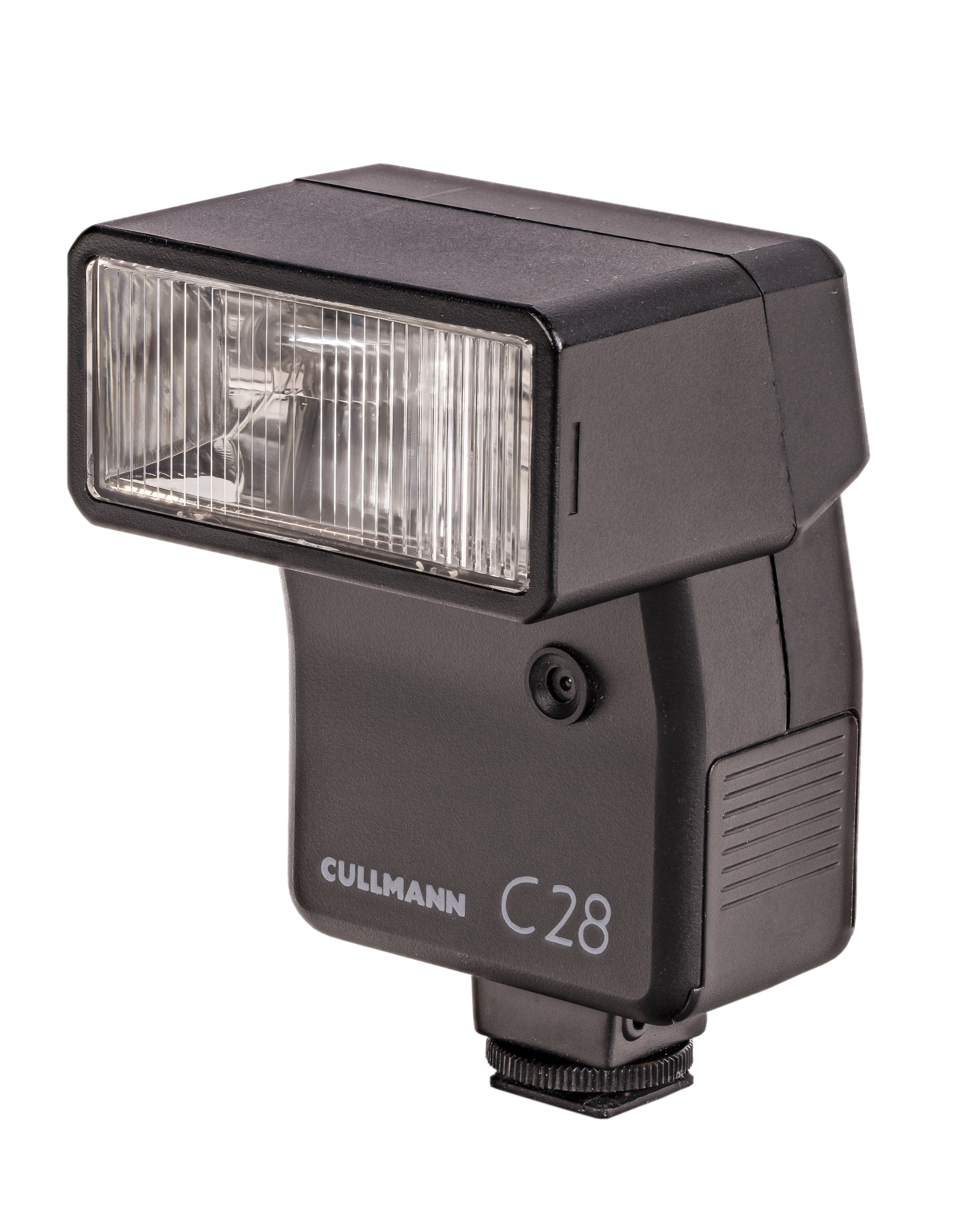
Flash photographique Cullmann GmbH, 1980.
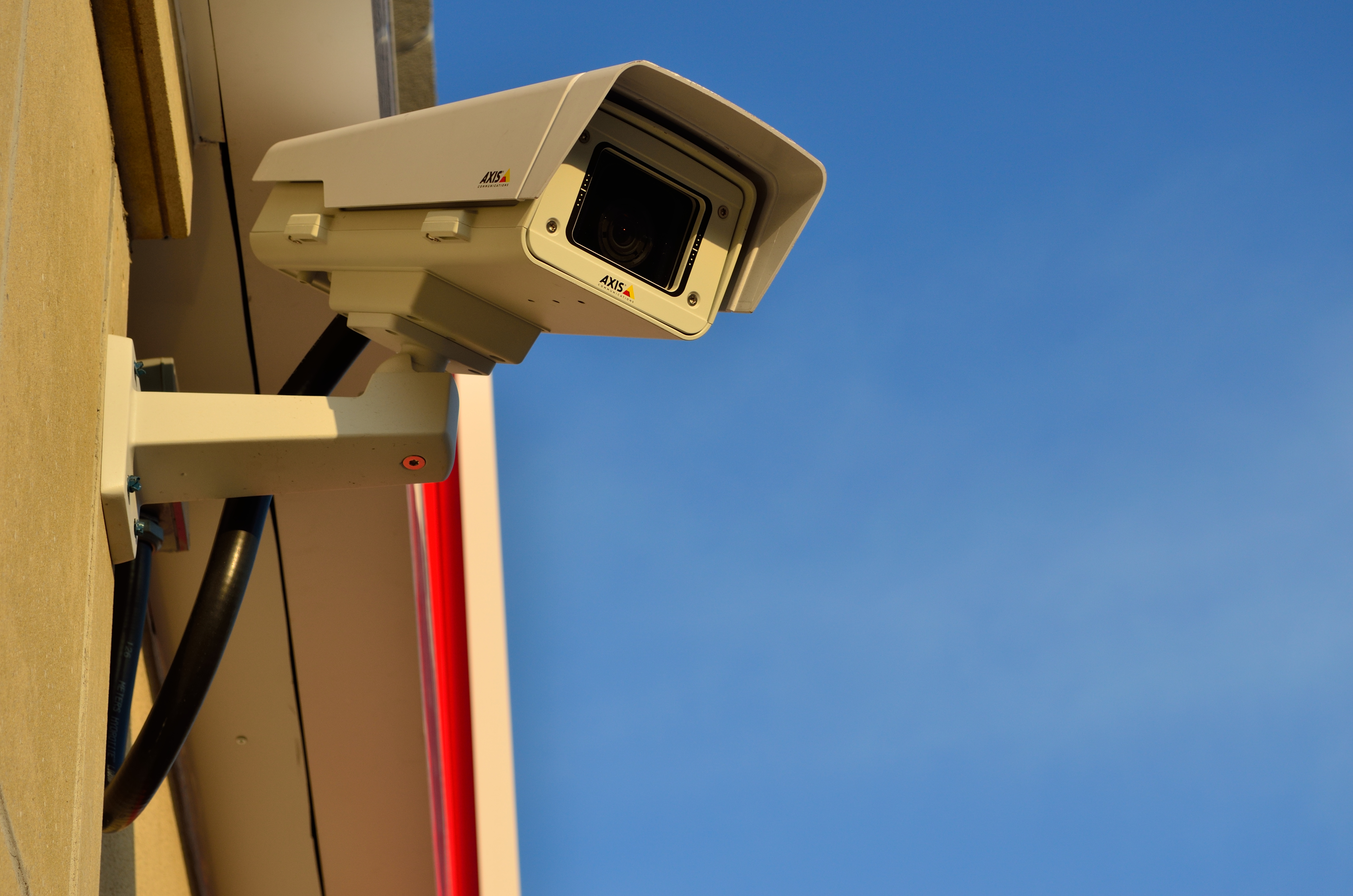
Caméra de vidéosurveillance, après 1990.
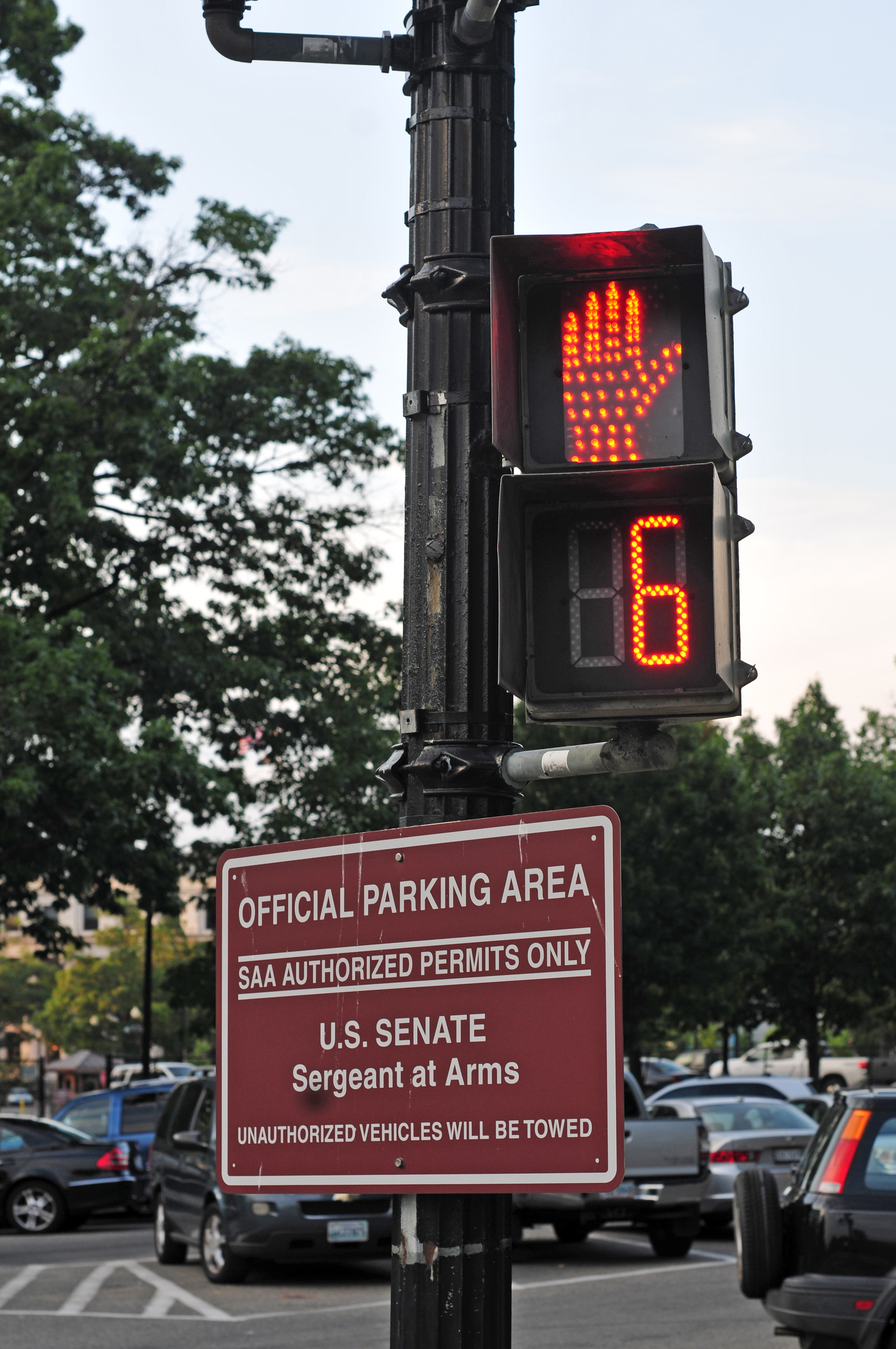
Feu piéton à décompte à Washington, capitale des États-Unis.

- années 1970 : usage dans la grande distribution[113].

#### Électricité pénétrant dans les bâtiments

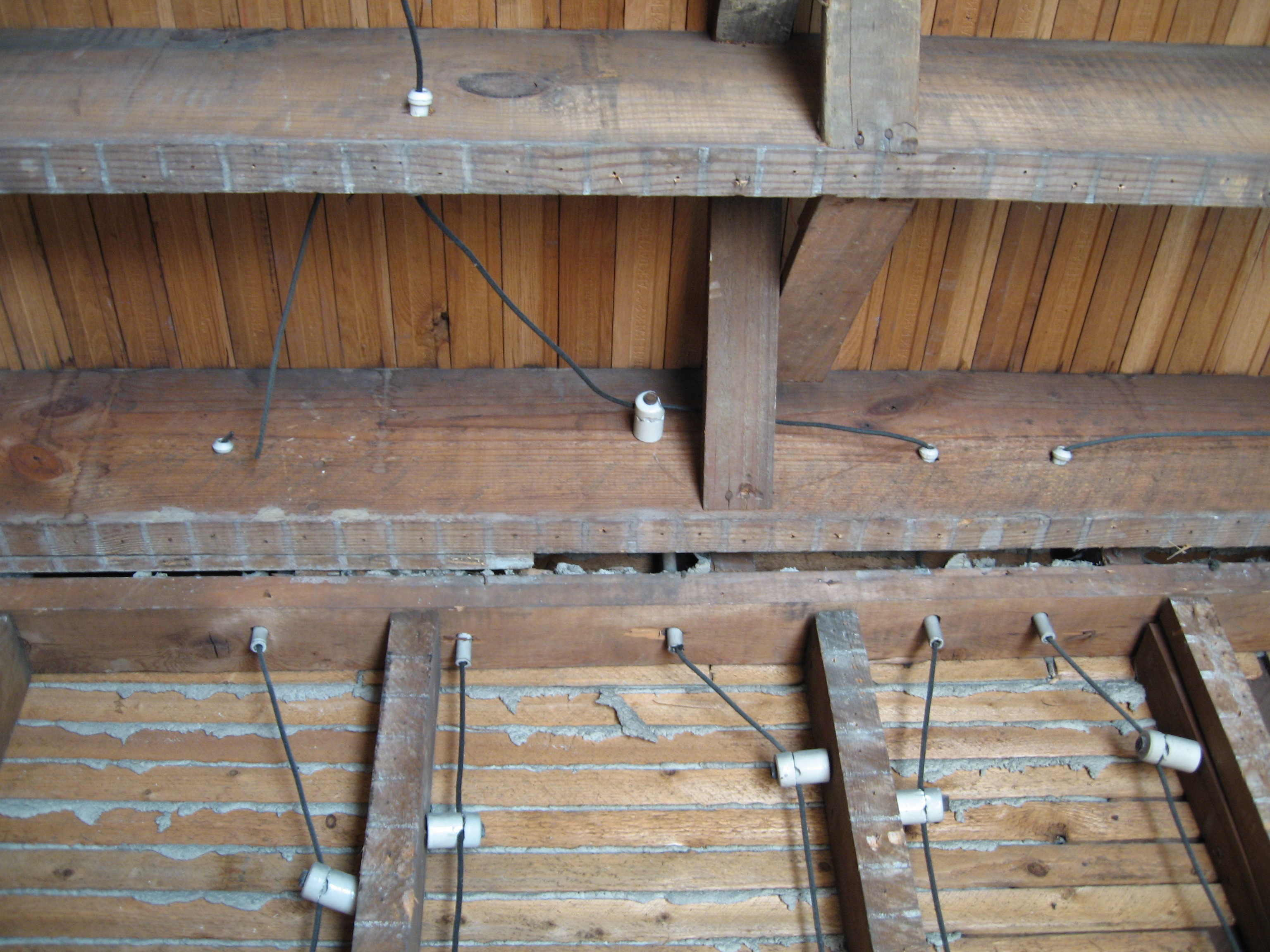
Isolateurs céramiques traversant en 1930 une charpente mur/plancher de maison bois aux États-Unis pour le passage de câbles.
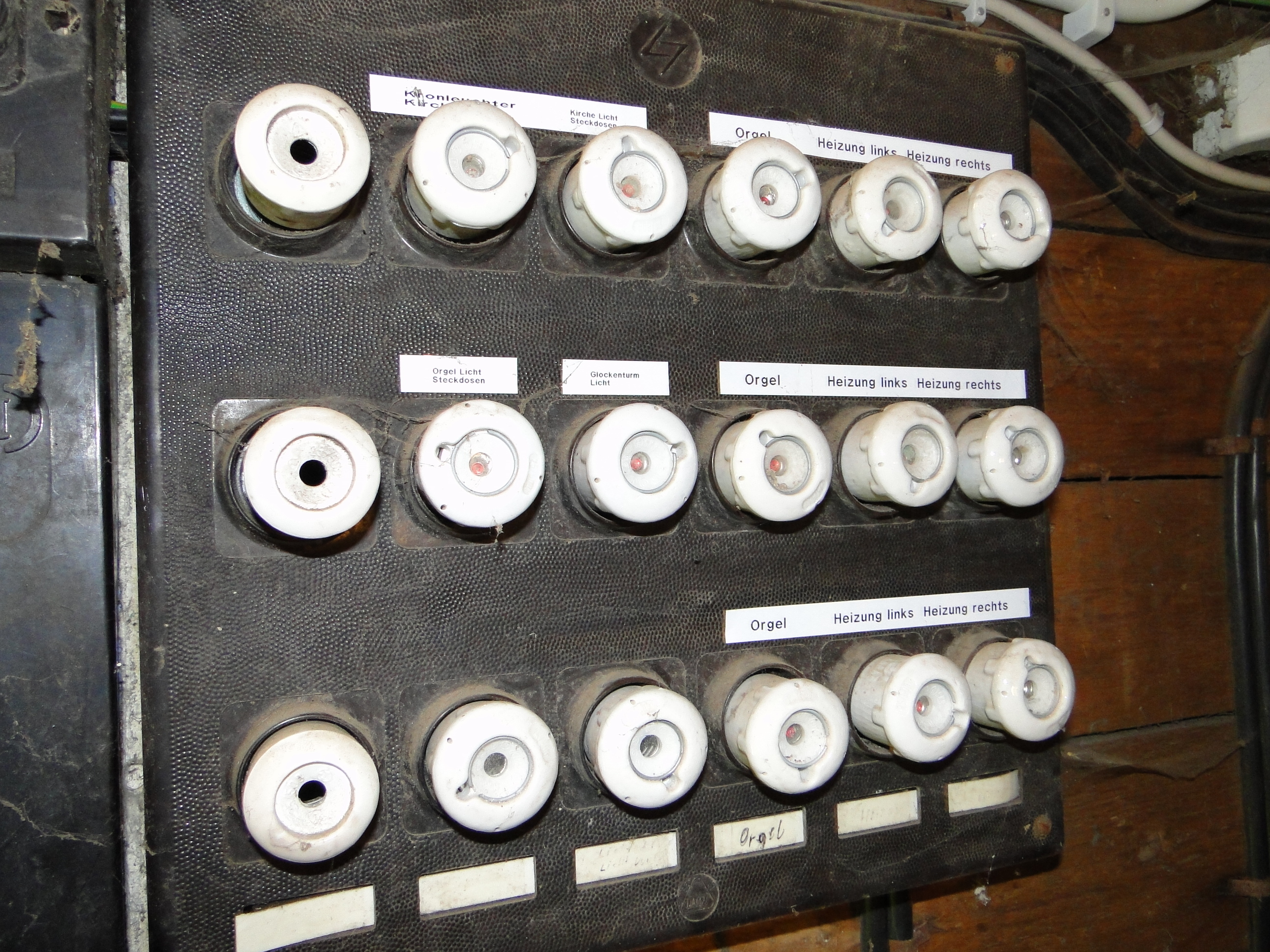
Boite à fusibles (supports céramique de fil fusible ancien) dans une église en Allemagne de l'Est.
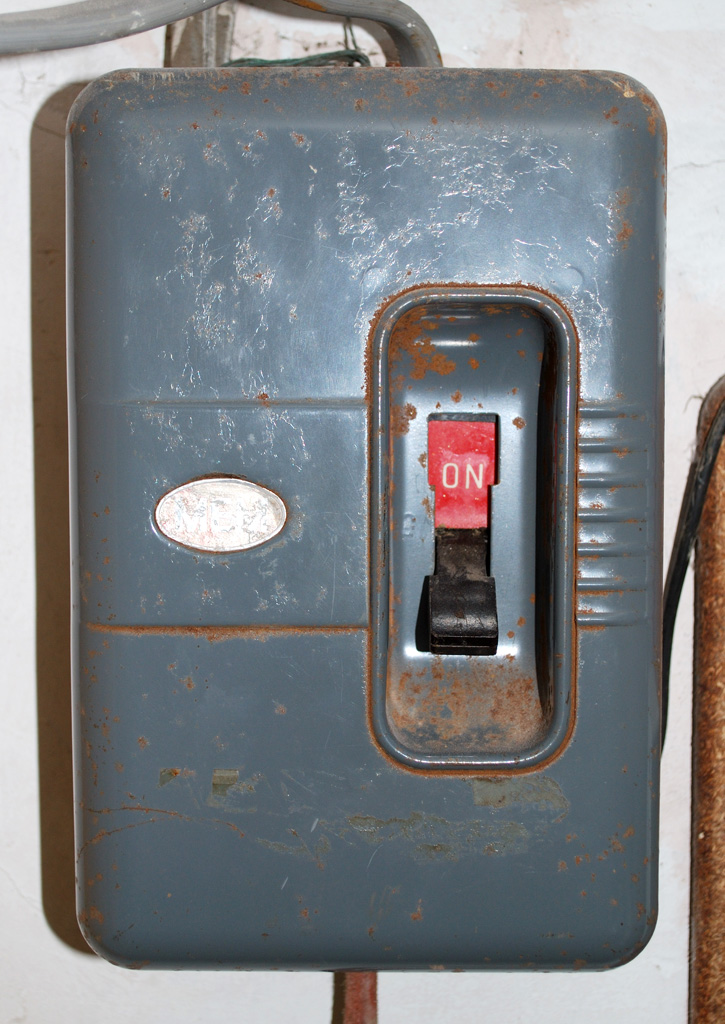
Boite à fusibles d'habitation avec disjoncteur central en 1957 en Angleterre.
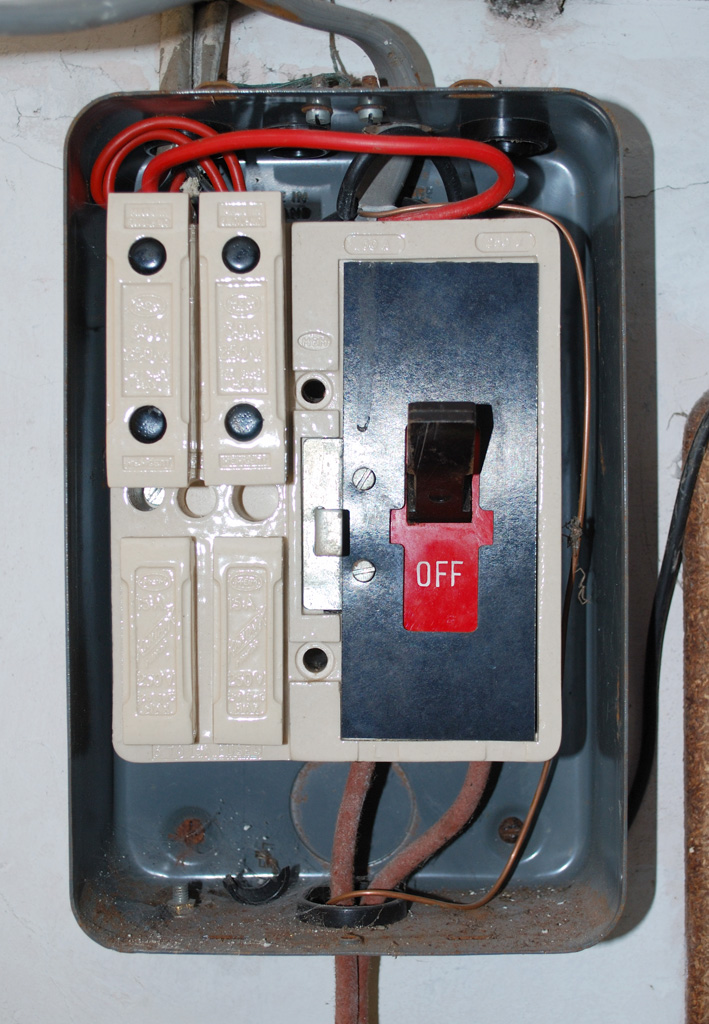
Boite à fusibles d'habitation 1957 Angleterre, capot enlevé.
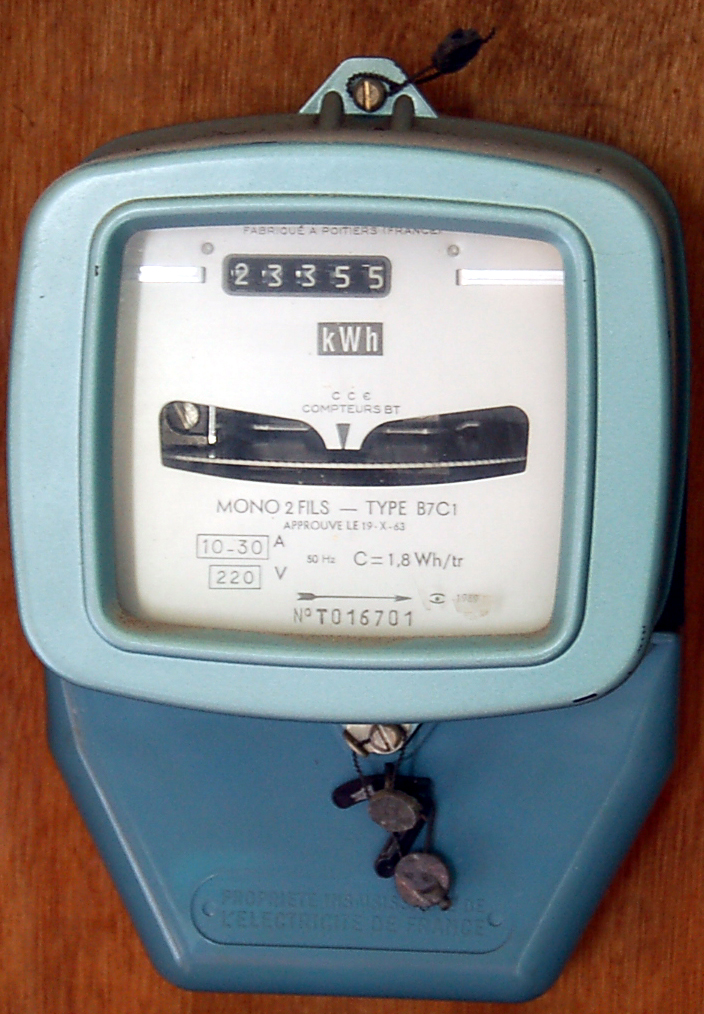
En France, après avoir été de couleur noire pour le courant monophasé 110 V, le compteur devient après 1963 « le compteur bleu » pour le nouveau courant 220 V domestique[114].
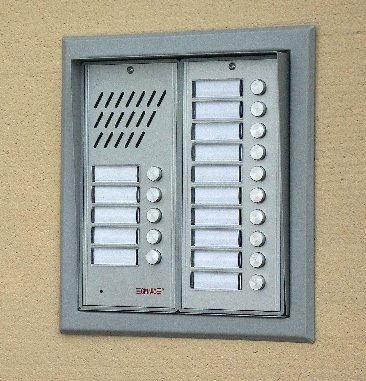
Interphone-portier automatique (après 1975).
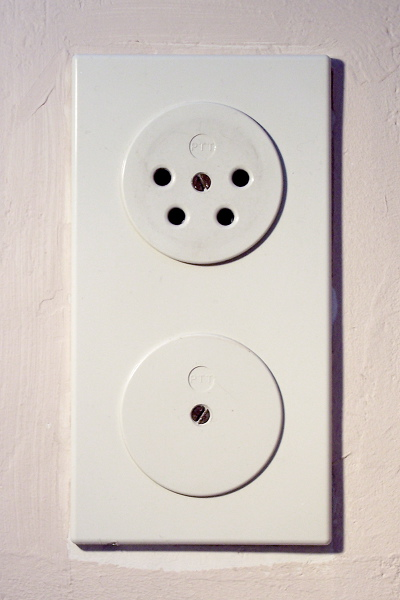
Prise murale de téléphone Hollande (vers 1980).
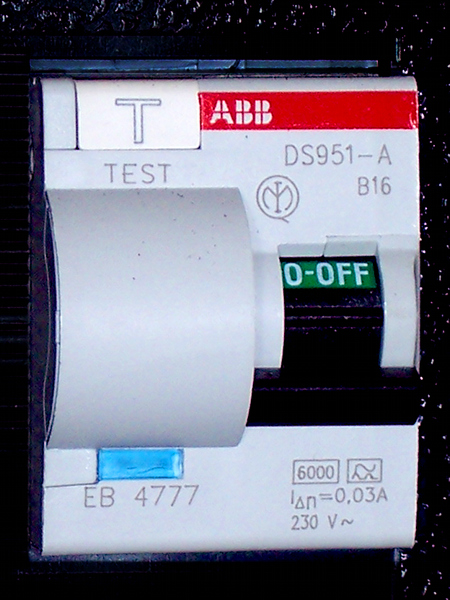
Coupe-circuit, disjoncteur différentiel (vers 1980).
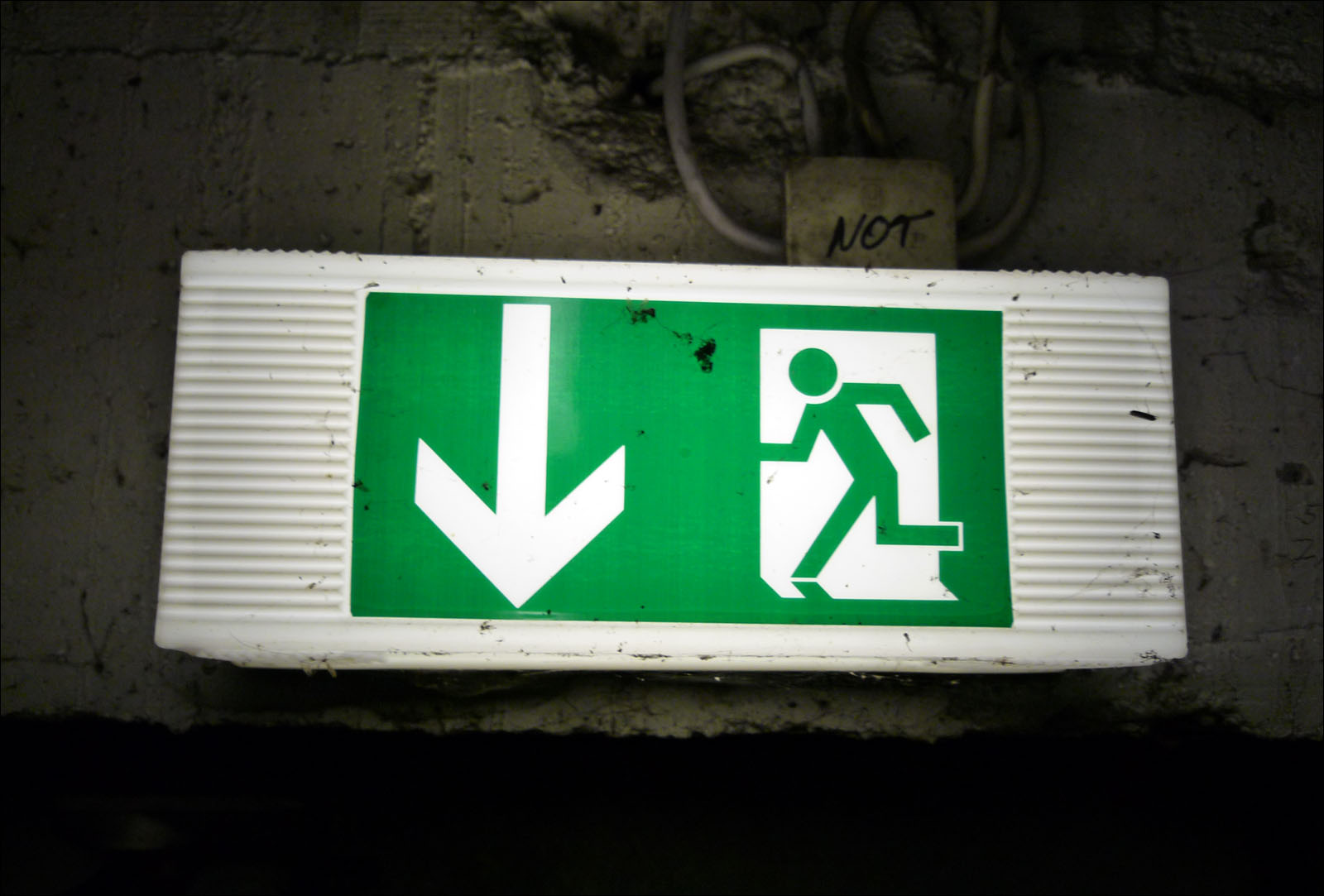
Bloc autonome d'éclairage de sécurité dans les immeubles publics et les communs d'habitation à pictogramme, après 1980.

Après l'eau et le gaz, les immeubles sont équipés d'électricité à tous les étages, la réglementation imposant progressivement ce type d'équipement et les normes de réalisation correspondantes.
Le câblage électrique des immeubles est fait essentiellement en parties apparentes sur les murs et plafonds, et au départ le circuit ne comporte que des manettes, des « contacteurs de puissance » (interrupteurs) et des coupe-circuit « fusibles ».La prise de courant murale apparaît vers 1910. Le tournant 1930 de la conception moderne fait apparaître le « tableau électrique » dans l'habitat alors qu'il était de fait présent dans des ateliers depuis le début du siècle.
En 1932 apparait la climatisation, aux Etats-Unis [réf. souhaitée].
Les restrictions d'énergie  durant la Deuxième Guerre mondiale font utiliser des pompes à chaleur en Suisse.
La « maison tout-électrique » avec son chauffage à radiateurs électriques apparaît en France à partir des années 1970, notamment après le premier choc pétrolier : son déploiement accompagne la montée en puissance du parc de centrales nucléaires. Divers types de chauffage électrique apparaissent ensuite, comme les dalles chauffantes. 
Des organismes nationaux ou internationaux définissent les normes, dans la perspective de la production en série d'éléments assurant une sûreté d'emploi.

### Médecine
L'électricité est très largement employée en médecine pour le diagnostic et pour certaines techniques d'intervention et curatives.

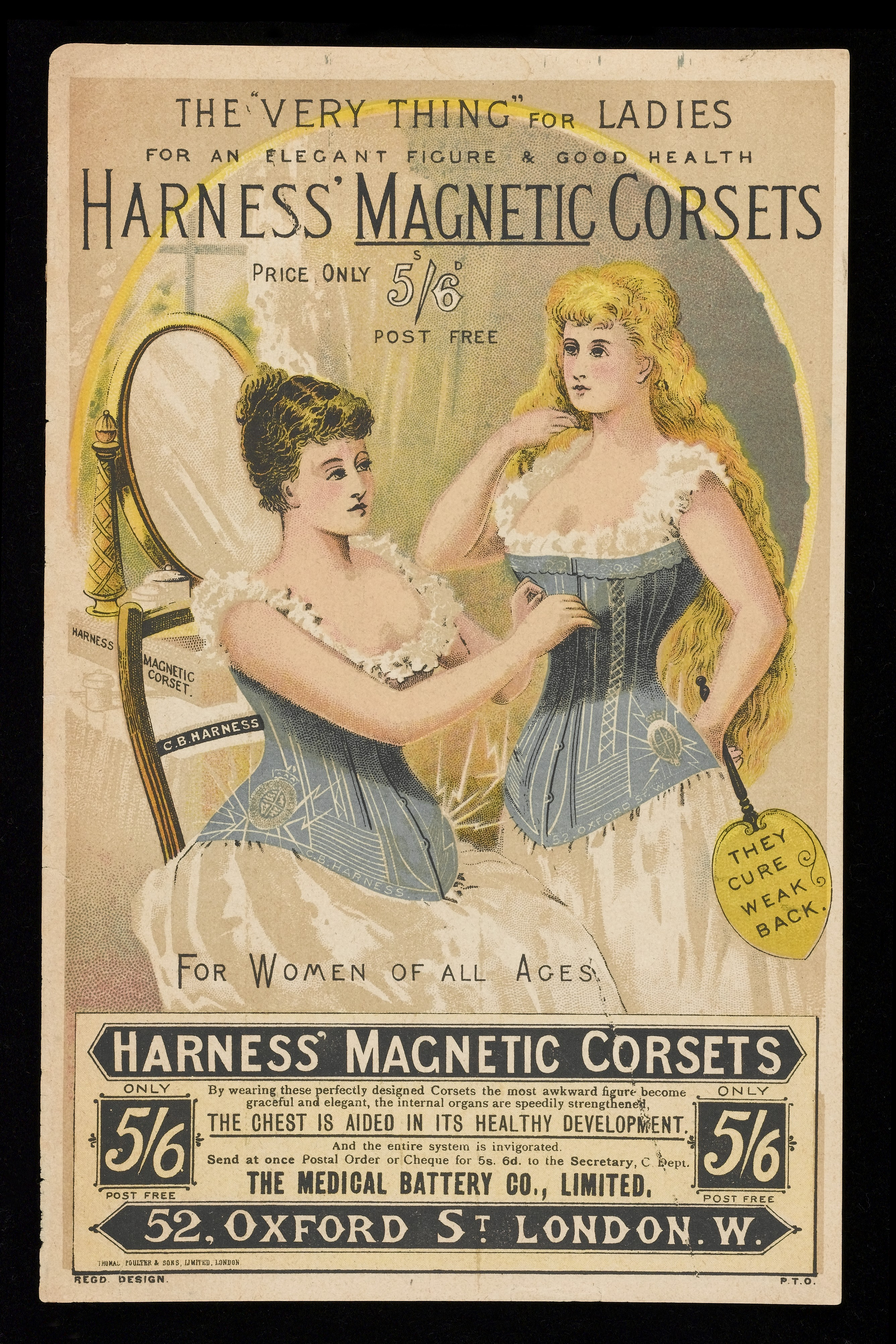
Pour une apparence élégante et une bonne santé annonce Harness pour son « corset magnétique ».

De nombreux appareils électriques de diagnostic et d'imagerie sont inventés puis utilisés au XXe siècle :
- 1906 : électrocardiogramme avec un « galvanomètre à corde » par Willem Einthoven[118] ;
- 1915 : premier traceur de pression artérielle, instrument électrique aboutissant au polygraphe respiratoire pour la santé ;
- 1921 : invention du tomographe à rayons X par A. Bocage[119] ;
- 1929 : électroencéphalogramme enregistré par Hans Berger[118] ;
- 1939 : utilisation de calamars à gros nerfs, sur l'hypothèse du sodium conducteur de l'électricité au bout des cellules nerveuses (voir Histoire de l'électrophysiologie)[120] ;
- 1950 : électrodes détectrices en neurobiologie, début de l'Électrophysiologie moderne[121] ;
- 1950 : scanner pour imagerie par scintigraphie[119] ;
- années 1950 : échographie[122] ;
- 1971 :  tomographie de rayons X par scanner[123];
- 1973 : premières expériences d'imagerie IRM[119] ;
- endoscopie chirurgicale dans la chirurgie des viscères où le chirurgien opère en ayant une image hors du patient obtenue par un système électronique qui a été introduit dans le patient.

L'électricité permet également la production de nouvelles techniques d’intervention ainsi que de prothèses :
- 1924 : bistouri électrique[124];
- 1928 : neurostimulation transcutanée à visée antalgique[125] ;
- 1929 : poumon d'acier[123] ;
- 1943 : rein artificiel, inventé par Willem Kolff[123] ;
- 1958 : stimulateur cardiaque implantable, aussi appelé "pacemaker" ;
- années 1950 : audioprothèse ;
- années 1970 : prothèses auditives implantées ;
- années 1980 : cœur artificiel[121].

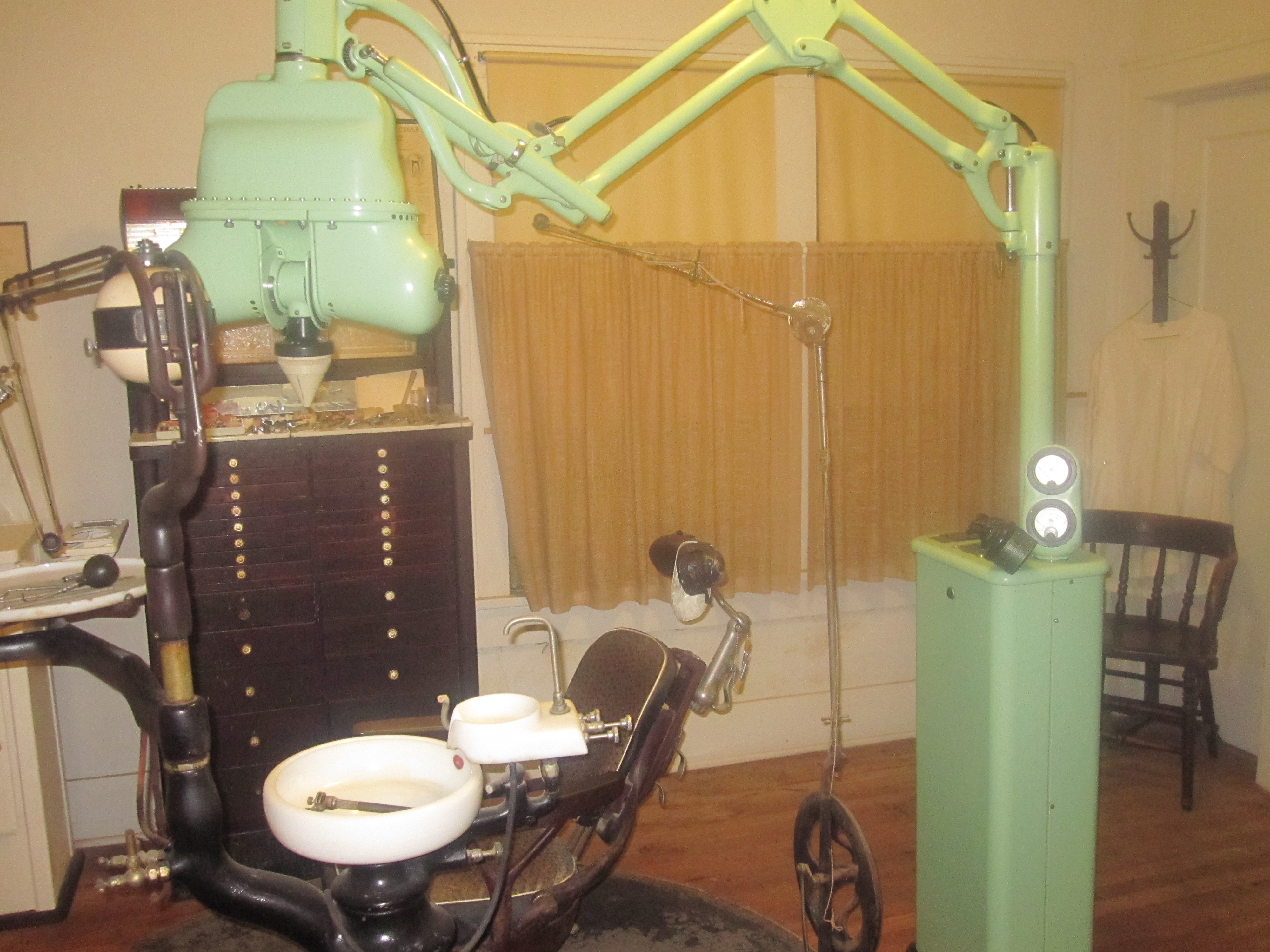
Fauteuil de dentiste, à gauche roulette électrique à câble de début de siècle, appareil à rayons X ultérieur (en vert).
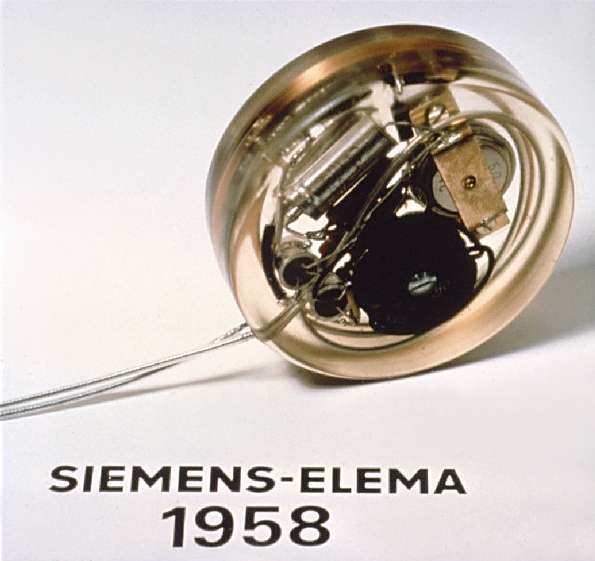
Le premier stimulateur cardiaque implantable (1958).
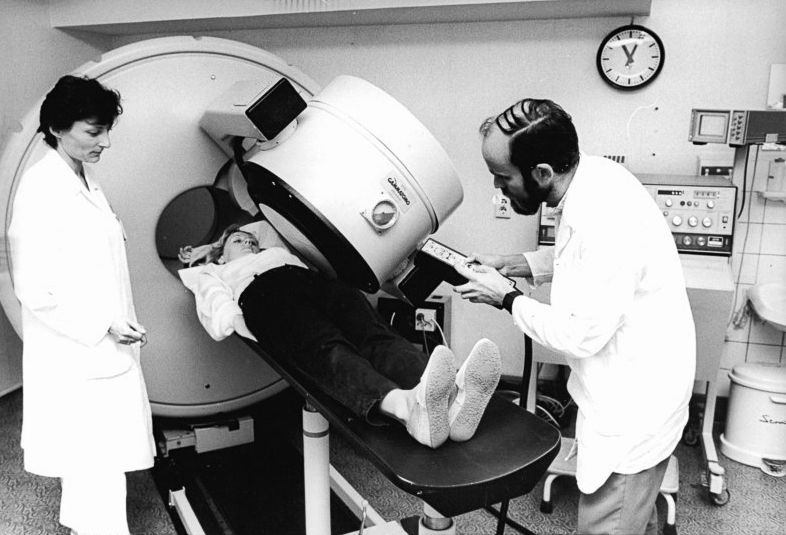
Tomographe à rayons X (1989).

### Épopée de l'électronique

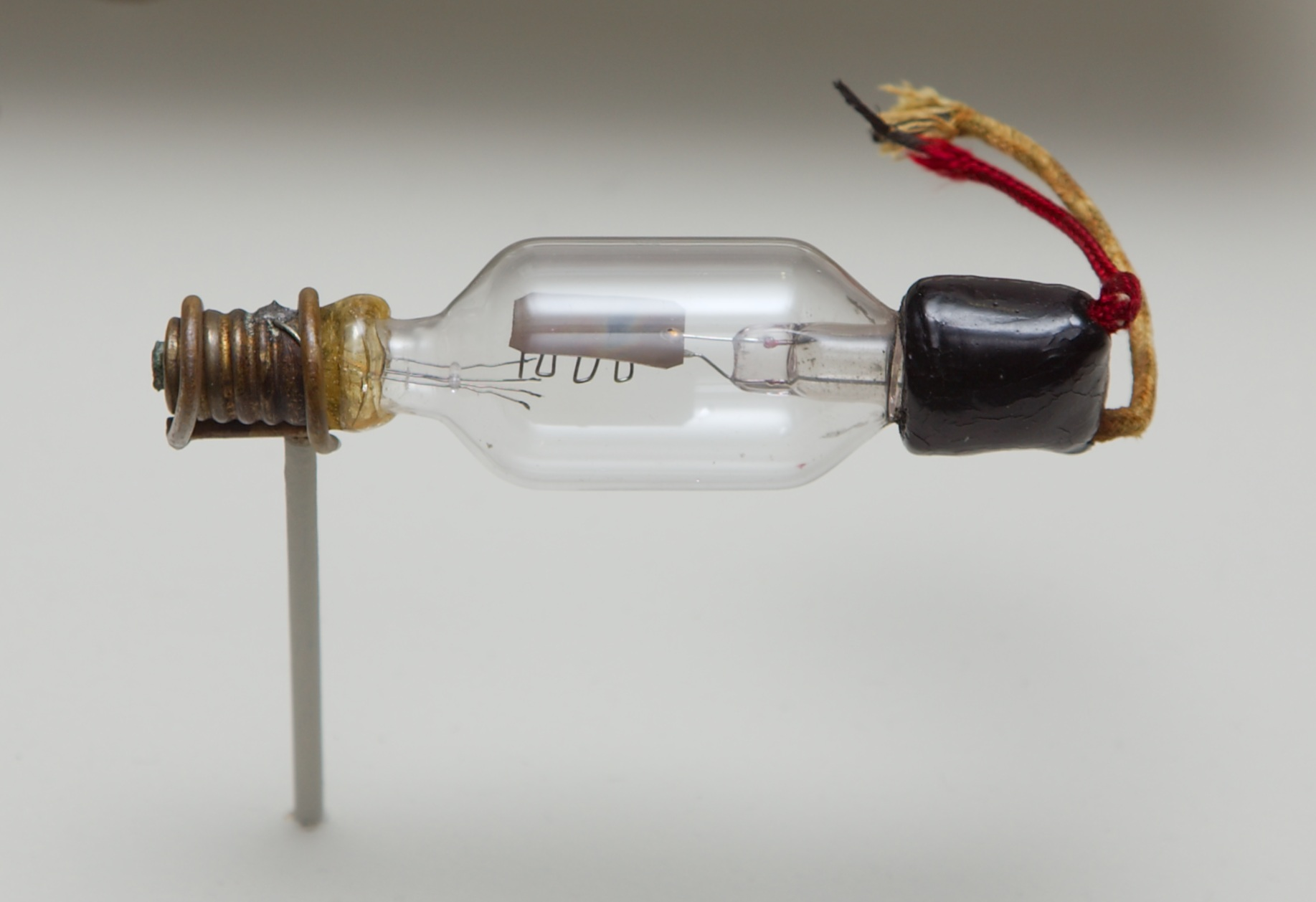
Un des premiers tubes électroniques inventés par Lee De Forest en 1906 pour la modulation de la fréquence en ondes radioélectriques.

Le mot « électronique » est créé dans les années 1920 pour se différencier dans la pratique et dans la théorie du concept usuel simple d'« électrique », c'est-à-dire « ayant rapport avec l'électricité ».
L'adjectif « électronique » désigne en général ce qui est « en rapport avec l'électron » et ses interactions au niveau atomique et leurs forces d'attraction intrinsèques. Dans l'usage, le « circuit électronique » ne peut se séparer du « circuit électrique » que parce que l'électronique, — au départ une théorie scientifique et qui est devenue une industrie de fabrication — fournit des "sorties" de courant régulé et/ou de tension électrique régulée dans la "maille du circuit" par rapport au simple circuit électrique d'électricité caractérisée par une tension plus ou moins constante voire « alternative ». Les circuits électroniques sont des circuits où « circule » l'électricité continue ou aussi alternative et dont les configurations sont avec le temps dans une fabrication d'une taille géométrique de plus en plus poussée vers la petitesse, associée à une « taille de logique » de plus en plus grande, prédominante en fin de siècle. (l'Amplificateur opérationnel a permis à la mathématique « électrifiée » d'exister dans les calculateurs).
Ces circuits sont étudiés suivant l'électrocinétique dont la première loi est celle qu'établit mathématiquement Georg Ohm en 1827. Le pont de Wheatstone de 1833 dans ce sens est un des premiers circuits électroniques.

#### Historique
En 1817, l'abbé René Just Haüy découvre l'effet piézoélectrique. Il fut suivi en 1880 par Pierre et Jacques Curie qui font la première démonstration en laboratoire de l' « effet piézoélectrique direct » (la déformation du matériau fournit une charge électrique).
L'effet photoélectrique fut noté en 1839 par l'effet de la lumière sur une électrolyse par Antoine Becquerel. En 1887, Heinrich Hertz, avec une lampe à arc et deux objets métalliques sous tension électrique, voit se produire des étincelles. En 1899, Joseph John Thomson, prix Nobel, traduit l'effet photoélectrique par une « émission d'électrons », autrement dit une « émission électronique ».
Des cristaux semi-conducteurs sont découverts en 1874 par Karl Ferdinand Braun prix Nobel et il en fait un usage pratique ne nécessitant pas d'autre alimentation électrique dans le premier récepteur radio à galène en 1906. Le cristal convertit de l'énergie radioélectrique selon les lois de Maxwell et Herz en énergie électrique, elle-même transformée en énergie mécanique et finalement restituée en énergie sonore.
Le prélude des découvertes concernant l'électronique pratique peut être daté en 1873, lorsque Frederick Guthrie découvre la thermoélectricité et plus précisément l'émission thermoionique. Cet effet est confirmé par différents travaux J.W.Hittorf, Thomas Edison, Owen Richardson et mis en application par John Ambrose Fleming avec l'invention de la diode thermoionique, le premier tube électronique en 1904. Changement de dimension d'usage par Lee de Forest en 1906 par l'introduction de la lampe « amplificatrice de courant », la triode avec grille métallique.
La diode thermoïonique fut le début d'un foisonnement d'inventions et d'améliorations, avec de nouveaux tubes électroniques. Ils sont souvent nommés trivialement « tubes à vide », ou simplement « lampes », tous ces objets facilitèrent pendant toute la première moitié du XXe siècle la création d'applications pratiques de certains phénomènes électriques, comme les ondes radioélectriques.
Parmi les dérivés du « tube électronique », on se doit de citer le tube cathodique, qui est à l'origine de la télévision en 1925. Il est préalablement étudié dans l'oscilloscope en remplacement des systèmes optiques à balayage de lumière classique, ainsi que pour de nombreux appareils de mesure et de surveillance des signaux électriques et électroniques oscilloscopes, moniteurs, terminaux d'ordinateur, etc. Et de manière générale l'électronique permit le traitement ainsi que l'affichage des signaux électriques et électromagnétiques.
Le premier usage réel de la piézoélectricité découverte fin XIXe siècle fut le sonar développé par Paul Langevin et ses collaborateurs pendant la Première Guerre mondiale 1914-1918. Depuis cet effet n'a cessé d'être étudié ainsi que l' « effet piézoélectrique inverse » (la charge électrique appliquée au matériau le déforme). Cela a donné de multiples applications dans les capteurs et les transducteurs. Mais essentiellement pour l'électronique avec logique intégrée cela a fourni les "horloges" à partir de 1950 (résonateurs) des séquenceurs, y compris ceux en microprogrammation apparus dans la décennie 1970 après l'invention des circuits intégrés de transistors électroniques.

#### Historique de l'électronique à faible consommation d'énergie du milieu duXXesiècle

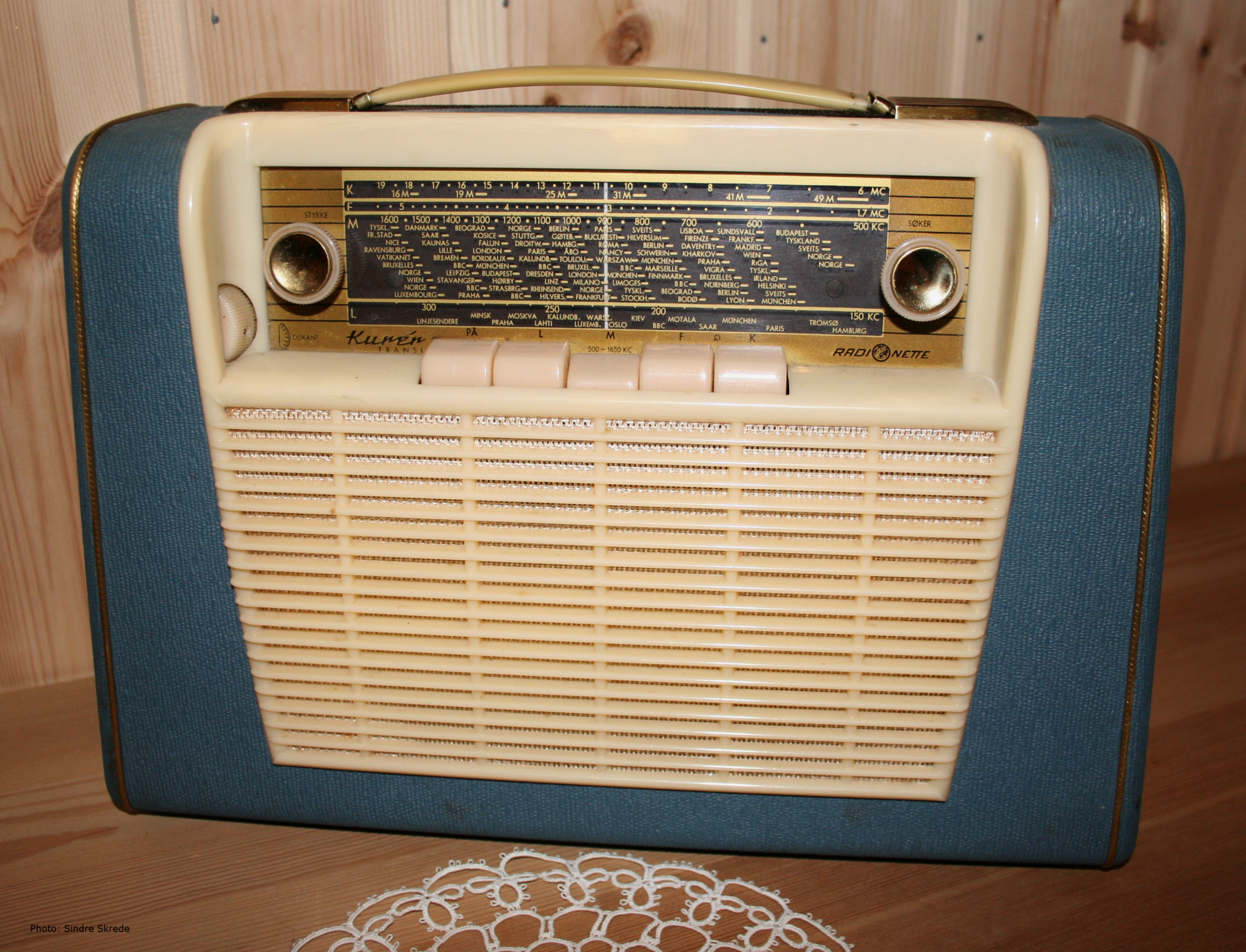
Le « Radionette » un premier modèle de poste de radio portatif en 1958 produit par le fabricant norvégien Radionette : un transistor.

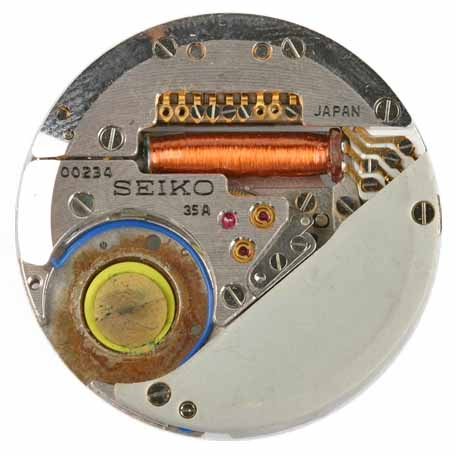
Mouvement à Quartz synthétique de la Seiko Astron 35SQ, 1969, première montre à quartz, japonaise.

Des travaux sur les semi-conducteurs donnent la fabrication de matière en structure de « cristal dopé » par des impuretés, ce lui fait présenter des jonctions électroniques ; elles font du cristal un conducteur dissymétrique. Le transistor est inventé en 1947 par les américains John Bardeen, William Shockley et Walter Brattain, chercheurs de la compagnie Bell Téléphone. En 1958 est inventé le circuit intégré monolithique. Les premiers postes récepteurs de radio diffusion portatifs sont même, par amalgame, appelés des postes à transistors puis simplement des « transistors ».
Dès les années 1970, les transistors ont quasi totalement supplanté les tubes électroniques, sauf pour des applications très particulières. Dans la même période les condensateurs deviennent des « capacités » électrochimiques et facilitent l'implantation des « composants discrets » (discontinus monofonction) sur des « cartes électroniques ».
La rapide croissance des usages des semi-conducteurs à partir de 1950 suscite la création d'une filière de production des composants électroniques avec des pôles initialement situés aux États-Unis, au Japon puis après 1980, dans d'autres pays. Une autre filière de production, celle de la « connectique », partage cette croissance.
En un demi-siècle, les « cartes électroniques » sont devenues des « modules électroniques ». Car la « carte électronique » change de signification avec la carte à mémoire microprocesseur de Roland Moreno en 1974, devenue en 1977 par Jürgen Dethloff la carte mémoire qui augure de la « carte SIM » de la téléphonie mobile (GSM) en 1987 et aussi de la « carte bancaire » généralisée en 1992.

#### Grandes évolutions
Les évolutions du transistor d'origine qui part du traitement du signal se fait avec la technologie numérique. La diversité de puissance demandée donne des formulations très variées, de même que sa mise en circuit avec une logique d'automate. Cela conduira au cours de la deuxième moitié du XXe siècle à deux aspects :
- une miniaturisation et une intégration toujours plus poussée comprenant jusqu'à sa logique de commande numérisée interne, lesquelles permettront des prouesses du point de vue de la puissance de calcul et de la capacité de communication des appareils électroniques ; cela modélisera le passage au XXIe siècle comme l'époque de la communication sans limites, donnant le siècle de l'abondance d'information[131] ;
- une capacité à traiter l'électricité servant de vecteur d'énergie (les courants forts) sans intermédiaire électromécanique, comme ceux inventés au XIXe siècle : des électroaimants ou éléments à effet Joule (créés par les bilames et les rhéostats). La mécanique de commande est remplacée par l'électronique de puissance qui permet toutes les fonctions pour l'objet mécanique.

#### Domaines applicatifs
L'électrotechnique s'applique dans l'univers des transports et du quotidien environnant pour l'homme à partir de capteurs et sondes électroniques modulant la force de l'électricité.
L'électrochimie produit des appareils électroniques de contrôle de processus électronique de courant faible ou courant fort à la place des tables traçantes à mouvements électrodynamiques.
L'électronique commence à s'associer au biologique par son étude « transversale » des effets électromagnétiques (ce qui donnera les cristaux liquides base de certains afficheurs électroniques à partir de 1975).
À partir de 1990 les écrans tactiles sont présents dans les usines et les gares et les écrans à plasma ultérieurs sont qualifiés de « haute définition (d'image) » avec leur modélisation nouvelle du pixel qui l'emporte y compris dans l'art numérique, l'art plastique contemporain mondialisé.
Même l'espace interplanétaire a été conquis à partir de 1959 avec l'électronique moderne. Une cohorte de satellites civils et militaires flotte au-dessus de nos têtes assurant en 2016 de multiples services : radiocommunication sans frontière, diffusion de programmes télévisuels, système de positionnement précis (GPS), surveillance et observation de notre planète, expérimentation en situation d'apesanteur et même observation de notre Univers sans le filtre de l'atmosphère.
Et à l'opposé dans le changement de dimension par rapport à l'être humain et à son univers perceptible, à la même époque, à partir des années 1950, l'infiniment petit est étudié au niveau électronique avec l'aide de l'électronique (microscope électronique). L'application des propriétés physico-chimiques de l'atome et d'électrons qu'on impose ou qu'on arrache à la matière fournit des produits divers, des fabrications diverses, et aussi des explications diverses sur la composition et l'âge du réel observé.

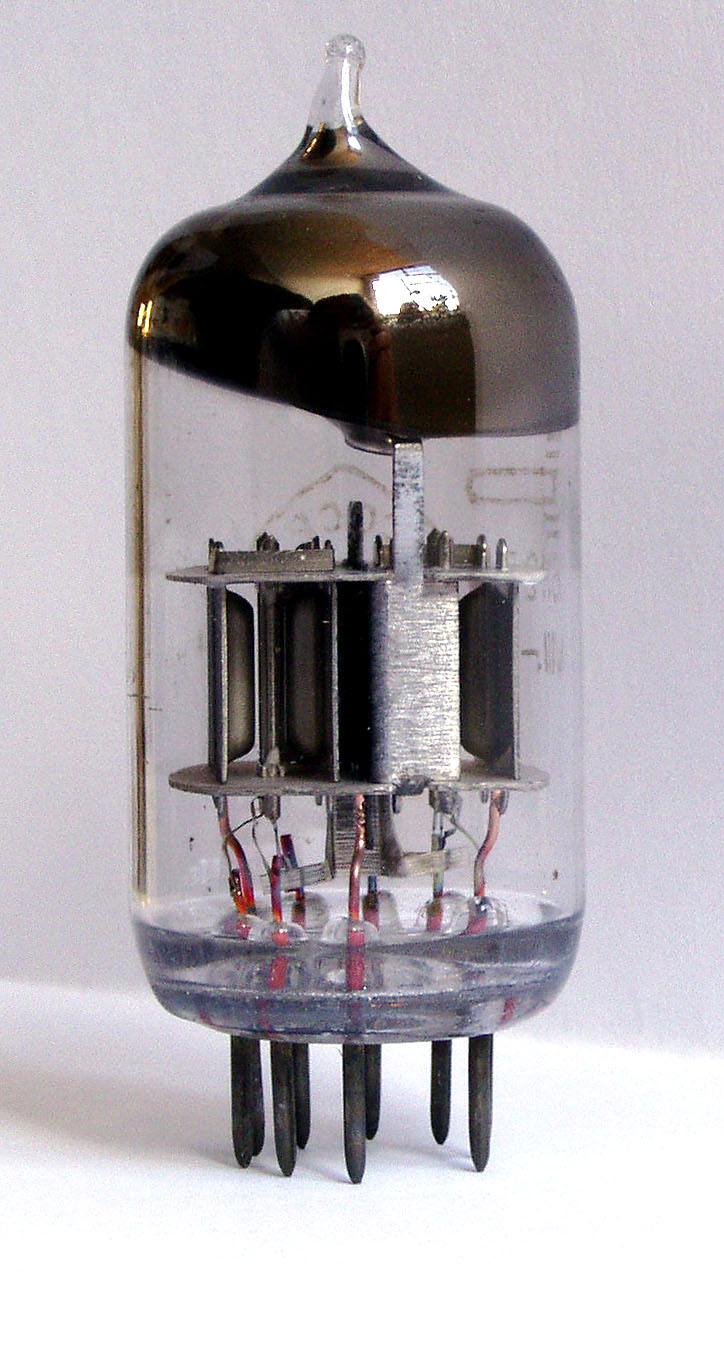
tube électronique à vide.
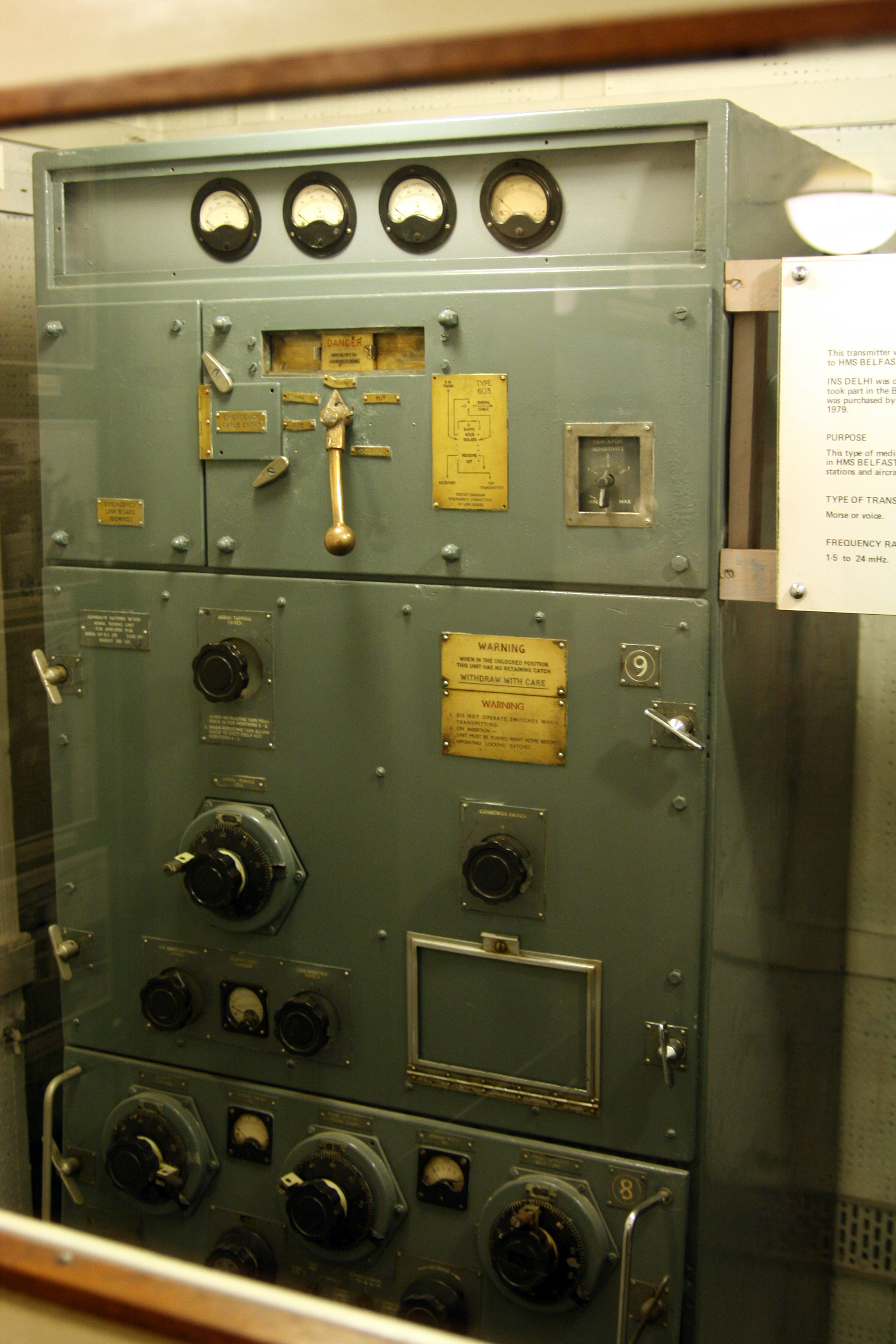
Radio d'un navire au milieu du siècle.
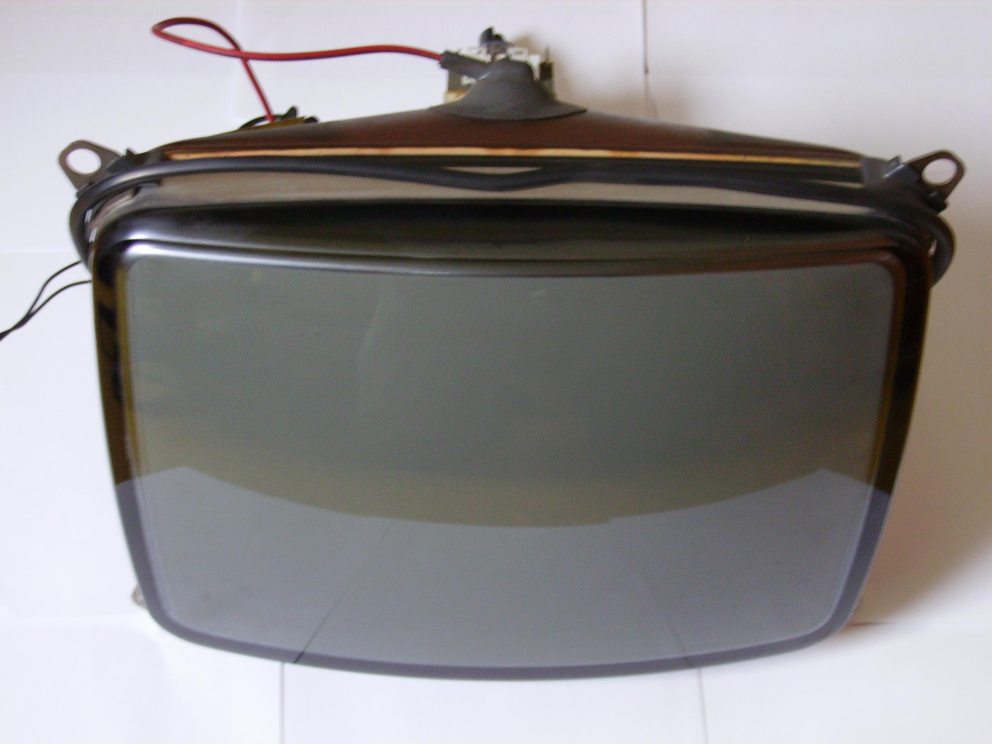
Tube électronique de TV.
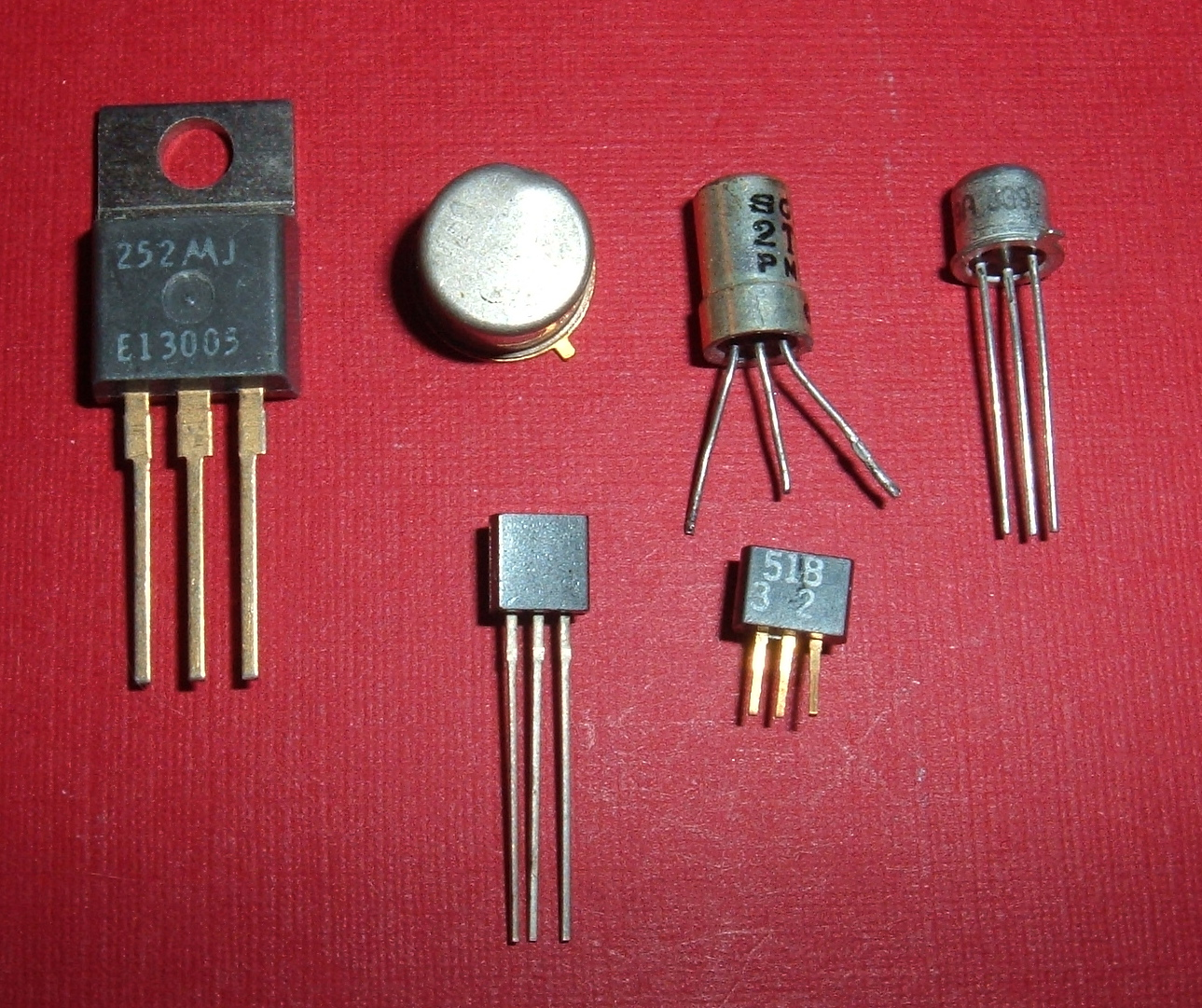
Quelques modèles de transistors.
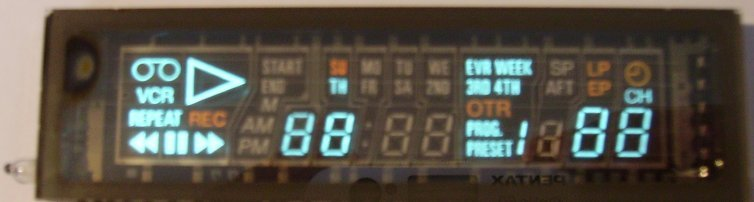
Afficheur électronique.
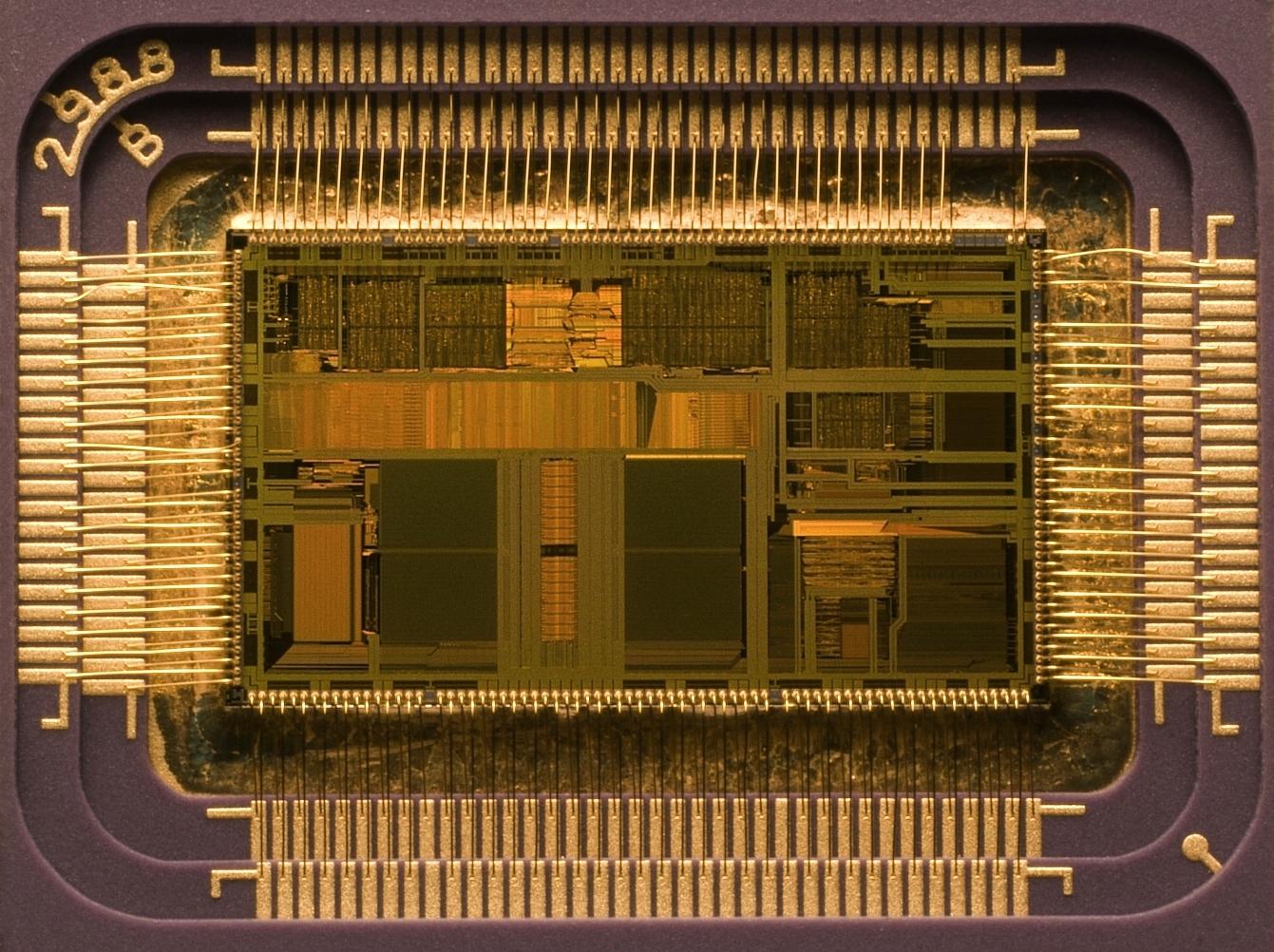
Micro-processeur 80486 Intel, vue interne.
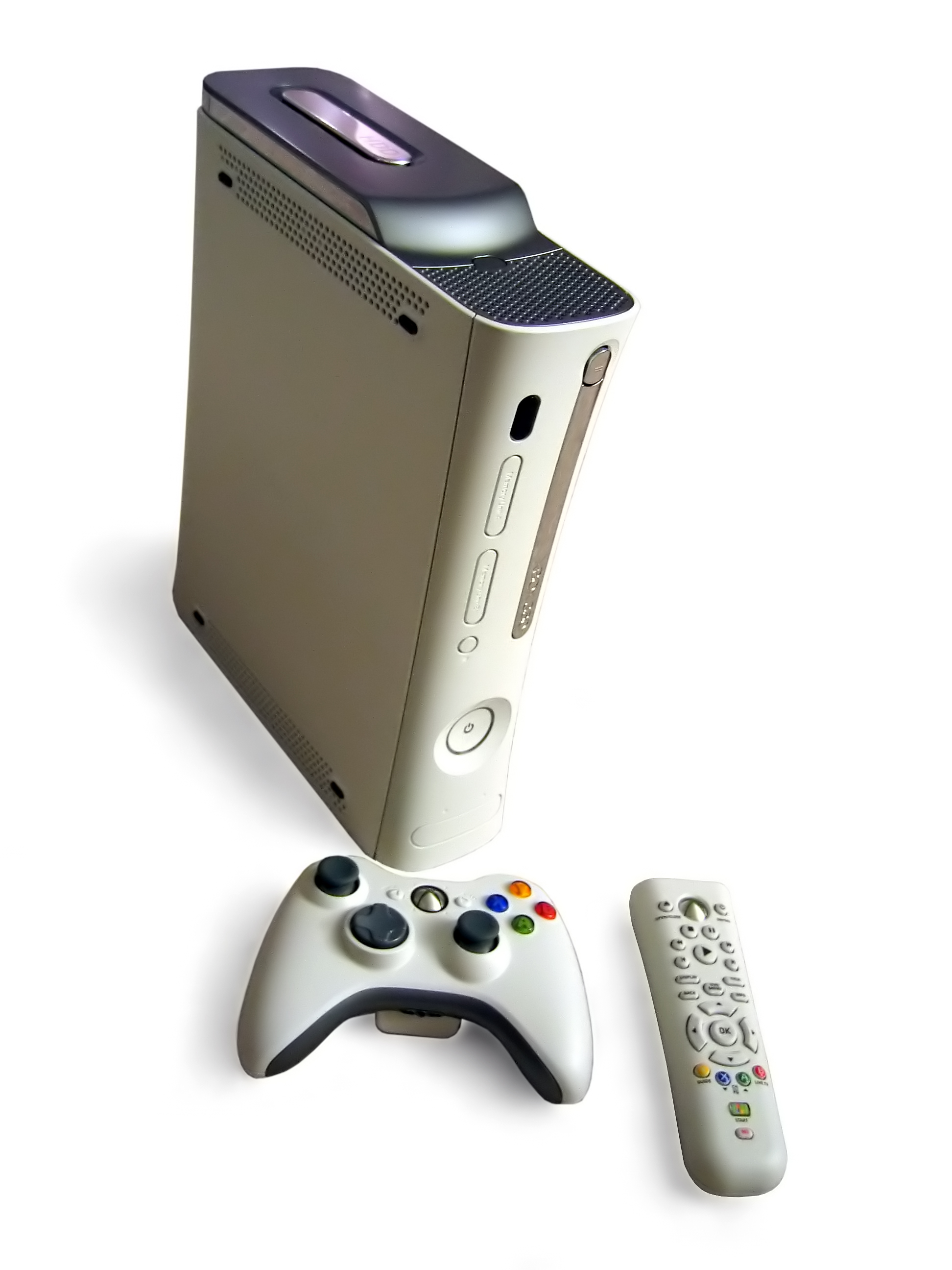
Console de jeux (un Xbox 360).

### Éclairage

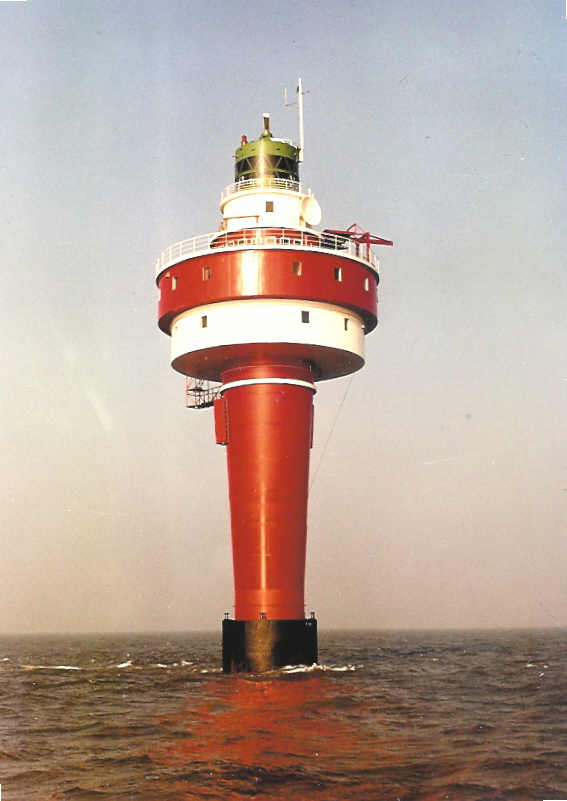
Phare à l'embouchure de la Weser, Allemagne, 1964. Il abrite une lampe à arc remplacée en 1974 par une lampe au Xénon de 2000 watts.

L'incandescence va rester la technologie la plus utilisée dans l'éclairage par lampes électriques pendant tout le XXe siècle . La lampe à incandescence est déclinée au cours du XXe siècle en d’innombrables versions pour l'éclairage individuel, industriel, automobile, portatif, public, etc.
Le tube fluorescent est issu de l'étude du rayonnement au début du siècle et de leur effet sur des sels, cette « lumière froide » à partir des années 1930 parvient à détrôner les lampes à incandescence pour les usages d'éclairage de locaux industriels, commerciaux ou de bureau à partir de l'étude de l'éclairage et de son coût. Il commence à être utilisé pour l'éclairage public des locaux et dans les sociétés industrielles, le « tube fluo » présentant l'avantage d'un rendement supérieur et d'une très longue vie et l'inconvénient d'une esthétique plutôt moyenne des vasques, d'un mauvais spectre visible, d'un clignotement stroboscopique et d'un bruit électromagnétique résiduel. Ces défauts lui posent une difficulté d'intégration dans les espaces confortables.
À partir des années 1930, la technologie des lampes à décharge haute pression arrive à maturité et, grâce à son rendement supérieur, les lampes à décharge sont employées massivement à partir de 1970 pour l'éclairage public et les très grands espaces (stades, monuments).

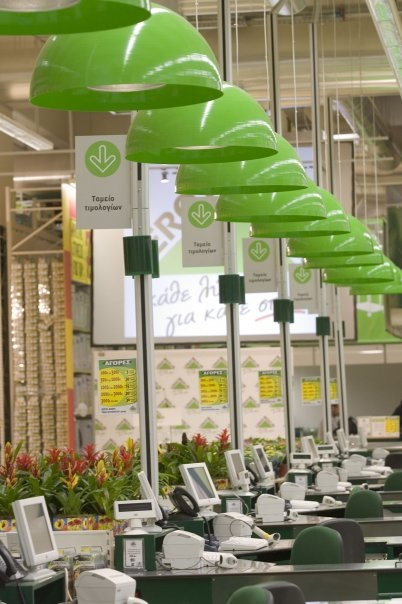
Zone des caisses en grande distribution à partir fin de XXe siècle.

Depuis les années 1970, une autre technologie, la diode électroluminescente fournit de petites sources d'éclairage ponctuelles et multicolores. Les diodes électroluminescentes seront au XXe siècle surtout utilisées pour la signalisation des automatismes et machines. (À partir des années 1980, leurs trames constituent des panneaux publicitaires à images animées, la base des grands "écrans vidéos" extérieurs intégrés ensuite un peu partout sur le modèle de modernité des capitales mondiales marquées qui possédaient de la publicité et des journaux déroulants lumineux).
À partir de 1975, après les débuts des années 1930 correspondant à la suite de l'hygiénisme la lumière artificielle éclairant un espace devient une science chiffrable étudiée par des ingénieurs urbanistes et les sociétés fournisseuses puis des ingénieurs du bâtiment, essentiellement pour des commerces (particulièrement les centres commerciaux).
Les années 1980 sont l'époque de la miniaturisation des tubes fluorescents rendus à la taille des lampes à incandescence, les lampes fluorescentes compactes. Elles permettent ainsi la « conquête » économique partielle des logements des particuliers suivant les plans organisationnels des états européens pour l'écologie-économie d'énergie.

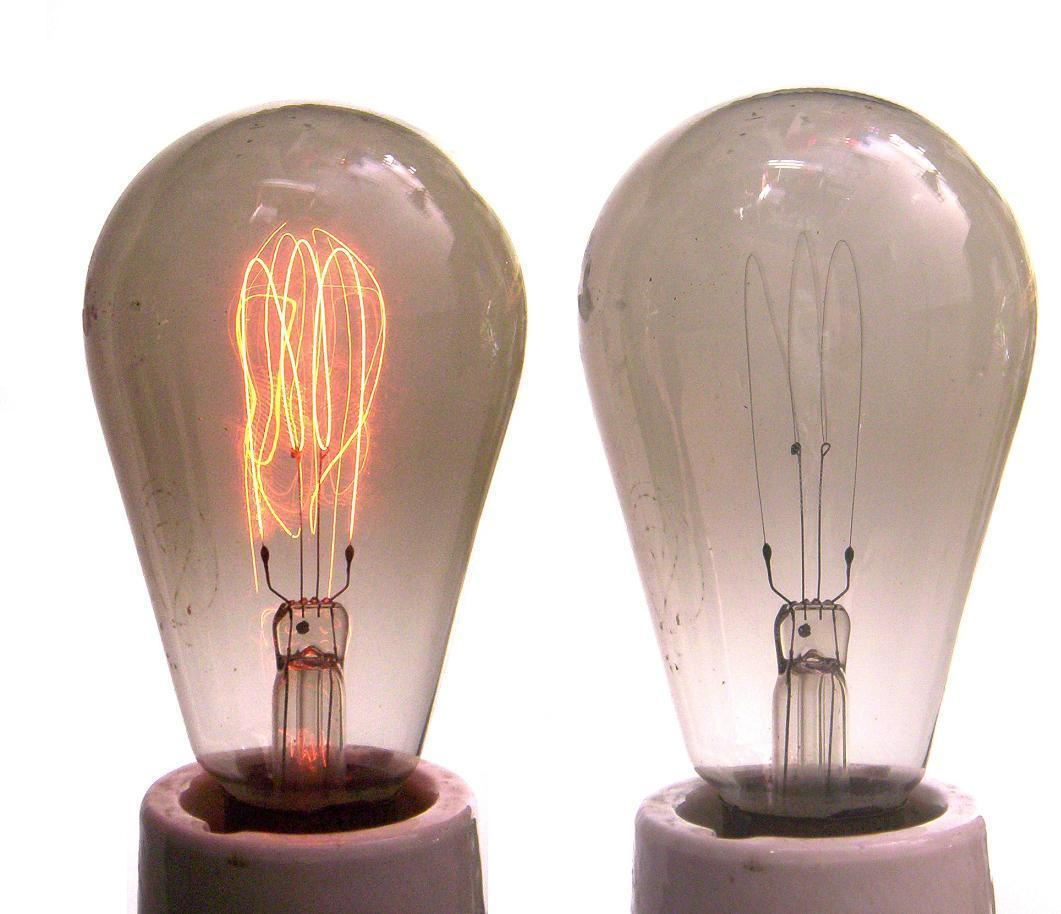
lampe à incandescence.
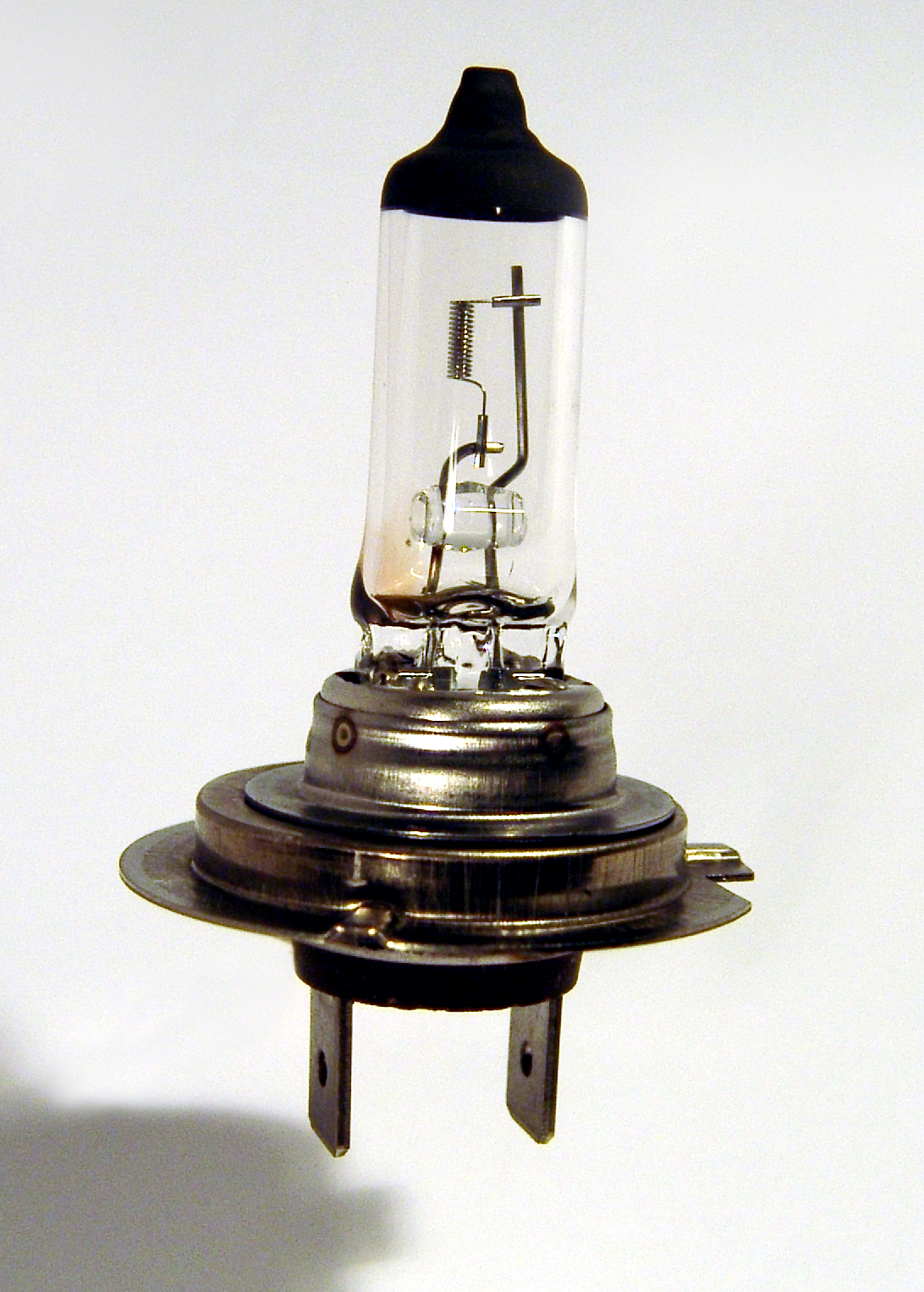
Lampe à incandescence halogène pour automobile.
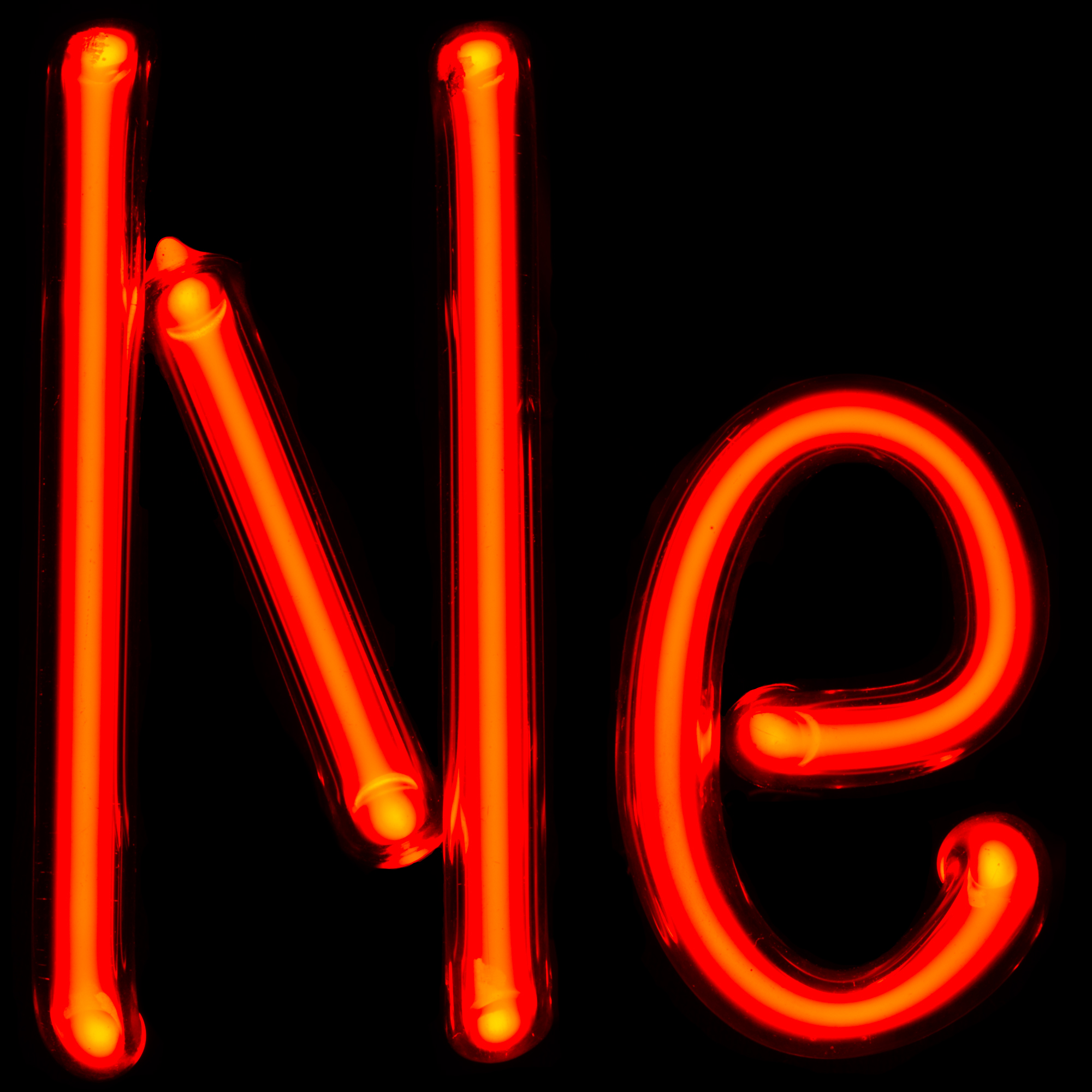
Affichage avec tube au néon.
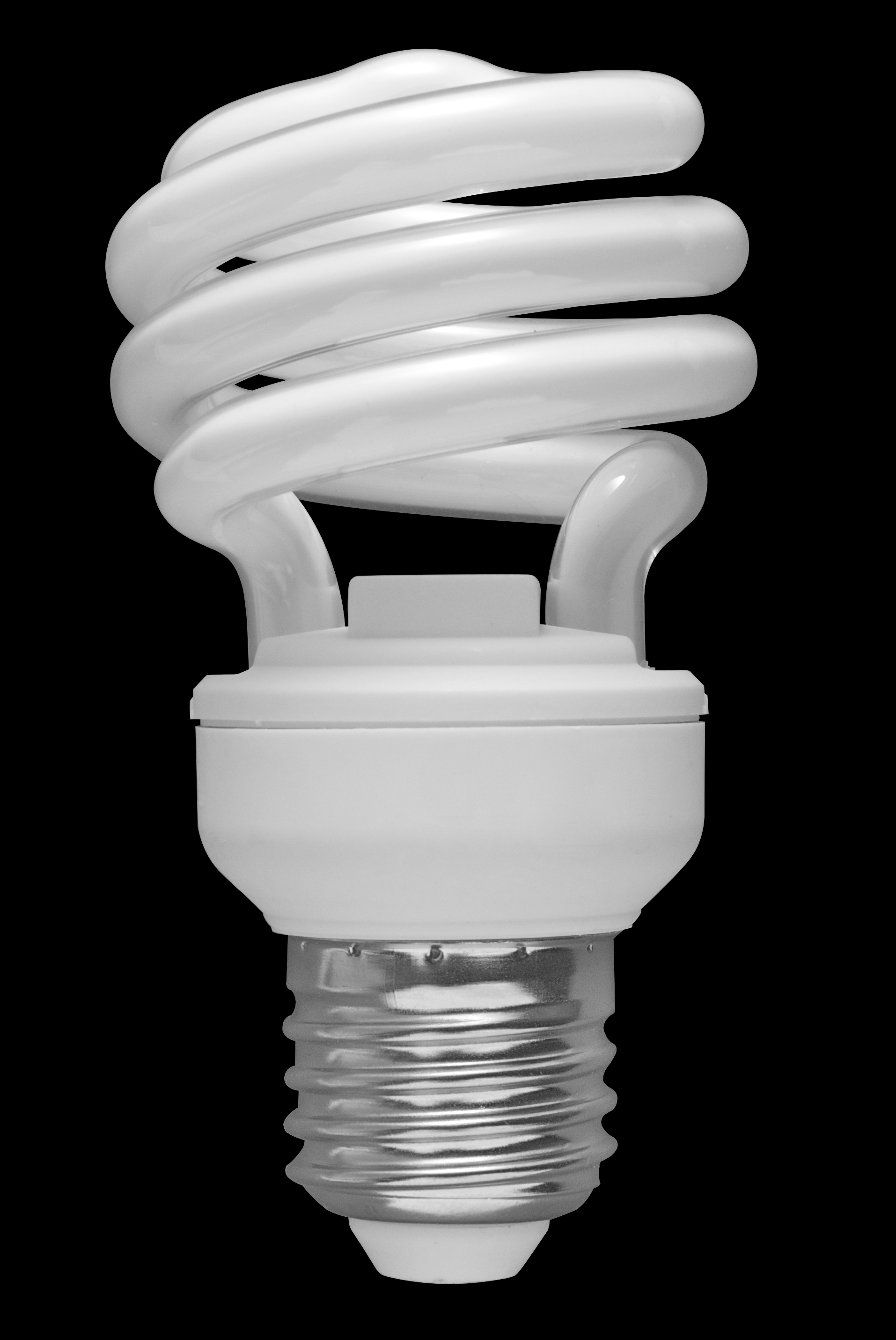
lampe fluo-compact.
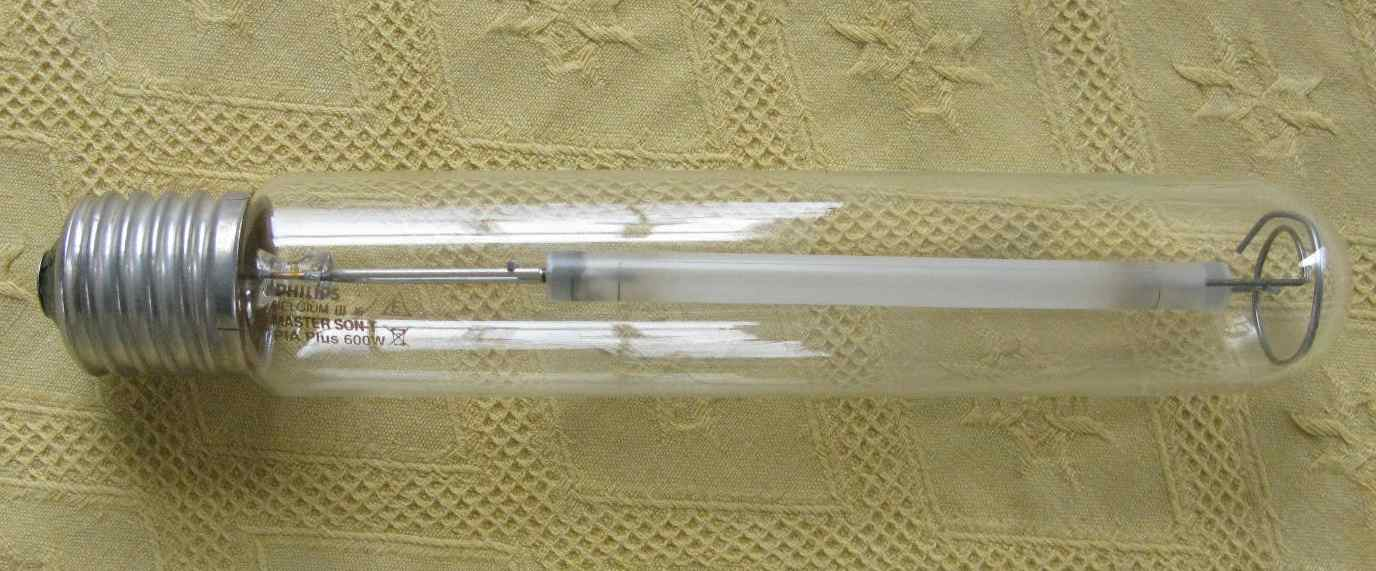
Lampe à décharge haute pression.
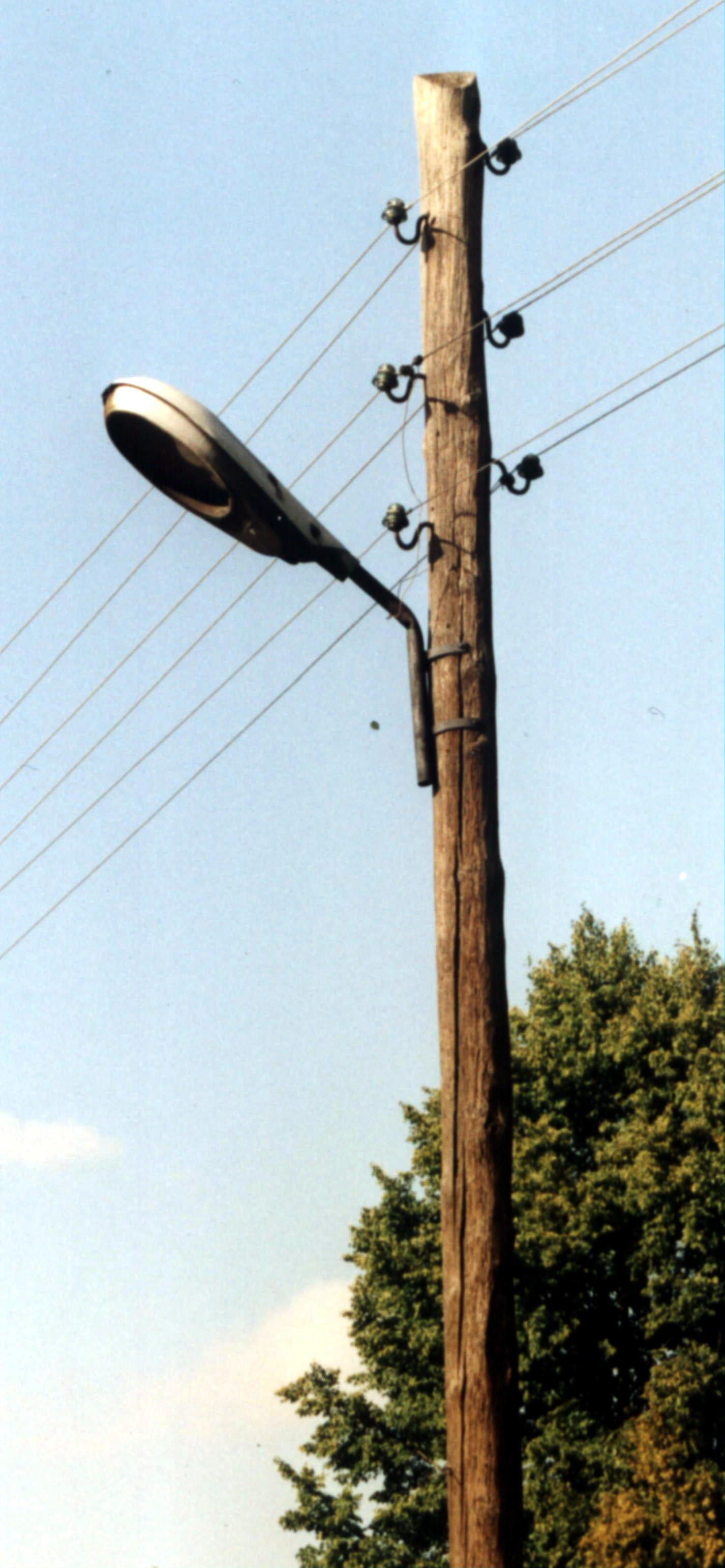
Éclairage public années 1960-1970.
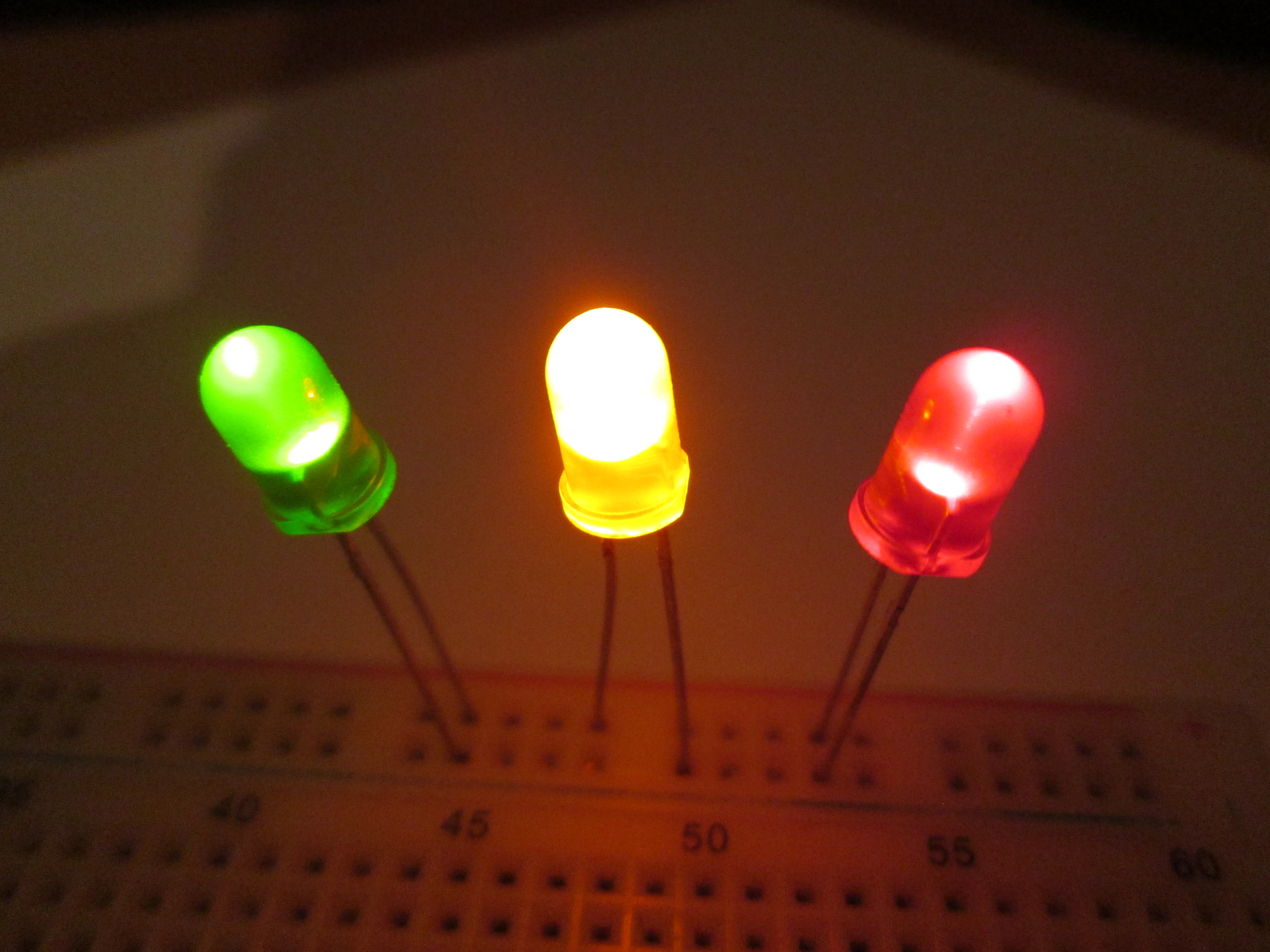
Quelques LED - lampes témoins.

### Transports

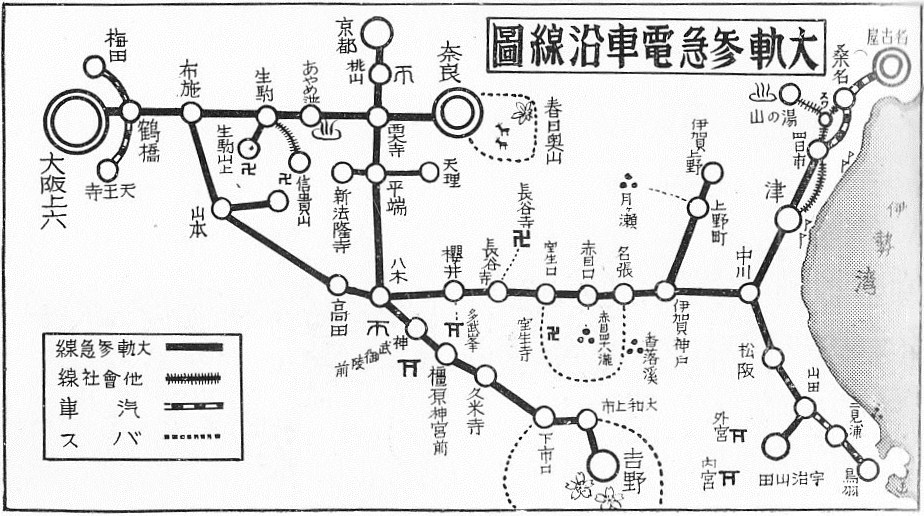
Schéma des lignes des transports électrifiés par rail à Osaka en 1930.

#### Transport guidé, Transport en commun et autres

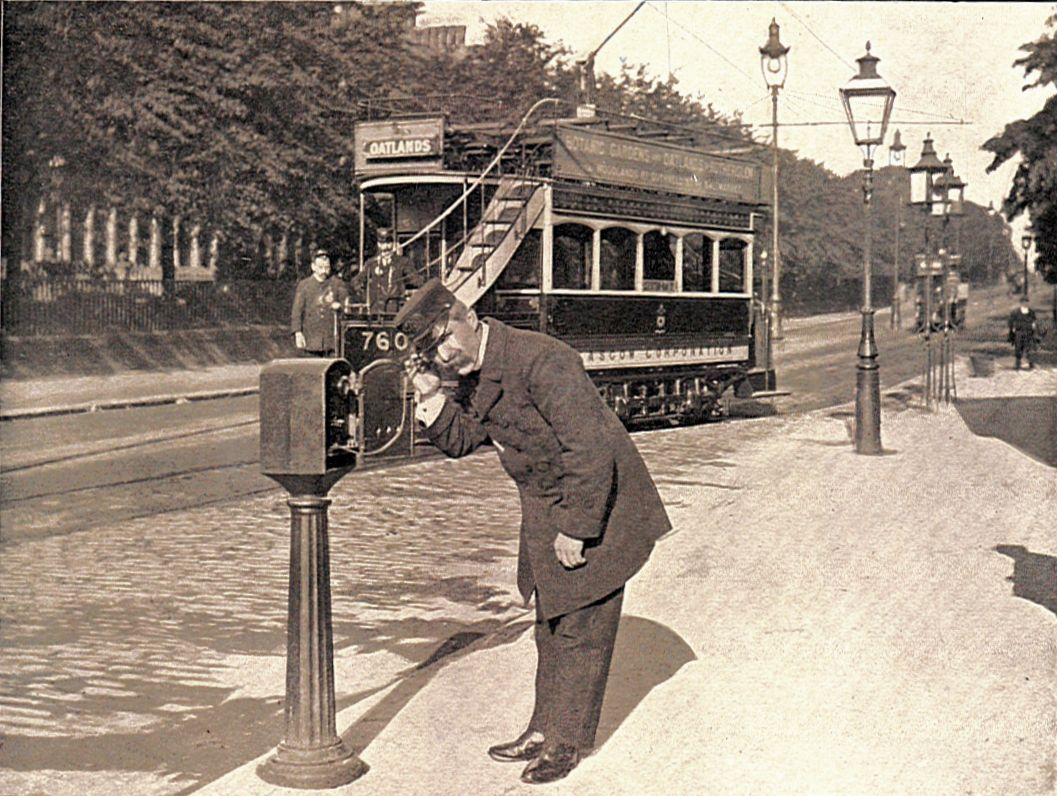
Un tramway en arrêt et son agent de conduite appelant au téléphone de service dans la rue. (Photo extraite de l'ouvrage de Rankin Kannedy, « Electrical installations of electric light, power, traction and industrial electrical machinery », Londres, 1903.)

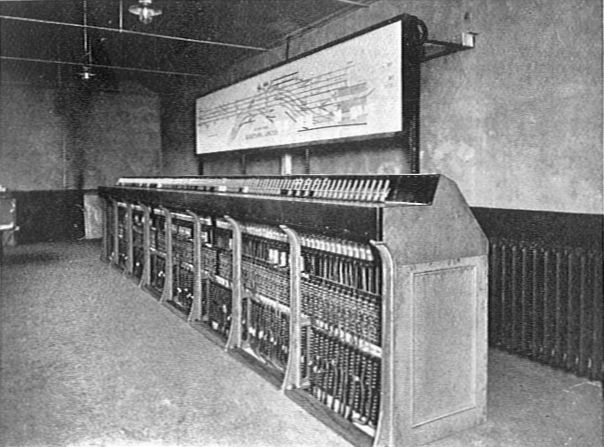
Central de signalisation de trafic des chemins de fer anglais Southern Railways, 120 commutateurs électriques en 1926.

À la fin XIXe siècle, début du XXe siècle les grandes métropoles Paris, Londres, New York et bien d'autres, ont un grand besoin de transports en commun fiables et rapides. Les ingénieurs et financiers se lancent dans la fabrication de lignes de métro souvent souterraines, parfois aériennes (chemin de fer métropolitain). Là, la traction des moteurs électriques associée à l'éclairage électrique et la signalisation électrique assure un service public, que d'autres sources d'énergie comme le charbon et le gaz sont bien incapables de réaliser sans d'énormes inconvénients.
En surface, des lignes de tramways électriques ou de trolleybus assurent des services de transport de masse.
Entre les villes, le chemin de fer, mû exclusivement par la machine à vapeur initialement dans la plupart des cas dans les pays industrialisés, passe lui aussi à l'électricité dans ces mêmes pays. Grâce au rapport poids - puissance inédit des locomotives électriques et à la relative facilité d'ajouter des lignes de transport d'électricité dans l'infrastructure existante. À la fin de ce siècle les Trains à Grande Vitesse TGV avec des vitesses de croisière d'environ 300 km/h seront en mesure de concurrencer les lignes aériennes court courrier.
Dans les bâtiments et les grandes infrastructures s'est développé un usage localisé du transport motorisé par l'électricité: les trottoirs et tapis roulants, les escalators et ascenseurs qui ont un bâti fixe. Certains des chariots de manutention en usine, où se trouvent aussi les ponts roulants, sont guidés.

#### Transport sur route
Malgré des percées remarquables dans les transports en commun guidés, l’électricité n'a pas supplanté toutes les autres sources d'énergie, faute d'avancées suffisantes dans les systèmes de stockage de l’électricité et de réseau de distribution de l'énergie électrique.
Les accumulateurs ou batteries sont l'objet des recherches incessantes tout au long des deux derniers siècles, ils n'ont relativement au stockage de charge par des condensateurs pas changé d'échelle de grandeur. Les dernières technologies de fin de siècle à base de lithium bien qu'ayant des rapports capacité poids et volume fortement plus intéressants utilisent des métaux rares disponibles en quantités limitées.
L'électricité en tant qu'énergie de traction prend une petite place dans le transport sur route, individuel ou collectif, principalement avec les véhicules hybrides (moteur à explosion, moteur électrique) sur la fin de siècle.
Les véhicules pour particuliers « tout électrique » ou « rechargeables » sont cantonnés aux petits déplacements, avec plusieurs avantages : très peu de pollution directe, coût de fonctionnement très bas et souplesse d'utilisation en ville. Mais les désavantages du poids, du coût des batteries d'accumulateurs à l'achat jusqu'à la fin du XXe siècle ainsi qu'à leur changement obligatoire (quelques années de durée de vie[réf. souhaitée]), sans parler de la nécessité de recharge quasi quotidienne rapide (donc obligation de disposer d'un point de recharge au lieu de remisage), sont des contraintes qui rebutent bien des acheteurs potentiels au XXe siècle.
Des flottes captives d'entreprise véhicules de ramassage d'ordure au début du siècle et les camions de livraison de lait en Angleterre.
Malgré les excellents rendements des moteurs électriques entre 80 et 95 %, le déplacement des véhicules réclame une quantité d'énergie hors de proportion avec le besoin de déplacement exprimé. Il est comparé habituellement au besoin de chauffage dans l'habitat. L'électrification des moyens de transport non guidés, pour particuliers et entreprises au XXe siècle n'a pas eu lieu ; elle est subordonnée à une infrastructure alimentation en continu fiable (transport guidé) ou du même ordre que celle de l'alimentation en carburants développée dans le courant du XXe siècle.

#### Véhicules électriques
- Période 1900 : une voiture sur trois est électrique, dont des taxis[137].
- 1910 premier téléphérique par la Société du Funiculaire Aérien de l'Aiguille du Midi-Mont Blanc[138] (français).
- 1917 premiers chariots élévateurs Yale et Clark aux États-Unis.
- 1918 Yale-Fenwick en France[139].
- période 1920 abandon des recherches sur les voitures électriques à l'Office national des recherches scientifiques, industrielles, agricoles et des inventions en France[140].
- période 1930 à Paris, les premières bennes électriques collectent les ordures[141].
- 1950 premier fauteuil roulant électrique (Canada), par Dr George Johann Klein[142].
- 1955 premier sous-marin nucléaire Nautilus (américain).
- 1957 premier brise-glace civil Lénine (russe).
- 1962 premier porte-avion nucléaire Enterprise (américain)[143].
- 1999 premier porte-avion nucléaire français, le Charles De Gaulle.

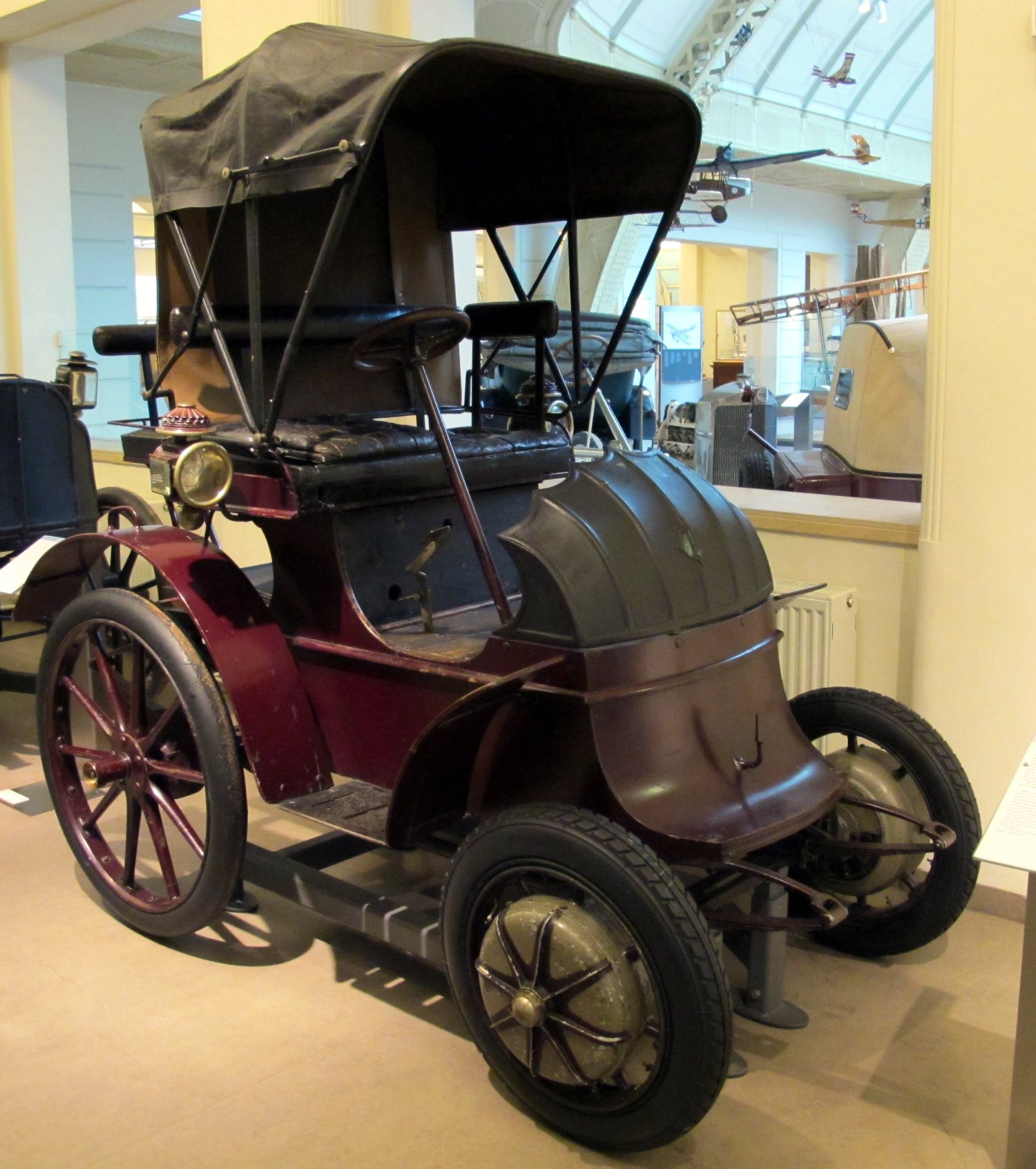
Automobile électrique allemande du début du XXe siècle
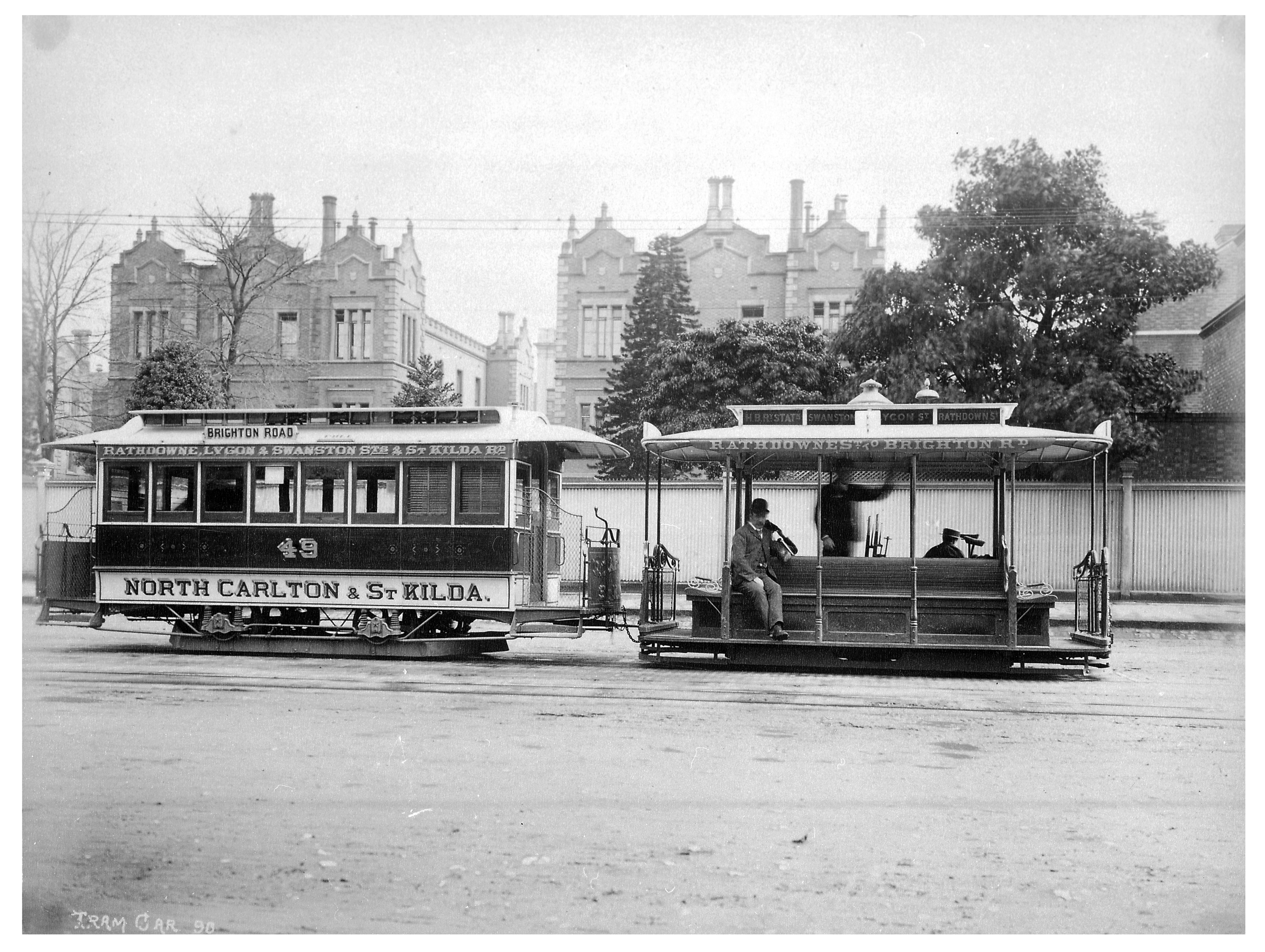
Tramway à câble à Melbourne 1905.
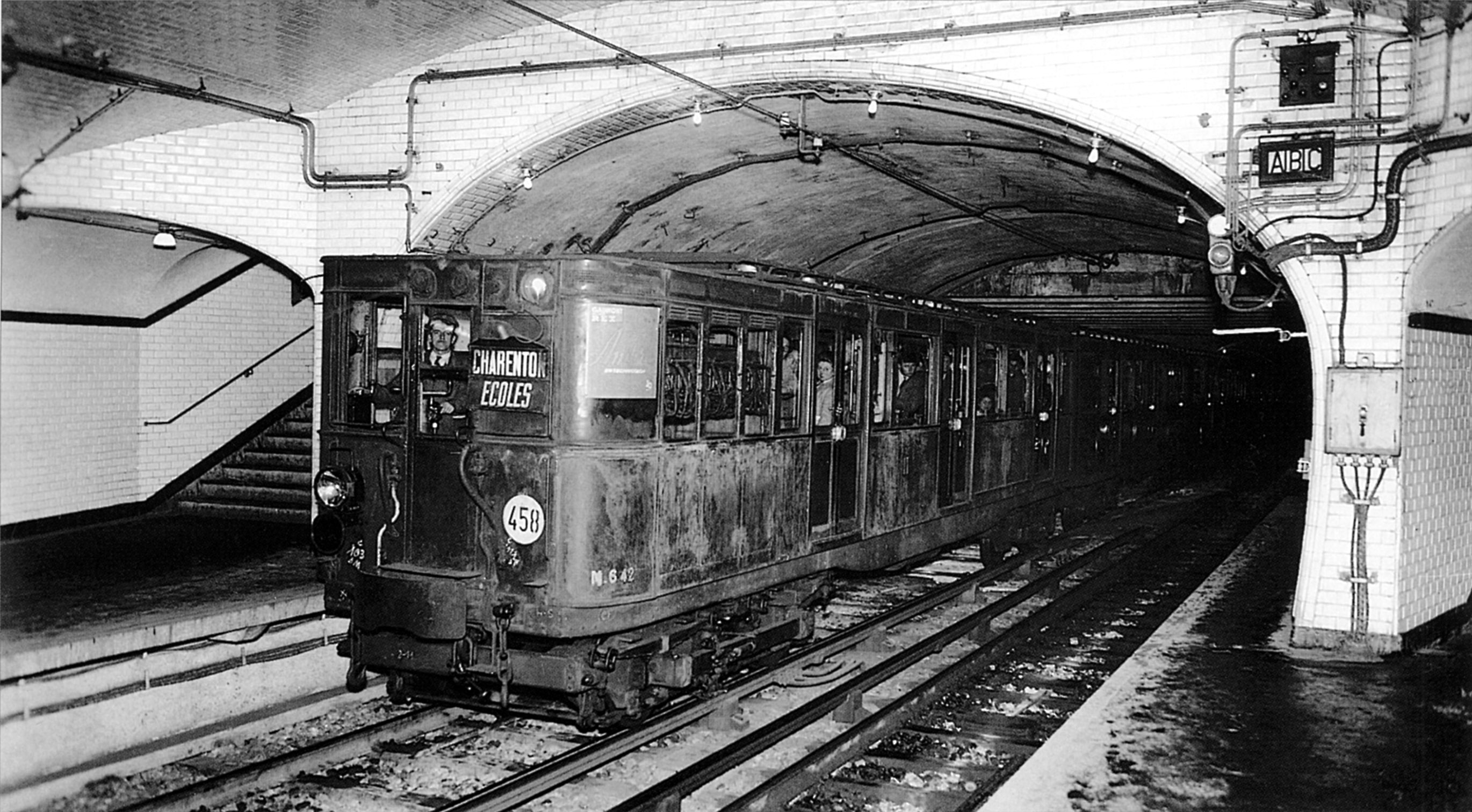
Metro de Paris - vers 1940.
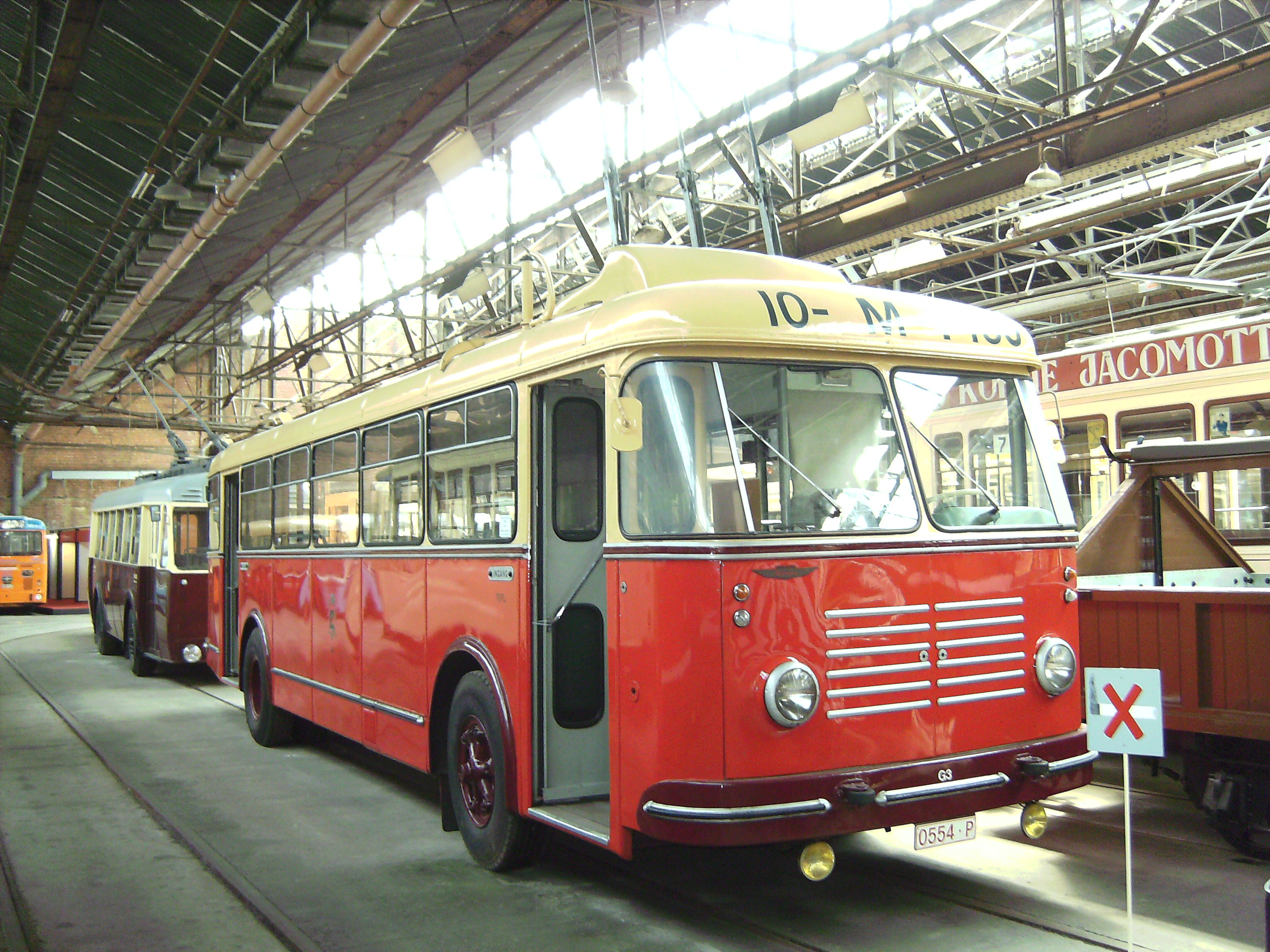
Bus à volant d'inertie générateur électrique à Anvers en 1955.
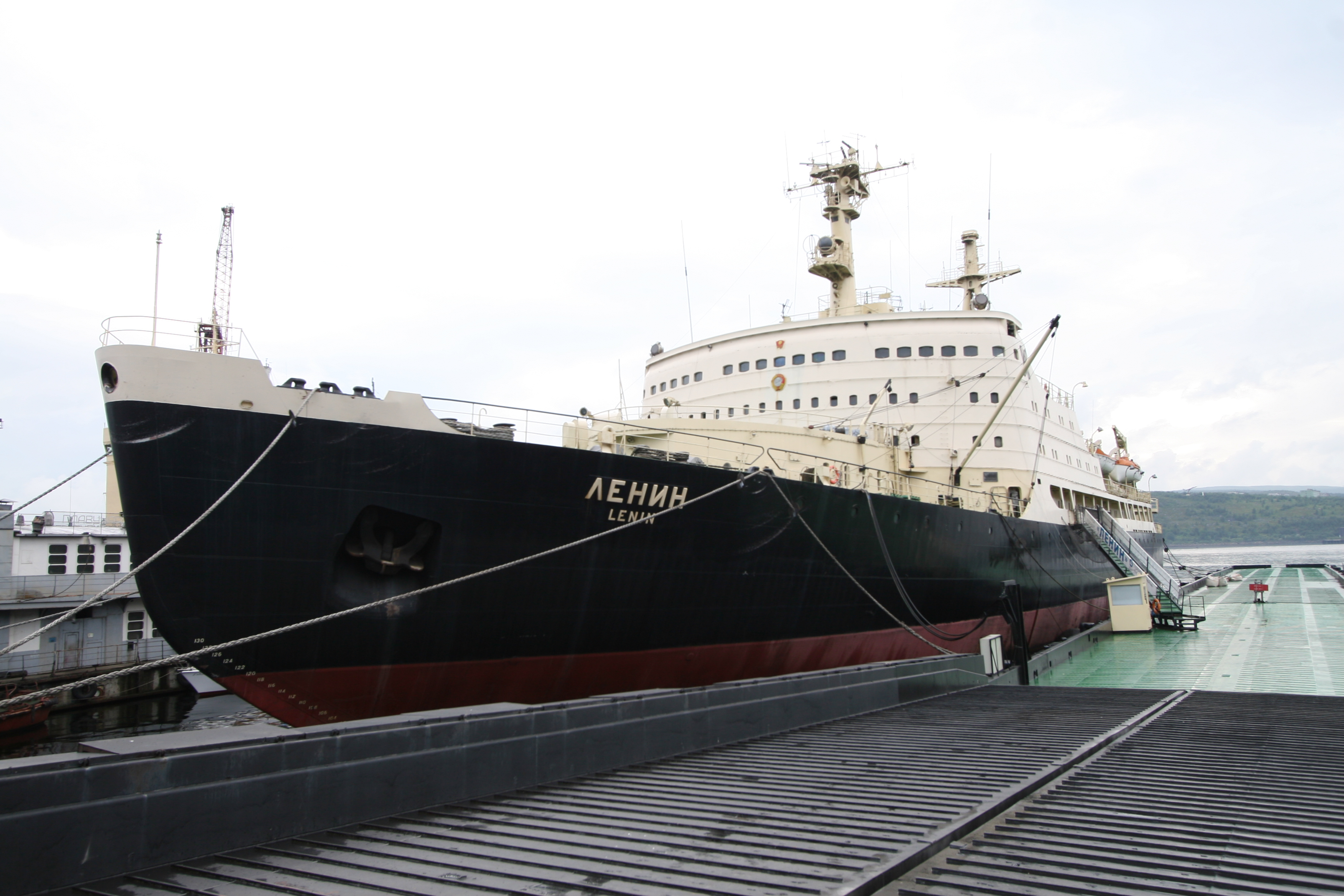
Brise-glace "Lénine" 1957.
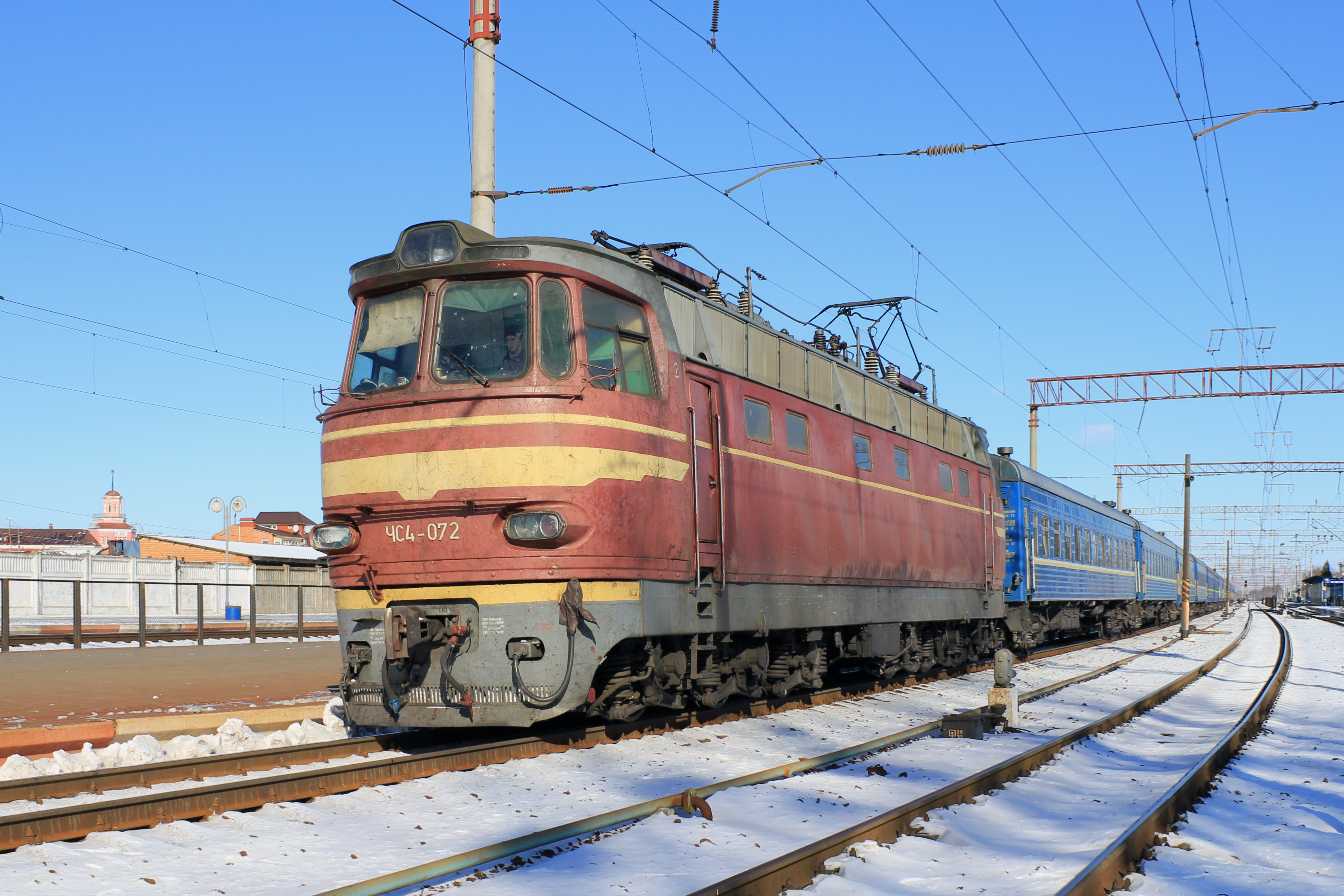
Locomotive électrique en Russie 1968.
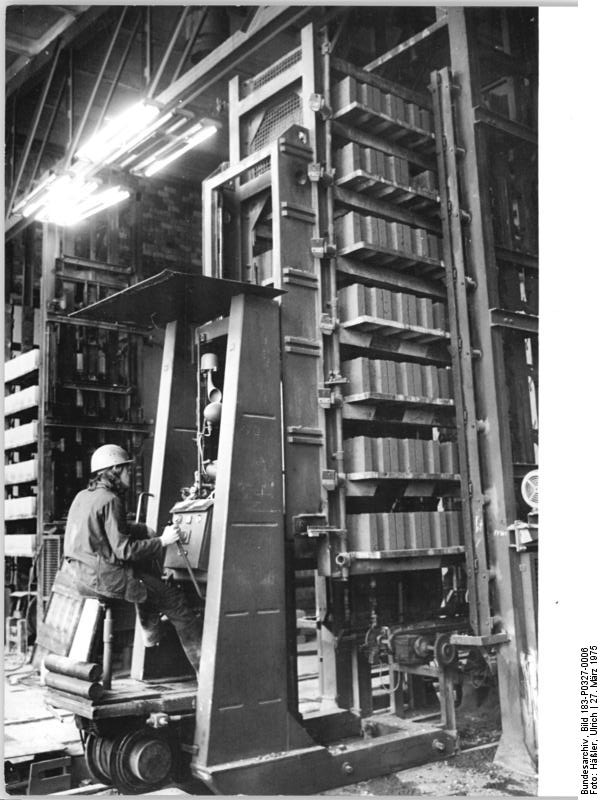
Chariot élévateur transpalette Allemagne de l'est 1975.
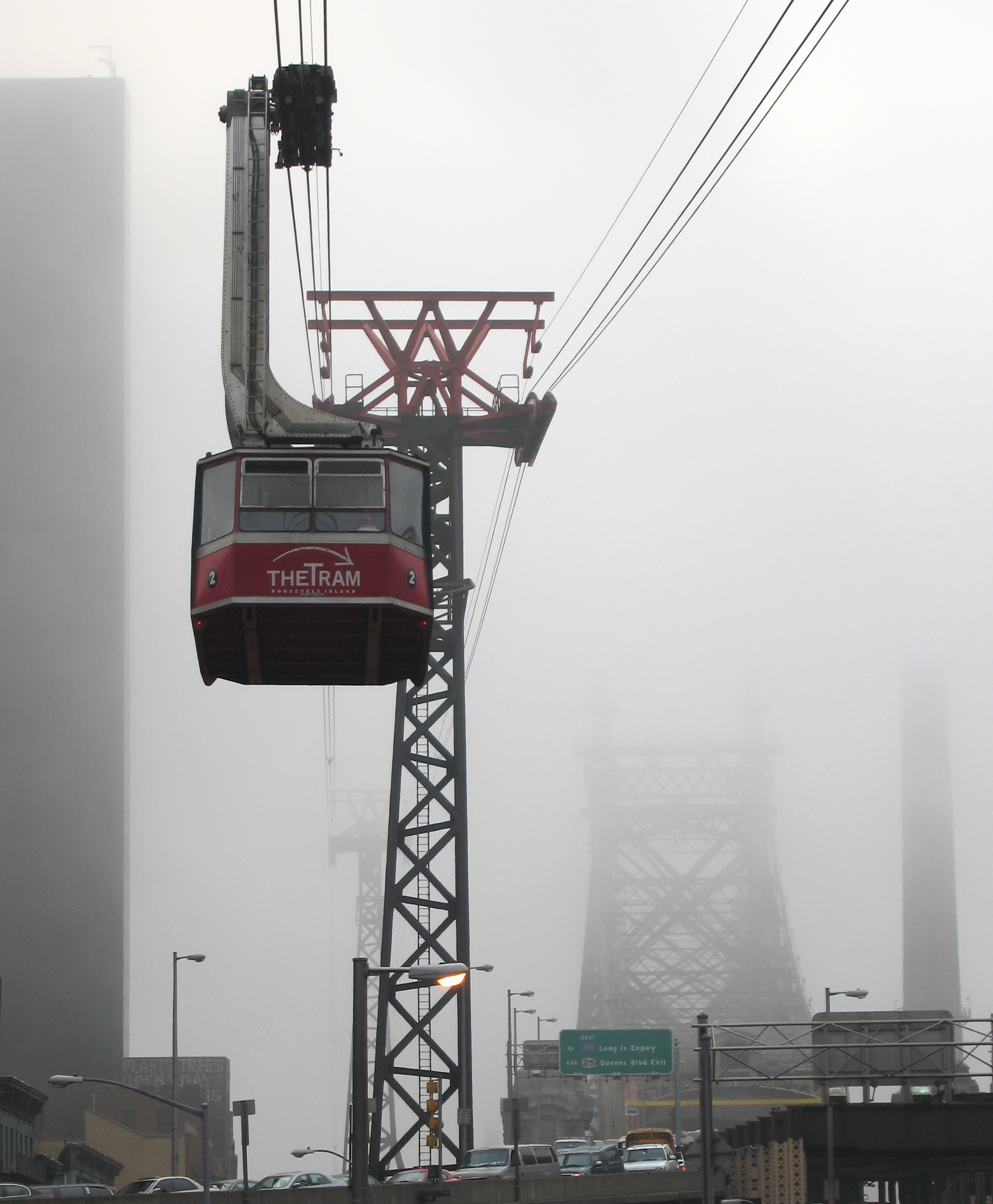
Téléphérique urbain à New York- Ligne de Roosevelt Island ouverte en 1976.
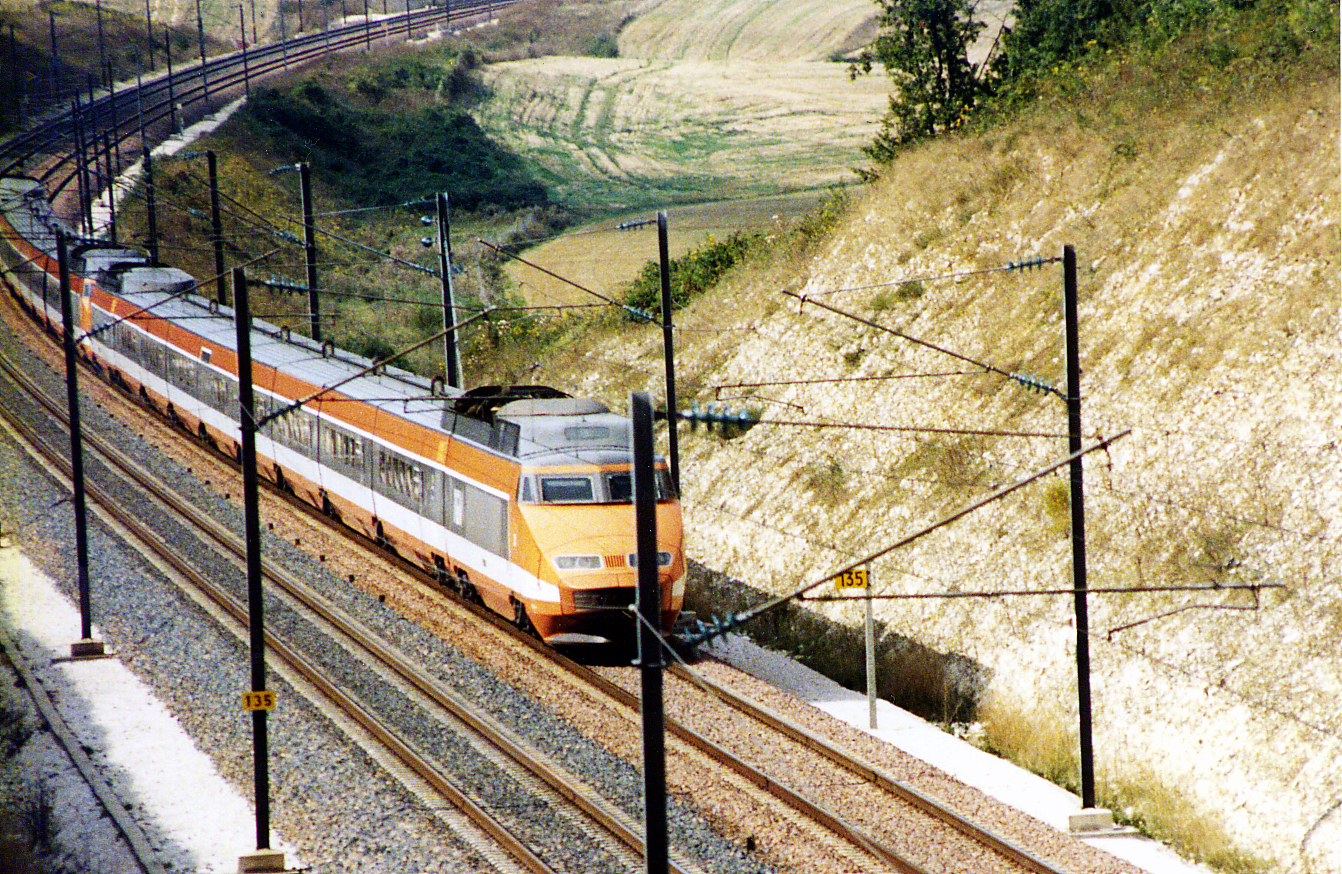
TGV français 1987.
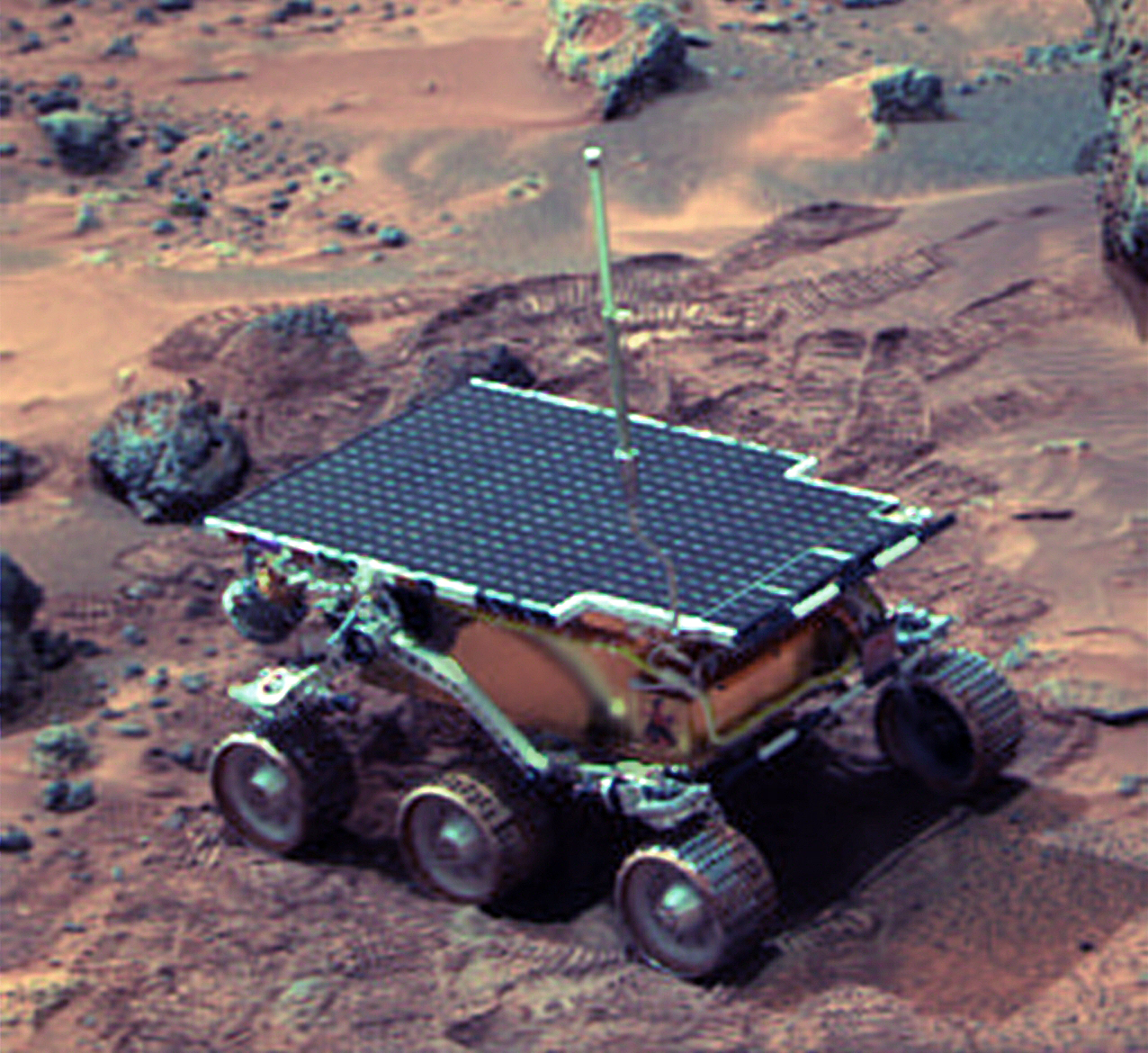
Astromobile américain téléguidé sur Mars en 1997.
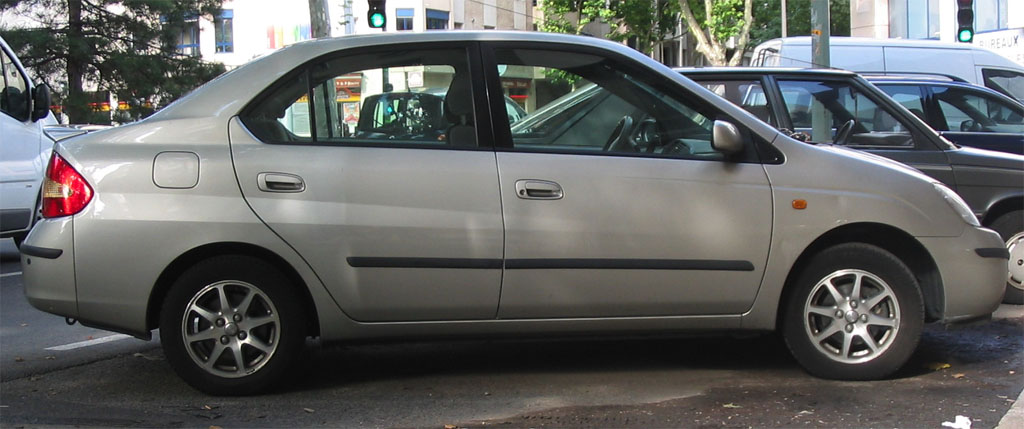
La première automobile japonaise hybride de très grande série 1997.

### Communications

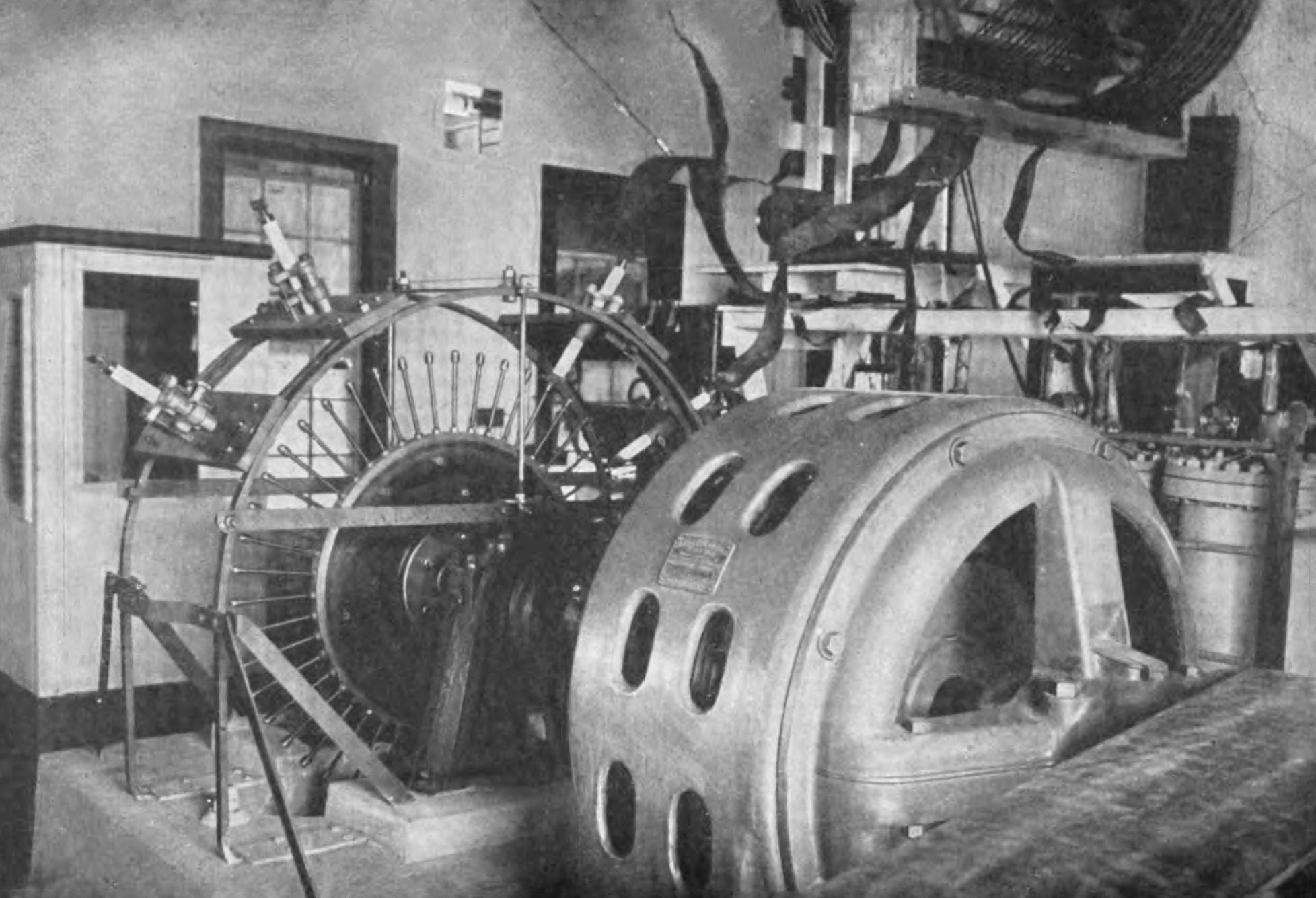
1905 : Le premier émetteur de radio-Morse bidirectionnel construit par le canadien Reginald Fessenden aux États-Unis. Avec cet émetteur, en 1906, l'échange est fait avec une station identique en Écosse. L’émetteur rotatif à étincelles était propulsé par un moteur à vapeur de 40 ch.

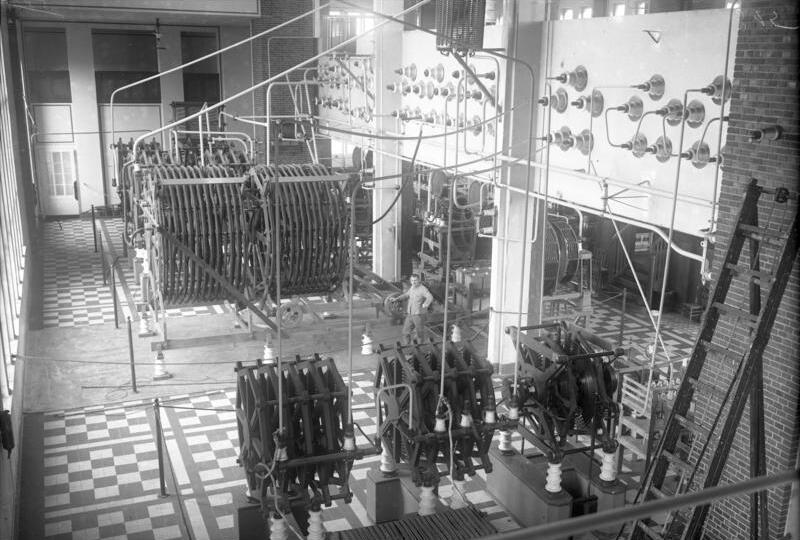
Le transformateur de sortie du circuit émetteur à lampes de la radio du gouvernement allemand en 1920. La station utilise sept émetteurs d’ondes courtes qui couvrent l’ensemble du globe.

Au début du XXe siècle la communication téléphonique se développe en optimisant les réseaux : l'emploi du Réseau téléphonique commuté électromécanique automatique en France à Nice en 1913 remplace les demoiselles du téléphone de ce central téléphonique. Les centraux dans le monde entier seront automatiques, avec une rapidité de transformation variable.
Le transport de données informatiques se fait par le réseau téléphonique électrique à partir des années 1960. La Commutation de paquets qui commence à remplacer les télex de 1946 à transfert de caractères écrits (codés, non photographiés) en 1972 s'appelle ARPANET, début effectif d'Internet.
Dès les années 1980, la concurrence à l'électricité arrive dans le transport d'informations « voix-images-données » à longue distance : la fibre optique utilise la lumière pour transmettre avec un débit bien supérieur aux câbles en cuivre parcourus par des courants électriques. Les développements ultérieurs de cette technologie confirment cette supériorité.
En début de siècle, de nombreux chercheurs et ingénieurs, dont Édouard Branly, Guglielmo Marconi, Camille Tissot, Gustave Ferrié, étudient les ondes électromagnétiques découvertes par Hertz. Ils inventent et développent des appareils d'émission et de réception radio toujours plus performants tout au long du XXe siècle.

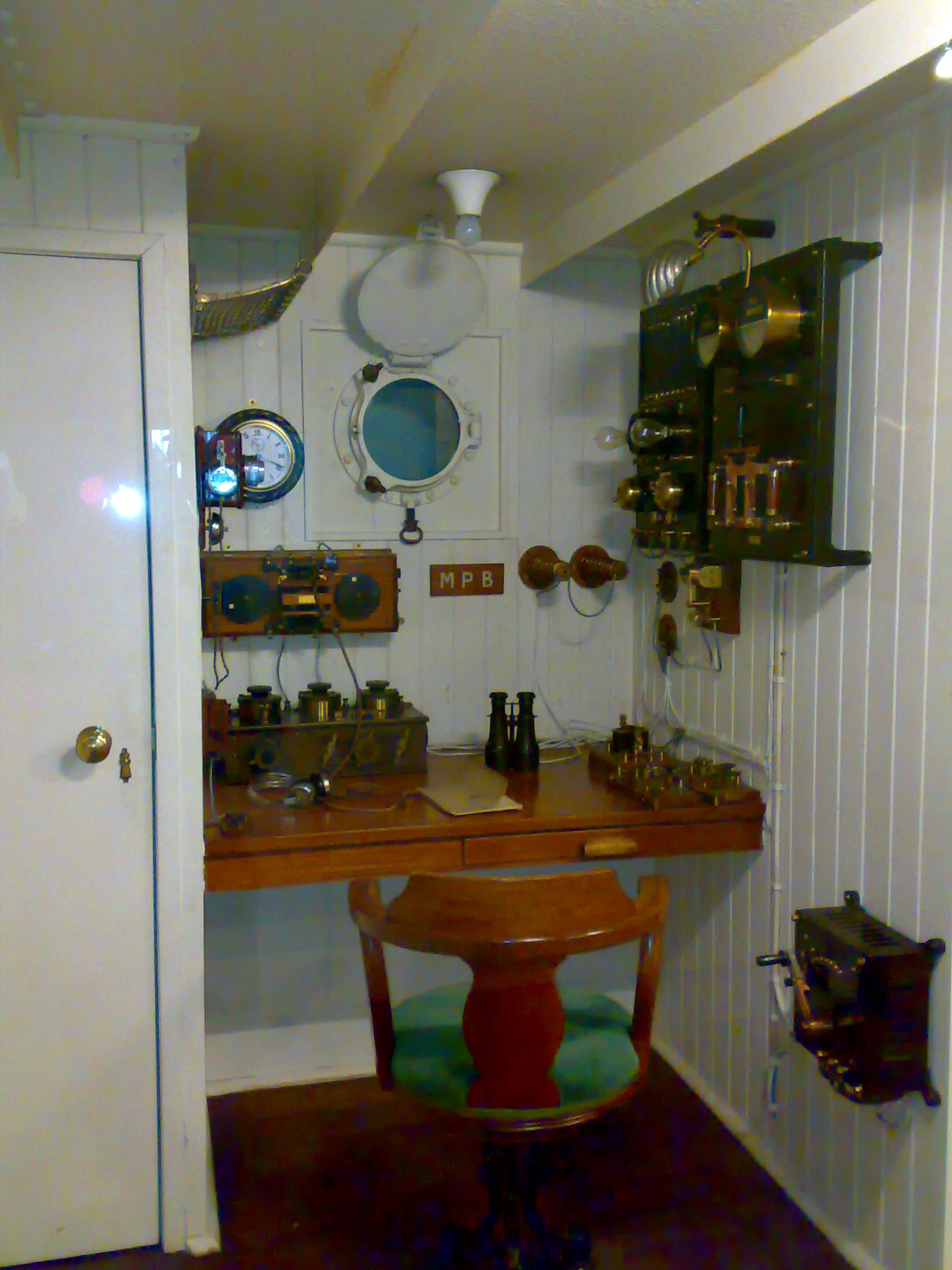
Station radio d'un navire au début du XXe siècle.
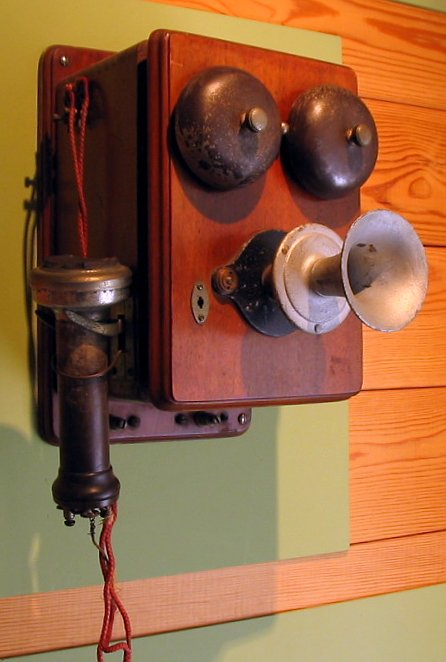
L'ancêtre du téléphone début du XXe siècle.
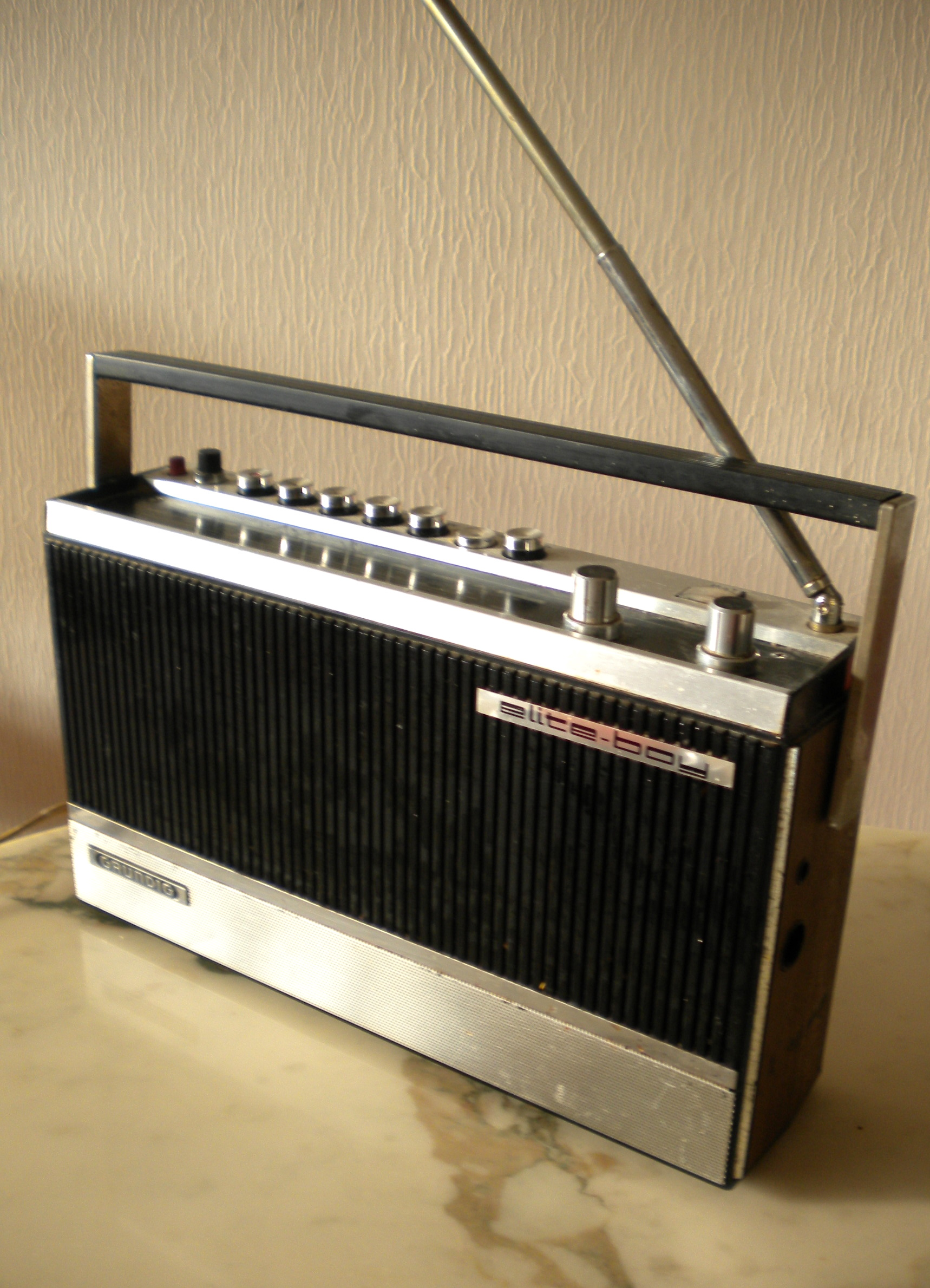
Récepteur de radio diffusion années 1970.
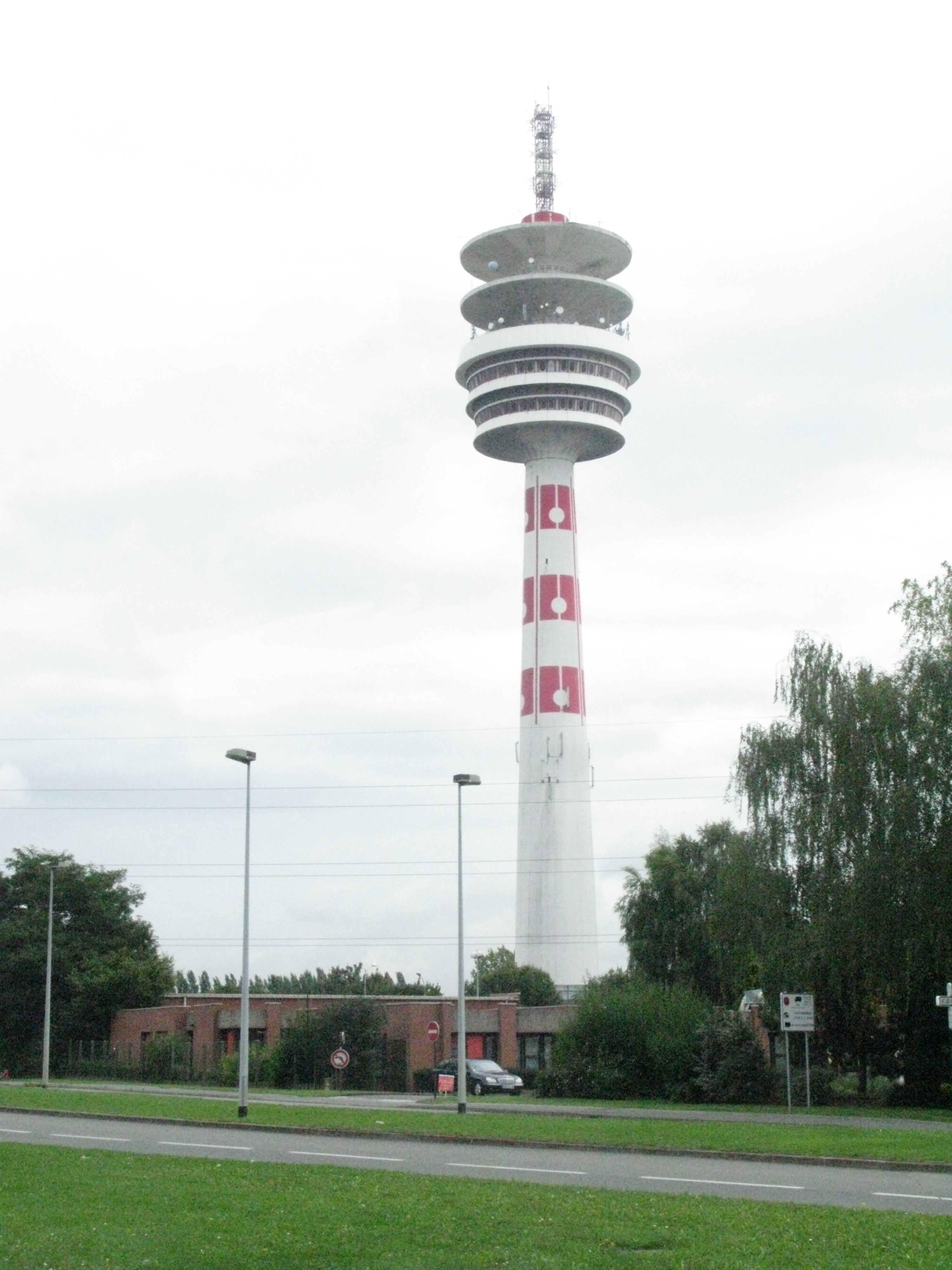
Tour de télécommunication.
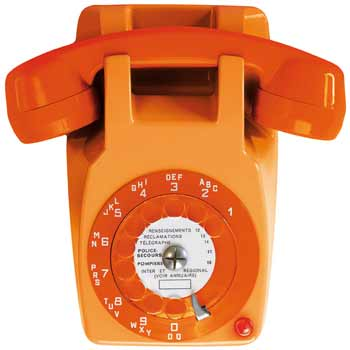
Téléphone des années 1960-1970.
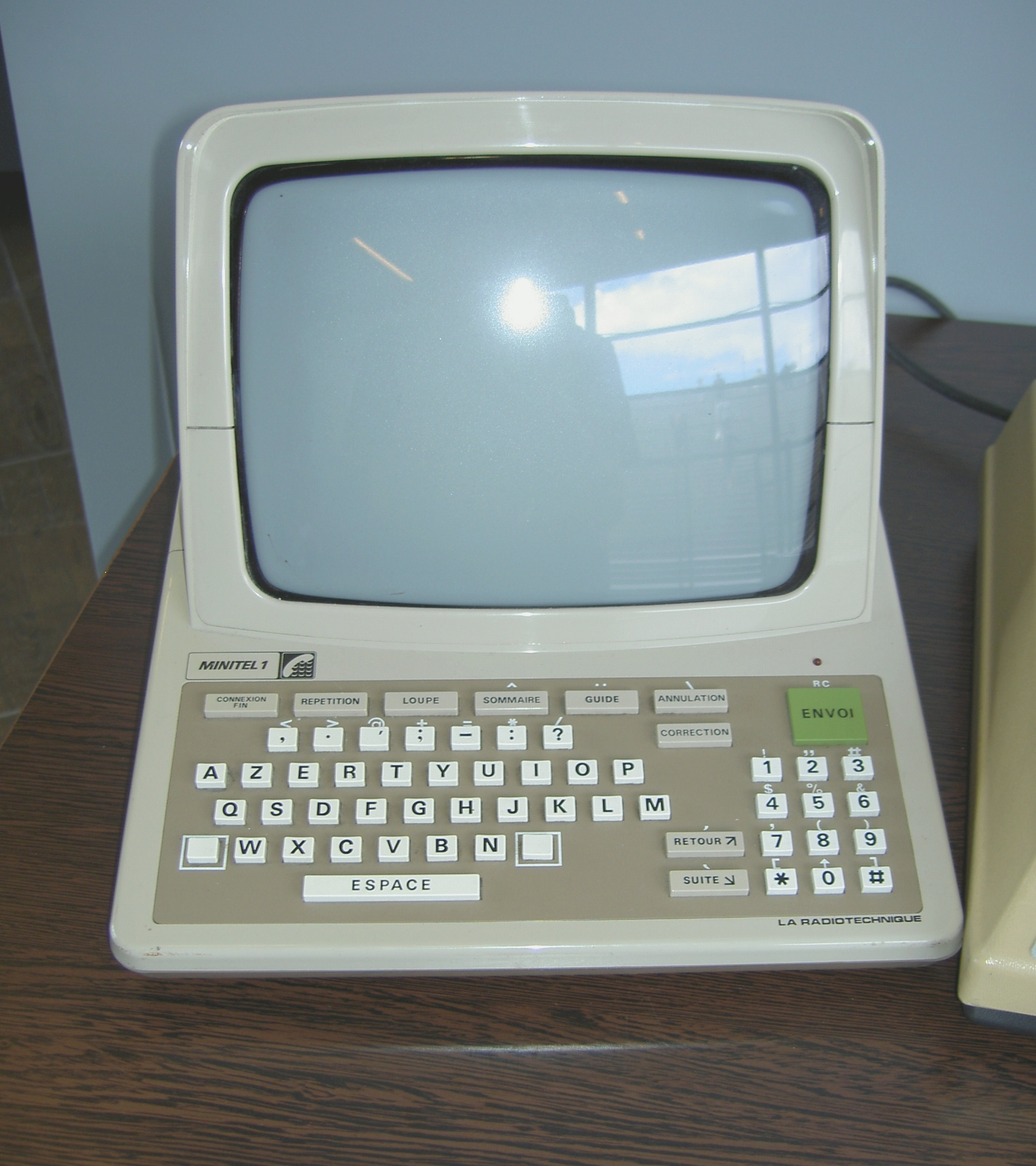
Minitel complément du téléphone, débuts de l'annuaire électronique et du service en ligne 1986.
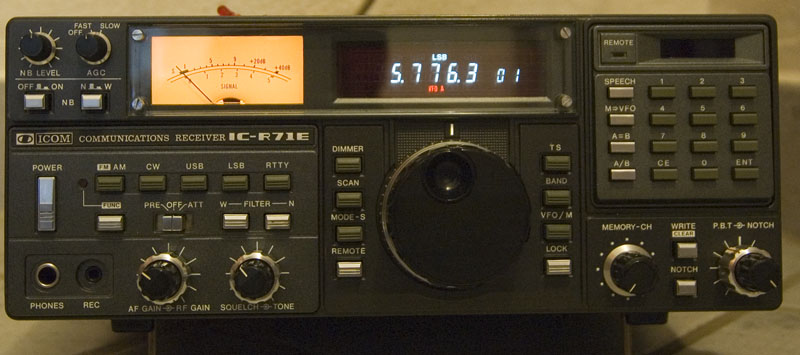
Récepteur de radio-amateur 1990.
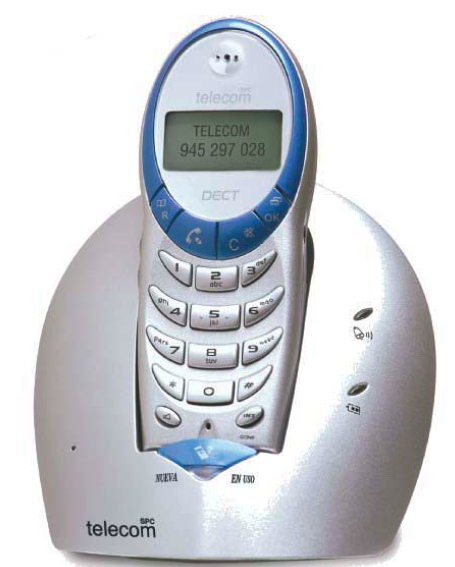
Téléphone DECT année 2000.
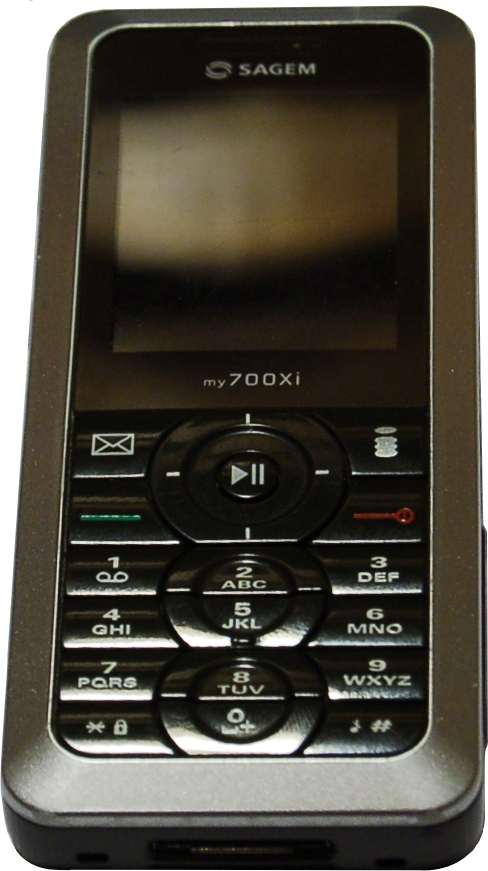
Téléphone mobile GSM année 2000.

### Production industrielle
L'électricité concerne les secteurs suivants (en dehors des fabrications concernant les lignes électriques et les appareils et engins électriques qui concernent les domaines de l'éclairage, de l'énergie, et de la communication) :
- la production de l'aluminium par électrolyse industrielle dès 1900.
- le zingage électrolytique industriel dès 1900. (En succession de la galvanoplastie concernant les métaux précieux des expositions universelles du XIXe siècle utilisant comme sources d'électricité aussi bien des piles électriques que des machines de Gramme).
- le recyclage des ferrailles avec four électrique à réduction en 1920 commencé par le four à arc en 1901[85] poursuivi en grosse capacité par le four à induction vers 1930.
- le chromage industriel utilisant l'électricité pour le dépôt anticorrosion en forte activité à partir de 1925[146].
- l'industrie de l'eau de Javel, de la soude et du chlore en production importante par électrolyse après 1930[53].
- l'électrodialyse à membrane dans la deuxième partie du XXe siècle dans l'industrie du textile, l'industrie pharmaceutique, l'industrie agroalimentaire à base de lait et à base de fruit, l'industrie du dessalement d'eaux saumâtres[L15 1][147],[148].
- l'industrie horlogère après la fabrication des horloges électriques à balancier électromagnétique du début du siècle bascule à partir de 1970 à la production de montres électroniques à quartz. En 1995, certaines montres comportent une conversion de chaleur humaine ou de geste en électricité.

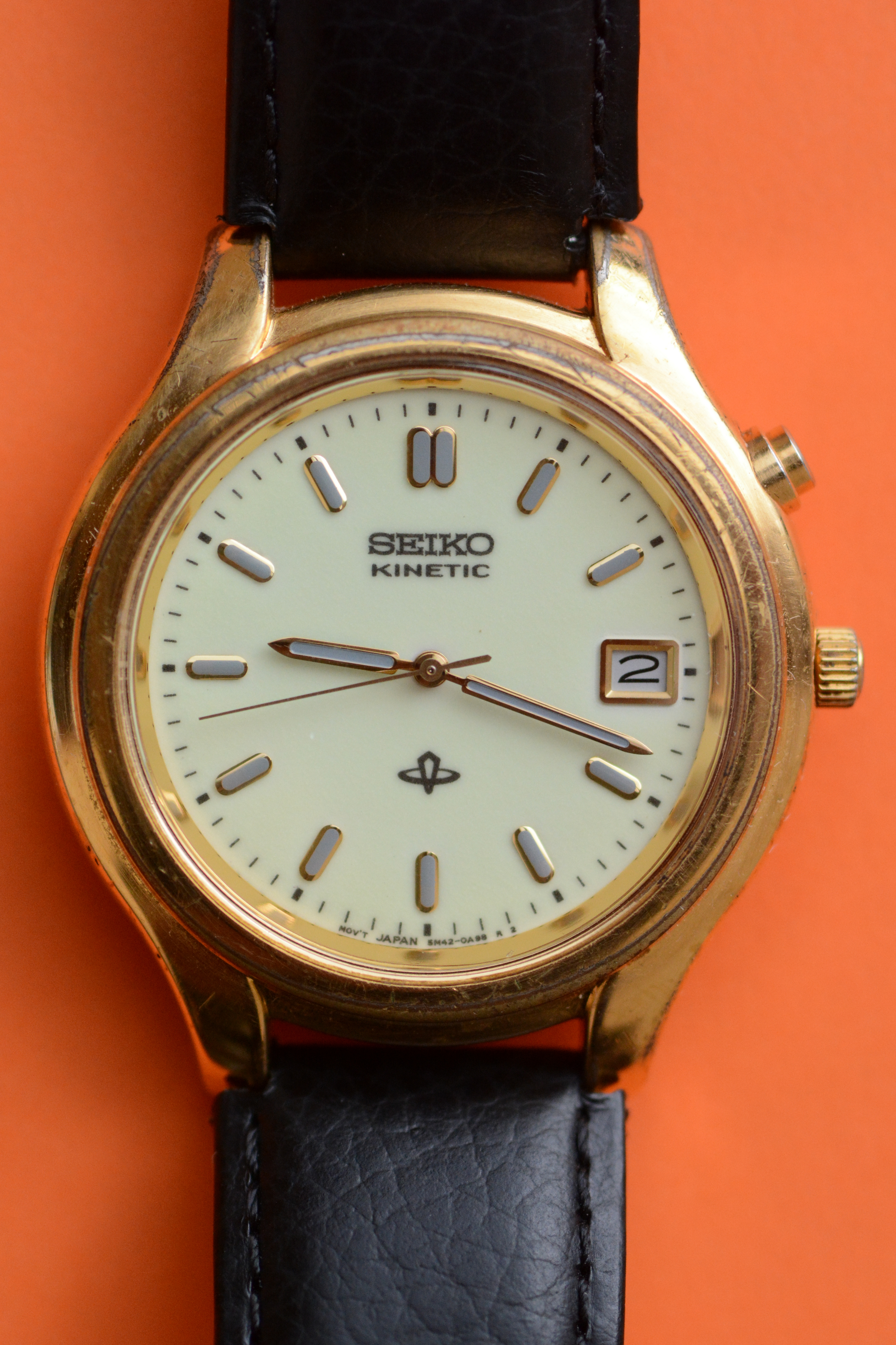
Montre à conversion de l'énergie du geste avec un microscopique alternateur, 1995.

### Mécanisation par l'Électricité de la production industrielle
À partir de 1600 dans l'histoire des techniques la mécanisation prend place dans les manufactures où sont les métiers de la mécanique. Elles sont transformées en usines dans la technique du XIXe siècle. Leur énergie est d'abord l'eau avec les turbines remplaçant les roues, ensuite la vapeur et le système de Watt. Mais les moyens employés pour amener la force ont été les circuits hydrauliques, les circuits d'air comprimé puis les circuits hydropneumatiques et oléo-pneumatiques autant que les circuits électriques dans l'histoire des techniques au XXe siècle. La mécanisation avec le moyen de l'électricité sur les machines est effective depuis le début du XXe siècle.
La mécanisation-automatisation est dans la deuxième partie du siècle déclarée être une « nécessité économique » de la mise en système de la production,.
- 1900 machines-outils et bancs de production pour les productions à base de métal avec enlèvement de matière ou apport de matière par machines dites « à étincelles[R 4] » (électriques) ou encore machines pratiquant la déformation mécanique chaude ou froide.
- 1922 visseuse électrique, outil d'ouvrier spécialisé.
- 1924 début du système des machines transfert à fonctions d'usinage varié complexe à régler par un ouvrier professionnel (dit « hautement qualifié » en France).
- 1950 système à bande de programmation électrotechnique pour la machine-outil avec ouvrier ayant pour consigne de respecter le cycle de production. Notamment sur la machine-outil de fabrication à l'unité par électro-érosion de pièces métalliques à forme précise.
- 1961 Unimate automate sur une chaîne de production chez G.M. États-Unis[150] incluant l'électronique établie par l'ingénierie des méthodes.
- Années 1970 : Début des automates de ligne de production à imitation (anglicisme : émulation) des gestes humains.
- 1980 machine-outil à commande numérique avec système à ordinateur et opérateur.
- années 1980 robotisation des stocks d'usine en « flux tendu » d'approvisionnement des lignes de montage puis ultérieurement des stocks des vendeurs de produits finis.
- années 1990 usage industriel en ligne de production du laser pour la découpe ou la soudure précises de matières molles ou rigides, métalliques ou organiques stratifiées, antérieurement minces puis épaisses utilisant l'électronique de puissance.
- années 2000 robot d'emballage de production avec reconnaissance du produit dans les entreprises à flux continu de production variée (y compris artisanales).

### Incidents
- 1965 : blackout le 9 novembre, New York (États-Unis) est restée 13 heures sans électricité après que la foudre est tombée sur une ligne à 345 kV.
- 1978 : un grave incident survient dans la centrale nucléaire de Three Mile Island près de Harrisburg États-Unis (sans conséquences pour l'environnement).
- 1986 : un grave accident survient dans la centrale nucléaire de Tchernobyl en Ukraine, qui a de graves conséquences environnementales.
- 1998 : un grave incident de réseau électrique 1998 en Nouvelle-Zélande survient dans la liaison entre îles du Nord et du Sud en Nouvelle-Zélande par le vieillissement des câbles, privant d'électricité pendant 66 jours Auckland.
- 1999 : En France et en Allemagne, la tempête Lothar en décembre endommage le réseau de distribution, la tempête Martin qui lui succède ravage le reste de la France (au Sud) et la Suisse[note 39]. Plus de trois millions de Français sont privés d'électricité[L24 1].

## XXIesiècle

### Évolutions sociétales
Les pays importants économiquement ont adopté le protocole de Kyoto et le principe d'évaluation de l'énergie consommée ; l'usage de l'électricité, qui est nécessaire pour la vie en société, fait depuis partie de la problématique environnementale planétaire.
Ainsi le stockage des combustibles nucléaires et des émissions de gaz carbonique des centrales électriques à flamme, en plus du recyclage des matériaux et sources ponctuelles (transformateurs, accumulateurs et piles, appareils) à échelle mondiale, s'intègrent dans les problèmes de gestion des déchets et du changement climatique.

#### Banalisation totale
Dans les faits explicatifs, on trouve la climatisation, due, en dehors des variations climatiques, au changement de confort attendu et qui constitue un faire-valoir de la modernité. L'urbanisation augmente encore ce besoin énergétique. Les nouvelles usines, les véhicules électriques, les centres de données accentuent aussi le phénomène.

### Électricité dans le cadre de vie

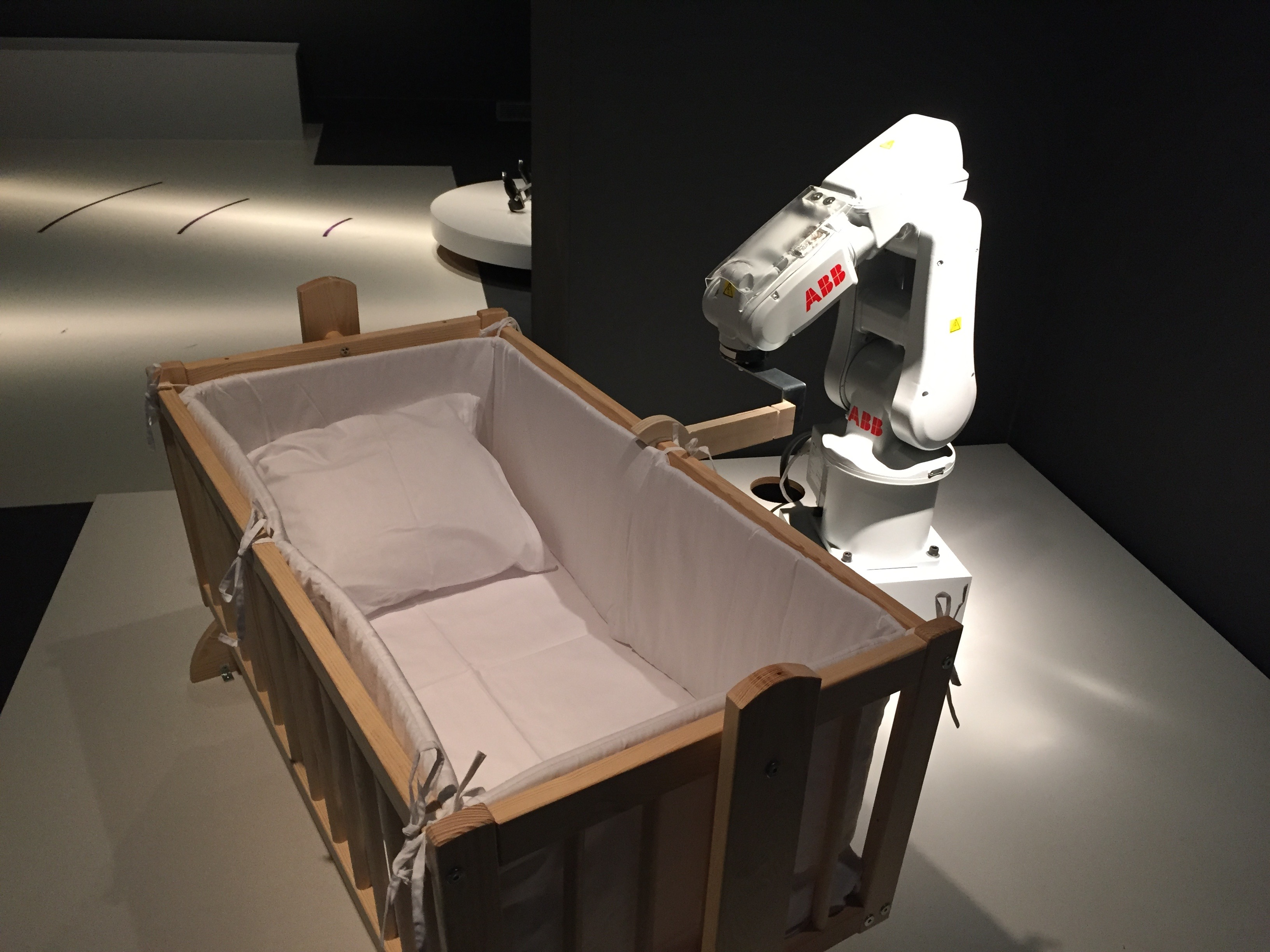
Bras robotisé utilisé pour bercer bébé (Centre de Cultura Contemporània de Barcelona, 2015).

L'utilisation de l'électricité  est devenue une sorte de droit d'usage lié au logement : au XXIe siècle des pays comme la France obligent à la fourniture d'une prestation minimum (permettant par exemple la sécurité par l'éclairage) dans les foyers individuels des personnes en fragilité économique et non solvables.

#### Habitat connecté

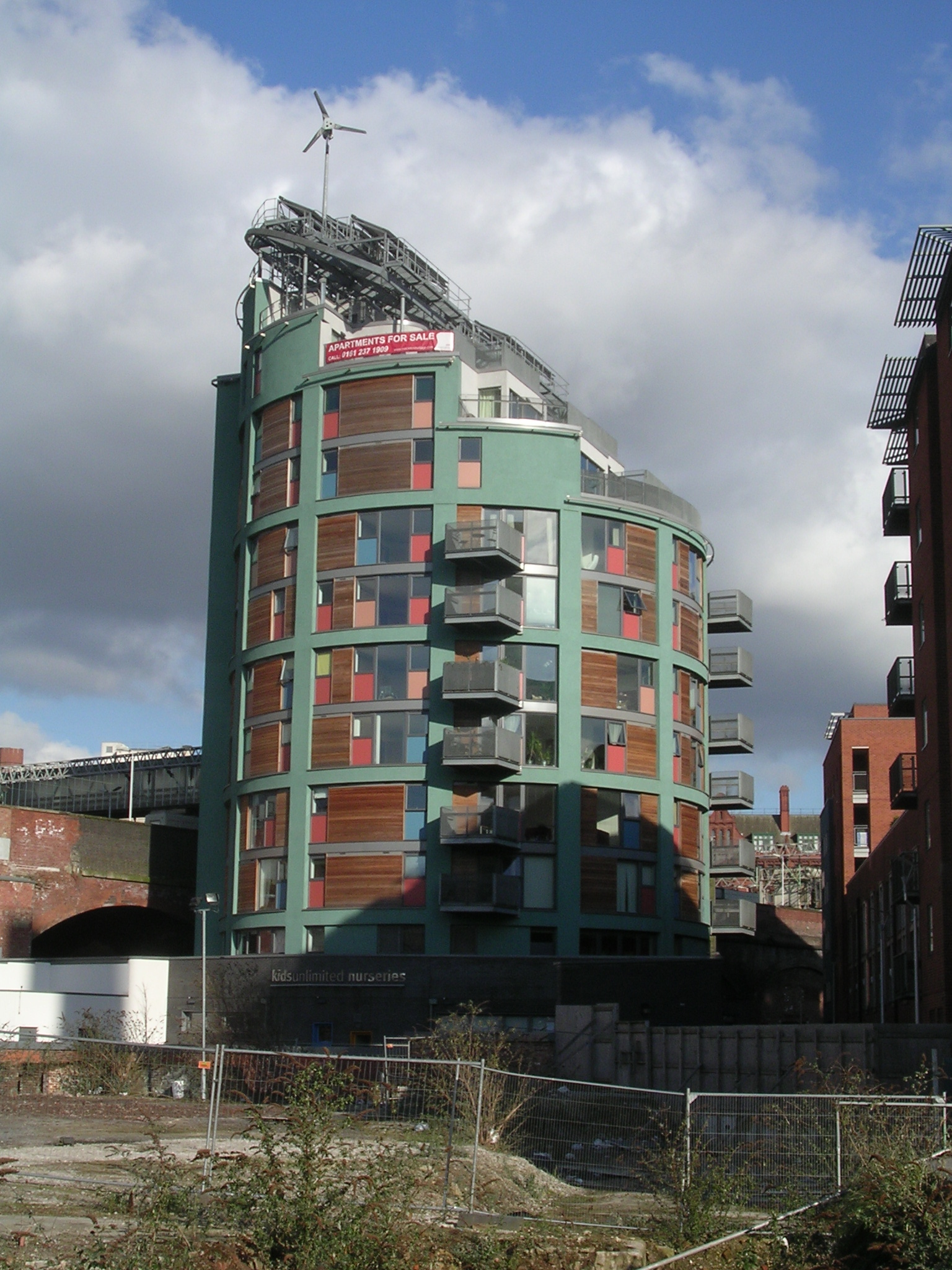
Immeuble à Manchester dont le projet d'autonomie en écoquartier est de se fournir partiellement en électricité par une éolienne de 2.5 kW (2007).

Depuis les années 1990 apparait la domotique, une électronique fondée sur la diminution de taille des appareils de puissance et leur commande par des appareils « nomades » (mobiles). La domotique donnant l'« habitat intelligent » s'est installée pratiquement au XXIe siècle dans les locaux d'entreprises et les lieux recevant du public pour des besoins économiques et dans l'habitat pour des besoins de confort et de sécurité (alarme incendie, alarme policière, alarme médicale) sous l'impulsion des laboratoires de recherche et développement des sociétés productrices d'électricité.

#### Transports
En ce début de XXIe siècle, poursuivant les chantiers entrepris au siècle précédent, par exemple le Système de transport intelligent, les pays industrialisés modernisent sans arrêt leurs réseaux de transport, grâce aux nouveaux développements en électrotechnique et en électronique. Comme au XXe siècle, ce sont surtout les réseaux ferrés qui en bénéficient, sous un aspect directement visible de consommation électrique, moins le transport individuel : les accumulateurs d'énergie sont en retard de développement par rapport au reste des applications pour obtenir un phénomène économique face au Troisième choc pétrolier. Les sources alternatives d'énergie sont recherchées.
Dans les grandes villes à la faveur d'une prise de conscience générale des contraintes écologiques posées par les transports, de nouvelles lignes de tramways reprennent leur place après avoir été éliminées du début jusqu'au trois quarts du XXe siècle, supplantées par les autobus. Les moteurs linéaires reprennent place après leur abandon en 1970. De plus en plus d'expérimentations de véhicules de transports voient le jour, mais pour l'instant cela reste des projets expérimentaux, en attendant de nouveaux développements sur les systèmes de stockage ou les générateurs d'électricité embarqués.
En ville comme à la campagne, les vélos adoptent progressivement l'assistance électrique, qui facilite l'effort de pédalage. Des coureurs cyclistes parviennent même réussi à se faire aider illicitement par l'électricité.
Sur route, ce sont toujours les mêmes problématiques de stockage ou de production de l'électricité dans le véhicule ) qui empêchent le développement des ventes de véhicules électriques très concurrentiels avec les véhicules à moteurs à explosion eux-mêmes orientés vers la diminution de consommation d'énergie. Les véhicules hybrides (essence/électrique) sont de plus en plus nombreux sur les routes. Les « véhicules intelligents » aboutissent au véhicule autonome,. Le schéma de réalisation concrète routière en France est en 2016 déclaré pour des motifs environnementaux.
Dans les airs, la nouveauté du XXIe siècle le drone. L'usage est plus militaire que civil. De petite taille, ces véhicules plus lourds que l'air utilisent l'électricité pour toutes leurs fonctions : envol et déplacement, pilotage, information utile récupérée de l'environnement du drone stockée ou bien véhiculée.

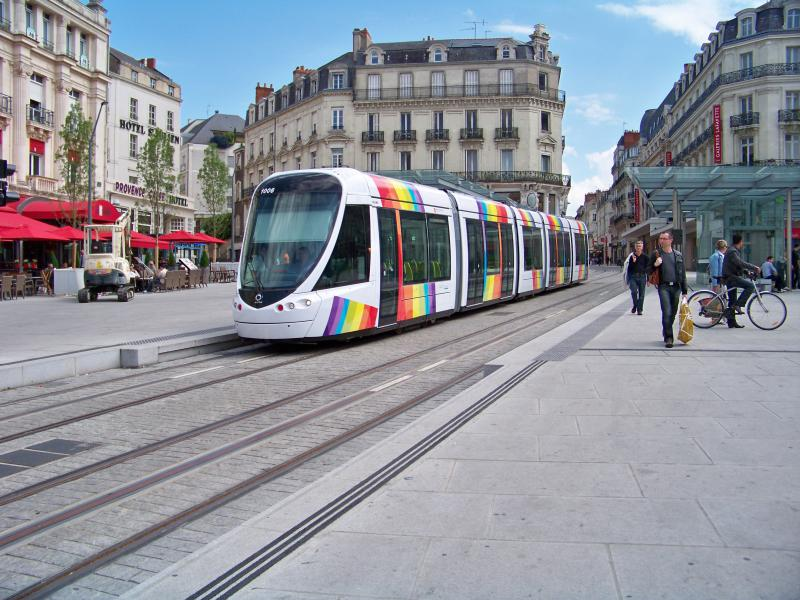
Tramway à Angers.
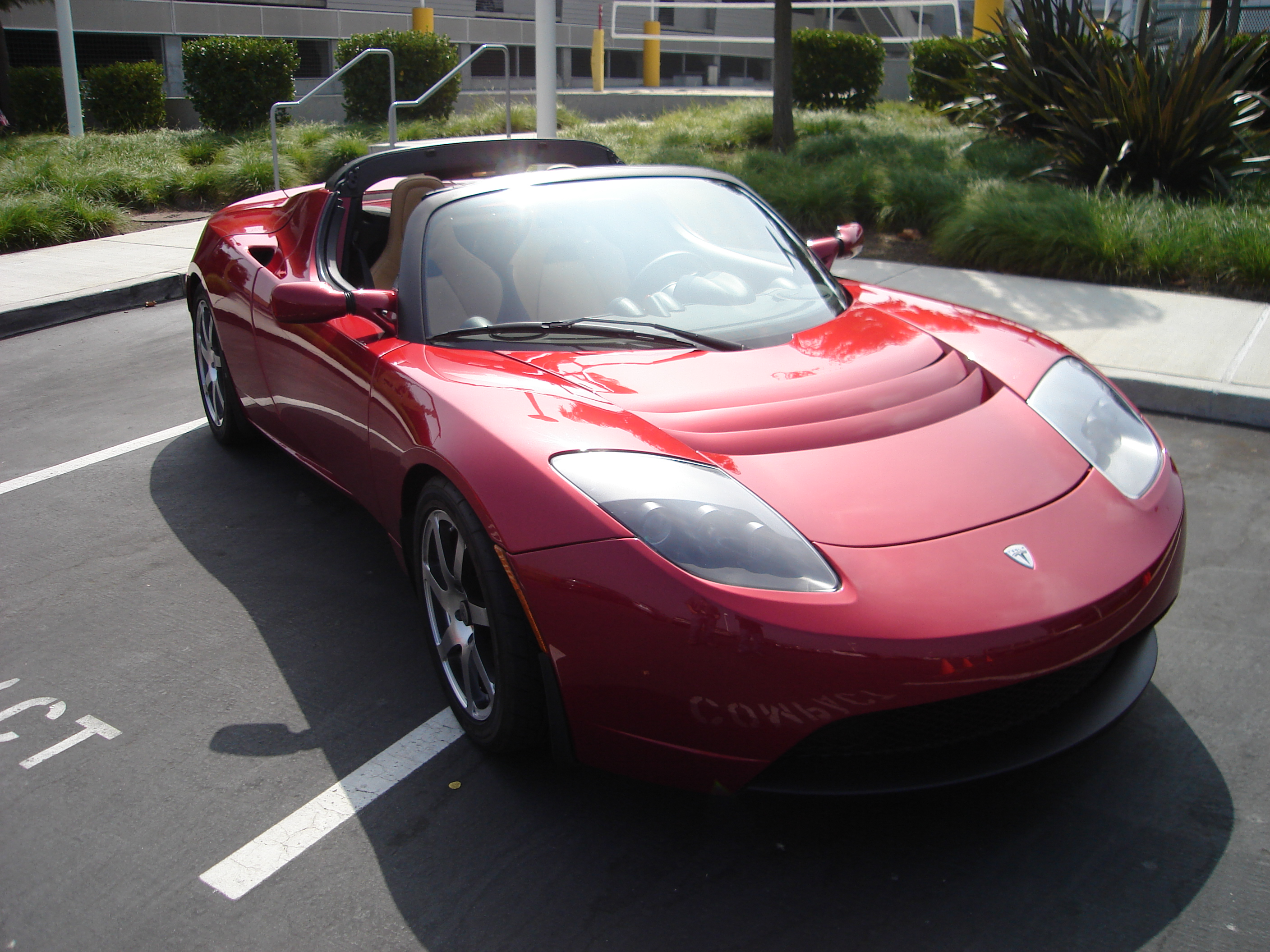
Cabriolet Tesla.
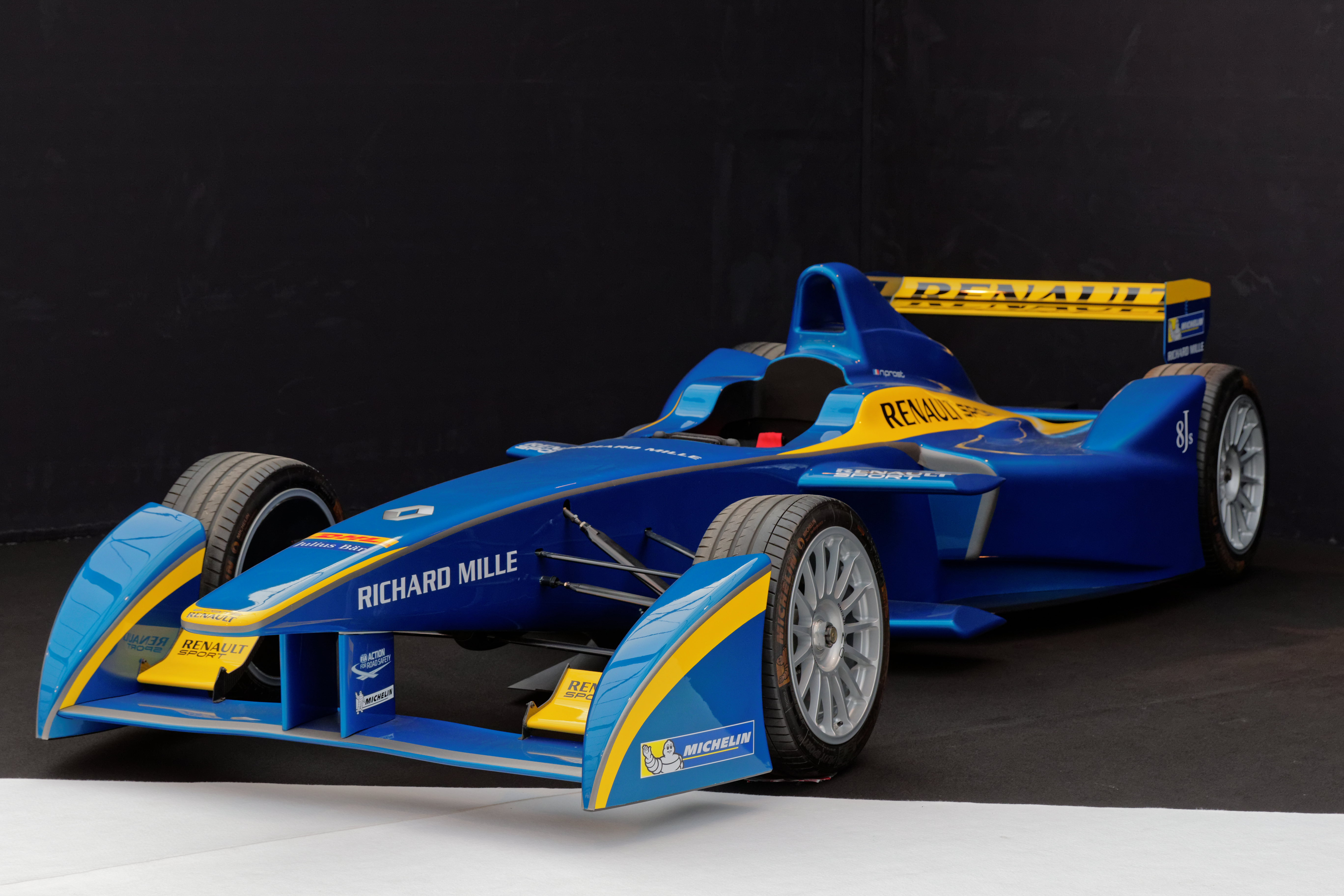
Monoplace de compétition Formule E Totalement électrique 2016.
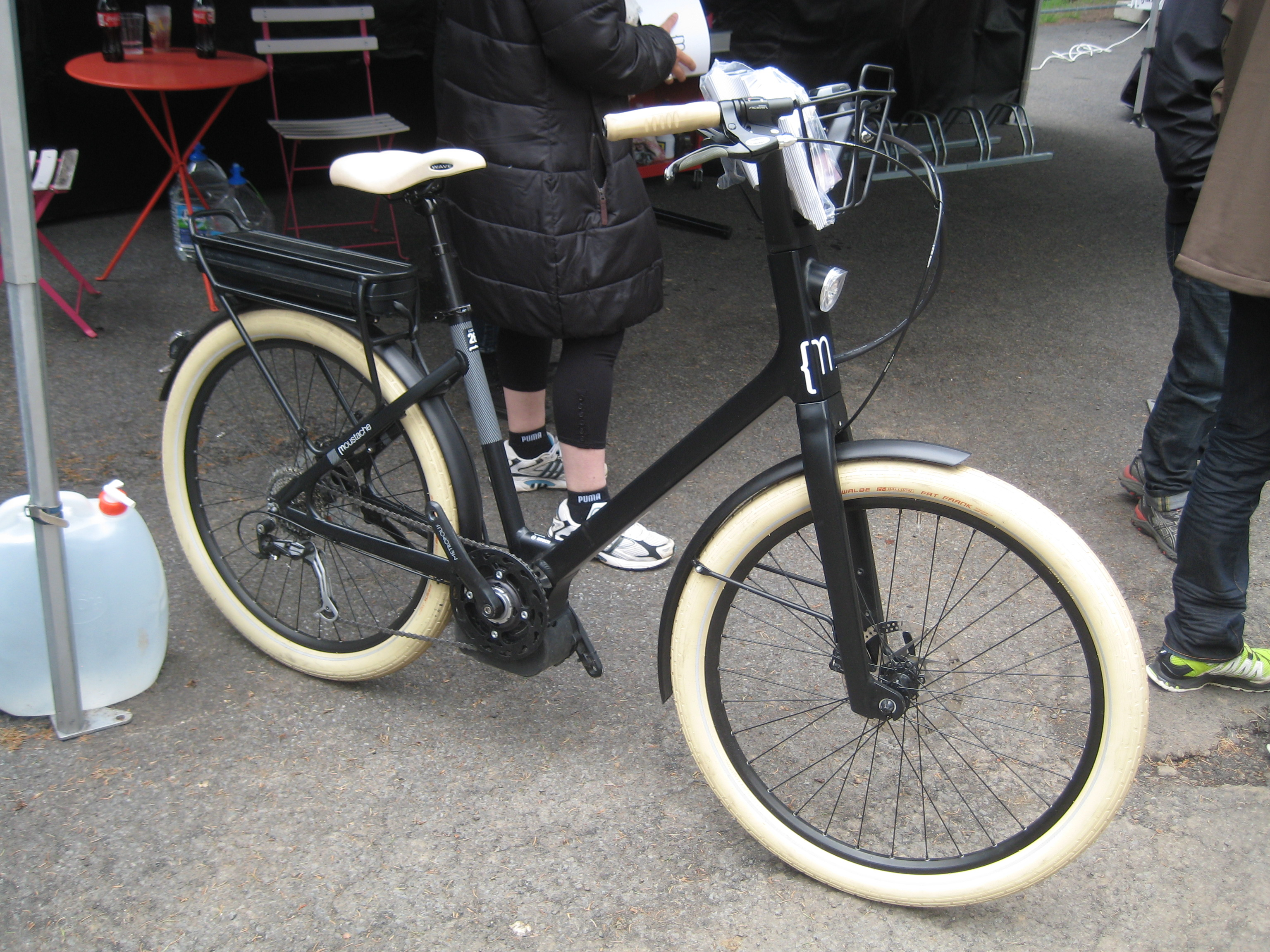
Vélo à assistance électrique.
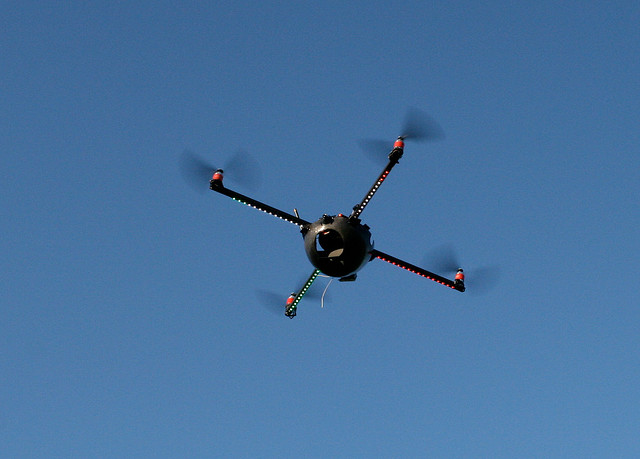
Drone entièrement électrique 2011.

#### Éclairage
Au début du XXIe siècle, les recherches sur les technologies des Leds ont fait des avancées majeures. De technologies embryonnaires, elles ont abouti à une multitude d'offres industrielles, utilisant les diodes électroluminescentes comme moyen d'éclairage principal.
Avec un très fort rendement intrinsèque de conversion d'énergie électrique en énergie lumineuse et avec le progrès de leur électronique de commande plus les systèmes optiques qui leur sont associés cela permet des adaptabilités dont sont incapables les autres lampes et tubes. Leurs formes et leurs dimensions physiques les rendent adaptables à pratiquement tous les designs.
Elles remplacent les lampes à incandescence aux halogènes et les toutes récentes lampes au xénon dans les phares des automobiles haute et moyenne gamme. Il n'y a que leur coût encore supérieur qui freine leur expansion aux petites automobiles.
Elles remplacent désormais, pour un surcoût acceptable, les lampes d'éclairage de nos habitations dont elles ont repris les designs. Elles remplacent dorénavant très avantageusement les tubes de rétroéclairage dans des écrans plats (télévision, moniteurs, écrans d'ordinateur, tablettes et smartphones). Les diodes électroluminescentes sont toujours utilisées dans la signalisation des automatismes et machines.
L'éclairage public est en train de passer progressivement aux diodes électroluminescentes.
Et nombre de villes font avec ce moyen un « festival de lumière » sur les murs, dans les rues, sur les arbres, une occasion qui reproduit l'effet des grandes « villes lumières » du début du XXe siècle : Berlin, Genève, Helsinki, Lyon, Montréal...

### Électricité et Santé
L'appréhension du public face aux effets des rayonnements électro-magnétiques est traitée comme une question de première importance. Les infrastructures électriques sont étudiées.
Et par ailleurs, le confort du quotidien des personnes est donné par des objets électriques-électroniques. Ils sont commercialisés dans le grand public par la diminution des coûts de fabrication en très grande série, pour les sous-ensembles définis fonctionnellement. La technique intégrée est mise au point localement pour chaque secteur qui profite de l'avancée de la miniaturisation : les systèmes de stimulation musculaire électrique, les tensiomètres intégrés dans équipements paramédicaux pour sportifs, etc.
La miniaturisation à l'extrême par de la nanotechnologie est étudiée . Elle concerne les domaines de l'organisme vivant et de la pharmacie mise en œuvre pour modifier les états des organismes vivants.
En Europe se développe le suivi du vieillissement des personnes par les moyens de communications électroniques (télésurveillance avec télématique).
Les robots médicaux sont développés. Les exosquelettes de réapprentissage et d'aide motorisée sont les outils qui suivent pour la rééducation de la personne après le geste qu'a fait le chirurgien à distance (faible dans des locaux ou longue de plusieurs kilomètres) de l'opéré[réf. incomplète].

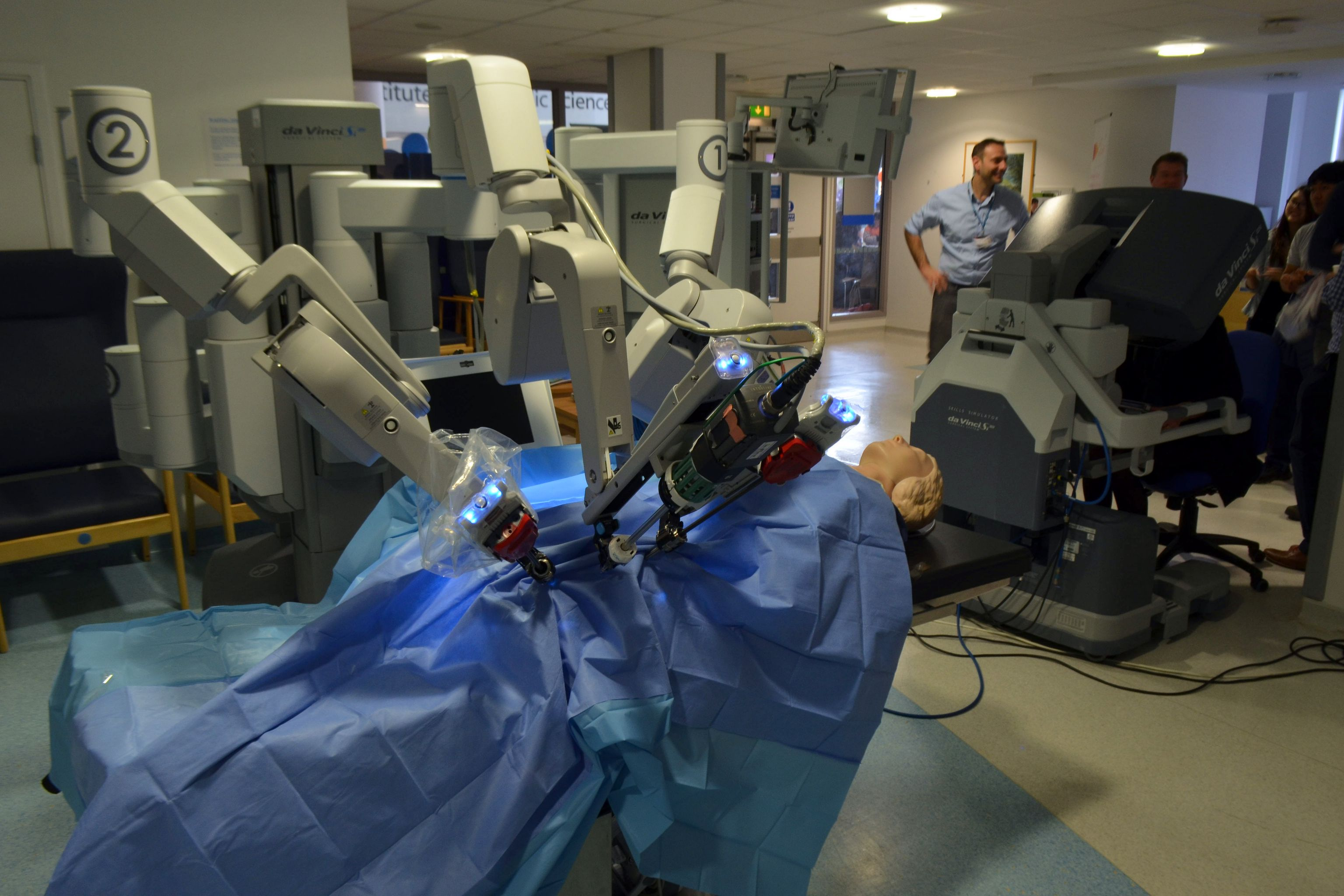
Robot médical utilisant la technique contemporaine (en exposition au Cambridge Science Festival 2015). Le côté réalité de l'opéré : son corps dans l'environnement de la chirurgie de 2015.
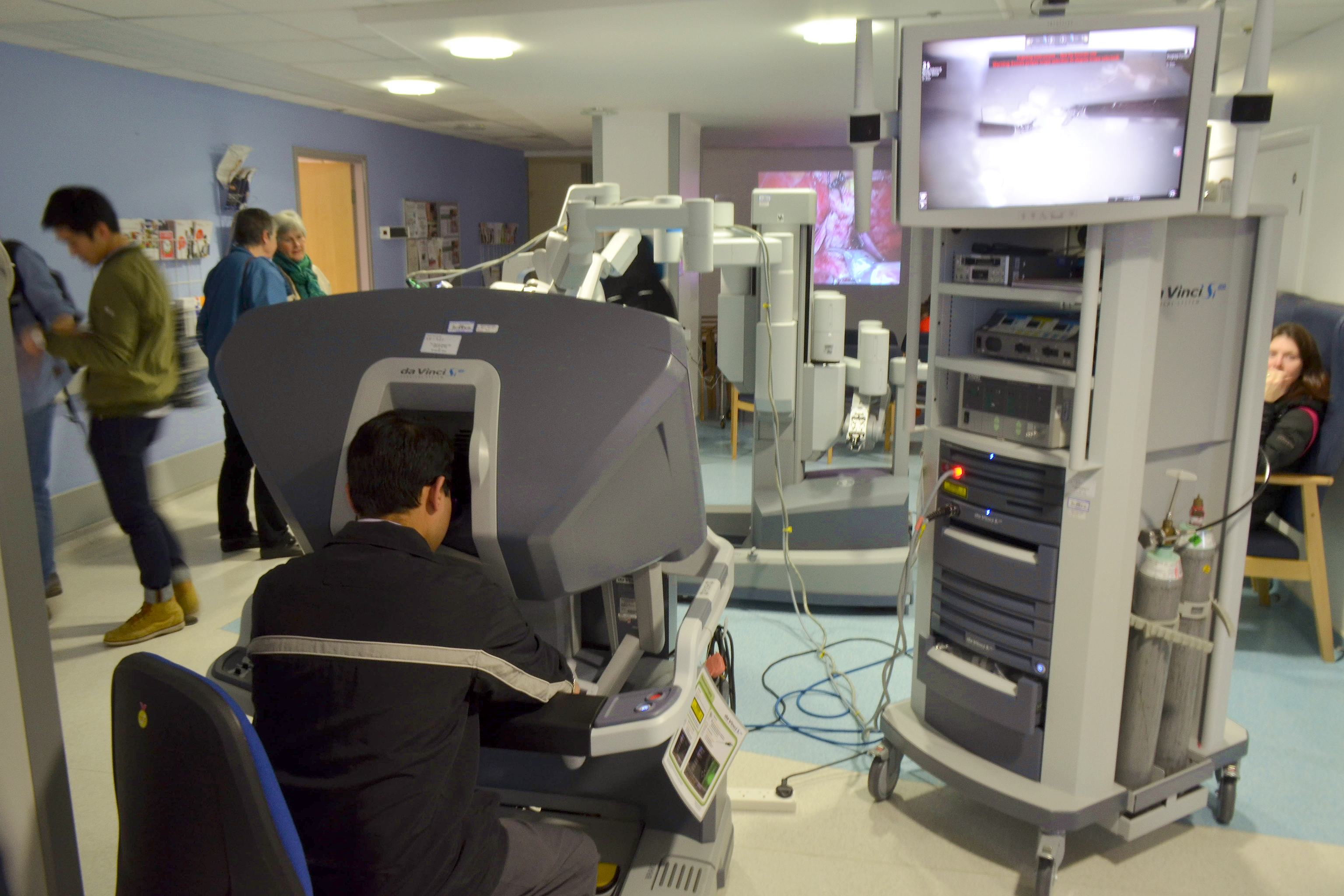
Robot médical utilisant la technique contemporaine (en exposition au Cambridge Science Festival 2015). Le côté opératoire : chirurgien mis dans le monde de l'opéré restitué par la machine

En médecine curative, un suivi lui aussi à distance par les moyens de l'électronique contemporaine est fait pour les patients qui se connectent avec les centres curatifs (diabète, etc.)[réf. incomplète].
En médecine générale, des cabinets de médecin commencent à être « déportés » (télémédecine) en centres de consultation communaux avec personnel de soin par les moyens du web de la télémédecine pour des villages.

## Risques liés à l'électricité et méthodes de prévention

### Électrisation et électrocution

Panneau européen standardisé signalant un danger électrique (années 1970).

Le risque d'électrisation ou même d'électrocution est connu au moins depuis l'Antiquité : il se matérialise notamment dans la nature par les dégâts causés par la foudre. Il fut également au cœur de la guerre des courants : l'électrocution fut même ensuite utilisée dans certains pays avec les chaises électriques. Le développement des usages de l'électricité  s'est accompagné d'une augmentation de ces risques.
Plusieurs méthodes ont été définies et utilisées pour en limiter l'occurrence et les effets, notamment :
- usage d'isolants sous forme de gaines entourant les câbles électriques, de vêtements (semelles de chaussures, gants), etc. ;
- mise à la terre d' équipements[161] ;
- utilisation de disjoncteurs ou fusibles servant de coupe circuits en cas d'intensité électrique trop élevée ;
- signalétique spécifique ;
- programmes de formation et d'habilitation professionnelle.

La plupart des pays édictent des normes et des règles visant à limiter ce risque en imposant l'utilisation d'équipements adaptés et normalisés, et en formulant des règles d'intervention sur les circuits électriques.

### Exposition aux rayonnements électromagnétiques
À partir de la fin du XXe siècle, l'étude des risques d'origine électrique s'étend  aux effets des rayonnements électro-magnétiques. Plusieurs situations, professionnelles ou domestiques, conduisent à des réglementations ou des recommandations, notamment :
- Rayons X en milieu médical ou industriel[162] :
- Utilisation du téléphone portable[163]:
- Proximité des lignes haute tension[164] :

### Incendies d'origine électrique
La foudre est à l'origine d'incendies de forêts dans plusieurs régions de monde  : elle est  responsable de plus des trois quarts de ces incendies dans les zones non subtropicales. 
L'usage de l'électricité peut également être à l'origine de départs de feu, risque qui a, dès la fin du XIXe siècle , préoccupé les pouvoirs publics, et poussé à imposer l'isolation de la plupart des câbles électriques en ville. Le risque d'incendie d'origine électrique peut avoir plusieurs origines:
- machine électrique devenant une source très chaude (décapeur thermique, etc.) ;
- machine électrique tournante émettant des particules métalliques à haute température ou des étincelles ;
- arc électrique produit par exemple par un poste de soudure ou en cas de court-circuit.

Certaines batteries, notamment celles au lithium-ion, largement utilisées dans les petits appareils électriques, les téléphones portables et les véhicules électriques, peuvent aussi être à l'origine de très graves incendies, qu'il est difficile de maîtriser.

### Accidents, incidents et polémiques
- 2002 : 730 explosions de transformateurs aux États-Unis[168];
- 2003, 14 août : blackout aux États-Unis, environ cinquante millions de personnes sont restées sans électricité durant deux jours;
- 2003, 28 septembre : en Italie, 57 millions de personnes sans électricité pendant deux heures;
- 2006, 4 novembre : environ 10 % de la population française est plongée dans le noir pendant près d'une heure. En Allemagne plusieurs centaines de milliers d'habitants en Rhénanie-Westphalie sont touchées, de même en Belgique et en Italie du Nord;
- 2011 : à la suite d'un séisme de magnitude 9 induisant un puissant tsunami, la centrale nucléaire de Fukushima est endommagée, puis partiellement détruite provoquant de nombreuses coupures de courant au Japon;
- 2012, 31 juillet : en Inde, six cents millions de personnes (soit près de 10 % de la population mondiale) sont privées de courant pendant plusieurs heures.

## Dans les arts

### Littérature
Les écrivains de fiction scientifique, comme Jules Verne, mettent dès le milieu des années 1800, l'électricité et ses propriétés, réelles ou supposées, au cœur de nombre de leurs romans. Mais l'intérêt, voire la fascination, pour l'électricité dépasse largement le cadre de ce genre littéraire spécialisé. Ainsi, Marcel Proust , dans À la recherche du temps perdu, voit dans l'électricité une marque de la modernité bourgeoise : « À propos de vue, vous a-t-on dit que l’hôtel particulier que vient d’acheter Mme Verdurin sera éclairé à l’électricité ? Je ne le tiens pas de ma petite police particulière, mais d’une autre source : c’est l’électricien lui-même, Mildé, qui me l’a dit. Vous voyez que je cite mes auteurs ! Jusqu’aux chambres qui auront leurs lampes électriques avec un abat-jour qui tamisera la lumière. C’est évidemment un luxe charmant. D’ailleurs nos contemporains veulent absolument du nouveau. ». Avant lui, Honoré de Balzac se fixe comme l'un des objectifs de sa Comédie humaine « de populariser les faits étonnants, je puis dire les prodiges de l’électricité qui se métamorphose chez l’homme en une puissance incalculée ». Quant au Frankenstein de Mary Shelley (1818), il est animé par une « étincelle de vie », que les critiques relient aux connaissances que l'auteure avait des phénomènes électriques de l'époque.
Des poètes lui consacrent une partie de leur œuvre, comme Henri Allorge dans son recueil Les Petites Poèmes électriques et scientifiques (1924) en partie dédié à divers objets liés à l'électricité : interrupteur, compteur, prise de courant, etc..
Ces écrivains, et bien d'autres, vont faire passer dans la langue courante des expressions mettant en exergue plusieurs aspects de l'électricité et créant de multiples métaphores électriques : un chef « électrise ses troupes », l'amour survient comme « un coup de foudre », un accord est trouvé car les participants « sont sur la même longueur d'onde », la communication est impossible car « il y a trop de tension » entre les interlocuteurs, etc.

### Peinture, gravure, photographie et autres arts graphiques bidimensionnels

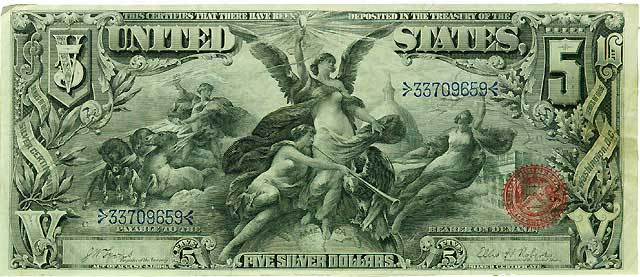
Billet américain de 5 $ avec une allégorie de "L'Électricité présentant la Lumière au Monde" (1896).

De nombreuses peintures et gravures allégoriques de l'électricité apparaissent à partir de la fin du XIXe siècle, notamment à l'occasion des expositions internationales.
Aux États-Unis, pays qui se révèle le plus rapide à se saisir des applications de l'électricité, des billets de banque de 2 et 5 dollars sont émis en 1896, chacun portant une allégorie de l'électricité. Celle du billet de 2 dollars montre « La Science présentant les enfants Electricité et Vapeur aux adultes Commerce et Industrie » et celle du billet de 5 dollars « L'Électricité présentant la Lumière au Monde ».

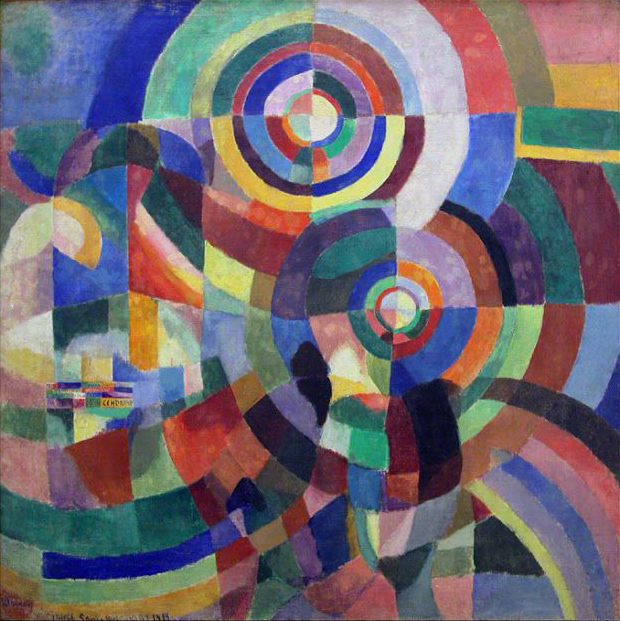
Prismes électriques de Sonia Delaunay (1914).

Les Impressionnistes et les écoles ultérieures se saisissent, dans des styles très variés, du sujet "électricité". Parmi les très nombreux tableaux inspirés par l'électricité dans la première moitié du XXe siècle et illustrant cette variété des traitements picturaux, on peut citer :
- Féérie Nocturne de Maxime Maufra représentant une vue nocturne de l'Exposition Universelle de Paris (1900) ;
- Prismes électriques de Sonia Delaunay, peinture abstraite représentant les effets optiques de lampadaires électriques de nuit à Paris (1914)[175] ;
- Night Lights of Manhattan de Joseph Pennell (1921) ;
- La Fée Électricité, œuvre monumentale (600 m²) de Raoul Dufy, réalisée sur commande de la Compagnie parisienne de distribution d’électricité à l'occasion de l'Exposition Internationale de Paris de 1937[176];
- Le transport des forces, réalisé par Fernand Léger pour l'Exposition internationale des arts et des techniques appliqués à la vie moderne de 1937[177].

Les photographes se saisissent également de l'électricité, notamment dans :
- Électricité, série de dix rayogrammes de Man Ray (début des années 1930)[178] ;
- Le Mistral, de Cartier-Bresson cliché pris à l'époque de l'électrification de la ligne SNCF Paris-Nice (1957)[179] ;
- American Power, série de photos de Mitch Epstein comprenant par exemple la centrale d'Amos en Virginie Occidentale (début des années 2000)[180].

### Sculpture et autres créations artistiques tridimensionnelles

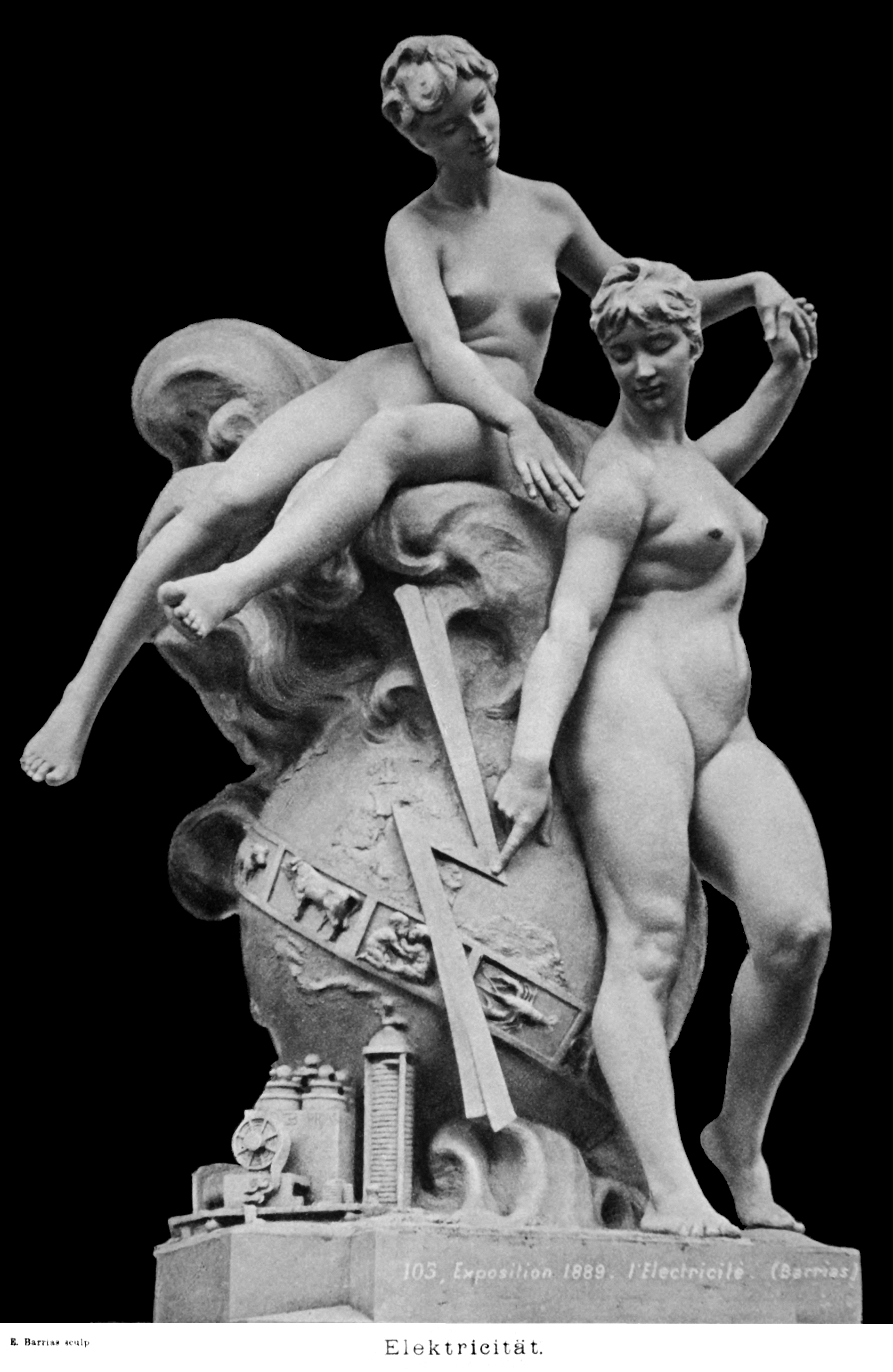
Électricité de Louis-Ernest Barrias (1889).

Comme la peinture, la sculpture incorpore l'électricité à partir de la fin du XIXe siècle comme un sujet de représentation allégorique, par exemple dans :
- L'électricité, statuette de Charles Léo en régule polychrome représentant une femme tenant dans une main  une lampe à incandescence et dans l'autre un poteau avec trois isolateurs électriques reliés à une dynamo Edison (1880)[181];
- Électricité de Louis-Ernest Barrias, réalisée pour l'entrée de la Galerie des Machines de l'Exposition Universelle de 1889 ;
- Prométhée brandissant la foudre de Constantin Popovici, œuvre monumentale dominant le barrage Vidraru en Roumanie (1965)[182].

À partir des années 1920, l'électricité est utilisée pour des effets d'éclairage ou mettre en mouvement des créations artistiques dites "lumino-cinétiques", puis  l'« art cybernétique » l'« art numérique » apparaissent au milieu des années 1950 : hologrammes, lasers créant un volume apparent, etc. 

### Musique
L'électricité vient s'intégrer à la musique avec l'enregistrement du son, sa reproduction amplifiée et modifiée, et l'usage d'instruments électroniques : le premier « synthétiseur de son » est réalisé en 1928, l'orgue électromécanique est créé vers 1930. La guitare électrique a son succès en 1950. Après 1970 d'autres instruments se succèdent, le synthétiseur, puis l'Orgue numérique, ensembles entièrement électroniques. La numérisation de la commande l'orgue instrument classique restauré se fait à partir des années 1990 en sous-ensemble liant le clavier physique aux tuyaux d'orgue par l'électronique, et en les dissociant parfois sur la scène. L'orgue et le vibraphone sont les instruments notables utilisant les moteurs électriques.
La musique instrumentale classique est augmentée des sons de l'électroacoustique dès 1960 avec la radiophonie (par le Groupe de recherches musicales).

### Architecture

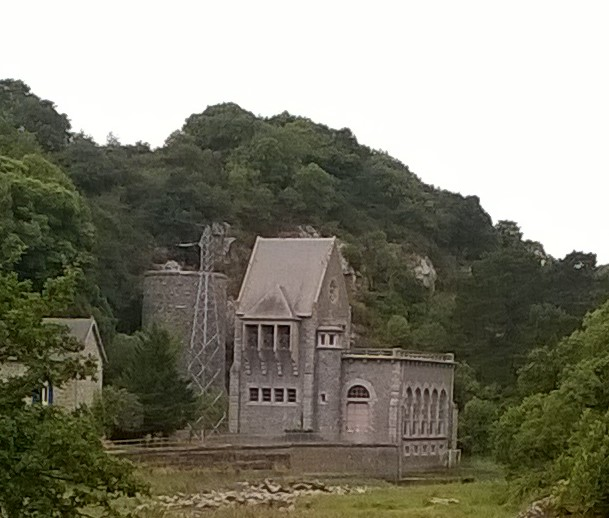
Bretagne, centrale hydroélectrique de Pont-Rolland (architecte Yves Hémar, 1936, style Historicisme pour une usine en forme d'église fortifiée avec une tour carrée en arrière et une tour-escalier en coin du bâtiment principal).

Dans la période 1880 d'installation des usines de production d'électricité, les « centrales électriques » intégrées dans les manufactures (les premières à exister) n'ont pas d'architecture propre. En Autriche, Allemagne, États-Unis qui furent les états promoteurs de cette énergie, on trouve des usines ayant une expression architecturale néo-classique ou bien art-déco et art nouveau.
Dès les années 1880, l'architecture des villes poursuit avec l'électricité ce qui avait été commencé au Siècle des Lumières avec les « pot à feu » et les « galeries » : les Salons s'éclairent, qu'ils soient d'exposition ou de démonstration, ludiques ou scientifiques. Dans les commodités « Bonheur et Abondance » de la « Belle Époque » l'éclairage électrique n'est plus réservé aux extérieurs à cause de sa production par l'arc électrique (par exemple dans la « ville lumière »). Il est intégré dans l'architecture aussi bien extérieure qu'intérieure par l'ampoule électrique. Il aboutit à la fois à des aspects de chalandise commerciale pour les Grands magasins. Pour l'Hôtellerie de luxe et les hôtels particuliers il s'agit plutôt de son effet ostentatoire. L'éclairage par ampoule électrique prend un côté banal pour les autres lieux de vie où il est utile face au bec de gaz et la lampe à pétrole.
Le design en début du XXe siècle impulsé entre autres par la Deutscher Werkbund intègre pour les appareils électriques la beauté de leur enveloppe. Cela concerne aussi bien les lampes et lampadaires que les moulins à café et mixers.

### Arts plastiques et cyberculture
L'électricité prend un côté artistique dans les arts plastiques dans la période d'après première guerre mondiale.

En France a lieu l'exposition « Lumière et mouvement » de 1967 au Musée d'Art moderne de Paris. Puis en 1984 au même endroit a lieu l'exposition « Electra, l'électricité et l'électronique dans l'art au XXe siècle » et s'y joint « Modélectricité » qui présente le vêtement et l'électricité organisée par le Musée de la Mode et du Costume,.

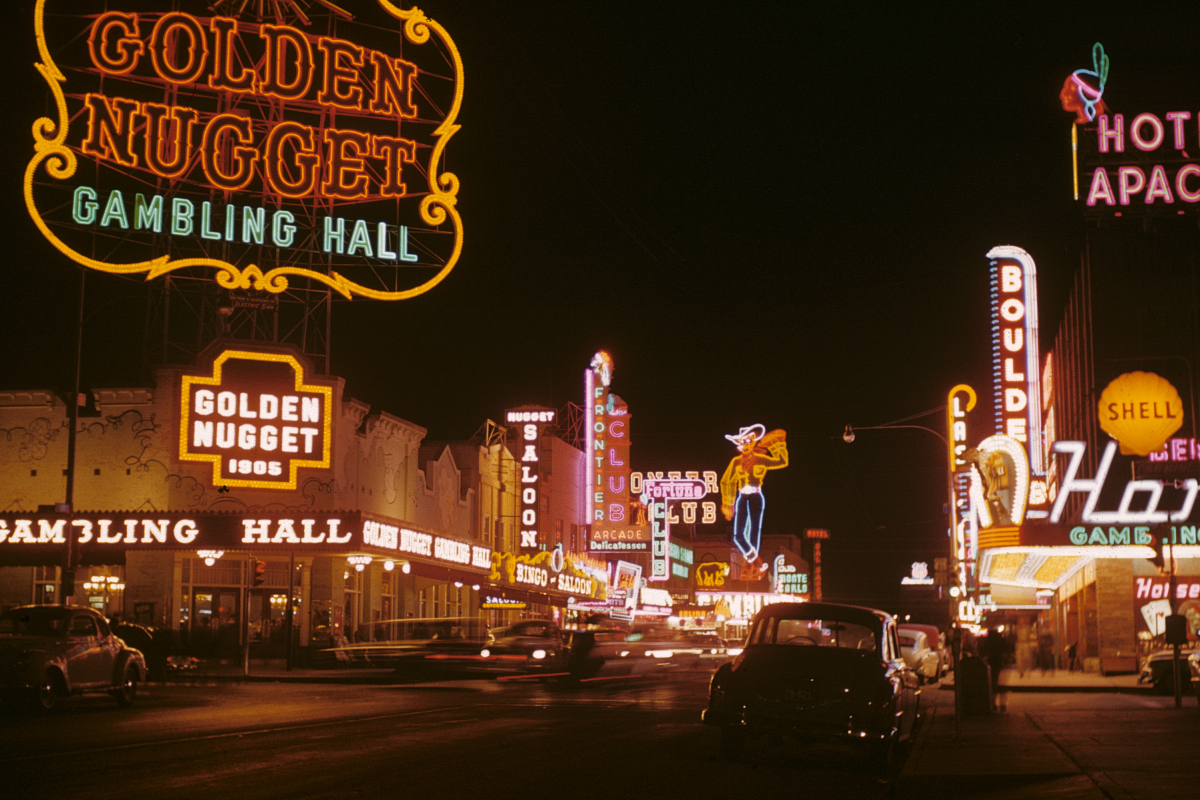
Le Golden Nugget et le Pioneer Club bordant la Fremont Street en 1952 à Las Vegas.

Les œuvres en trois dimensions se servent de sources de lumières, d'images et de sons nouveaux. Les œuvres en deux dimensions -écran succédant à la toile peinte- produisent et se servent de la base des images nouvelles entièrement synthétiques et se servent de tonalités nouvelles (telles que les clusters apparus en 1930).
Les installations sonores et visuelles de l'art contemporain qui captent physiquement par de l'électronique la présence humaine pour se programmer-dérouler en happening façon des années 1980 parfois ultérieurement « aspirent à "incarner" toutes les données informatiques par nature impalpables dont notre quotidien est fait ».
Tout en poursuivant l'usage d'outil fait au XXe siècle de l'électricité, l'électronique, l'informatique dans leurs œuvres les artistes retranscrivent les atmosphères créées par le biais de l'éclairage, de la mise en mouvement d'objets, les images... Ainsi la lumière noire festive des entractes de cinéma, des boîtes de nuit est rappelée pour définir des espaces conjugués avec le son perçu.
Des artistes contemporains évoquent l'électricité par sa technologie ou bien ses principes trouvés par la recherche contemporaine (évocation de la dualité onde-particule du buckminsterfullerène ; sculpture intitulée Quantum Buckyball (2004), composée de fullerènes imbriqués, évocation du cadre de vie incluant la nanotechnologie de la matière et celle de l'électricité par la reproduction d'un PC en une sculpture en céramique ech:1/1[réf. incomplète]).
En continuation du mouvement dans les arts plastiques du XXe siècle de l'expérimentation de la technologie (Experiments in Art and Technology), des artistes utilisent la technologie électrique et électronique.

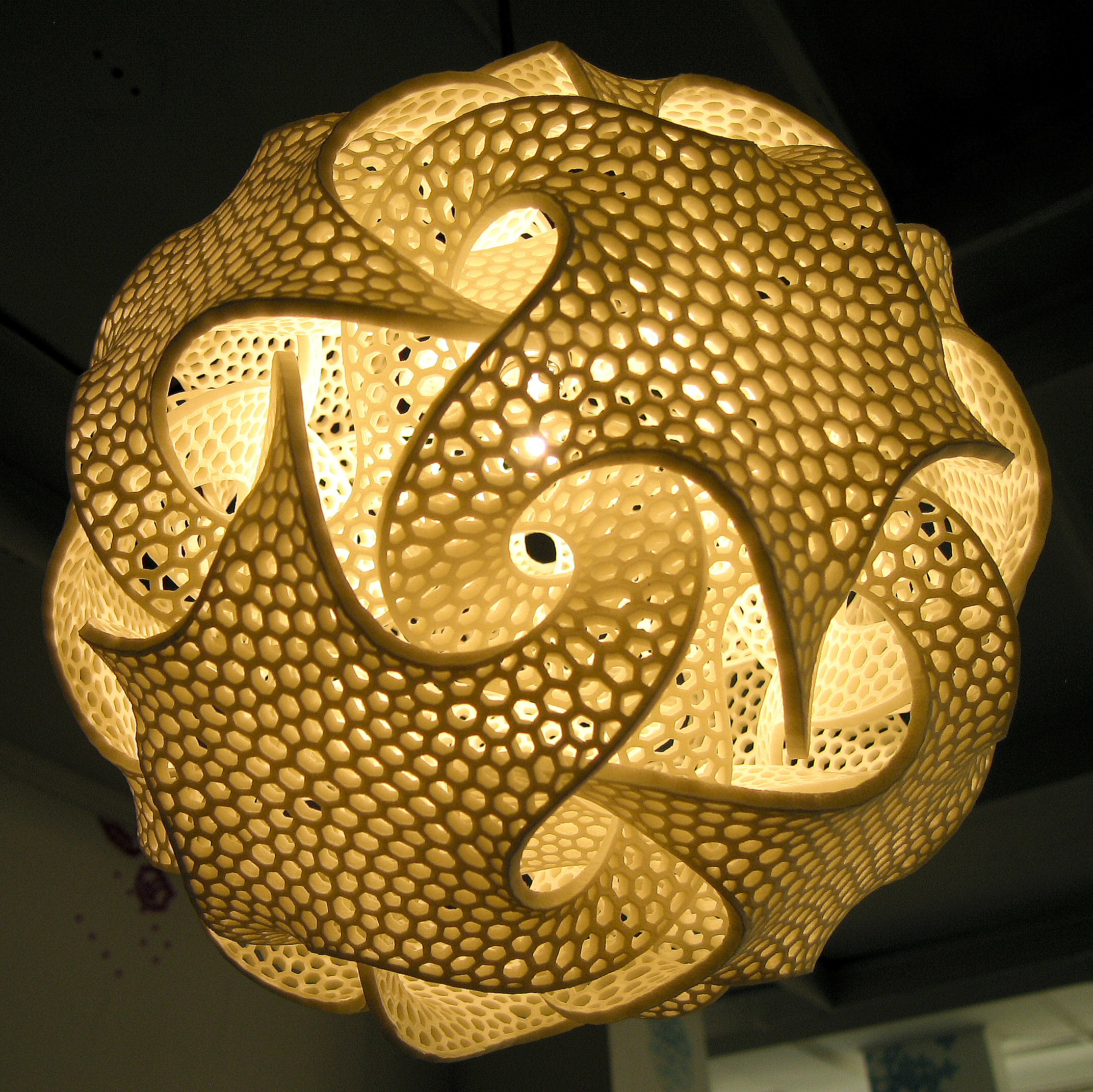
Sculpture mathématique, Bathsheba Grossman (en), 2007.
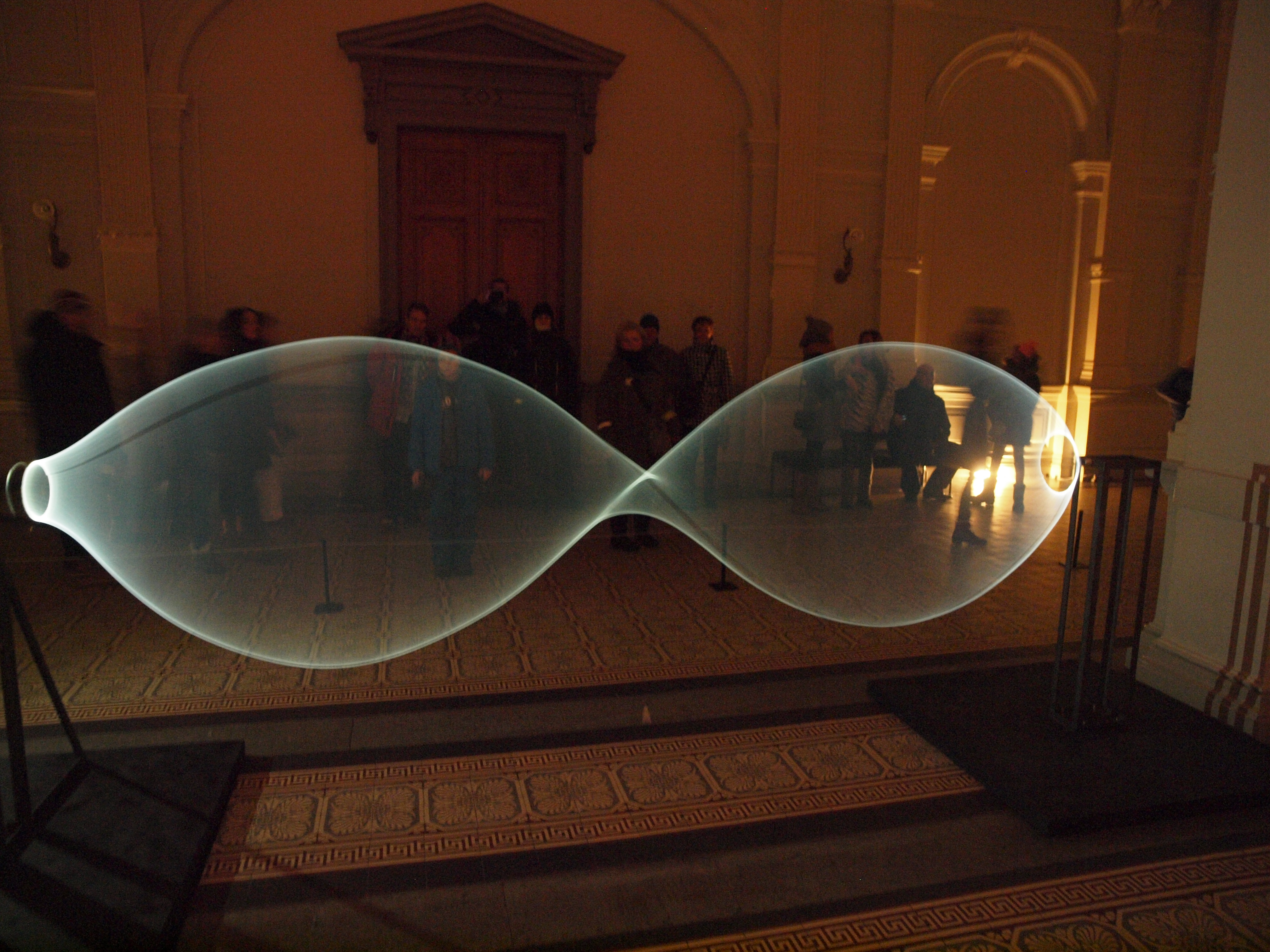
Sculpture du brin incurvé illuminé en rotation rapide au Musée d'Art Ateneum, lors de l’événement "Lux Helsinki 2016".
Dans la suite du dessin démarré dans les années 1970 avec les traceurs, la machine (2D) "Drawing machine 1" de Desmond Paul Henry (en) intègre pour lui la notion des fractales à partir de 2002.

## Glossaire historique
Certains mots ont été utilisés depuis l'invention de l'électricité en science. En Europe, les mots ont été transposés d'une langue à une autre, et on constate dans ces langues la disparition des termes qui dans l'histoire deviennent des concepts scientifiques faux. Par exemple dans la constitution de la science de l'électricité au XVIIIe siècle, l'abbé Jean Antoine Nollet a eu pour détermination de confondre les « charlatans ». Des mots représentatifs d'idées erronées sont cependant résiduels par l'usage hors du domaine des sciences et médiatisés par les dictionnaires retraçant la culture plus ou moins moderne. Ainsi ce qui a été défini dans le Cours de physique de Pieter van Musschenbroek en 1760, est connu par Nolet ; 

« Les Philosophes modernes se sont servis du terme d'électricité pour désigner [sa] propriété, et ils ont fait dériver quantité d'autres mots dont ils font usage…
§DCCXXI idiolectrique [corps électriques par eux-mêmes]…anélectrique []…symperielectrique []… 
§DCCCXXXI On doit regarder l'électricité comme un écoulement, une exhalaison d'une matière très subtile à la vérité, mais néanmoins matérielle. »

Idiolectric est présent dans le Dictionnaire Webster américain commun et dans le Chambers Dictionary anglais du XIXe siècle, idioélectrique est présent dans le dictionnaire Antoine de Rivarol, Dictionnaire classique de la langue française, 1827. Mais comme ambréité (idem électricité vitreuse), ce terme n'apparait pas dans les dictionnaires communs contemporains ensuite.

### Quelques termes
1. ↑  Potentiel et Différence de potentiel, Champ (électrique - magnétique).
Le potentiel est ce qui est contenu « en puissance ». À partir de la bouteille de Leyde, la puissance électrique commence à se faire connaitre en ce qui concerne l'électricité.
La conversion d'énergie moderne utilise la constance de la puissance utilisable en passant par la différence de potentiel cyclique dans le temps scientifique immédiat pour l'électrotechnique comme pour l'électrochimie avec l'entropie. Cela concerne aussi tout à fait en dehors de la statistique du probable-improbable la mécanique avec les fluides rationalisés — donc l'électricité et ses champs électro-magnétiques en ce qui concerne les transmissions de signaux avec le calcul stochastique dans le temps —.
Et dès lors la notion de potentiel négatif ne suit plus du tout la logique de la puissance négative, symbole de destruction possible et probable.
2. ↑  Interrupteur « II. Dispositif servant à couper ou à rétablir le passage du courant électrique dans un circuit. Synonyme commutateur « Il laissait la fenêtre ouverte (...) ; fit ses comptes et ses prières, puis éteignit. (L'éclairage était électrique, qu'on arrêtait en chavirant la chevillette d'un interrupteur de courant) ». — André Gide, Les caves du Vatican,Nrf, 1914, p. 778. ». interrupteur, CNRTL.
3. ↑  « Électronique : [1905 pour l'adjectif, 1922 pour le substantif, depuis l'adjectif anglais issu de la théorie de l'électricité des électrons à l'état libre. Dans le français officiel depuis 1932.] probablement introduit par l'électricien anglais J.-A. Fleming [1849-1945] cf. son ouvrage Electronic Theory of Electricity, 1902 » électronique, CNRTL.
4. ↑  Tension au XVe siècle contrainte mécanique, force mécanique, XIXe siècle manifestation de l'électricité (phénomène d'abord électrostatique puis électrocinétique au XXe siècle — en association avec l'intensité —) : synonymes de tension : « orage - mésintelligence - désaccord - voltage - électricité » — et synonymes d'intensité : « force - vitesse - ampérage - amplitude » —. tension, CNRTL.
5. ↑  Électronique « II Science étudiant les électrons ; industrie électronique... Étymologie et Histoire 1. Adj. 1905 théories électroniques (Radium, p. 352) ; 2. subst. 1922 (Lar. univ.) Calque de l'angl. electronic theory « théorie électronique », probablement introduit par l'électricien anglais John Ambrose Fleming [1849-1945] cf. son ouvrage Electronic Theory of Electricity, 1902. » électronique, CNRTL.
6. ↑  « Mécanisation : 1846 « introduire l'emploi des machines, des moyens mécaniques (dans un travail, une activité) » — Pierre-Joseph Proudhon, Système des contradictions économiques ou Philosophie de la misère, t.1, 1846). Dér. de mécanique; suff. -iser » mécaniser, CNRTL.

### Dictionnaires
- Jacquez, Dictionnaire d'Électricité et de Magnétisme, Étymologique, Historique, Théorique, Technique, avec la synonymie française, allemande et anglaise, Paris, Librairie C. Klincksieck, 1883-1887 (lire en ligne).
- Larousse, Dictionnaire encyclopédique Larousse : L1 (Dictionnaire), Paris, Larousse, 1979, 1515 p. (ISBN 2-03-020127-8)
- Lefèvre, Dictionnaire d'électricité et de magnétisme... comprenant les applications aux sciences, aux arts et à l'industrie, à l'usage des électriciens, des ingénieurs, des industriels, etc., J.-B. Baillière et fils, 1891-1895
- F. Raymond, Dictionnaire général de la langue française et vocabulaire universel des sciences, des arts et des métiers, t. I, Paris, 1832, 862 p. (lire en ligne)
- Michel Serres (dir.), Nayla Farouki (dir.), Charles Auffray, Jean-Gabriel Ganascia, Christian Houzel, Albert Jacquard, Étienne Klein, Pierre Laszlo, Pierre Léna et Jean-Paul Poirier, Le Trésor : Dictionnaire des Sciences, Paris, Flammarion, 1997, 1092 p. (ISBN 2-08-035108-7)

  - Dictionnaire des Sciences électricité : « électricité », dans Serres Farouki et al., Dictionnaire des Sciences, 1997, p. 304-309
  - Dictionnaire des Sciences électromagnétisme : « électromagnétisme », dans Serres Farouki et al., Dictionnaire des Sciences, 1997, p. 309-312
  - Dictionnaire des Sciences électron : « électron », dans Serres Farouki et al., Dictionnaire des Sciences, 1997, p. 312-313
  - Dictionnaire des Sciences électronique : « électronique », dans Serres Farouki et al., Dictionnaire des Sciences, 1997, p. 313
  - Dictionnaire des Sciences diffusion : « diffusion : - de la lumière, - de particules », dans Serres Farouki et al., Dictionnaire des Sciences, 1997, p. 273-275
  - Dictionnaire des Sciences lumière : « lumière », dans Serres Farouki et al., Dictionnaire des Sciences, 1997, p. 538
  - Dictionnaire des Sciences semi-conductivité : « semi-conductivité », dans Serres Farouki et al., Dictionnaire des Sciences, 1997, p. 878-880
  - Dictionnaire des Sciences microscope : « microscope », dans Serres Farouki et al., Dictionnaire des Sciences, 1997, p. 590

### Ouvrages collectifs ou institutionnels
- Banal, Beltran et Benoit, Histoire générale de l'électricité en France : Espoirs et conquêtes : 1881-1918, Paris, Fayard, 1991, 999 p. (ISBN 2-213-02780-3).
- Georges Barthélémy (dir.), Histoires des sciences, Paris, Éllipses, 2009, 745 p. (ISBN 978-2-7298-5000-5)
- Cattelin, Bourdreux, Langrand et Moreno, Le cabinet de Physique de Sigaud de Lafond, 2006 (lire en ligne)
- La Souchère 2009 : Marie Christine de La Souchère, « Astronomie », dans Georges Barthélémy et al., Histoires des sciences, 2009, p. 9-90
- Desit-Ricard 2009 : Isabelle Desit Ricard, « Physique », dans Georges Barthélémy et al., Histoires des sciences, 2009, p. 91-168
- Lécaille 2009 : Claude Lécaille, « Chimie », dans Georges Barthélémy et al., Histoires des sciences, 2009, p. 162-248
- Beugniez 2009 : Michel Beugniez, « Prix Nobel », dans Georges Barthélémy et al., Histoires des sciences, 2009, p. 503-588
- Belna 2009 : Jean-Pierre Belna, « Logique », dans Georges Barthélémy et al., Histoires des sciences, 2009, p. 589-668
- Barthélémy 2009 : Georges Barthélémy, « Mathématiques », dans Georges Barthélémy et al., Histoires des sciences, 2009, p. 669-744
- Lévy, Conseil de l'Europe, Cyberculture : rapport au Conseil de l'Europe dans le cadre du projet « Nouvelles technologies : coopération culturelle et communication », Paris, Jacob, 1997, 313 p.
- K. Ploetz, Stier, Ludat et Pollmuller, Calendrier de l'histoire universelle, Marabout, coll. « marabout-université », 1957, 350 p.
- Gouvernements d'Europe, de Russie et de Turquie dans leur ensemble, Convention télégraphique internationale de Paris 1865, Règlement de service international 1865, 1865, 310 p. (lire en ligne)
- Bulletin d'histoire de l'électricité (Publication périodique), Association pour l'histoire de l'électricité en France, 1983-2000 (lire en ligne)

### Autres ouvrages en français
- Irving Adler (trad. de l'anglais par D. Meunier, préf. Henri Cartan, littérature enfantine), Découverte des Mathématiques, Édition des deux coqs d'or, 1961, 140 p.
- Bachelard, EPISTEMOLOGIE. : Textes choisis, Paris, Les Presses universitaires de France, coll. « Les grands textes. Bibliothèque classique de philosophie. », 1980, 216 p. (lire en ligne), textes choisi par Dominique Lecourt, 1980.
- Edmond Bauer et René Taton, « Histoire générale des Sciences : La Science contemporaine, Le XIXe siècle, électricité », Revue d'histoire des sciences, t. III,‎ 1965.
- Beltran, La fée électricité, Paris, Gallimard, coll. « Découvertes / Sciences et Techniques », 1991, 176 p. (ISBN 2-07-053146-5, OCLC 27027322). .
- Beltran et Carré, La Fée et la Servante, Belin, 1991, 352 p. (ISBN 978-2-701-11212-1).
- Harris Benson, Physique II, Electricité et Magnétisme, 1993, 316 p. (ISBN 2-7613-0778-X, lire en ligne).
- Guide du chercheur en Histoire de l'électricité, Paris, Éditions La Mandragore et Fondation Électricité de France (EDF), 352 p. (ISBN 978-2-912468-11-6 et 2-912468-11-6, lire en ligne)
- Blondel, Histoire de l'électricité, Paris, Pocket, 1994, 127 p. (ISBN 978-2-266-05014-2 et 2266050141).
- Bodanis (trad. de l'anglais par Bella Arman), La surprenante histoire de la fée électricité, Paris, Dunod, 2006, 245 p. (ISBN 2-10-049311-6).
- Sylvain Bonhomme, Méthodologie et outils pour la conception d'un habitat intelligent. Micro et nanotechnologies/Microélectronique (thèse de Méthodologie), 15 mai 2008 (lire en ligne).
- Borvon, Histoire de l'électricité : de l'ambre à l'électron, Paris, Vuibert, coll. « Va savoir ! », 2009, 272 p. (ISBN 978-2-7117-2492-5, lire en ligne)
- Brenni, La science française au Crystal Palace, dht.revues.org, 2010 (lire en ligne), « Chap. L’industrie des instruments scientifiques en France et en Grande-Bretagne (1750-1850) »
- Caron et Cardot, Histoire de l'électricité en France : Tome I, 1881-1918, Fayard, 1991, 999 p.
- P. Coupechoux et A. Beltran, 1946-1996 Chroniques de nos années-lumière, Textuel et EDF, 1996, 110 p.
- Feynman (trad. Françoise Balibar et Alain Laverne), Lumière et matière : une étrange histoire, Points, 1987, 206 p. (ISBN 978-2-02-014758-3)
- Charlotte Fiell et Peter Fiell, Design Industriel : A-Z, Köln/London/Paris etc., Taschen, 2003, 190 p. (ISBN 3-8228-2425-9).
- Pierre Germa, Depuis quand? : les origines des choses de la vie quotidienne, Paris, Berger-Levrault, 1982, 373 p. (ISBN 2-7013-0487-3)
- Germa, Depuis quand ça existe? : les origines des choses de la vie quotidienne, Paris, Belin, 2014, 355 p. (ISBN 978-2-7011-9082-2).
- Guillemant, La route du temps, Le Temps Présent, 2010
- Denis Guthleben, Rêves de savants : étonnantes inventions de l'entre-deux-guerres, Paris, Armand Colin, 2011, 160 p. (ISBN 978-2-200-25760-6).
- Klein, Les secrets de la matière, Paris, Plon, coll. « Raconté en famille », 2008, 122 p. (ISBN 978-2-259-20533-7)
- Thomas Samuel Kuhn (trad. de l'anglais), La Structure des révolutions scientifiques, Paris, Flammarion, coll. « Champs », 1991 (1re éd. 1962), 284 p. (ISBN 978-2-08-081115-8 et 2-08-081115-0).
- Haton de La Goupillière, Cours d'exploitation des mines, t. 2, Paris, Dunod, 1905 (1re éd. 1896)
- La Souchère, Histoire de l'électricité : lumières d'hier et d'aujourd'hui, Paris, Ellipses, 2011, 272 p. (ISBN 978-2-7298-6279-4).
- La Souchère, Les sciences et l'art : peinture, musique, architecture, cinéma, littérature et science-fiction, Paris, Éllipses, 2016, 206 p. (ISBN 978-2-340-01173-1)
- Christine Lefrou, Fabry et Poignet, Electrochimie : concepts fondamentaux illustrés, EDP sciences, 2013, 400 p. (ISBN 978-2-7598-0966-0).
- Lombry, Un siècle de physique; 1- La physique quantique, AEGEUS, 2005, 333 p. (ISBN 2-9522491-3-X)
- Jeremy Melvin (trad. de l'anglais par Catherine Bricout), Découvrir l'architecture, Paris, Eyrolles, 2006, 160 p. (ISBN 2-7081-3439-6)
- Merlin, L'Urbanisme, puf, coll. « Que sais-je », 2009, 127 p.
- Mouy, Logique et philosophie des sciences, Hachette, 1955 (1re éd. 1944) (BNF 41636066), « Logique et psychologie »
- Oppermann, Nouvelles annales de la construction : publication rapide et économique des documents les plus récents et les plus intéressants relatifs à la construction française et étrangère., V. Dalmont, Paris, 1876 (lire en ligne)
- Petit, Histoire du concept d'ion au XIXe siècle (thèse d'histoire), 2013 (lire en ligne)
- Marcel Proust, À l'ombre des jeunes filles en fleurs, Paris, Nrf, 1918, 252 p.
- Colin Ronan (trad. de l'anglais par Claude Bonnafont), Histoire mondiale des sciences, Paris, Seuil, coll. « Points », 1988, 696 p. (ISBN 2-02-010045-2, lire en ligne). .
- Soulier, Les Grandes applications de l'électricité, t. 2, Paris, Dunod, 1916 (1re éd. 1896).
- Soulier, Les Moteurs électriques, Paris, Garnier Frères, 1926.
- Jacqueline Vallon (dir.), Le Livre des Religions, Paris, Gallimard, coll. « découverte cadet », 1989, 261 p. (ISBN 2-07-050866-8)
- Zweiacker, Sacrée foudre ! : Ou la scandaleuse invention de Benjamin F., Lausanne, PPUR, 2011, 254 p. (ISBN 978-2-88074-943-9, lire en ligne).

### Ouvrages dans d'autres langues
- (de) Bose, Die Electricität nach ihrer Entdeckung und Fortgang mit poetischer Feder entworffen, Ahlfeld, 1744 (réimpr. 2011) (1re éd. 1744) (ISBN 978-1-272-22752-4)
- (en) Roger J. Houglum, Electronics : Concepts, Applications and History, Boston, Breton Publishers, 1985 (ISBN 0-534-03909-X, lire en ligne)
- (en) Natalie Lunis, Household inventions : from toilets to toasters, New York, Bearport, 2006 (ISBN 978-1-597-16131-2, lire en ligne).
- (en) Joseph Priestley, The History and present state of electricity, with original experiments (1767), Cambridge University Press, 5 septembre 2013 (1re éd. 1767), 800 p..
- (en) Science And Scientist, Salem Press, 2006, 1189 p. (ISBN 978-1-58765-302-5)